# Müller (Familienname)
Müller oder Mueller ist mit seinen Varianten der häufigste deutsche Familienname.

## Herkunft und Bedeutung
Der Personenname Müller geht auf den Beruf des Müllers (mittellateinisch molinarius) zurück. Die Römer hatten die Mühlentechnik über die Alpen gebracht, wobei es sich zunächst um Handmühlen oder von Zugtieren angetriebene Mühlen handelte. Bereits seit dem 5. bis 8. Jahrhundert verfügten Gutshöfe und Burgen auch über Wassermühlen. Die Wasserkraftnutzung durch Mühlen war ein entscheidender technischer Fortschritt des europäischen Mittelalters und führte seit dem 12. Jahrhundert zur deutlichen Zunahme der Berufsmüller. Müller waren für Klöster und den Adel eine wichtige Abgabenquelle. Um 1200 wurde den Bauern verboten, ihre eigenen Handmühlen weiter zur Mehlerzeugung zu benutzen. Ortsnamen zeigen, dass sich um herrschaftliche Mühlen herum Siedlungen bildeten. Windmühlen breiteten sich vor allem in der Frühneuzeit im Nordwesten Deutschlands aus. Um 1860 soll es in Deutschland noch bis zu 65.000 Mühlen gegeben haben.
Der Name Müller findet sich dementsprechend überall im deutschen Sprachraum.
Deutschstämmige oder andere Personen, deren Vorfahren Müller hießen, schreiben den Namen heute nicht selten Mueller, Muller oder auch Miller, wenn sie in Ländern leben, deren Schriftsprache den Umlaut „ü“ nicht kennt.

## Verbreitung

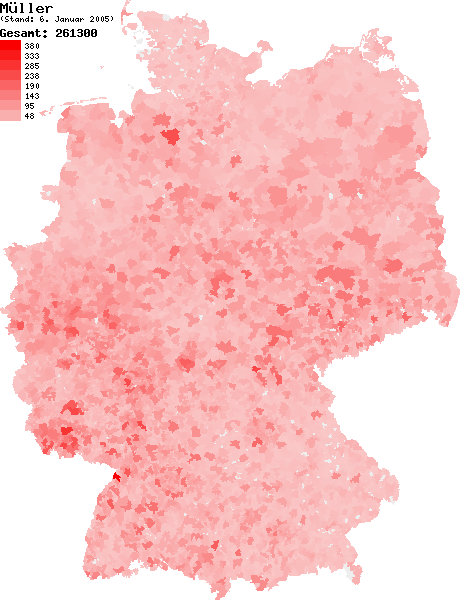
Verteilung des Nachnamens Müller in Deutschland

Müller ist der häufigste Familienname im deutschen Sprachraum. Allein in Deutschland gibt es dazu mehr als 320.000 Einträge im Telefonbuch (1,5 %) (Zahl von 1996). Dazu kommen noch rund 40.000 Einträge der Varianten (siehe: Liste der häufigsten Familiennamen in Deutschland). Mit über 53.000 erfassten Personen ist es auch der häufigste Familienname in der Schweiz. Nach Angaben von Jürgen Udolph tragen etwa 700.000 Deutsche den Namen Müller. Weltweit rangiert Müller (einschließlich der Schreibvarianten Mueller und Muller) mit rund einer Million Namensträgern auf dem 492. Platz der häufigsten Familiennamen der Welt.

## Verwandte Namen und Varianten
- Mahler (von mahlen)
- Mahlmann
- Mallmann
- Meller (niederdeutsch)
- Meulenaers, Meuleneers (belgisch)
- Meuleners (niederländisch)
- Meunier (französisch)
- Miller (bairisch, englisch, schwäbisch)
- Mills (englisch)
- Młynk (sorbisch)
- Moeller (niederdeutsch)
- Mölder (Niederrhein)
- Mölders
- Molenaar (niederländisch)
- Molitor (latinisiert)
- Möllemann
- Moller
- Möller (niederdeutsch)
- Møller (dänisch)
- Möllers
- Möllmann
- Molnar (ungarisch)
- Mühlemann
- Muhler
- Mühler
- Mühlmann
- Mulder (Niederlande)
- Mülder
- Mulders, Mülders (Niederrhein, Niederlande)
- Mulerius
- Mülher
- Muller
- Müllers
- Müllner
- Mylius (gräzisiert)
- Myller

## Zusammensetzungen
Es gibt zahlreiche Zusammensetzungen, die zum Beispiel die Lage oder Art der Mühle genauer beschreiben.
- Bachmüller
- Bornmüller
- Buchmüller
- Burgmüller, Burgsmüller
- Hammermüller
- Hasenmüller
- Holzmüller
- Neumüller
- Obermüller
- Riedmiller, Riedmüller, Riethmüller
- Sägmüller
- Steinmüller
- Stegmüller
- Teichmüller
- Windmüller
- Wolfmüller

Aufgrund der großen Verbreitung des Namens und der damit verbundenen Verwechselungsgefahr wurden von öffentlich tätigen Namensträgern oft Namenszusätze, häufig Ortsnamen, gewählt, die zu Doppelnamen führen.
- Kröller-Müller
- Lange-Müller
- Mueller-Stahl
- Müller Hofstede
- Müller von Asow
- Müller von Blumencron
- Müller von Fahrensbach
- Müller von Lauingen
- Müller von der Lühne
- Müller von Reichenstein
- Müller von Sondermühlen
- Müller-Beck
- Müller-Braunschweig
- Müller-Breslau
- Müller-Dombois
- Müller-Elmau
- Müller-Feyen
- Müller-Franken
- Müller-Freienfels
- Müller-Funk
- Müller-Groeling
- Müller-Hermann
- Müller-Hillebrand
- Müller-Jung
- Müller-Kaempff
- Müller-Lankow
- Müller-Meiningen
- Müller-Möhl
- Müller-Navarra
- Müller-Neuhaus
- Müller-Oerlinghausen
- Müller-Osten
- Müller-Otfried
- Müller-Schoenau
- Müller-Schöll
- Müller-Schönefeld
- Müller-Schwefe
- Müller-Spreitz
- Müller-Tamm
- Müller-Uri
- Müller-Walde
- Müller-Westernhagen
- Müller-Wieland
- Müller-Wille
- Müller-Wirth
- Statius Muller

## Andere Verwendungen
- Lieschen Müller ist (ähnlich wie das männliche Pendant Otto Normalverbraucher) ein sprichwörtlicher Name einer weiblichen deutschen Durchschnittsperson.
- Herr und Frau Müller oder auch Anna und Hans Müller war 1980 das Pseudonym von zwei Aktivisten der Zürcher Jugendunruhen.

## Namensträger

### A
- Aaron Müller, deutscher DJ und Partyschlagersänger, siehe DJ Aaron
- Achatz von Müller (* 1943), deutscher Historiker
- Achilles Müller (1877–1964), Schweizer Chirurg und Urologe
- Achim Müller (1938–2024), deutscher Chemiker
- Ada Müller-Braunschweig (1897–1959), deutsche Psychoanalytikerin
- Adalbert Müller (1802–1879), deutscher Schriftsteller und Landeskundler
- Adam Müller (Politiker, 1814) (1814–1879), deutscher Landwirt und Politiker, MdL Bayern
- Adam Müller (Humorist) (Millerche; 1863–1932), deutscher Volksdichter, Sänger und Humorist
- Adam Müller (Politiker, 1875) (1875–1942), deutscher Landwirt und Politiker (Zentrum), MdL Württemberg
- Adam Müller (Volkssänger) (1878–1953), deutscher Volkssänger und Humorist
- Adam Müller-Guttenbrunn (1852–1923), österreichischer Schriftsteller und Theaterdirektor
- Adam Müller von Nitterdorf (Adam Heinrich Müller; 1779–1829), deutscher Philosoph, Diplomat, Publizist und Staatstheoretiker
- Adolf Müller, eigentlicher Name von Adolf Schottmüller (1798–1871), deutscher Historiker, Lyriker und Erzieher
- Adolf Müller senior (1801–1886), österreichisch-ungarischer Schauspieler und Komponist
- Adolf Müller (Jurist, 1809) (1809–1880), deutscher Jurist und Mäzen
- Adolf Müller (Naturforscher) (1821–1910), deutscher Naturforscher und Schriftsteller
- Adolf Müller junior (1839–1901), österreichischer Komponist und Kapellmeister
- Adolf Müller (Politiker, 1840) (1840–1913), Schweizer Politiker
- Adolf Müller (Politiker, 1843) (1843–1895), deutscher Politiker, Bürgermeister von Ronsdorf
- Adolf Müller (Maler, 1853) (auch Adolf Müller-Grantzow; 1853–1914), deutscher Maler
- Adolf Müller (Jesuit) (1853–1939), deutscher Astronom, Mathematiker und Missionar
- Adolf Müller (General) (1855–1930), sächsischer Generalleutnant
- Adolf Müller (Schauspieler) (1862–1945), deutscher Schauspieler
- Adolf Müller (Politiker, 1863) (1863–1943), deutscher Publizist, Diplomat und Politiker (SPD)
- Adolf Müller (Politiker, 1864) (1864–1931), deutscher Politiker, MdL Hessen-Nassau
- Adolf Müller (Politiker, 1872) (1872–1951), deutscher Politiker (SPD), MdL Baden
- Adolf Müller (Theologe) (1876–1957), deutscher Theologe und Komponist
- Adolf Müller (Pastor) (1880–1942), deutscher Pastor
- Adolf Müller (Unternehmer) (1881–??), deutscher Unternehmer
- Adolf Müller (Politiker, 1884) (1884–1940), österreichischer Politiker (SdP), Nationalrat
- Adolf Müller (Verleger) (1884–1945), deutscher Druckereiunternehmer und Verleger
- Adolf Müller (Politiker, 1886) (1886–1964), deutscher Politiker (KPD)
- Adolf Müller (Jurist, 1886) (1886–1974), deutscher Verwaltungsjurist, Ministerialbeamter und Politiker
- Adolf Müller (Entomologe) (1888–1976), deutscher Arachnologe und Entomologe
- Adolf Müller (Fabrikant) (1900–1972), deutscher Lebensmittelfabrikant
- Adolf Müller (Ringer) (1914–2005), Schweizer Ringer
- Adolf Müller (Politiker, 1916) (1916–2005), deutscher Gewerkschafter und Politiker, MdB
- Adolf Müller (Politiker, 1935) (* 1935), deutscher Verwaltungsjurist und Politiker (CSU)
- Adolf Müller (Maler, 1940) (* 1940), polnisch-deutscher Maler und Grafiker
- Adolf Müller-Born (1911–1993), deutscher Fabrikant und Verbandsfunktionär
- Adolf Müller-Broich (1927–2023), deutscher Biophysiker und Hochschullehrer
- Adolf Müller-Cassel (Adolf Leonhard Müller-Cassel; 1864–1942), deutscher Maler
- Adolf Müller-Crefeld (1863–1934), deutscher Bildhauer
- Adolf Müller-Emmert (1922–2011), deutscher Jurist und Politiker (SPD), MdB
- Adolf Müller-Hellmann (* 1944), deutscher Ingenieur und Hochschullehrer
- Adolf Müller-Palm (1840–1904), deutscher Journalist, Schriftsteller und Zeitungsverleger
- Adolf Müller-Senglet (1896–1942), Schweizer Architekt
- Adolf Müller-Ury (auch Adolf Müller-Uri, Adolfo Müller-Ury; 1862–1947), schweizerisch-US-amerikanischer Maler
- Adolf Christian Franz Müller (1841–1903), Schweizer Maler
- Adolf Ernst Theodor Müller (1813–1877), deutscher Jurist und Politiker, MdR (Norddeutscher Bund)
- Adolf Hans Müller (1888–1934), deutscher Maler
- Adolf Karl Müller (1805–1882), deutscher Schauspieler
- Adolf M. Klaus Müller (1931–1995), deutscher Physiker
- Adolf Wilhelm Müller (1888–1954), deutscher Politiker, MdL Hessen-Nassau
- Adolf M. Klaus Müller (1931–1995), deutscher Physiker, Hochschullehrer und Fachbuchautor
- Adolfo Simões Müller (1909–1989), portugiesischer Schriftsteller, Journalist und Kulturfunktionär
- Adolph Müller (1852–1928), deutscher Unternehmer
- Adriaan von Müller (1928–2021), deutscher Prähistoriker
- Adrian Müller (1573–1644), deutscher Kaufmann und Ratsherr
- Aegidius Müller (1830–1898), deutscher Pfarrer und Historiker
- Aemilius Müller (1901–1989), Schweizer Farbwissenschaftler
- Agnes Müller (* 1977), Schweizer Squashspielerin
- Alban Müller (1895–1960), Schweizer Politiker (CVP)
- Albert Müller (Philologe) (1831–1916), deutscher Klassischer Philologe und Lehrer
- Albert Müller (Entomologe) (1844–1922), Schweizer Insektenforscher
- Albert Müller (Bankier) (1847–1925), deutscher Bankdirektor und Politiker
- Albert Müller (Ingenieur) (1852–1927), Schweizer Maschinenbauingenieur
- Albert Müller (Buchhändler) (1852–1930), Schweizer Buchhändler deutscher Abstammung
- Albert Mueller (Maler) (1884–1963), deutscher Maler
- Albert von Müller (Historiker) (1888–1941), deutscher Historiker
- Albert Müller (Politiker, 1891) (1891–1951), deutscher Politiker (KPD), Bürgermeister von Solingen
- Albert Müller (Politiker, 1895) (1895–1945), deutscher Politiker (NSDAP)
- Albert Müller (Künstler) (1897–1926), Schweizer Maler, Zeichner, Grafiker und Bildhauer
- Albert Müller (Offizier) (1913–2005), deutscher Kapitän zur See
- Albert Müller (Politiker, 1915) (1915–1991), deutscher Politiker (SPD)
- Albert Müller (Flötist) (1927–2020), deutscher Flötist
- Albert Müller (Bildhauer) (1941–2004), deutscher Bildhauer
- Albert Müller (Fußballspieler) (* 1947), deutscher Fußballspieler
- Albert Müller (Historiker) (1959–2019), österreichischer Historiker und Hochschullehrer
- Albert Müller-Deham (1881–1971), österreichischer Internist, Gerontologe und Hochschullehrer
- Albert Müller-Kahle (1894–1941), deutscher Generalmajor
- Albert Müller-Lingke (1844–1930), deutscher Maler
- Albert Alois Müller (1898–1976), Schweizer Bibliothekar
- Alberto Müller Rojas (1935–2010), venezolanischer Militär und Politiker
- Albin Müller (1871–1941), deutscher Architekt, Pädagoge und Gestalter
- Albin Müller Rundegg (1891–1975), österreichischer Maler
- Albrecht Müller (Geologe) (1819–1890), Schweizer Geologe
- Albrecht Müller (Publizist) (* 1938), deutscher Volkswirt, Publizist und Politiker (SPD)
- Albrecht Müller (Ruderer) (1939–2018), deutscher Ruderer
- Albrecht Müller (Fußballspieler) (1939–2018), deutscher Fußballspieler
- Albrecht von Müller (* 1954), deutscher Philosoph und  Unternehmer
- Albrecht Müller-Busse (1921–2014), deutscher Ingenieur und Wirtschaftsmanager
- Albrecht Müller-Schöll (1927–1997), deutscher Geograph, Pädagoge, Herausgeber und Hochschullehrer
- Alen Müller-Hellwig (1901–1993), deutsche Kunstweberin
- Alex Müller (1927–2023), Schweizer Physiker und Nobelpreisträger, siehe Karl Alexander Müller
- Alex Müller (* 1969), deutsche bildende Künstlerin
- Alex Mueller (* 1973), US-amerikanischer Anglist, Literaturwissenschaftler und Hochschullehrer
- Alexander Müller (Maler), deutscher Maler, siehe St. Burkard (Würzburg) #Ausstattung
- Alexander Müller (Komponist) (1808–1863), deutscher Pianist, Chordirigent und Komponist
- Alexander Müller (Politiker, 1828) (1828–1910), deutscher Ziegeleibesitzer und Politiker, MdL Preußen
- Alexander Müller (Apotheker) (1871–1932), deutscher Apotheker
- Alexander Müller (Politiker, 1885) (1885–1959), deutscher Politiker (SPD), Oberbürgermeister von Kaiserslautern
- Alexander Müller (Politiker, 1955) (* 1955), deutscher Soziologe und Politiker (Bündnis 90/Die Grünen)
- Alexander Müller (Politiker, 1969) (* 1969), deutscher Politiker (FDP), MdB
- Alexander Müller (Skeletonpilot), österreichischer Skeletonpilot
- Alexander Müller (Leichtathlet) (* 1973), deutscher Leichtathlet
- Alexander Müller (Schauspieler) (* 1973), deutscher Schauspieler
- Alexander Müller (Skispringer) (* 1977), deutscher Skispringer
- Alexander Müller (Rennfahrer) (* 1979), deutscher Rennfahrer
- Alexander Müller-Elmau (* 1961), deutscher Bühnenbildner, Autor und Regisseur
- Alexandra Müller (* 1983?), deutsche Künstlerin, siehe Alemuel
- Alexandra Müller, Geburtsname von Alexandra Shaw (* 1983), deutsche Basketballspielerin
- Alexandra Mueller (* 1988), US-amerikanische Tennisspielerin
- Alexandra Müller (Handballspielerin), deutsche Handballspielerin, Beachhandball-Nationalspielerin und Handballtrainerin
- Alexandra Müller-Jontschewa (* 1948), deutsch-bulgarische Malerin und Grafikerin
- Alexandre Müller (* 1997), französischer Tennisspieler
- Alfons Müller (Politiker, I), deutscher Politiker (LDP), MdV
- Alfons Müller (Politiker, 1931) (1931–2003), deutscher Politiker (CDU)
- Alfons Müller-Marzohl (1923–1997), Schweizer Lehrer und Politiker (CVP)
- Alfons Müller-Wipperfürth (1911–1986), deutscher Textilfabrikant
- Alfred Müller (Volkskundler) (1854–1935), deutscher Volkskundler
- Alfred Müller (Jurist) (1860–1929), sudetendeutscher Jurist, Turnfunktionär und Kommunalpolitiker
- Alfred Müller (Generalleutnant) (1866–1925), deutscher Generalleutnant
- Alfred von Müller (1869–1906), deutscher Militärschriftsteller
- Alfred Müller (Ingenieur, 1873) (1873–1941), Schweizer Ingenieur
- Alfred Müller (Forstwissenschaftler) (1874–1955), deutscher Forstwissenschaftler und Hochschullehrer
- Alfred Müller (Ingenieur, 1884) (1884–1966), Schweizer Ingenieur und Industriemanager
- Alfred Müller (Politiker, 1887) (1887–1945), Schweizer Politiker (FDP)
- Alfred Müller (Ingenieur, 1890) (1890–1961), Schweizer Ingenieur und Unternehmer
- Alfred Müller (Widerstandskämpfer) (1902–1942), deutscher Widerstandskämpfer
- Alfred Müller (1905–1959), deutscher Leichtathlet, siehe Fredy Müller
- Alfred Müller (Turner) (1906–nach 1952), deutscher Turner
- Alfred Müller (Leichtathlet), deutscher Marathonläufer
- Alfred Müller (Brigadegeneral) (1915–1997), deutscher Brigadegeneral
- Alfred Müller (Schauspieler) (1926–2010), deutscher Schauspieler
- Alfred Mueller (* 1939), US-amerikanischer Physiker
- Alfred Müller (Schwimmer) (* 1948), deutscher Schwimmer
- Alfred Müller (Fußballspieler) (* 1949), österreichischer Fußballspieler
- Alfred Müller (Physiker) (* 1949), deutscher Physiker und Hochschullehrer
- Alfred Müller (Brauer) (* 1952), deutscher Brauer und Manager
- Alfred Müller (Politiker) (* 1955), deutscher Politiker (SPD), MdL Thüringen
- Alfred Müller (Künstler) (* 1960), deutscher Maler
- Alfred Müller-Armack (1901–1978), deutscher Nationalökonom, Kultursoziologe und Politiker (CDU)
- Alfred Müller-Berner (1907–1979), deutscher Motorenbauer
- Alfred Müller-Bischofberger (1858–1932), Schweizer Ingenieur
- Alfred Müller-Edler (1875–1960), deutscher Schriftsteller
- Alfred Müller-Felsenburg (1926–2007), deutscher Schriftsteller
- Alfred Müller-Grah (1847–1912), deutscher Architekt
- Alfred Müller-Hoeppe (1910–1987), deutscher Architekt und Baubeamter
- Alfred Müller-Holstein (1888–1961), deutscher Maler, Grafiker und Lithograf
- Alfred Müller-Kranich (* 1955), deutscher Komponist und Organist
- Alfred Müller-Stocker (* 1938), Schweizer Unternehmer
- Alfred Schorer-Müller (1868–1951), Schweizer Jurist und Richter
- Alfred Dedo Müller (1890–1972), deutscher Theologe
- Alfred Thomas Müller, Geburtsname von Thomas Müller (Komponist) (* 1939), deutscher Komponist
- Ali Mueller, US-amerikanische Schauspielerin und Filmproduzentin
- Alice Müller-Wirth, deutsche Geigerin
- Alina Müller (* 1998), Schweizer Eishockeyspielerin
- Alois Müller (Politiker, 1821) (1821–1889), Schweizer Politiker (KK/CVP)
- Alois Müller (Hebraist) (1835–1901), österreichischer Hebraist und Bibliothekar
- Alois Müller (Architekt) (1873–1945), österreichischer Architekt und Baumeister
- Alois Müller (Politiker, 1878) (1878–1945), österreichischer Politiker (SDAP)
- Alois Müller (Politiker, 1882) (1882–1941), Schweizer Politiker (KVP)
- Alois Müller (Fußballspieler) (1890–1969), österreichischer Fußballspieler
- Alois Müller (Politiker, 1891) (1891–1973), Schweizer Politiker (KVP/CVP)
- Alois Müller (Theologe) (1924–1991), Schweizer Theologe
- Aloys Müller (Philosoph) (1879–1952), deutscher Pfarrer und Hochschullehrer
- Aloys Müller (Mediziner) (1892–1979), Schweizer Physiologe
- Alphons Victor Müller (1867–1930), deutscher Ordensgeistlicher, Journalist und Historiker
- Alwin Müller (1839–1916), deutscher Trompeter, Kapellmeister und Komponist
- Alwin Müller-Jerina (* 1952), deutscher Bibliothekar
- Amei-Angelika Müller (1930–2007), deutsche Autorin
- André Müller sen. (eigentlich Willi Fetz; 1925–2021), deutscher Dichter, Publizist, Theaterkritiker und Theaterpraktiker
- André Müller (Journalist) (1946–2011), österreichischer Journalist und Schriftsteller
- André Müller (Leichtathlet) (* 1970), deutscher Weitspringer
- André Müller (Politiker) (* 1973), Schweizer Politiker (FDP)
- Andrea Müller (Moderatorin), deutsche Moderatorin und Journalistin
- Andrea Müller (Politikerin), deutsche Politikerin (PDS/Die Linke)
- Andrea Müller (Tennisspielerin) (* 1965), deutsche Tennisspielerin
- Andrea Müller (Leichtathletin) (* 1974), deutsche Stabhochspringerin

- Andreas Müller (Orientalist) (1630–1694), deutscher Sinologe und Orientalist
- Andreas Müller (Architekt) (1667–1720), deutscher Ingenieurshauptmann und Architekt in Würzburg, Lehrer von Balthasar Neumann
- Andreas Müller (Maler, 1811) (1811–1890), deutscher Kirchen- und Historienmaler
- Andreas Müller (Maler, 1831) (Komponiermüller; 1831–1901), deutscher Freskant, Historienmaler und Illustrator
- Andreas Müller (Politiker, 1864) (1864–1931), MdL Preußen, SPD
- Andreas Müller (Missionar) (1900–1943), deutscher Missionar und Märtyrer
- Andreas Müller (Franziskaner) (1931–2020), deutscher Franziskaner
- Andreas Müller (Politiker, 1934) (* 1934), Schweizer Politiker (Nationalrat), LdU
- Andreas Müller (* 1945), Schweizer Comiczeichner und Illustrator, siehe Sambal Oelek (Comiczeichner)
- Andreas Müller (Synchronsprecher) (* 1952), deutscher Synchronsprecher
- Andreas Müller (Politiker, 1955) (* 1955), Wahlbeamter (Leipzig), SPD
- Andreas Müller (Fußballspieler, 1958) (* 1958), FC Karl-Marx-Stadt, BSG Stahl Riesa, Chemnitzer SV 1951, BSC Freiberg
- Andreas Müller (Fußballspieler, 1960) (* 1960), deutscher Fußballspieler
- Andreas Müller (Richter) (* 1961), Jugendrichter und Buchautor
- Andreas Müller (Fußballspieler, 1962) (* 1962), Spieler (VfB Stuttgart, Hannover 96, FC Schalke 04) und Manager
- Andreas Müller (Journalist) (* 1962), deutscher Journalist
- Andreas Müller (Rugbyspieler) (1963/64–2025), deutscher Rugbyspieler
- Andreas Müller (Biologe), Schweizer Insekten-/Bienenkundler und Kurator
- Andreas Müller, deutscher DJ und Partyschlagersänger, siehe Andy Luxx
- Andreas Müller (Moderator) (* 1964), deutscher Hörfunkmoderator, Autor und Musikkritiker
- Andreas Müller (Komiker) (* 1966), deutscher Komiker
- Andreas Müller (Kirchenhistoriker) (* 1966), deutscher Theologe und Kirchenhistoriker
- Andreas Müller (Hochschullehrer) (* 1968), deutscher Hochschullehrer
- Andreas Müller (Fußballspieler, 1971) (* 1971), Spieler (Borussia Dortmund, TSV Havelse, SG Wattenscheid 09, Arminia Bielefeld) und Trainer
- Andreas Müller (Leichtathlet) (* 1971), deutscher Leichtathlet
- Andreas Müller (Astronom) (* 1973), deutscher Astrophysiker, Astronom und Sachbuchautor
- Andreas Müller (Fachjournalist Anomalistik) (* 1976), deutscher Autor und Publizist zu Anomalistik
- Andreas Müller (Radsportler) (* 1979), deutsch-österreichischer Radrennfahrer
- Andreas Müller (Politiker, 1983) (* 1983), Kommunalpolitiker, Landrat (Siegen-Wittgenstein), SPD
- Andreas Müller (Fußballspieler, 2000) (* 2000), deutscher Fußballspieler
- Andreas Müller-Bechstein (* 1967), deutscher Grafiker
- Andreas Müller-Belecke (* 1964), deutscher Fischereiwissenschaftler
- Andreas Müller-Cyran (* 1962), deutscher Diakon und Rettungsassistent
- Andreas Müller-Franz (1944–1993), Schweizer Fotograf
- Andreas Müller-Hartmann (* vor 1969), deutscher Hochschullehrer für Didaktik des Englischen
- Andreas Müller-Karpe (* 1957), deutscher Archäologe
- Andreas Müller-Pohle (* 1951), deutscher Fotograf, Medienkünstler und Verleger
- Andreas Daniel Müller (* 1984), Schweizer Schauspieler
- Andreas E. Müller (* 1966), deutscher Byzantinist und Hochschullehrer
- Andreas J. Mueller (* 1950), deutscher Karikaturist, Maler und Grafiker
- Andreas Th. Müller (* 1977), österreichischer Jurist
- Andreas Uwe Müller (* 1958), deutscher katholischer Theologe
- Andy Müller-Maguhn (* 1971), deutscher Informatiker
- Angela Müller (* 1959), deutsche Politikerin (SPD)
- Anitta Müller-Cohen (1890–1962), österreichische Sozialarbeiterin und Politikerin
- Anja Müller (Politikerin) (* 1973), deutsche Politikerin (Die Linke)
- Anja Müller (* 1977), deutsche Florettfechterin, siehe Anja Schache
- Anja Müller-Wood (* 1969), deutsche Anglistin
- Anke Müller-Jacobsen (* 1958), deutsche Rechtsanwältin und Verfassungsrichterin
- Ann Catrin Apstein-Müller (* 1973), deutsche Lyrikerin und Übersetzerin
- Ann-Katrin Müller (* 1987), deutsche Journalistin
- Anna Müller (Opfer der Hexenverfolgung) († 1661), deutsche Bergarbeiterfrau und vermeintliche Hexe
- Anna Müller (Politikerin) (1875–1954), deutsche Politikerin (SPD), MdL Sachsen-Meiningen
- Anna Müller (Widerstandskämpferin, April 1880) (1880–??), Schweizer Widerstandskämpferin
- Anna Müller (Gerechte unter den Völkern) (1880–1968), österreichische Gärtnereibesitzerin, Gerechte unter den Völkern
- Anna Müller-Herrmann (1888–1975), deutsche Gymnastiklehrerin
- Anna Müller-Lincke (1869–1935), deutsche Soubrette und Schauspielerin
- Anna Müller-Tannewitz (1899–1988/1989), deutsche Schriftstellerin
- Anna-Katharina Müller (* 1980), Schweizer Schauspielerin
- Anna-Maria Müller (1949–2009), deutsche Rennrodlerin
- Annalena Müller (* 1983), deutsche Historikerin, Journalistin und Kirchenexpertin
- Anne Müller (Autorin) (* 1963), deutsche Schriftstellerin und Drehbuchautorin
- Anne Müller (Cellistin) (* 1978), deutsche Cellistin und Komponistin
- Anne Müller (Schauspielerin) (* 1982), deutsche Schauspielerin
- Anne Müller (Handballspielerin) (* 1983), deutsche Handballspielerin
- Anne Luise Müller (* 1951), deutsche Architektin
- Anne Marie Müller (* 1980), norwegische Skirennläuferin
- Anneliese Müller (1911–2011), deutsche Opernsängerin (Alt, Mezzosopran)
- Anneliese Müller (* 1934), deutsche Schauspielerin und Autorin, siehe Anne Dessau
- Anneliese Müller-Nisi (* 1928), deutsche Malerin und Bildhauerin
- Annett Müller (* 1968), deutsche Liedermacherin
- Annette Müller (* 1976), deutsche Sozialpädagogin und Hochschullehrerin
- Annette Müller-Spreitz, (* 1980), deutsche Kunsthistorikerin, Provenzienzforscherin, Autorin und Publizistin
- Annette Müller-Taubenberger (* 1960), deutsche Zellbiologin und Hochschullehrerin
- Anousch Mueller (* 1979), deutsche Schriftstellerin
- Anselmo Müller (1932–2011), brasilianischer Ordensgeistlicher, Bischof von Januária
- Ansgar Müller (Geologe) (* 1936), deutscher Geologe
- Ansgar Müller (* 1958), deutscher Politiker (SPD)
- Anton Müller (Mediziner), auch Michael Antonius Müller (1755–1827), deutscher Arzt und Psychiater am Juliusspital
- Anton Müller (Philologe) (1792–1843), österreichischer Philologe und Schriftsteller
- Anton Müller (Mathematiker) (1799–1860), deutscher Mathematiker, Bibliothekar und Hochschullehrer
- Anton Müller (Orgelbauer) (um 1807–1865), österreichischer Orgelbauer
- Anton Müller (Architekt) (1848–1932), österreichischer Architekt
- Anton Müller (Maler) (1853–1897), österreichischer Maler
- Anton Müller (Fabrikant) (1861/1862–1930), Schweizer Uhrenfabrikant
- Anton Müller (Organist) (1866–um 1919), deutscher Organist, Komponist und Chorleiter
- Anton Müller (Archivar) (1867–1930), deutscher Archivar
- Anton Müller (Schriftsteller) (Pseudonym Bruder Willram; 1870–1939), österreichischer Schriftsteller und Priester
- Anton Müller (Cellist) (1876–1945), österreichischer Violoncellist
- Anton Müller (Politiker) (1888–1943), deutscher Politiker (KPD) und Widerstandskämpfer
- Anton Müller (Politiker, I), österreichischer Fabrikant und Politiker, Landtagsabgeordneter
- Anton Müller (Bildhauer) (1913–1994), deutscher Bildhauer
- Anton Müller (Fußballspieler) (* 1983), deutscher Fußballspieler
- Anton Müller-Koller (1894–nach 1961), Schweizer Landwirtschaftslehrer und Verbandsfunktionär
- Anton Müller-Wischin (1865–1949), deutscher Maler
- Anton Josef Müller (1888–1969), deutscher Textilunternehmer
- Archibald Herman Müller (1878–1960), indischer Maler deutscher Abstammung
- Ariane Müller (* 1980), deutsche Pianistin, Bandleaderin und Liedermacherin
- Ariane Müller-Ressing (* 1947), deutsche Volkswirtin
- Armand-Léon Müller (1901–1973), französischer Kanoniker und Romanist
- Armgard Müller-Adams (* 1973), deutsche Journalistin
- Armin Müller (Offizier) (1855–1944), Schweizer Offizier
- Armin Müller (Schriftsteller) (1928–2005), deutscher Schriftsteller und Maler
- Armin Müller (Wirtschaftswissenschaftler) (* 1950), deutscher Wirtschaftswissenschaftler
- Armin Müller (Politiker) (* 1966), Oberbürgermeister von Naumburg (Saale)
- Armin Müller (Historiker) (* 1974), deutscher Historiker
- Armin Mueller-Stahl (* 1930), deutscher Schauspieler, Musiker, Maler und Schriftsteller
- Arndt Müller (* 1942), deutscher Rechtsanwalt
- Arno Müller (Chemiker) (1897–1983), deutscher Chemiker und Parfümeur
- Arno Müller (Sozialwissenschaftler) (1899–1984), deutscher Hochschullehrer für dialektischen und historischen Materialismus
- Arno Müller (Komponist) (* 1947), Schweizer Komponist und Musikpädagoge
- Arno Müller (Hörfunkmoderator) (* 1962), Programmchef und Hörfunkmoderator 104.6 RTL
- Arno Hermann Müller (1916–2004), deutscher Paläontologe und Geologe
- Arnold Müller (Forstmann) (1856–1928), Schweizer Oberförster
- Arnold Müller (General) (1864–1923), deutscher Generalleutnant
- Arnold Müller (Entomologe) (1884–1934), siebenbürgischer Insektenkundler und Sammler
- Arnold Müller (Politiker, 1924) (1924–2006), Schweizer Veterinärmediziner und Politiker (GPS)
- Arnold Müller (Politiker, 1946) (* 1946), deutscher Politiker (SPD)
- Arnold Müller (Paläontologe) (1949–2024), deutscher Paläontologe und Geologe
- Arnold Bally-Müller (1889–1965), Schweizer Fabrikant
- Arnold Müller-Marbach (?–1968), Schweizer Journalist
- Arthur Müller (Schriftsteller) (1828–1873), deutscher Schriftsteller
- Arthur Müller (Mediziner) (1863–1926), deutscher Gynäkologe und Helminthologe in München
- Arthur Müller (Unternehmer) (1871–1935), deutscher Unternehmer (AMBI-Konzern) und Erfinder
- Arthur Müller (Architekt) (1874–1961), deutscher Architekt
- Arthur Müller (Rennfahrer) (1904–1983), deutscher Motorradrennfahrer
- Arthur Müller (Politiker), deutscher Politiker (CDU), MdL Brandenburg
- Arthur Müller (Jurist), deutscher Jurist und Kammerfunktionär
- Artur Müller (1909–1987), deutscher Schriftsteller
- Astrid Müller (* 1961), deutsche Erziehungswissenschaftlerin
- August Müller senior (1679–1749), deutscher Theologe, Propst und Superintendent
- August Müller junior (1711–1789), deutscher Theologe
- August Müller (Politiker, 1757) (1757–1837), deutscher Jurist, Beamter und Politiker
- August Müller (1767–1807), österreichischer Dichter, siehe Friedrich August Müller
- August Müller (Kontrabassist) (1808–1867), deutscher Kontrabassist
- August Müller (Mediziner, 1810) (1810–1875), deutscher Anatom und Hochschullehrer
- August Müller (Altarbauer) (1815–1882), Schweizer Altarbauer
- August Müller (1817–1896), deutscher Unternehmensgründer, siehe Schwelmer Eisenwerk Müller & Co.
- August Müller (Politiker, 1825) (1825–1877), deutscher Politiker, MdL Württemberg
- August Müller (Maler) (1836–1885), deutscher Maler
- August Müller (Politiker, II), böhmischer Politiker, Mitglied des Österreichischen Abgeordnetenhauses
- August Müller (Politiker, III) († um 1885), deutscher Politiker, MdL Sachsen
- August Müller (Orientalist) (1848–1892), deutscher Orientalist
- August von Müller (1852–1926), deutscher Generalmajor
- August Müller (Ornithologe) (1853–1913), deutscher Naturalienhändler, Entomologe und Ornithologe
- August Müller (Verleger) (1861–1936), deutsch-schweizerischer Drucker und Verleger
- August Müller (Mediziner, 1864) (1864–1949), deutscher Arzt
- August Müller (Marinebaurat) (1867–1922), deutscher Offizier und Manager
- August Müller (Politiker, 1868) (1868–1933), deutscher Politiker, Bürgermeister von Gersweiler
- August Müller (Orgelbauer) (1872–nach 1913), deutscher Orgelbauer
- August Müller (Politiker, 1873) (1873–1946), deutscher Politiker (SPD)
- August Müller (Politiker, VI), deutscher Politiker (WBWB), MdL Württemberg
- August Müller (Klarinettist) (1879–nach 1963), deutscher Klarinettist
- August Müller (Politiker, 1895) (1895–1960), deutscher Politiker (CDU), MdL Nordrhein-Westfalen
- August Müller (Politiker, 1905) (1905–1997), deutscher Politiker (NSDAP, FDP), Bürgermeister von Königswinter
- August Müller, Geburtsname von Gustl Müller-Dechent (1915–2016), deutscher Journalist und Autor
- August Müller-Bardey (1892–nach 1954), deutscher Internist
- August Müller-Lamberty (1891–1989), deutscher Maler
- August Albert Müller (1846–1912), Schweizer Architekt
- August Carl Müller (Geistlicher) (1760–nach 1796), deutscher Prediger
- August Carl Müller (Schriftsteller) (1838–1900/1922), deutscher Schriftsteller, Dramatiker und Gymnasiallehrer
- August Carl Müller (1882–1958), deutscher Schauspieler, siehe Charles François (Schauspieler)
- August Eberhard Müller (1767–1817), deutscher Komponist, Organist und Thomaskantor
- August Friedrich Müller (1684–1761), deutscher Rechtswissenschaftler und Logiker
- August Leberecht Müller (1743–??), deutscher Mediziner
- August Nikolaus Müller (1856–1926), deutscher Politiker, Oberbürgermeister von Eisenach und Kassel
- August Theodor Müller (1818–1902), deutscher Generalmajor
- Auguste Müller (1847–1930), deutsche Schnitzerin
- Auguste von Müller (1848–1912), deutsche Opernsängerin
- Augustin Müller († 1821), Abt der Abtei Rommersdorf
- Axel Müller (Chemiker) (* 1947), deutscher Chemiker
- Axel Müller (Politiker) (* 1963), deutscher Politiker (CDU)
- Axel Müller (Bogenschütze) (* 1992), Schweizer Bogenschütze
- Axel Müller (Rugbyspieler) (* 1993), argentinischer Rugby-Union-Spieler
- Axel Müller (Fußballspieler) (* 1996), uruguayischer Fußballspieler
- Axel Müller-Groeling (* 1964), deutscher Physiker und Manager
- Axel Müller-Jensen (1942–2022), deutscher Neurologe und Hochschullehrer
- Axel Müller-Schöll (* 1960), deutscher Architekt, Innenarchitekt, Designer und Hochschullehrer
- Axel Müller-Vivil (1939–2012), deutscher Unternehmer, siehe Vivil #Geschichte

### B
- Baal Müller (* 1969), deutscher Verleger und Autor
- Balthasar Müller (1557–1610), deutscher evangelischer Theologe
- Barbara Mueller (* 1933), US-amerikanische Hürdenläuferin, Fünfkämpferin und Hochspringerin
- Barbara Müller (Ruderin) (Barbara Müller-Reichel; 1937–2023), deutsche Ruderin
- Barbara Müller (Rodlerin), deutsche Rennrodlerin
- Barbara Müller (Malerin) (1956–2023), Schweizer Malerin und Goldschmiedin
- Barbara Müller (Historikerin) (* 1959), deutsche Historikerin und Autorin
- Barbara Müller (Politikerin) (* 1960), Schweizer Politikerin (ex-SP)
- Barbara Müller (Biologin) (* 1961), deutsche Biologin, Virologin und Hochschullehrerin
- Barbara Müller (Sängerin), deutsche Konzert- und Liedsängerin (Alt)
- Barbara Müller (Kirchenhistorikerin) (* 1966), Schweizer evangelische Kirchenhistorikerin
- Barbara Müller (Fußballspielerin) (* 1983), deutsche Fußballspielerin
- Barbara Müller-Hämmerli (* 1973), Schweizer Organistin
- Barbara Müller-Kageler (1938–2023), deutsche Künstlerin
- Barbara Müller-Wolf (* 1954), deutsche Grafikerin
- Barbara Kunzmann-Müller, deutsche Sprachwissenschaftlerin
- Barbara Portmann-Müller (* 1975), Schweizer Politikerin (GLP)
- Barbus Müller, Notname eines französischen Bildhauers
- Bastian Müller (Schriftsteller) (1912–1988), deutscher Schriftsteller
- Bastian Müller (Fußballspieler) (* 1991), deutscher Fußballspieler
- Beat Müller (Architekt, 1946) (* 1946), Schweizer Architekt
- Beat Müller (Architekt, 1949) (* 1949), Schweizer Architekt
- Beat Müller (Mediziner) (* 1971), Schweizer Chirurg und Hochschullehrer
- Beate Müller (* 1943), deutsche Badmintonspielerin, siehe Beate Herbst
- Beate Müller-Gemmeke (* 1960), deutsche Politikerin (Bündnis 90/Die Grünen)
- Beate Müller (* 1962 oder 1963), deutsche Squashspielerin, siehe Beate Seidler
- Beatrice Müller (* 1960), Schweizer Moderatorin, Journalistin und Autorin
- Beatrix Müller-Kampel (* 1958), österreichische Germanistin, Literaturwissenschaftlerin und Hochschullehrerin
- Beatriz Gutiérrez Müller (* 1969), mexikanische Schriftstellerin und Präsidentengattin
- Beni Müller (* 1950), Schweizer Filmregisseur, Produzent und Filmeditor
- Benjamin Müller (Eishockeyspieler) (* 1973), Schweizer Eishockeyspieler
- Benjamin Gottlieb Müller (um 1752–1816), deutscher Politiker, Oberbürgermeister von Breslau
- Benjamin Karl Leopold Müller (1822–1893), deutscher Arzt, siehe Leopold Müller (Mediziner)
- Benno Müller-Brunow (Bruno Müller-Brunow; 1853–1890), deutscher Gesangspädagoge und Stimmbildner
- Benno Müller-Hill (1933–2018), deutscher Genetiker und Wissenschaftshistoriker
- Benno Johann Josef Müller (1803–1860), deutscher Bibelwissenschaftler und Hochschullehrer
- Bernd Müller (Journalist) (1940–2018), deutscher Journalist
- Bernd Müller (General) (* 1944), deutscher Brigadegeneral, Historiker und Politikwissenschaftler
- Bernd Müller (Fußballspieler, 1949) (* 1949), deutscher Fußballspieler (Union Berlin)
- Bernd Müller (Politiker) (* 1953), deutscher Politiker (CDU)
- Bernd Müller (Kameramann), deutscher Kameramann
- Bernd Müller (Fußballspieler, 1955) (* 1955), deutscher Fußballspieler (Energie Cottbus)
- Bernd Müller (Fußballspieler, 1963) (* 1963), deutscher Fußballspieler (SpVgg Fürth)
- Bernd Müller-Christmann (* 1950), deutscher Jurist und Richter
- Bernd Müller-Dennhof (* 1950), deutscher Grafiker
- Bernd Müller-Jacquier (* 1949), deutscher Germanist und Hochschullehrer für Interkulturelle Germanistik
- Bernd Müller-Pathle (1940–2019), deutscher Kaufmann und Politiker
- Bernd Müller-Röber (* 1964), deutscher Molekularbiologe
- Bernd-Martin Müller (1963–2003), deutscher Musiker und Songwriter
- Berndt Mueller (Berndt O. Mueller; * 1950), deutsch-US-amerikanischer Physiker
- Bernhard Müller (Abt) (1557–1630), Fürstabt von St. Gallen
- Bernhard Müller (Politiker, 1762) (1762–1828), Schweizer Politiker
- Bernhard Müller (Chorleiter) (1824–1883), deutscher Kantor und Kirchenchordirektor
- Bernhard Müller (1825–1895), deutscher Geiger, siehe Gebrüder Müller
- Bernhard Müller (Marineoffizier) (1867–1911), deutscher Kapitän zur See der Kaiserlichen Marine
- Bernhard Müller (Kunsthistoriker) (1869–1927), deutscher Kunsthistoriker und Museumsdirektor
- Bernhard Müller (Maler) (1880–1965), deutscher Maler
- Bernhard Müller (Politiker, 1887) (1887–1970), deutscher Politiker (SPD)
- Bernhard Müller (Politiker, 1905) (1905–2001), deutscher Politiker (CDU), MdL Baden-Württemberg
- Bernhard Müller (Politiker, 1931) (1931–2020), Schweizer Politiker (SVP)
- Bernhard Müller (Raumplaner) (* 1952), deutscher Raumplaner, Geograph und Hochschullehrer
- Bernhard Müller (Offizier) (* 1957), Schweizer Divisionär
- Bernhard Müller (Wirtschaftswissenschaftler) (* 1959), deutscher Wirtschaftswissenschaftler
- Bernhard Müller (Politiker, 1973) (* 1973), österreichischer Politiker (SPÖ) und Autor
- Bernhard Müller-Feyen (1931–2004), deutscher Künstler, Bildhauer und Lehrer
- Bernhard Müller-Hahl (1918–1985), deutscher Politiker (CSU), MdL Bayern
- Bernhard Müller-Hülsebusch (1937–2020), deutscher Journalist und Autor
- Bernhard Müller-Jundt (* 1954), deutscher Betriebswirt und Hochschullehrer
- Bernhard Müller-Menrad (* 1935), deutscher Unternehmer
- Bernhard Müller-Ruby (1886–1952), deutscher Architekt
- Bernhard Müller-Schoenau (1925–2003), deutscher Politiker (CDU), MdA Berlin
- Bernhard Walterscheid-Müller (1918–1991), deutscher Unternehmer und Heimatforscher
- Bernhard Eduard Müller (1842–nach 1904), deutscher Hornist
- Bernward Müller (* 1950), deutscher Pädagoge und Politiker (CDU)
- Bert Müller (* 1963), deutscher Fußballspieler
- Bertha Mathilde Müller (1848–1937), österreichische Malerin
- Berthold Mueller (1898–1976), deutscher Rechtsmediziner und Hochschullehrer
- Berthold Müller-Oerlinghausen (1893–1979), deutscher Bildhauer
- Bertram Müller (* 1946), deutscher Tanzlehrer und Dozent
- Bettina Müller (Kanutin) (* 1952), deutsche Kanutin
- Bettina Müller (Politikerin) (* 1959), deutsche Politikerin (SPD)
- Bettina Müller, Geburtsname von Bettina Cramer (* 1969), deutsche Fernsehmoderatorin
- Bettina Müller (Inlineskaterin) (* 1987), deutsche Inline-Speedskaterin
- Bettina Müller-Weissina (* 1973), österreichische Sprinterin
- Bill Müller (1840–1930), deutscher Kapitän und Politiker
- Birgit Müller-Wieland (geb. Birgit Feusthuber; * 1962), österreichische Schriftstellerin
- Bjørn Puggaard-Müller (1922–1989), dänischer Schauspieler
- Bodo Müller (1924–2013), deutscher Romanist und Hispanist
- Bogdan Müller (* 1988), deutscher Fußballspieler
- Brigitte Müller (* 1957), deutsche Drehbuchautorin und Regisseurin
- Brigitte Müller-Kaderli (* 1976), Schweizer Politikerin (CVP, zuvor EVP)
- Bringfried Müller (1931–2016), deutscher Fußballspieler und -trainer
- Britta Müller (* 1971), deutsche Politikerin (SPD)
- Brunhilde Müller (* 1942), deutsche Politikerin
- Bruno Müller (1853–1890), deutscher Gesangspädagoge und Stimmbildner, siehe Benno Müller-Brunow
- Bruno Müller (Theologe) (1859–1921), deutscher Theologe
- Bruno Müller (Geologe) (1882–1945), deutsch-böhmischer, tschechoslowakischer Geologe und Kartograf
- Bruno Müller (Politiker, 1883) (1883–1960), deutscher Politiker (SPD, KPD, SED)
- Bruno Müller (Politiker, 1889) (1889–1968), deutscher Kommunalpolitiker
- Bruno Müller (Ruderer) (1902–1975), deutscher Ruderer
- Bruno Müller (Sänger) (1904–1990), deutscher Sänger
- Bruno Müller (SS-Mitglied) (1905–1960), deutscher Verwaltungsjurist und SS-Obersturmbannführer
- Bruno Müller (Schauspieler), Schweizer Schauspieler
- Bruno Müller (Politiker, 1927) (1927–2004), deutscher Politiker (DBD)
- Bruno Müller (Künstler, 1929) (1929–1989), Schweizer Maler
- Bruno Müller (Architekt) (* 1945), Schweizer Architekt
- Bruno Müller (Musiker) (* 1969), deutscher Jazzgitarrist
- Bruno Müller-Clostermann (1949–2019), deutscher Mathematiker, Informatiker und Hochschullehrer
- Bruno Müller-Linow (1909–1997), deutscher Maler und Grafiker
- Bruno Müller-Meyer (* 1952), Schweizer Maler und Germanist
- Bruno Müller-Oerlinghausen (* 1936), deutscher Pharmakologe und Hochschullehrer
- Bruno Müller-Reinert (1897–1954), deutscher Politiker (NSDAP)
- Bruno Albin Müller (1879–1939), deutscher Klassischer Philologe
- Burchard Müller von der Lühne (1604–1670), schwedischer General, Stadtkommandant von Greifswald
- Burghard Müller-Dannhausen (* 1947), deutscher Maler
- Burkhard Müller (Sozialpädagoge) (1939–2013), deutscher Sozialpädagoge
- Burkhard Müller (Literaturkritiker) (* 1959), deutscher Literaturkritiker
- Burkhard Müller-Schoenau (* 1957), deutscher Politiker (Grüne), Mitglied des Abgeordnetenhauses von Berlin
- Burkhard Müller-Ullrich (* 1956), deutscher Journalist und Schriftsteller
- Burkhardt Müller-Markmann (1950–2011), deutscher Betriebswirt
- Burkhardt Müller-Sönksen (* 1959), deutscher Jurist und Politiker (FDP)
- Burkhart Müller (1933–2022), deutscher Wissenschaftsmanager
- Burkhart Müller-Hillebrand (1904–1987), deutscher Generalleutnant
- Busso von Müller (1967–2016), deutscher Regisseur und Kameramann

### C
- Camillo Müller (1870–1936), österreichischer Fechter und Sportfunktionär
- Carl Müller (Jurist) (1794–1857), deutscher Jurist und Richter
- Carl Müller (Politiker, 1803) (Carl Friedrich Wilhelm Ludwig Müller; 1803–1868), deutscher Politiker, MdL Nassau
- Carl Müller (Dirigent) (1818–1894), deutscher Dirigent
- Carl von Müller (Verwaltungsjurist) (1845–1933), deutscher Verwaltungsjurist
- Carl Müller (Politiker, um 1845) (1845/1846–1913/1914), deutscher Politiker, MdL Nassau
- Carl Müller (Ingenieur) (1847–1929), deutscher Maschineningenieur
- Carl Müller (Chemiker) (1857–1931), deutscher Chemiker und Industriemanager
- Carl Müller (Ingenieur, 1861) (1861–1930), Schweizer Ingenieur
- Carl Müller (Unternehmer) (?–1932), deutscher Unternehmensgründer
- Carl Müller (Architekt, 1879) (1879–nach 1938), deutscher Architekt
- Carl Müller (Politiker, 1879) (Carl H. Müller; 1879–1953), deutscher Maler und Politiker (USPD, KPD), MdL Württemberg
- Carl Müller (Landrat) (1887–1961), deutscher Landrat
- Carl Müller (Architekt, 1898) (1898–nach 1971), deutscher Architekt
- Carl Müller (Mediziner) (1903–1990), Schweizer Gynäkologe
- Carl Müller-Baumgarten (1879–1946), deutscher Maler
- Carl Müller-Braunschweig (1881–1958), deutscher Philosoph und Psychoanalytiker
- Carl Müller-Grote (1833–1904), deutscher Verleger
- Carl Müller-Rastatt (1861–1931), deutscher Schriftsteller und Redakteur
- Carl Müller-Sohler (1886–1954), deutscher Journalist und Redakteur
- Carl Müller-Tenckhoff (1873–1936), deutscher Maler
- Carl Alfred Müller (1855–1907), deutscher Botaniker
- Carl August Müller (1804–1870), deutscher Instrumentenbauer
- Carl August Theodor Müller (1823–1898), deutscher Politiker, Bürgermeister von St. Wendel
- Carl Friedrich von Müller (1768–1824), deutscher Offizier und Gutsbesitzer
- Carl Friedrich Müller (Jurist) (1784–1843), deutscher Jurist
- Carl Friedrich Müller (Komponist) (1796–1846), deutscher Komponist und Kapellmeister
- Carl Friedrich Müller (Tiermediziner) (1825–1901), deutscher Tierarzt und Hochschullehrer
- Carl Friedrich Müller (Architekt) (1833–1889), deutscher Architekt und Baumeister
- Carl Friedrich Müller (Germanist) (1844–1911), deutscher Germanist und Autor
- Carl Friedrich Müller-Palleske (1856–1930), deutscher Dramatiker und Pädagoge
- Carl Friedrich August Müller (Karl Friedrich August Müller; 1777–1837), deutscher Jurist, Autor, Bibliothekar, Herausgeber, Autor und Dramatiker
- Carl Friedrich Wilhelm Müller (1830–1903), deutscher Klassischer Philologe
- Carl Heinrich Müller (1828–1900), deutscher Unternehmer
- Carl Heinrich Eduard Müller († 1837), deutscher Drucker
- Carl Heinrich Florenz Müller (genannt Röntgenmüller; 1845–1912), deutscher Unternehmer
- Carl Heinz Müller (1872–1941), deutscher Bildhauer, siehe Heinz Müller (Bildhauer)
- Carl Hermann Müller (genannt Gangmüller; 1823–1907), deutscher Geologe
- Carl-Hermann Mueller-Graaf (1903–1963), deutscher Diplomat
- Carl Hugo Müller (1830–1908), deutscher Verwaltungsjurist, siehe Karl Hugo Müller
- Carl Hugo Müller-Eisenach (1868–1935), deutscher Organist und Komponist
- Carl Josef Müller (1865–1942), deutscher Maler, siehe Karl Josef Müller
- Carl Leonhard Müller von der Lühne (1643–1707), schwedischer General
- Carl Otto Müller (Jurist) (1819–1898), deutscher Jurist und Politiker
- Carl Otto Müller (Maler) (bekannt als C. O. Müller; 1901–1970), deutscher Maler
- Carl Werner Müller (1931–2018), deutscher Altphilologe
- Carl Wilhelm Müller, Geburtsname von Karl Müller-Berghaus
- Carl Wilhelm Müller (1728–1801), deutscher Politiker, Bürgermeister von Leipzig
- Carl Wolfgang Müller (1928–2021), deutscher Erziehungswissenschaftler und Sozialpädagoge
- Carla Mueller, deutsche Konservatorin
- Carola Müller-Holtkemper (* 1955), deutsche Diplomatin
- Carolin Müller-Spitzer (* 1975), deutsche Linguistin
- Carolina Müller-Möhl (* 1968), Schweizer Investorin und Philanthropin
- Caroline Müller (Sängerin) (1755–1826), dänisch-schwedische Sängerin (Mezzosopran), Tänzerin und Schauspielerin
- Caroline Müller (Theaterleiterin), deutsche Wandertheaterleiterin
- Caroline Müller (Biologin), deutsche Biologin und Hochschullehrerin für Chemische Ökologie
- Caroline Müller (Reiterin) (* 1983), deutsche Springreiterin
- Caroline Müller (Fußballspielerin, 1989) (* 1989), Schweizer Fußballspielerin
- Caroline Müller (Fußballspielerin, 1994) (* 1994), deutsche Fußballspielerin
- Caroline Komor Müller (* 1979), Schweizer Kunsthistorikerin
- Caroline Müller-Korn (* 1993), deutsche Handballspielerin
- Caroline Catharina Müller, Geburtsname von C. C. Catch (* 1964), niederländisch-deutsche Sängerin
- Carsten Müller (Autor) (* 1981), deutscher Sexualpädagoge und Autor
- Carsten Müller (Fußballspieler) (* 1971), deutscher Fußballspieler und -trainer
- Carsten Müller (Politiker) (* 1970), deutscher Politiker (CDU)
- Carsten Müller-Tidow (* 1968), deutscher Mediziner und Hochschullehrer
- Caspar Paludan-Müller (1805–1882), dänischer Historiker
- Caspar Detlef Gustav Müller (1927–2003), deutscher Koptologe, Religionshistoriker und Hochschullehrer
- Caspar Matthäus Müller (1662–1717), deutscher Jurist und Hochschullehrer
- Cecília Müller (* 1958), ungarische Ärztin und Chief Medical Officer von Ungarn
- Celine Müller (* 1995), Schweizer Unihockeyspielerin
- Charles Müller (1922–2015), Schweizer Diplomat
- Charlotte Müller (Pädagogin) (1893–1972), deutsche Pädagogin
- Charlotte Müller (Widerstandskämpferin) (1901–1989), deutsche Widerstandskämpferin
- Charlotte Böhler-Mueller (1924–2023), deutsche Autorin, Künstlerin und Journalistin
- Chris Müller (Unternehmer) (* 1973), österreichischer Künstler und Unternehmer
- Chris Mueller (* 1986), US-amerikanischer Eishockeyspieler
- Chris Mueller (Fußballspieler) (* 1996), US-amerikanischer Fußballspieler

- Christa Müller (Schriftstellerin) (1936–2021), deutsche Schriftstellerin und Filmschaffende
- Christa Müller (Politikerin, 1950) (* 1950), deutsche Politikerin (SPD)
- Christa Müller (Politikerin, 1952) (1952–2018), deutsche Politikerin (CDU)
- Christa Müller (Politikerin, 1956) (* 1956), deutsche Ökonomin und Politikerin (Die Linke)
- Christa Müller (Publizistin) (* 1960), deutsche Soziologin und Publizistin
- Christa E. Müller (* 1960), deutsche Pharmazeutin und Hochschullehrerin
- Christel Müller-Goymann (* 1951), deutsche Apothekerin und Hochschullehrerin
- Christian Müller (Pädagoge) (1666–1746), deutscher Pädagoge
- Christian Müller (Orgelbauer) (1690–1763), deutsch-holländischer Orgelbauer
- Christian Müller (Major) (1775–1851), österreichischer Major
- Christian Müller (Apotheker) (Leonhard Christian Müller; 1816–1881), deutsch-schweizerischer Apotheker und Politiker
- Christian Müller (Politiker, 1900) (1900–1963), deutscher Politiker (SPD)
- Christian Müller (General) (1904–1992), deutscher Generalmajor
- Christian Müller (Mediziner, 1921) (1921–2013), Schweizer Psychiater
- Christian Müller (Fußballspieler, 1926) (* 1926), deutscher Fußballspieler (TSV 1860 München)
- Christian Müller (Fußballspieler, 1938) (* 1938), deutscher Fußballspieler (1. FC Köln, Karlsruher SC, Viktoria Köln)
- Christian Müller (Moderator) (1939–2015), deutscher Fernsehmoderator
- Christian Müller (Journalist, 1944) (* 1944), Schweizer Journalist, Autor und Medienmanager
- Christian Müller (Politiker, 1947) (* 1947), deutscher Politiker (SPD), MdB
- Christian Müller (Mediziner, 1957) (* 1957), deutscher Chirurg und Hochschullehrer
- Christian Müller (Fußballspieler, 1960) (* 1960), deutscher Fußballspieler (Tennis Borussia Berlin, Blau-Weiß 90 Berlin)
- Christian Müller (Journalist, 1963) (* 1963), österreichischer Wissenschaftsjournalist
- Christian Müller (Sportfunktionär) (* 1963), deutscher Sportfunktionär
- Christian Müller (Politiker, 1965) (* 1965), Schweizer Politiker (FDP)
- Christian Müller (Filmjournalist) (* 1966/1967), deutscher Filmjournalist
- Christian Müller (Wirtschaftswissenschaftler) (* 1967), deutscher Wirtschaftswissenschaftler und Hochschullehrer
- Christian Müller (Fußballspieler, 1967) (* 1967), österreichischer Fußballspieler (Favoritner AC)
- Christian Müller (Journalist, 1969) (* 1969), deutscher Journalist
- Christian Müller (Triathlet) (* 1972), deutscher Triathlet
- Christian Müller (Fußballspieler, 1981) (* 1981), deutscher Fußballspieler (CS Grevenmacher)
- Christian Mueller (Künstler) (* 1981), Schweizer Künstler, Theaterregisseur, Herausgeber und Parteigründer
- Christian Müller (Radsportler) (* 1982), deutscher Radsportler
- Christian Müller (Fußballspieler, 1983) (* 1983), deutscher Fußballspieler (RB Leipzig)
- Christian Müller (Politiker, 1983), deutscher Kommunalpolitiker und Landrat des Landkreises Prignitz
- Christian Müller (Fußballspieler, 1984) (* 1984), deutscher Fußballspieler (Arminia Bielefeld)
- Christian Müller (Eishockeyspieler) (* 1984), deutscher Eis- und Inlinehockeyspieler und -trainer
- Christian Müller (Schauspieler) (* 1987), deutscher Schauspieler
- Christian Mueller-Eckhardt (1931–2020), deutscher Immunologe, Transfusionsmediziner und Hochschullehrer
- Christian Mueller-Goldingen (* 1954), deutscher Altphilologe
- Christian Müller-Roterberg (* 1972), deutscher Autor und Hochschullehrer
- Christian Müller-Schloer (* 1950), deutscher Informatiker und Hochschullehrer
- Christian Müller-Straten (* vor 1951), deutscher Kunsthistoriker
- Christian Adolf Müller (1903–1974), Schweizer Historiker, Burgenforscher und Denkmalpfleger
- Christian Alexander Müller (* 1980), deutscher Musicaldarsteller
- Christian Friedrich Müller (1776–1821), Verleger, siehe auch C.F. Müller Verlag
- Christian Gottfried Müller (1747–1819), deutscher klassischer Philologe, Bibliothekar und Pädagoge
- Christian Gottlieb Müller (1800–1863), deutscher Komponist und Hofmusiker, Musiklehrer von Richard Wagner
- Christian Gottlieb Daniel Müller (1753–1814), deutscher Kapitän, Autor und Übersetzer
- Christian Leo Müller (1799–1844), österreichischer Erfinder und Unternehmer, siehe Leo Müller (Erfinder)
- Christian Lorenz Müller (* 1972), österreichischer Schriftsteller
- Christian Moris Müller (* 1975), deutscher Filmemacher
- Christian Philipp Müller (* 1957), Schweizer Künstler
- Christian Th. Müller (* 1970), deutscher Historiker
- Christiane Müller (* 1965), deutsche Designerin
- Christine Müller (Leichtathletin, 1958) (* 1958), Schweizer Leichtathletin
- Christine Müller (Politikerin, 1951) (* 1951), deutsche Sekretärin und Politikerin (CDU), MdL Rheinland-Pfalz
- Christine Müller (Mathematikerin) (* 1959), deutsche Mathematikerin
- Christine Müller (Biologin) (1961–2008), Schweizer Biologin und Hochschullehrerin
- Christine Müller (* 1967), deutsche Politikerin (SPD), siehe Christine Klingohr
- Christine Müller (Malerin) (* 1969), deutsche Malerin und Grafikerin
- Christine Müller (Leichtathletin, 1993) (* 1993), Schweizer Leichtathletin
- Christine Müller-Stosch (* 1938), deutsche Theologin, Malerin und Autorin
- Christof Müller (* 1961), deutscher Theologe
- Christof Müller-Wirth (1930–2022), deutscher Verleger und Journalist
- Christoph Müller (* 1956), bekannt unter dem Künstlernamen Kristalleon
- Christoph Müller (Rechtswissenschaftler, 1927) (1927–2024), deutscher Rechtswissenschaftler und Hochschullehrer
- Christoph Müller (Verleger) (1938–2024), deutscher Verleger, Kunstsammler und Mäzen
- Christoph Müller (Priester) (* 1947), Schweizer Ordenspriester und Autor
- Christoph Müller (Diplomat) (* 1950), deutscher Diplomat
- Christoph Müller (Manager) (* 1961), deutscher Manager
- Christoph Müller (Ökologe) (* um 1964), deutscher Pflanzenökologe und Hochschullehrer
- Christoph Müller (Filmproduzent) (* 1964), deutscher Filmproduzent und Drehbuchautor
- Christoph Müller (Skispringer) (* 1968), österreichischer Skispringer
- Christoph Müller (Schauspieler) (* 1969), deutscher Schauspieler
- Christoph Müller (Rechtswissenschaftler, 1969) (* 1969), Schweizer Rechtswissenschaftler und Hochschullehrer
- Christoph Müller (Musikmanager) (* 1970), Schweizer Musik- und Kulturmanager
- Christoph Müller (Kulturmanager) (* 1970), Schweizer Kulturmanager
- Christoph Müller (Biologe), Biologe
- Christoph Müller (Fußballspieler) (* 1975), deutscher Fußballspieler
- Christoph Müller (Geograph) (* 1976), deutscher Geograph
- Christoph Mueller (Grafiker) (* 1980), deutscher Cartoonist und Illustrator
- Christoph Müller (Dokumentarfilmer), deutscher Dokumentarfilmer und Regisseur
- Christoph Müller (Tennisspieler) (* 1986), deutscher Tennisspieler
- Christoph Müller (Biathlet), deutscher Biathlet
- Christoph Müller-Leisse (* 1954), deutscher Radiologe
- Christoph Müller-Meinhard (* 1964), deutscher Flottillenadmiral
- Christoph Alexander Müller (* 1968), deutscher Wirtschaftswissenschaftler
- Christoph Dietrich Müller (* 1944), Schweizer Theologe
- Christoph Gottlob Müller (1785–1858), deutscher Methodist
- Christoph Gregor Müller (* 1963), deutscher Theologe und Hochschullehrer
- Christoph H. Müller (* 1968), Schweizer Musiker, Komponist, Produzent und Tontechniker
- Christoph-Mathias Mueller (* 1967), Schweizer Dirigent
- Christoph Otto Müller (1894–1967), deutscher Philatelist und Bibliotheksleiter
- Christoph W. Müller (* 1960), deutscher Chemiker
- Clara Müller (Malerin) (1862–1929), Schweizer Malerin
- Clara Müller-Jahnke (1860–1905), deutsche Dichterin, Journalistin und Frauenrechtlerin
- Clara Maria Regina Müller (1814–1873), deutsche Schriftstellerin, siehe Luise Mühlbach
- Clarita Müller-Plantenberg (geb. Clarita von Trott zu Solz; * 1943), deutsche Soziologin
- Claudia Müller (Regisseurin) (* 1964), deutsche Journalistin und Regisseurin
- Claudia Müller (Extremsportlerin) (* 1970), österreichische Extremschwimmerin und Triathletin
- Claudia Müller (Fußballspielerin) (* 1974), deutsche Fußballspielerin
- Claudia Müller (Politikerin) (* 1981), deutsche Politikerin (Bündnis 90/Die Grünen)
- Claudia Müller-Birn (* 1976), deutsche Informatikerin
- Claudia Müller-Ebeling (* 1956), deutsche Kunsthistorikerin und Anthropologin
- Claudia Müller-Eising (* 1963), deutsche Juristin, Bundes- und Verfassungsrichterin
- Claudia Croos-Müller (* 1951), deutsche Ärztin und Fachbuchautorin
- Claudine Müller (* 1980), Schweizer Leichtathletin
- Claudius Müller (* 1945), deutscher Ethnologe und Museumsleiter
- Claus Müller (Mathematiker) (1920–2008), deutscher Mathematiker
- Claus Müller (Politiker) (* 1941), deutscher Politiker (SPD)
- Claus Müller, deutscher Schlagzeuger, Mitglied von Fools Garden
- Claus Müller-Schloen (1953–2015), deutscher Maler, Grafiker und Fotograf
- Claus Müller-Schönefeld (1910–1991), deutscher Maler
- Claus Dieter Müller-Hengstenberg (* 1939), deutscher Jurist, Anwalt und Hochschullehrer
- Clemens Müller (1828–1902), deutscher Unternehmer
- Clemens Müller-Schiedmayer (1898–nach 1940), deutscher Architekt
- Cölestin Müller (1772–1846), Abt der Benediktinerabtei Einsiedeln
- Conrad Müller (1878–1953), deutscher Mathematiker
- Constantin Müller (1815–1849), deutscher Kupferstecher und Radierer
- Constantin Siegwart-Müller (1801–1869), Schweizer Parteiführer
- Corinna Müller (* 1966), deutsche Kriminalbeamtin und Autorin
- Corinne Müller (* 1975), Schweizer Leichtathletin
- Cornelius Müller (1793–1879), deutscher klassischer Philologe und Gymnasiallehrer
- Cornelius Müller Hofstede (1898–1974), deutscher Kunsthistoriker
- Cosma Müller (* 2005), deutsche Aerobicturnerin
- Curt Müller (* 1930), deutscher Aktivist der Neonaziszene, siehe Ursula und Curt Müller

### D
- Dagmar H. Mueller (Dagmar Hildegard Mueller; * 1961), deutsche Autorin
- Dagobert Müller von Thomamühl (1880–1956), österreichischer Marineoffizier und Erfinder
- Damian Müller (* 1984), Schweizer Politiker (FDP)
- Dana Müller-Braun (* 1989), deutsche Autorin
- Daniel Müller (Politiker, 1661) (1661–1724), deutscher Jurist und Politiker; Bürgermeister von Lübeck
- Daniel Müller (Politiker, 1782) (1782–1853), deutscher Politiker, MdL Württemberg
- Daniel Müller (1812–1857), schwedischer Gärtner und Schriftsteller, siehe Joachim Daniel Andreas Müller
- Daniel Müller (Politiker, 1928) (1928–2019), Schweizer Politiker (FDP)
- Daniel Müller (Curler) (* 1965), Schweizer Curler
- Daniel Müller (Rennfahrer) (* 1965/1966), Schweizer Motorradrennfahrer
- Daniel Müller (Musiker) (* 1980), österreichischer Gitarrist
- Daniel Müller (Tennisspieler) (* 1986), deutscher Tennisspieler
- Daniel Müller (Journalist) (* 1987/1988), deutscher Journalist
- Daniel Müller (Poolbillardspieler) (* 1993), deutscher Poolbillardspieler
- Daniel Müller-Friedrichsen (* 1975), deutscher Künstler und Filmemacher
- Daniel Müller-Jentsch (* 1969), Schweizer Wirtschaftswissenschaftler
- Daniel Müller Nielaba (* 1961), Schweizer Germanist, Literaturwissenschaftler und Hochschullehrer
- Daniel Müller-Schott (* 1976), deutscher Cellist
- Daniel Ernst Müller (1797–1868), deutscher Fabrikant, Autor und Politiker, Abgeordneter der Frankfurter Nationalversammlung
- Daniel Jobst Müller (* 1965), deutscher Biotechnologe
- Daniela Müller (Kirchenhistorikerin) (* 1957), deutsche Theologin und Kirchenhistorikerin
- Daniela Müller (Leichtathletin), deutsche Mehrkämpferin
- Daniela Müller (Skirennläuferin) (* 1984), österreichische Skirennläuferin
- Dankmar Müller-Frank (1921–1982), deutscher Schriftsteller, Lyriker und Essayist
- David Müller (Verleger) (1591–1636), deutscher Verleger
- David Müller (Fußballspieler, 1984) (* 1984), deutscher Fußballspieler
- David Müller (Fußballspieler, 1991) (* 1991), deutscher Fußballspieler
- David Heinrich Müller (1846–1912), österreichischer Sprach- und Literaturwissenschaftler
- Deborah Müller (* 1982), deutsch-italienische Schauspielerin
- Denise Mueller-Korenek (* 1973), US-amerikanische Radsportlerin
- Dennis Müller (Model) (* 1980), deutsches Model
- Dennis Müller (Tiermediziner) (Dennis Winfried Horst Müller; * 1983), deutscher Tiermediziner und Zoodirektor
- Dennis Müller (Fußballspieler, 1986) (Dennis Benjamin Müller; * 1986), deutscher Fußballspieler
- Dennis Müller (Fußballspieler, 1988) (* 1988), deutscher Fußballtorwart und Torwarttrainer
- Dennis Müller (Tennisspieler), deutscher Tennisspieler
- Dennis Müller (Tischtennisspieler) (* 1989), deutscher Tischtennisspieler
- Detlef Müller (Mediziner) (1926–2020), deutscher Mediziner
- Detlef Müller (Drehbuchautor) (1929–2009), deutscher Drehbuchautor
- Detlef Müller (Mathematiker) (* 1954), deutscher Mathematiker
- Detlef Müller (Fußballspieler, 1955) (1955–2016), deutscher Fußballspieler
- Detlef Müller (Politiker, 1955) (* 1955), deutscher Politiker (SPD), MdL Mecklenburg-Vorpommern
- Detlef Müller (Fußballspieler, 1960) (* 1960), deutscher Fußballspieler
- Detlef Müller (Politiker, 1964) (* 1964), deutscher Politiker (SPD), MdB
- Detlef Müller (Fußballspieler, 1965) (* 1965), deutscher Fußballtorwart
- Detlef Müller (Moderator) (* 1970), deutscher Fernsehmoderator
- Detlef Müller-Böling (* 1948), deutscher Wirtschafts- und Sozialwissenschaftler
- Detlef Müller-Mahn (* 1955), deutscher Geograph und Hochschullehrer für Sozial- und Kulturgeografie
- Detlef K. Müller (1937–2024), deutscher Bildungshistoriker und Hochschullehrer
- Detlef W. Müller (* 1943), deutscher Prähistoriker
- Detlev Müller (Botaniker) (1899–1993), deutscher Botaniker
- Detlev Müller-Siemens (* 1957), deutscher Komponist und Dirigent
- Detlev Müller-Using (1907–1975), deutscher Zoologe
- Diana Marie Müller (* 1984), deutsche Schauspielerin
- Didrik Müller Ellefsen (* 1952), norwegischer Skispringer
- Dieter Müller (Politiker, 1930) (1930–2015), deutscher Politiker (SED)
- Dieter Müller (Physiker) (1931–2011), deutscher Philosoph
- Dieter Müller (Fußballspieler, 1933) (* 1933), deutscher Fußballspieler in der DDR-Oberliga
- Dieter Müller (Grafiker) (1938–2010), deutscher Buchillustrator
- Dieter Müller (Politiker) (* 1941), deutscher Politiker (SED) und Gewerkschaftsfunktionär (FDGB)
- Dieter Müller (Mediziner) (* 1942), deutscher Pharmakologe, Toxikologe und Hochschullehrer
- Dieter Müller (Karambolagespieler) (* 1943), deutscher Karambolagespieler
- Dieter Müller (Skispringer), deutscher Skispringer
- Dieter Müller (Koch) (* 1948), deutscher Koch
- Dieter Müller (Fechter), deutscher Fechter
- Dieter Müller (Fußballspieler, 1954) (* 1954), deutscher Fußballspieler und zweifacher Bundesligatorschützenkönig
- Dieter Müller (Hotelier) (* 1954), deutscher Hotelier
- Dieter Müller (Jurist) (* 1959), deutscher Jurist und Hochschullehrer
- Dieter Müller (Autor), deutscher Autor
- Dieter Mueller-Dombois (1925–2022), US-amerikanischer Vegetationskundler deutscher Herkunft
- Dieter Müller-Enoch (* 1940), deutscher Biochemiker und Hochschullehrer
- Dieter Mueller-Harju (* 1952), deutscher Schriftsteller, Soziologe und Künstler
- Dieter Müller-Wichards (* 1946), deutscher Mathematiker und Hochschullehrer
- Dieter Müller-Wodarg (1922–2009), deutscher Orientalist
- Dietfried Müller-Hegemann (1910–1989), deutscher Psychiater und Neurologie
- Diethelm Müller-Nilsson (* 1929), deutscher Pianist und Hochschullehrer
- Dietland Müller-Schwarze (* 1934), deutscher Biologe, Ökologe und Hochschullehrer
- Dietmar Müller (Elektrotechniker) (* 1940), deutscher Elektrotechniker und Hochschullehrer
- Dietmar Müller (Historiker) (* 1969), deutsch-rumänischer Historiker
- Dietram Müller (* 1941), deutscher Altphilologe
- Dietrich von Müller (1891–1961), deutscher Generalleutnant
- Dietrich Müller (Physiker) (1936–2021), deutsch-US-amerikanischer Astrophysiker und Hochschullehrer
- Dietrich Müller-Doblies (* 1938), deutscher Botaniker und Hochschullehrer
- Dietrich Müller-Hillebrand (1902–1964), deutscher Elektrotechniker und Hochschullehrer
- Dietrich Müller-Stüler (1908–1984), deutscher Architekt
- Dietrich Müller-Wening (1942–2008), deutscher Arzt (Pneumologe)
- Dimitrios Müller (fl. 1908), griechischer Dreispringer
- Dirk Müller (Künstler) (* 1946), niederländischer Bildhauer
- Dirk Müller (Synchronsprecher) (* 1965), deutscher Schauspieler und Synchronsprecher
- Dirk Müller (Sachbuchautor) (* 1968), deutscher Börsenmakler an der Frankfurter Wertpapierbörse
- Dirk Müller (Journalist), deutscher Redakteur (Deutschlandfunk)
- Dirk Müller (Radsportler) (* 1973), deutscher Radsportler
- Dirk Müller (Schauspieler) (* 1973), deutscher Kinderdarsteller
- Dirk Müller (Rennfahrer) (* 1975), deutscher Autorennfahrer
- Dirk Müller-Remus (* 1957), deutscher Manager, Gründer der Firmen auticon und Diversicon
- Dirk Müller-Wieland (* 1959), deutscher Internist, Endokrinologe, Diabetologe und Verbandsfunktionär
- Dode Emken Müller (1822–1896), deutscher Mediziner
- Dolfi Müller (* 1955), Schweizer Politiker (SP)
- Dominic Müller, deutscher Regisseur
- Dominik Müller (1871–1953), Schweizer Journalist, Übersetzer und Autor
- Dominikus Müller (* 1978), deutscher Journalist und Autor
- Dominique Gauzin-Müller (* 1960), französische Architektin und Architekturkritikerin
- Don Mueller (1927–2011), US-amerikanischer Baseballspieler
- Donat Müller (Komponist) (1804–1879), deutscher Musiker, Komponist, Musikpädagoge und Herausgeber
- Donat Müller (Zimmerer) (1924–2007), deutscher Zimmerer und Verbandsfunktionär
- Doris Müller (Leichtathletin) (1935–2013), deutsche Leichtathletin
- Doris Müller (Politikerin) (* 1964), deutsche Politikerin (SPD)
- Dorothea Müller (Schriftstellerin) (1939–2020), deutsche Schriftstellerin
- Dorothea Müller (Malerin) (* 1941), deutsche Malerin und Architektin
- Dorothea Müller (Gewerkschafterin) (* 1950), deutsche Gewerkschafterin und Juristin
- Dorothea Maria Müller (* 1985), deutsche Theaterschauspielerin

### E
- Eberhard Müller (Amtmann) (um 1792–1861), deutscher Verwaltungsjurist
- Eberhard Müller (Theologe) (1906–1989), deutscher Theologe
- Eberhard Müller-Bochat (1928–2001), deutscher Romanist und Hochschullehrer
- Eberhard Müller-Elmau (1905–1995), deutscher Schauspieler und Regisseur
- Eberhard Müller-Fries (* 1952/1953), deutscher Bildhauer
- Eckhard Müller (Schauspieler, 1943) (1943–1988), deutscher Schauspieler
- Eckhard Müller (Fußballspieler) (* 1950), deutscher Fußballspieler
- Eckhard Müller, eigentlicher Name von Ecco Mylla (* 1968), deutscher Schauspieler
- Eckhard Müller-Mertens (1923–2015), deutscher Historiker
- Eckhart Müller (* 1946), deutscher Rechtswissenschaftler
- Eckhart Mueller (1946–2019), Deutschnamibier und Pädagoge, langjähriger Vorsitzender des Deutschen Kulturrats (Namibia)
- Eckhart Müller-Heydenreich (* 1935), deutscher Rechtsanwalt
- Edda Müller (* 1942), deutsche Politikerin
- Eddie R. Müller (* 1969), österreichischer Maler und Künstler
- Edina Müller (* 1983), deutsche Rollstuhlbasketballspielerin
- Edith Müller, Geburtsname von Edith Müller-Schkeuditz (1921–2006), deutsche Malerin
- Edith Müller, Geburtsname von Edith Ballantyne (1922–2025), tschechisch-kanadische Friedensaktivistin
- Edith Müller (Politikerin) (* 1949), deutsche Politikerin (Bündnis 90/Die Grünen)
- Edith Müller-Ortloff (1911–1994), deutsche Textilkünstlerin
- Edith Alice Müller (1918–1995), Schweizer Astronomin
- Edmund von Müller (1821–1906), preußischer Generalleutnant
- Edmund Müller (Sänger) (1851–nach 1892), deutscher Opernsänger (Tenor)
- Edmund Müller (Offizier) (1926–2007), Schweizer Offizier
- Edmund Müller (Autor), deutscher Jäger und Autor
- Edmund Müller-Dolder (1870–1945), Schweizer Arzt und Sammler
- Edmund Joseph Müller (1874–1944), deutscher Musikpädagoge
- Eduard von Müller (General, 1799) (1799–1885), deutscher Generalleutnant
- Eduard Müller (Philologe) (1804–1875), deutscher Lehrer und Philologe
- Eduard Müller (Politiker, I), deutscher Politiker, MdL Coburg
- Eduard Müller (Politiker, 1818) (1818–1895), deutscher Theologe und Politiker (Zentrum)
- Eduard Müller (Bildhauer) (1828–1895), deutscher Bildhauer
- Eduard Müller (Politiker, 1839) (1839–1912), deutscher Gastwirt und Politiker (NLP), MdL Baden
- Eduard Müller (Politiker, 1841) (1841–1926), deutscher Rechtsanwalt und Politiker (Zentrum)
- Eduard von Müller (General, 1841) (1841–1932), deutscher Generalleutnant
- Eduard Müller (Politiker, 1842) (1842–1911), österreichischer Politiker
- Eduard Müller (Politiker, 1848) (1848–1919), Schweizer Politiker (FDP)
- Eduard Müller (Richter) (1854–1908), deutscher Jurist und Richter
- Eduard Müller (Politiker, 1855) (1855–1911/1912), deutscher Fabrikant und Politiker (NLP)
- Eduard Müller (Politiker, 1871) (1871–??), deutscher Politiker (DVP)
- Eduard Müller (Mediziner) (1876–1928), deutscher Internist und Hochschullehrer
- Eduard Müller (Unternehmer) (1885–1948), Schweizer Industrieller
- Eduard Müller (Märtyrer) (1911–1943), deutscher Priester und Märtyrer
- Eduard Müller (Organist) (1912–1983), Schweizer Organist und Cembalist
- Eduard Müller (Skilangläufer) (1912–1969), Schweizer Skilangläufer
- Eduard Müller (Fussballspieler), Schweizer Fußballspieler
- Eduard Müller (Beamter) (* 1962), österreichischer Beamter und Autor
- Eduard Müller-Hess (1853–1923), deutsch-schweizerischer Indologe, Anglist und Sprachwissenschaftler
- Eduard Müller-Tellering (1811–nach 1851), deutscher Beamter, Journalist und Publizist
- Eduard Heinrich Müller (1809–1875), deutscher Arzt
- Eduard Josef Müller (1851–1922), deutscher Maler, Zeichenlehrer und Politiker
- Edwin Müller (Lehrer) (?–1924), deutscher Lehrer und Ornithologe
- Edwin Müller (1898–1962), österreichisch-US-amerikanischer Philatelist
- Edwin Müller-Graupa (1874/1875–nach 1943), deutscher Klassischer Philologe
- Egon Müller (Tiermediziner) (1911–1989), österreichischer Veterinär
- Egon Müller (Rechtswissenschaftler) (1938–2022), deutscher Strafverteidiger und Rechtswissenschaftler
- Egon Müller (Motorsportler) (* 1948), deutscher Speedway-Fahrer
- Egon Müller (Ingenieur) (* 1952), deutscher Ingenieur und Hochschullehrer
- Egon Müller (Judoka), deutscher Judoka
- Egon Müller-Franken (1914–1982), deutscher Schauspieler, Theaterregisseur, Universitätslektor und Hörspielsprecher
- Elfriede Müller (Schriftstellerin) (* 1956), deutsche Schriftstellerin, Schauspielerin und freie Autorin
- Elfriede Müller (Historikerin) (* 1957), deutsche Historikerin, Literaturwissenschaftlerin, Buchhändlerin, Verlagskauffrau und Übersetzerin
- Elisa Müller (* 1990), deutsche Fußballspielerin
- Elisabeth Müller (Dramatikerin) (1827–1898), deutsche Schriftstellerin
- Elisabeth Müller (NS-Opfer) (1875–1945), deutsche Lehrerin, umgekommen im KZ Auschwitz-Birkenau
- Elisabeth Müller (Autorin) (1885–1977), Schweizer Jugendschriftstellerin
- Elisabeth Müller (Medizinerin) (1895–1944), deutsche Kinderärztin
- Elisabeth Müller (Schauspielerin, 1926) (1926–2006), Schweizer Schauspielerin
- Elisabeth Müller (Produzentin) (* 1948), deutsche Filmproduzentin
- Elisabeth Müller (Verbandsfunktionärin), deutsche Verbandsfunktionärin
- Elisabeth Müller (Schauspielerin, 1977) (* 1977), deutsche Schauspielerin
- Elisabeth Müller-Luckmann (1920–2012), deutsche Kriminalpsychologin
- Elisabeth Müller-Luckner, deutsche Historikerin und Heimatforscherin
- Elisabeth Müller-Witt (* 1953), deutsche Politikerin (SPD)
- Elisabeth Brunner-Müller (* 1973), Schweizer Politikerin (FDP)
- Elise Müller (1782–1849), deutsche Pianistin, Klavierlehrerin und Komponistin
- Elizabeth Müller (1926–2010), brasilianische Leichtathletin
- Elke Müller (1940–2014), deutsche Politikerin
- Elke Müller-Mees (1942–2011), deutsche Schriftstellerin
- Ella Müller (1912–nach 1975), deutsche Politikerin (SPD)
- Ella Müller-Payer (1879–1957), württembergische Politikerin (DDP), MdL

- Ellen Müller-Dethard (1926–2011), deutsche Medizinerin
- Ellen Müller-Preis (1912–2007), deutsch-österreichische Fechterin
- Ellen Müller (Schauspielerin), deutsche Schauspielerin
- Elli Rhiannon Müller Osborne (* 2001), norwegische Schauspielerin
- Elmar Müller (Politiker) (* 1942), deutscher Politiker
- Elmar Müller (Fußballtrainer) (* 1948), deutscher Fußballtrainer
- Elsa Müller-Model (1902–1981), Schweizer Unternehmerin
- Else Müller-Kaempff (1869–1940), deutsche Malerin
- Elvira Müller-Berghaus (1837–1924), deutsche Opernsängerin und Gesangspädagogin
- Emanuel Hoffmann-Müller (1643–1702), Schweizer Unternehmer
- Emil Müller (Unternehmer, 1807) (1807–1857), deutscher Eisenbahnunternehmer
- Emil Müller (Politiker, 1836) (1836–1892), österreichischen Politiker, Mitglied des Abgeordnetenhauses
- Emil Müller (Chemiker) (1844–1910), deutscher Sprengstoffindustrieller
- Emil Müller (Mathematiker) (1861–1927), österreichischer Mathematiker und Hochschullehrer
- Emil Müller (Mundartautor) (1863–1940), deutscher Lehrer und Mundartautor
- Emil Müller (Maler, 1863), deutscher Maler
- Emil Müller (Pfarrer) (1864–1918), deutscher Pfarrer und Heimatkundler
- Emil Müller (Missionar) (1868–1940), deutscher Theologe, Pfarrer und Missionar
- Emil Müller (Politiker, 1890) (1890–1967), deutscher Politiker (SPD), MdL Rheinland-Pfalz
- Emil Müller (Theatermaler) (1892–1932), Schweizer Maler
- Emil Müller (Politiker, Februar 1893) (1893–1963), deutscher Politiker (SPD), MdL Hessen
- Emil Müller (Politiker, März 1893) (1893–1974), Schweizer Politiker (SP) und Architekt
- Emil Müller (Unternehmer, 1894) (1894–1971), Schweizer Ingenieur und Unternehmer
- Emil Müller (Politiker, 1897) (1897–1958), deutscher Politiker (SPD), MdL Baden-Württemberg
- Emil Müller (Verwaltungsjurist) (1900–1992), deutscher Verwaltungsjurist
- Emil Müller (1905–1926), deutsches Mordopfer, siehe Fall Rouzier
- Emil Müller (Botaniker) (1920–2008), Schweizer Botaniker und Mykologe
- Emil Müller (Trainer) (* 1933), Schweizer Fußballtrainer
- Emil Müller (Ringer) (* 1949), deutscher Ringer
- Emil Müller-Ettikon (1911–1985), deutscher Lehrer und Heimatforscher
- Emil Müller-Ewald (1881–1941), deutscher Maler und Grafiker
- Emil Müller-von Siebenthal (vor 1897–1953), Schweizer Drucker und Verleger
- Emil Strebel-Müller (1890–1971), Schweizer Lehrer, Journalist, Chronist und Botaniker
- Emil Müller-Sturmheim (1886–1952), österreichischer Schriftsteller und Freimaurer
- Emil Franz Josef Müller-Büchi (1901–1980), Schweizer Publizistikwissenschafter, Rechtshistoriker und Hochschullehrer
- Emil Heinrich Otto Müller (1826–1914), deutscher Altphilologe und Pädagoge
- Emil K. Müller (1893–1941), Schweizer Ingenieur
- Emil R. Müller (1879–1950), deutscher Schriftsteller, Redakteur und Dichter
- Emilia Müller (* 1951), deutsche Politikerin (CSU)
- Emilie Müller (1831–1854), deutsche Schauspielerin
- Emilio Müller (1892–1932), Schweizer Maler
- Emma Müller-Vogt (1853–1936), Schweizer Frauenrechtlerin
- Emma von Müller (1859–1925), österreichisch-bayerische Malerin
- Emmerich Müller (* 1956), deutscher Bankier
- Erhard Müller (Politiker, 1906) (1906–1969), deutscher Politiker (NSDAP) und SS-Brigadeführer
- Erhard Müller (Politiker, 1926) (1926–2017), deutscher Politiker (SED), Oberbürgermeister von Cottbus
- Erhard O. Müller (1955–2008), deutscher Zukunftsforscher
- Eric Mueller (* 1970), US-amerikanischer Ruderer
- Erich Müller (Mediziner, 1868) (1868–1952), deutscher Kinderarzt und Hochschullehrer
- Erich Müller (Chemiker) (1870–1948), deutscher Chemiker
- Erich von Müller (1877–1945), deutscher Marineoffizier und Diplomat
- Erich Müller (Politiker, 1878) (1878–1923), deutscher Versicherungsmanager und Politiker
- Erich Müller (Fußballspieler, † 1940) († 1940), deutscher Fußballspieler
- Erich Müller (Ingenieur) (1892–1963), deutscher Ingenieur
- Erich Müller (Admiral) (1895–1967), deutscher Konteradmiral
- Erich Müller (Zahnmediziner) (1899–1992), deutscher Zahnarzt und Standesvertreter
- Erich Müller (Aktivist) (1902–nach 1947), deutscher politischer Aktivist
- Erich Müller (SS-Mitglied) (1902–nach 1964), deutscher Jurist, Ministerialbeamter und SS-Standartenführer
- Erich Müller (Unternehmer, 1902) (1902–nach 1969), deutscher Unternehmer und Verbandsfunktionär
- Erich Müller (Mediziner, 1903) (1903–1984), deutscher Pathologe und Hochschullehrer
- Erich Müller (Unternehmer, 1905) (1905–1980), deutscher Industrieller
- Erich Müller (Formgestalter) (1907–1992), deutscher Formgestalter
- Erich Müller (Bildhauer) (1909–1976), deutscher Bildhauer
- Erich Müller (Maler, 1910) (1910–1995), Schweizer Maler
- Erich Müller (Maler, 1916) (1916–??), deutscher Maler
- Erich Müller (Politiker, 1917) (1917–2003), Südtiroler Politiker (SVP)
- Erich Müller (Generaldirektor) (1921–1996), deutscher Industriemanager und Parteifunktionär (SED)
- Erich Müller (Filmproduzent) (1921–2016), deutscher Filmproduzent
- Erich Müller (Politiker, 1921) (1921–2023), Schweizer Politiker
- Erich Müller (Fußballspieler, 1928) (1928–2015), österreichischer Fußballspieler
- Erich Müller (Autor) (1933–2006), deutscher Taubenzüchter, Verbandsfunktionär und Autor
- Erich Müller (Politiker, 1938) (1938–2019), Schweizer Politiker (FDP)
- Erich Müller (Sportwissenschaftler) (* 1953), österreichischer Sportwissenschaftler
- Erich Müller-Cassel († 1979), deutscher Fotograf und Stifter
- Erich Müller-Derichsweiler (1890–1956), deutscher Generalmajor
- Erich Müller-Fritzsche (* 1955), deutscher Jurist und Richter
- Erich Müller-Gaebele (Erich H. Müller-Gaebele; * 1938), deutscher Erziehungswissenschaftler, Schulhistoriker, Hochschullehrer und Museumsgründer
- Erich Müller-Gangloff (1907–1980), deutscher Germanist und Akademiedirektor
- Erich Müller-Grünitz (1928–2012), deutscher Fotograf
- Erich Müller-Henning (1906–1942), deutscher Verwaltungsbeamter (NSDAP) und Landrat
- Erich Müller-Kamp (eigentlich Erich Müller; 1897–1980), deutscher Schriftsteller, Übersetzer und Lektor
- Erich Mueller-Kraus (1911–1967), deutscher Maler, Grafiker und Holzschneider
- Erich Müller-Pfeiffer (1930–2023), deutscher Mathematiker
- Erich Müller-Santis (1927–2015), Schweizer Maler, Grafiker, Zeichner und Bildhauer
- Erich Müller-Stinnes (1898–1963), deutscher Reeder und Unternehmer
- Erich Albert Müller (1898–1977), deutscher Physiologe
- Erich Hermann Müller von Asow (1892–1964), deutscher Musikwissenschaftler
- Erich Martin Müller (1888–1972), deutscher Maler
- Erich R. Müller (Architekt) (1925–2011), deutscher Architekt
- Erich R. Müller (Geologe, um 1944) (* um 1944), Schweizer Geologe und Verbandsfunktionär
- Erich R. Mueller (Geologe, um 1978) (* um 1978), US-amerikanischer Geologe, Geophysiker und Hochschullehrer
- Erika Müller (Sängerin), deutsche Sängerin und Gesangspädagogin
- Erika Müller (Curlerin), Schweizer Curlerin
- Erika Müller-Fürstenau (1924–1986), deutsche Schauspielerin
- Erika Müller-Hennig (geb. Erika Reinecke; 1908–1985), deutsche Schriftstellerin
- Erika Müller-Pöhl (* 1939), deutsche Gebrauchsgrafikerin und Buchillustratorin
- Ernest Müller (Filmproduzent) (1906–1962), österreichischer Filmproduzent und Unternehmer
- Ernest Maria Müller (1822–1888), österreichischer Geistlicher, Bischof von Linz
- Ernestine Müller (1780–1844), deutsche Verlegerin
- Erno Müller (1917–2005), dänischer Schauspieler
- Ernst Müller (Prediger) (1627–1681), deutscher Prediger
- Ernst Müller (Schriftsteller) (1764–1826), deutscher Schriftsteller und Privatgelehrter
- Ernst Müller (Bildhauer) (1823–1875), deutscher Bildhauer
- Ernst Müller (Politiker, 1833) (1833–nach 1878), deutscher Mühlenbesitzer und Politiker
- Ernst Müller (Schauspieler) (1848–nach 1902), deutscher Schauspieler
- Ernst Müller (Pfarrer) (1849–1927), Schweizer  Geistlicher und Bühnenautor
- Ernst Müller (Orthopäde) (1856–1928), deutscher Orthopäde, Erstbeschreiber der Coxa vara
- Ernst Müller (Schachspieler), Schweizer Schachspieler
- Ernst Müller (Maschinenbauer) (1856–1929), deutscher Maschinenbauingenieur und Hochschullehrer
- Ernst Müller (Fotograf) (1871–1940), deutscher Fotograf
- Ernst Müller (Politiker, 1874) (1874–1950), deutscher Gewerkschafter und Politiker (SPD), MdL Preußen
- Ernst Müller (Zionist) (1880–1954), österreichisch-britischer Schriftsteller
- Ernst Mueller (General, 1883) (1883–1948), deutscher General der Flieger
- Ernst Müller (Forstmann) (1891–1990), Schweizer Forstwirt und Staatsbeamter
- Ernst Mueller (General, 1892) (1892–1968), deutscher Generalmajor
- Ernst Müller (SS-Mitglied) (1893–1976), deutscher SS-Führer
- Ernst Müller (Politiker, 1894) (1894–1972), deutscher Archivar und Politiker (LDPD), MdL Sachsen
- Ernst Müller (Kaufmann) (1899–??), deutscher Kaufmann und Parteifunktionär (NSDAP)
- Ernst Müller (Journalist) (1900–1976), deutscher Journalist und Schriftsteller
- Ernst Müller (Fußballspieler) (1901–1958), deutscher Fußballspieler
- Ernst Müller (Maler, 1902) (Ernst Müller-Göls; 1902–2001), Schweizer Maler und Zeichner
- Ernst Müller (Maler, 1903) (1903–1945), österreichischer Maler
- Ernst Müller (Agronom) (1904–1990), Schweizer Agronom und Pädagoge
- Ernst Müller (Unternehmer) (1906–1982), deutscher Lebensmittelfabrikant
- Ernst Müller (Mediziner) (1908–1996), deutscher HNO-Arzt und Hochschullehrer
- Ernst Müller (Gewerkschafter, 1915) (1915–1966), deutscher Gewerkschafter (FDGB), MdV
- Ernst Müller (Archivar) (1923–1992), deutscher Archivar
- Ernst Müller (Kunstsammler) (1926–1993), deutscher Lehrer und Kunstsammler
- Ernst Müller (Sportschütze) (um 1934–2022), deutscher Sportschütze
- Ernst Müller (Dirigent) (* 1939), deutscher Dirigent
- Ernst Müller (Maler) (* 1951), Südtiroler Maler
- Ernst Müller (Boxer) (* 1954), deutscher Boxer
- Ernst Müller (Philosoph) (* 1957), deutscher Philosoph
- Ernst Müller (Politiker, IV), Schweizer Politiker (CVP), Mitglied des Glarner Landrates
- Ernst Müller-Bernburg (1874–nach 1921), deutscher Maler und Grafiker
- Ernst Müller-Blensdorf (1896–1976), deutscher Bildhauer
- Ernst Müller-Braunschweig (1860–1928), deutscher Bildhauer
- Ernst Müller-Dannien (1880–1970), deutscher Architekt
- Ernst Müller Erlach (1926–2002), Schweizer Maler und Galeriegründer
- Ernst Müller-Gräfe (1879–1954), deutscher Maler und Grafiker
- Ernst Müller-Hermann (1915–1994), deutscher Journalist und Politiker (CDU), MdB
- Ernst Müller-Holm (1861–1927), deutscher Schriftsteller
- Ernst Müller-Meiningen (1866–1944), deutscher Politiker (DDP, FVP, FVp), MdR
- Ernst Müller-Meiningen junior (1908–2006), deutscher Journalist
- Ernst Müller-Möhl (1957–2000), Schweizer Bankier und Investor
- Ernst Müller-Reiffer (1885–1957), Schweizer Unternehmer
- Ernst Müller-Renner (1862–1926), Schweizer Wirtschaftsmanager
- Ernst Müller-Scheessel (1863–1936), deutscher Maler und Kunstgewerbler
- Ernst Müller von Sondermühlen (1840–1907), deutscher Schriftsteller, Zeichner und Kaufmann
- Ernst Müller-Troschel (1926–2021), deutscher Admiralarzt
- Ernst Müller-Zschoppach (1846–nach 1906), deutscher Maler
- Ernst Adolph Mueller (1832–1913), deutscher Jurist und Politiker, MdR
- Ernst-August Müller (1925–2001), deutscher Physiker
- Ernst August Müller-Hain (1896–1970), deutscher Maler, Grafiker und Illustrator
- Ernst Erhard Müller (1921–2010), Schweizer Germanist
- Ernst Erich Müller (Politiker) (1904–1982), deutscher Politiker (NSDAP), Fremdenlegionär und Spion
- Ernst Erich Müller (1912–1972), österreichischer Maler
- Ernst Ferdinand Müller (1889–1957), deutscher Statistiker
- Ernst Friedrich Müller (1891–1971), deutsch-amerikanischer Internist und Hochschullehrer
- Ernst Friedrich Karl Müller (1863–1935), deutscher Theologe und Hochschullehrer
- Ernst-Günther Müller (1922–2004), deutscher Flottillenadmiral
- Ernst Hermann Müller (Ernst Hermann Müller-Hurst; 1843–1916), Schweizer Architekt
- Ernst Immanuel Müller (1844–1915), deutscher Bildhauer und Maler
- Ernst Wilhelm Müller (1925–2013), deutscher Ethnologe
- Erwin Müller (Unternehmer, 1854) (1854–1922), österreichischer Unternehmer und Firmengründer
- Erwin Müller (Journalist) (1879–1950), österreichischer Sportjournalist und Fußballfunktionär
- Erwin Müller (Architekt, Deutschland), deutscher Architekt
- Erwin Müller (Maler) (1893–1978), deutschböhmischer Künstler der Neuen Sachlichkeit
- Erwin Müller (Politiker, 1899) (1899–1982), deutscher Politiker (FDP), Mitglied des ernannten Oldenburgischen Landtages
- Erwin Müller (Leichtathlet), Schweizer Leichtathlet
- Erwin Müller (Politiker, 1906) (1906–1968), saarländischer Politiker (Zentrum, CVP, SVP, CDU), MdL, MdEP, NOK-Vorsitzender
- Erwin Müller (Fußballspieler), deutscher Fußballspieler
- Erwin Müller (Architekt, Schweiz) (1925–2017), Schweizer Architekt
- Erwin Müller (Unternehmer, Mönchengladbach) (1930–2019), deutscher Unternehmer
- Erwin Müller (Unternehmer, Buttenwiesen) (* 1930), deutscher Unternehmer und Firmengründer
- Erwin Müller (Politiker, 1931) (1931–2014), deutscher Politiker (SPD), Mitglied des Abgeordnetenhauses von Berlin
- Erwin Müller (Politikwissenschaftler) (1947–2007), deutscher Politikwissenschaftler
- Erwin Müller-Blech (1896–1974), deutscher Mundartdichter
- Erwin Müller-Erlwein (* 1948), deutscher Chemieingenieur und Hochschullehrer
- Erwin Müller-Fischer (Pseudonym EMF; 1897–1977), deutscher Journalist, Archivar, Post- und Fernmeldehistoriker
- Erwin Müller-Hartmann (1941–2020), deutscher Physiker
- Erwin Müller-Kögler (1909–nach 1975), deutscher Forstwissenschaftler und Mykologe
- Erwin Müller-Reimann (* 1944), deutscher Sachbuchautor
- Erwin Müller-Ruckwitt (* 1943), deutscher Erwachsenenbildner
- Erwin Müller-Schiedmayer (Klavierbauer, 1848) (1848–1927), deutscher Klavierbauer
- Erwin Müller-Schiedmayer (Klavierbauer, 1898) (1898–1977), deutscher Klavierbauer
- Erwin Geiser-Müller (?–1937), Schweizer Fabrikant
- Erwin Franz Müller (* 1932), deutscher Unternehmer, Gründer der Drogeriemarktkette Müller
- Erwin Wilhelm Müller (1911–1977), deutscher Physiker
- Eugen von Müller (1844–1911), deutscher (preußischer) General der Artillerie
- Eugen Müller (Heimatforscher) (1851–1935), deutscher Heimatforscher
- Eugen Müller (Schauspieler) (1857–??), deutscher Schauspieler
- Eugen Müller (Oberamtmann) (1858–1927), württembergischer Oberamtmann
- Eugen Müller (Jurist) (1858–1928), Schweizer Jurist, Richter und Journalist
- Eugen Müller (Botaniker) (1880–1955), deutscher Lehrer und Batologe
- Eugen Müller (General) (1891–1951), deutscher General
- Eugen Müller (Chemiker) (1905–1976), deutscher Chemiker
- Eugen Müller (Zisterzienser) (1934–2013), österreichischer Zisterzienser
- Eugen Ephraim Müller (1815–1888), deutscher Verleger
- Eugène Müller (1861–1948), elsässischer Theologe, Hochschullehrer und Politiker
- Eva Lili Mueller (1920–2006), US-amerikanische Ökonomin
- Eva Müller (Ökonomin) (1928–2011), deutsche marxistische Ökonomin
- Eva Müller (Sinologin) (* 1933), deutsche Sinologin
- Eva Müller (Politikerin) (* 1947), deutsche Politikerin (PDS)
- Eva Müller (Kunstberaterin) (* 1959), deutsche Kunstberaterin
- Eva Müller (Journalistin, 1961) (* 1961), deutsche Journalistin
- Eva Müller (Journalistin, 1979) (* 1979), deutsche Fernsehjournalistin und Autorin
- Eva Müller-Hill (* 1980), deutsche Mathematikdidaktikerin
- Eva Müller (Autorin) (* 1981), deutsche Autorin und Zeichnerin
- Eva Verena Müller (* 1979), deutsche Schauspielerin
- Evelyne Müller (* 1962), Schweizer Radrennfahrerin
- Ewald Müller (Schriftsteller) (1862–1932), deutscher Lehrer, Heimatdichter und Heimatforscher
- Ewald Müller (Physiker) (* 1952), deutscher Astrophysiker

### F
- Fabian Müller (Komponist) (* 1964), Schweizer Komponist
- Fabian Müller (Fußballspieler, 1980) (* 1980), deutscher Fußballtrainer
- Fabian Müller (Fußballspieler, 1986) (* 1986), deutscher Fußballspieler
- Fabian Müller (Pianist) (* 1990), deutscher Pianist
- Fabian Müller (Sportschütze) (* 1999), deutscher Sportschütze
- Fabian Müller (Leichtathlet) (* 1995), deutscher Mittel- und Langstreckenläufer
- Fabian M. Müller (* 1983), Schweizer Jazzmusiker
- Fabienne Müller-Lütkemeier (* 1989), deutsche Dressurreiterin
- Falk Müller (1968–2021), deutscher Rugbyspieler und -trainer
- Fanny Müller (1941–2016), deutsche Schriftstellerin
- Farid Müller (* 1962), deutscher Politiker
- Felice Mueller (* 1989), US-amerikanische Ruderin
- Felix Müller (Mathematiker) (1843–1928), deutscher Mathematiker
- Felix von Müller (1857–1918), deutscher Diplomat
- Felix Müller (Bildhauer) (1904–1997), deutscher Bildhauer und Maler
- Felix Müller (Politiker), deutscher Genossenschaftler und Politiker, MdV
- Felix Müller (Prähistoriker) (* 1952), Schweizer Prähistoriker
- Felix Müller (Ökologe) (* 1954), deutscher Ökologe und Hochschullehrer
- Felix Müller (Maler) (* 1969), deutscher Maler und Grafiker
- Felix Müller (Handballspieler) (* 1990), deutscher Handballspieler
- Felix Müller (Fußballspieler) (* 1993), deutscher Fußballspieler
- Felix E. Müller (* 1951), Schweizer Journalist
- Ferdinand Müller, Pseudonym von Friedrich Wilhelm Haberland (1777–1846), deutscher Regierungsbeamter und Schriftsteller
- Ferdinand Müller (Bildhauer) (1809–1881), deutscher Bildhauer
- Ferdinand von Mueller (1825–1896), deutsch-australischer Botaniker, Geograph und Arzt
- Ferdinand Müller (Forschungsreisender) (1837–1900), deutsch-baltischer Forschungsreisender
- Ferdinand Müller (Politiker, I), deutscher Politiker, MdL Sachsen
- Ferdinand Müller (1848–1916), deutscher Glasmaler, Gründer der Glasmalereianstalt Ferdinand Müller
- Ferdinand Müller (Politiker, 1859) (1859–1944), deutscher Politiker (Zentrum, BVP), MdL Bayern
- Ferdinand Müller (General) (1859–1953), deutscher Generalleutnant
- Ferdinand Müller-Rommel (* 1952), deutscher Politikwissenschaftler und Hochschullehrer
- Ferdinand Müller-Weber (1869–1962), Schweizer Ingenieur, Maler und Zeichner
- Ferdinand August Müller (1858–1888), deutscher Philosoph und Hochschullehrer
- Filinto Müller (1900–1973), brasilianischer Politiker
- Filip Müller (1922–2013), slowakischer Holocaust-Überlebender und Autor
- Florian Mueller (Musiker) (Florian Frederick Mueller; 1909–1983), US-amerikanischer Oboist und Komponist
- Florian Müller (Autor)  (* 1970), deutscher Autor und Unternehmer
- Florian Mueller (Bioinformatiker) (Florian S. Mueller), Bioinformatiker
- Florian Müller (Fußballspieler, 1986) (* 1986), deutscher Fußballspieler
- Florian Müller (Politiker) (* 1987), deutscher Politiker (CDU), MdB
- Florian Müller (Eishockeyspieler) (* 1989), deutscher Eishockeyspieler
- Florian Müller (Rennrodler) (* 2001), deutscher Rennrodler
- Florian Müller (Fußballspieler, 1997) (* 1997), deutscher Fußballspieler
- Florian Müller-Plathe (* 1960), deutscher Chemiker und Hochschullehrer
- Florian Martin Müller (* 1977), österreichischer Archäologe
- Folkert Müller-Hoissen (* 1953), deutscher Physiker und Hochschullehrer
- Fooke Hoissen Müller (1798–1856), deutscher Mathematiker und Schriftsteller
- Francis Müller (* 1968), Kultur- und Religionssoziologe mit Schwerpunkt ethnografische Methoden
- Frank Müller (Fußballspieler, I), deutscher Fußballspieler
- Frank Müller (Handballspieler, 1958) (* 1958), deutscher Handballspieler
- Frank Müller (Biologe) (* 1961), deutscher Biologe und Hochschullehrer
- Frank Müller (Basketballspieler) (* 1964), deutscher Basketballspieler und -trainer
- Frank Müller (Fußballspieler, 1964) (* 1964), deutscher Fußballspieler
- Frank Müller (Botaniker) (* 1966), deutscher Botaniker
- Frank Müller (Leichtathlet) (* 1968), deutscher Zehnkämpfer
- Frank Müller (Fußballspieler, 1968) (* 1968), deutscher Fußballspieler
- Frank Müller, bekannt als Beroshima (* 1968), deutscher DJ
- Frank Müller (Politiker) (* 1977), deutscher Politiker (SPD), MdL
- Frank Müller (Handballspieler, 1986) (* 1986), deutscher Handballspieler
- Frank Müller (Fußballspieler, 1986) (* 1986), deutscher Fußballspieler
- Frank Müller-Brys (* 1973), deutscher Gitarrist und Komponist
- Frank Müller-Langer (* 1978), deutscher Wirtschaftswissenschaftler
- Frank Müller-Römer (* 1936), deutscher Medienmanager und Ägyptologe
- Frank Müller-Rosentritt (* 1982), deutscher Politiker (FDP), MdB
- Frank Lorenz Müller (* 1970), deutscher Historiker
- Frank Ulrich Müller (* 1963/1964), deutscher Pharmakologe und Hochschullehrer
- Franz Müller (Maler, 1695) (1695–1753), österreichischer Maler
- Franz Müller (Altarbauer) (1810–1887), Schweizer Altarbauer
- Franz Müller (Tiermediziner) (1817–1905), österreichischer Tiermediziner
- Franz Müller (Oberamtmann) (1824–1906), deutscher Verwaltungsbeamter
- Franz Müller (Politiker, I), schlesischer Jurist und Politiker, MdL Schlesien
- Franz Müller (Mörder) (1840–1864), deutscher Mörder
- Franz Müller (Maler, 1843) (1843–1929), deutscher Maler
- Franz Müller (Schauspieler) (1850–1915), österreichischer Schauspieler
- Franz Müller (Mediziner) (1871–1945), deutscher Pharmakologe
- Franz Müller (Politiker, II), deutscher Politiker, MdL Bayern
- Franz Müller (Politiker, 1886) (1886–1945), deutscher Politiker
- Franz Müller (Sportfunktionär, 1886) (1886–1963), deutscher Sportfunktionär in der BRD
- Franz Müller (Sportfunktionär, 1896) (1896–1968), deutscher Sportfunktionär in der DDR
- Franz Müller (Fußballspieler, I), deutscher Fußballspieler
- Franz Müller (Theologe) (1900–1989), deutscher Theologe
- Franz Müller (Wirtschaftswissenschaftler) (Franz Hermann Mueller; 1900–1994), deutscher Wirtschafts- und Sozialwissenschaftler
- Franz Müller (Politiker, 1915) (1915–1999), österreichischer Politiker (SPÖ)
- Franz Müller (Fußballspieler, 1923) (* 1923), deutscher Fußballspieler
- Franz Müller (Künstler) (* 1957), Schweizer Künstler
- Franz Müller (Regisseur) (* 1965), deutscher Drehbuchautor und Regisseur
- Franz Mueller-Darß (1890–1976), deutscher Forstmann
- Franz Müller-Frerich (1890–1962), deutscher Schriftsteller
- Franz Müller-Gossen (1871–1946), deutscher Maler
- Franz Müller-Heuser (1932–2010), deutscher Sänger
- Franz Müller-Hoberg (1844–1926), deutscher Textilfabrikant
- Franz Müller-Lümen (1890–1959), deutscher Maler
- Franz Müller-Lyer (1857–1916), deutscher Psychiater, Soziologe und Schriftsteller
- Franz Müller-Michels (1886–1972), deutscher Generalleutnant
- Franz Müller-Münster (1867–1936), deutscher Maler und Grafiker
- Franz Müller-Spahn (1950–2009), deutscher Psychiater
- Franz Müller-Steinfurth (* 1952), deutscher Bildhauer
- Franz August Müller (Apotheker) (1798/1799–1871), deutscher Apotheker und Sammler von Moosen
- Franz August Müller (Altarbauer) (1848–1912), Schweizer Altarbauer
- Franz August Müller (Fechter), deutscher Fechter
- Franz Erich Müller (1898–1984), deutscher Wirtschaftsjurist und Manager
- Franz Friedrich Müller (1812–1856), deutscher Gutsherr und Politiker
- Franz Hermann Müller (1900–1994), deutscher Sozialtheoretiker
- Franz Hubert Müller (1784–1835), deutscher Maler, Kupferstecher und Kunsthistoriker
- Franz Ignaz Müller (1818–1894), österreichischer Benediktiner, Abt des Stiftes Admont, siehe Zeno Müller
- Franz J. Müller (Franz Josef Müller; 1924–2015), deutscher Widerstandskämpfer
- Franz Josef Müller (Politiker) (1796–1861), deutscher Politiker, MdL Baden
- Franz-Josef Müller (Badminton) (* 1967), deutscher Badmintonspieler
- Franz Joseph Müller (1762–1848), deutscher Historiker, siehe Michael Franz Josef Müller
- Franz Joseph Müller (Regierungsrat) (auch Franz Müller; 1803–1873), Schweizer Politiker, Regierungsrat Zug
- Franz Joseph Müller (Politiker) (1830–1908), deutscher Politiker, MdR
- Franz Joseph Müller (Industrieller) (1853–1917), deutscher Erfinder und Industrieller
- Franz Joseph Müller (1893–1984), deutscher Fußballspieler und -trainer, siehe Josef Müller (Fußballspieler, 1893)
- Franz Joseph Müller (SS-Mitglied) (auch Franz Josef Müller; 1910–1988?), deutscher SS-Oberscharführer
- Franz Joseph Müller von Friedberg (1725–1803), Schweizer Staatsmann
- Franz Joseph Müller von Reichenstein (1740/1742–1825), österreichischer Chemiker
- Franz Karl Friedrich Müller (1806–1876), Schriftsteller und Theaterwissenschaftler
- Franz Ludwig Müller, eigentlicher Name von Michael Müller-Claudius (1888–nach 1955), deutscher Psychologe, Pädagoge und Publizist
- Franz Otto Müller (1883–1961), deutscher Politiker (CDU), MdA Berlin
- Franz Sales Müller (1914–2001), deutscher Geistlicher, Prälat und Vorsitzender des Katholischen Caritasverbandes der Erzdiözese München und Freising
- Franz Tobias Müller (1752–1827), deutscher Pfarrer und Kirchenhistoriker
- Franz Walter Müller (1912–1998), deutscher Romanist
- Franz Xaver Müller (Abt) (1741–1817), deutscher Geistlicher, Abt von Kaisheim
- Franz Xaver Müller (1870–1948), österreichischer Komponist
- Franziska Müller (Handballspielerin) (* 1990), deutsche Handballspielerin
- Franziska Müller-Rech (* 1985), deutsche Politikerin (FDP), MdL Nordrhein-Westfalen
- Franziska K. Müller (* 1962), Schweizer Journalistin und Autorin
- Fred Müller (1913–2001), deutscher Widerstandskämpfer
- Fred Müller (Maler) (1914–1969), Schweizer Maler
- Frederick H. Mueller (1893–1976), US-amerikanischer Politiker
- Frederik Paludan-Müller (1809–1876), dänischer Schriftsteller
- Fridolin Müller-Styger (1857–1931), Schweizer Fabrikant
- Friedolin Müller (* 1985), deutscher Kabarettist, siehe Das Geld liegt auf der Fensterbank, Marie
- Frieda Müller (1907–1999), deutsche Politikerin (DBD)
- Friederike Müller (Pianistin) (1816–1895), österreichische Pianistin
- Friederike Auguste Müller (1758–??), deutsche Schauspielerin
- Friedhelm Müller (Handbiker) (* 1952), deutscher Handbiker
- Friedhelm L. Müller (1939–2014), deutscher Klassischer Philologe
- Friedrich Müller (Theologe) (1714–1750), deutscher Theologe
- Friedrich Müller (1749–1825), deutscher Maler und Dichter, siehe Maler Müller
- Friedrich von Müller (Politiker) (1779–1849), deutscher Staatskanzler
- Friedrich Müller (Politiker, 1784) (1784–1830), deutscher Verwaltungsjurist und Politiker
- Friedrich Müller (Komponist) (1786–1871), deutscher Komponist und Klarinettist
- Friedrich Müller (Maler, 1795) (auch Friederich Müller; 1795–1834), deutscher Maler
- Friedrich Müller (Verwaltungsbeamter) (1802–1863), deutscher Richter und Landrat
- Friedrich Müller (Politiker, 1803) (1803–1876), deutscher Beamter und Politiker
- Friedrich Müller (Advokat-Anwalt) (1810–1858), deutscher Rechtsanwalt
- Friedrich von Müller (General, 1822) (1822–1892), österreichischer Feldmarschallleutnant
- Friedrich Müller der Ältere (1828–1915), siebenbürgischer Historiker und Bischof
- Friedrich Müller (Sprachwissenschaftler) (1834–1898), österreichischer Sprachwissenschaftler
- Friedrich Müller (Fotograf) (1842–1917), deutscher Fotograf
- Friedrich von Müller (General, 1843) (1843–1919), deutscher Generalleutnant
- Friedrich Müller (Politiker, 1845) (1845–1901), deutscher Jurist und Politiker (Freisinnige Partei), MdR
- Friedrich Müller (General) (1852–1943), sächsischer Generalleutnant
- Friedrich Müller (Wasserbauingenieur) (1855–1914), deutscher Wasserbauingenieur und Baubeamter
- Friedrich von Müller (Mediziner) (1858–1941), deutscher Internist und Hochschullehrer
- Friedrich Müller (General, 1864) (1864–1921), deutscher Generalmajor
- Friedrich Müller (Papieringenieur) (1865–1941), deutscher Maschinenbauingenieur und Hochschullehrer
- Friedrich Müller (Superintendent) (1879–1947), deutscher Theologe und Superintendent
- Friedrich Müller (Widerstandskämpfer) (1889–1942), deutscher Theologe und Widerstandskämpfer
- Friedrich Müller (Politiker, 1889) (1889–1975), deutscher Politiker (DDP)
- Friedrich Müller (Landrat) (1890–1950), deutscher Jurist und Landrat
- Friedrich Müller (Chemiker) (1895–1953), deutscher Elektrochemiker
- Friedrich Müller (Altphilologe) (1900–1975), deutscher Klassischer Philologe
- Friedrich Müller (Journalist), deutscher Fernsehjournalist
- Friedrich Müller (Fußballspieler) (1907–1978), deutscher Fußballspieler
- Friedrich Müller (Mediziner) (1912–nach 1977), deutscher Internist
- Friedrich Müller (Bildhauer) (1914–1976), donauschwäbischer Bildhauer
- Friedrich Müller (Politiker, 1915) (1915–1974), deutscher Politiker (BP)
- Friedrich Müller (Politiker, 1922) (1922–2014), deutscher Politiker (SPD)
- Friedrich Müller (Gesteinskundler) (1923–2003), deutscher Lehrer und Sachverständiger
- Friedrich Müller (Rechtswissenschaftler) (* 1938), deutscher Jurist und Lyriker
- Friedrich Müller-Langenthal (Friedrich Müller der Jüngere; 1884–1969), siebenbürgischer Historiker und Bischof
- Friedrich Müller-Ross (1906–nach 1958), deutscher Geograf und Volkskundler
- Friedrich Müller-Skjold (auch Friedrich Skjold Müller; 1899–nach 1962), deutscher Chemiker
- Friedrich Müller-Starke (1877–1967), deutscher Politiker (NSDAP), Oberbürgermeister von Hanau
- Friedrich Heine-Müller († 1922), deutscher Journalist und Redakteur
- Friedrich August Müller (1767–1807), österreichischer Dichter
- Friedrich Burghard Müller (1811–1859), deutscher Maler
- Friedrich Carl Müller (Politiker, 1862) (1862–1916), deutscher Unternehmer und Politiker (NLP), MdL Sachsen
- Friedrich Carl Müller (Politiker, II), deutscher Politiker, MdL Schwarzburg-Rudolstadt
- Friedrich Christoph Müller (1751–1808), deutscher Theologe und Kartograf
- Friedrich David Theodor Müller (1828–1877), deutscher Historiker
- Friedrich Gottlieb Müller (Mediziner) (1721–1772), deutscher Arzt
- Friedrich Gottlieb Müller (Pastor) (1760–1847), deutscher Pfarrer und Autor
- Friedrich Gottlieb Müller (Lithograf) (1816–1908), deutscher Zeichenlehrer, Lithograf und Fotograf
- Friedrich Hermann Müller (1826–1903), deutscher Unternehmer und Politiker, MdR
- Friedrich Horst Müller (1907–1986), deutscher Chemiker
- Friedrich Josef Müller (1768–1834), österreichischer Schauspieler
- Friedrich-Josef Müller (1932–2008), deutscher Bildhauer, siehe Frijo Müller-Belecke
- Friedrich Karl Müller-Trefzer (1879–1960), deutscher Ministerialbeamter
- Friedrich Karl Georg Müller (1848–1931), deutscher Lehrer und Chemiker
- Friedrich Karl Hugo Müller (1799–1841), deutschbaltischer Lehrer und Schriftsteller, siehe Hugo Müller (Lehrer)
- Friedrich Konrad Müller (1823–1881), deutscher Dichter
- Friedrich Ludwig Müller (1927–2020), deutscher Journalist und Redakteur
- Friedrich Max Müller (1823–1900), deutscher Indologe
- Friedrich Max Müller (Politiker) (1880–?), deutscher Politiker (SPD), MdL Sachsen
- Friedrich Theodor Müller (Kupferstecher) (1797–1858), deutscher Kupferstecher
- Friedrich Theodor Müller (Politiker, 1811) (1811–1893), deutscher Beamter und Politiker (NLP), MdL Preußen
- Friedrich Theodor Müller (Politiker, 1821) (1821–1880), deutscher Anwalt und Politiker, MdHB
- Friedrich Theodosius Müller (1716–1766), deutscher Theologe und Geistlicher
- Friedrich Wilhelm Müller (Politiker, I), deutscher Politiker, MdL Sachsen
- Friedrich Wilhelm Müller (Geistlicher) (1801–1868), deutscher Geistlicher
- Friedrich Wilhelm Müller (Maler) (1801–1889), deutscher Maler und Kunstlehrer
- Friedrich Wilhelm Müller (Politiker, 1819) (1819–1896), deutscher Architekt und Politiker, MdL Hessen
- Friedrich Wilhelm Müller (General, 1850) (1850–1915), deutscher Generalmajor
- Friedrich Wilhelm Müller, bekannt als  Eugen Sandow (1867–1925), deutscher Kraftsportler
- Friedrich-Wilhelm Müller (1897–1947), deutscher General
- Friedrich Wilhelm Müller (Politiker, 1897) (1897–1952), deutscher Bergmann und Politiker (NSDAP), MdR
- Friedrich Wilhelm Karl Müller (1863–1930), deutscher Orientalist und Japanologe
- Frijo Müller-Belecke (1932–2008), deutscher Bildhauer
- Fritz Müller (Maler, 1814) (1814–1865), deutsch-US-amerikanischer Maler
- Fritz Müller (1822–1897), deutsch-brasilianischer Biologe, siehe Johann Friedrich Theodor Müller
- Fritz Müller (Zoologe) (1834–1895), Schweizer Zoologe
- Fritz Müller (Unternehmer) (1836–1914), deutscher Unternehmensgründer
- Fritz Müller, Pseudonym von Friedrich Erdmann-Jesnitzer (1854–1906), deutscher Schauspieler und Intendant
- Fritz Müller (Schauspieler) (1866–1937), österreichischer Schauspieler
- Fritz Müller (Verleger) (1872–1944), deutscher Musikverleger
- Fritz Müller (Rugbyspieler), deutscher Rugby-Union-Spieler
- Fritz Müller (Maler) (1879–1957), deutscher Maler und Grafiker
- Fritz Müller (Architekt) (1881–1947), deutscher Architekt und Bauunternehmer
- Fritz Müller (Jurist) (1883–1964), deutscher Verkehrsjurist
- Fritz Müller (Pädagoge) (1887–1968), deutscher Reformpädagoge
- Fritz Müller (1889–1942), deutscher Pfarrer und Widerstandskämpfer, siehe Friedrich Müller (Widerstandskämpfer)
- Fritz Müller (Maler, 1891) (1891–1964), Schweizer Maler
- Fritz Müller (Maler, 1893) (1893–1978), deutscher Maler
- Fritz Müller (Chemiker) (1894–1947), deutscher Chemiker und Bergbauingenieur
- Fritz Müller (1895/1897–1945), deutscher Widerstandskämpfer, siehe Meinerzhagener antifaschistische Widerstandsgruppe
- Fritz Müller (Maler, 1898) (1898–1966), Schweizer Maler
- Fritz Müller (Pädagoge, 1900) (1900–1973), deutscher Erziehungswissenschaftler und Hochschullehrer
- Fritz Müller (Dirigent, 1905) (1905–1979), deutscher Dirigent
- Fritz Müller (Raumfahrtingenieur) (1907–2001), deutsch-amerikanischer Raumfahrtingenieur
- Fritz Müller (Fußballspieler) (1910–1984), deutscher Fußballspieler und -trainer
- Fritz Müller (Maler, 1913) (1913–1972), deutscher Maler
- Fritz Müller (Gerechter unter den Völkern), deutscher Soldat
- Fritz Müller (Politiker), deutscher Politiker (DBD), MdV
- Fritz Müller (Mediziner) (1917–1969), deutscher Augenarzt und Hochschullehrer
- Fritz Müller (Ringer) (1917–1999), deutscher Ringer
- Fritz Müller (Gewerkschafter) (1919–nach 1993), deutscher Gewerkschafter
- Fritz Müller (Parteifunktionär) (1920–2001), deutscher Parteifunktionär (SED)
- Fritz Müller (Unternehmer, 1923) (1923–2002), Schweizer Schuhfabrikant
- Fritz Müller (Glaziologe) (1926–1980), Schweizer Glaziologe
- Fritz Müller (Pharmazeut) (1927–2022), deutscher Pharmazeut und Hochschullehrer
- Fritz Müller (Maler, 1934) (1934–2001), Schweizer Maler und Plastiker
- Fritz Müller (Biochemiker) (* 1935), deutscher Biochemiker und Hochschullehrer
- Fritz Müller (Maler, 1937) (* 1937), deutscher Maler und Grafiker
- Fritz Müller (Unternehmer, 1939) (1939–2021), deutscher Unternehmer
- Fritz Müller (Rennfahrer) (* 1941), deutscher Automobilrennfahrer
- Fritz Müller, Künstlername von Eberhard Kranemann (* 1945), deutscher Künstler und Musiker
- Fritz Müller-Gastell (1921–1975), deutscher Sektfabrikant
- Fritz Müller-Landeck (1865–1942), deutscher Maler
- Fritz Müller von der Ocker (1868–1931), deutscher Komponist, Violinist und Dirigent
- Fritz Müller-Partenkirchen (1875–1942), deutscher Schriftsteller
- Fritz Müller-Prem (1880–nach 1932), deutscher Dirigent und Komponist
- Fritz Müller-Rehrmann (1889–1949), deutscher Komponist, Kapellmeister und Musikverleger
- Fritz Müller-Scherz (1945–2015), deutscher Drehbuchautor
- Fritz Müller-Temde (1889–1964), deutscher Unternehmer und Erfinder
- Fritz Müller-Vollmer (1854–1923), deutscher Architekt und Ingenieur
- Fritz Peyer-Müller (* 1952), Schweizer Theologe
- Fritz Eduard Müller (1925–2020), deutscher Mediziner
- Fritz Paul Müller (1913–1989), deutscher Entomologe und Hochschullehrer
- Fritz Peter Müller (1923–1981), deutscher Bauingenieur und Hochschullehrer
- Fritz-René Müller (* 1939), Schweizer Geistlicher, Bischof der Schweiz
- Fritz Wilhelm Müller (1887–1942), deutscher Maler

### G
- Gabi Müller (* 1974), Schweizer Kanutin
- Gabriel Müller (Maler) (um 1688–nach 1760), deutscher Maler
- Gabriel Müller (Rabbiner) (1836–1906), ungarischer Rabbiner
- Gabriele Müller (* 1959), deutsche Kommunalpolitikerin und Bürgermeisterin
- Gabriele Müller-Oberhäuser (* 1950), deutsche Anglistin, Literatur- und Buchwissenschaftlerin, Hochschullehrerin
- Gabriele Müller-Trimbusch (* 1945), deutsche Kommunalpolitikerin (FDP)
- Gabriele Müller (Journalistin), deutsche Journalistin
- Gallus Müller (* um 1490–1546), deutscher Theologe, Geistlicher und Hochschullehrer
- Gebhard Müller (1900–1990), deutscher Politiker (CDU, Baden-Württemberg)
- Gebhard Müller (Politiker, 1944) (* 1944), deutscher Politiker (CDU, Niedersachsen)
- Geert Müller-Gerbes (1937–2020), deutscher Journalist und Fernsehmoderator

- Georg Müller (Abt) († 1556), deutscher Geistlicher, Abt von Ochsenhausen
- Georg Müller (1548–1607), deutscher Theologe und Superintendent, siehe Georg Mylius (Theologe, 1548)
- Georg Müller (Prediger) (um 1570–1608), Geistlicher an der Heiliggeistkirche in Tallinn
- Georg Müller (Bischof, 1766) (1766–1836), deutscher Geistlicher und Politiker, Landesbischof in Nassau
- Georg Müller (General) (1767–1847), hannoverscher Generalmajor und zuletzt Kommandant von Celle
- Georg Müller (Offizier) (1790–1826), deutscher Offizier in österreichischen, französischen und niederländischen Diensten
- Georg Müller (Komponist) (1803–1863), österreichischer Kirchenmusiker und Komponist
- Georg Müller (Politiker, 1804) (1804–1868), deutscher Politiker, Landtagsabgeordneter Waldeck-Pyrmont
- Georg Müller (Waisenhausleiter) (Johann Georg Ferdinand Müller, später George Müller; 1805–1898), deutscher Theologe und Waisenhausleiter
- Georg Müller (Politiker, 1815) (1815–1884), Bürgermeister und Abgeordneter
- Georg Müller (1808–1855), deutscher Geiger, siehe Gebrüder Müller
- Georg Müller (Sänger) (1840–1909), deutscher Opernsänger (Tenor)
- Georg Müller (Oberamtmann) (1849–1897), württembergischer Oberamtmann
- Georg Müller (Kunsthändler) (1857–1921), deutscher Kunsthändler und -sammler
- Georg Müller (Richter) (1868–1945), deutscher Richter
- Georg Müller (Verleger) (1877–1917), deutscher Verlagsgründer
- Georg Müller (Ingenieur) (1880–1951), deutscher Ingenieur und Hochschullehrer
- Georg Müller (Bildhauer) (1880–1952), deutscher Bildhauer
- Georg Müller (Politiker, 1889) (1889–1959), deutscher Politiker (HBB), MdL Hessen
- Georg Müller (Politiker, 1892) (1892–nach 1938), deutscher Politiker (NSDAP), MdR
- Georg Müller (Historiker) (1893–1978), deutscher Historiker, Germanist, Philosoph und Pädagoge
- Georg Müller (Widerstandskämpfer) (1905–1945), deutscher Widerstandskämpfer
- Georg Müller (DVP), deutscher Politiker (DVP), MdL Freistaat Anhalt
- Georg Müller (Agrarwissenschaftler) (1917–2004), deutscher Agrarwissenschaftler
- Georg Müller (Mineraloge) (* 1930), deutscher Mineraloge
- Georg Müller (Fußballspieler) (* 1940), Rot-Weiß Oberhausen
- Georg Müller (Rechtswissenschafter) (* 1942), Schweizer Rechtswissenschafter
- Georg Müller (Bischof, 1951) (1951–2015), deutscher Ordensgeistlicher, Prälat von Trondheim
- Georg Müller-Breslau (1856–1911), deutscher Maler
- Georg Müller-Christ (* 1963), deutscher Wirtschaftswissenschaftler
- Georg Müller-Egert (1939–1979), deutscher Komponist
- Georg Müller-Fürstenberger (* 1964), deutscher Volkswirt und Hochschullehrer
- Georg von Groeling-Müller (1927–2023), deutscher Politiker (FDP)
- Georg Müller-Heim (1879–nach 1947), deutscher Journalist und Schriftsteller
- Georg Müller-Jürgens (1883–1971), deutscher Jurist, Bürgermeister von Jever und Oberkirchenrat
- Georg Müller-Kuales (1905–1945), siebenbürgisch-deutscher Prähistoriker und Hochschullehrer
- Georg Müller-Luidenstein (1908–nach 1969), deutscher Schriftsteller
- Georg Müller vom Siel (1865–1939), deutscher Maler
- Georg Alexander von Müller (1854–1940), deutscher Admiral
- Georg Alfred Müller (1851–1923), deutscher Tiermediziner und Hochschullehrer
- Georg Clemens Müller (1875–1920), deutscher Politiker (Zentrum)
- Georg Elias Müller (1850–1934), deutscher Psychologe
- Georg Emil Müller (1857–1928), deutscher Orgelbauer und Harmonium-Hersteller
- Georg Franz Müller (1646–1723), elsässischer Weltreisender
- Georg Friedrich von Müller (1760–1843), fürstlich Thurn und Taxisscher geheimer Rat und Direktor.
- Georg Friedrich Müller (Mediziner) (1804–1892), Württemberger Arzt, Homöopath und Sozialreformer
- Georg Friedrich Müller (Maler) (1816–??), deutscher Maler und Kupferstecher
- Georg Hans Müller-Rehm (1905–1945), deutscher Maler
- Georg Heinrich von Müller (1750–1820), deutscher Theologe
- Georg Heinrich Müller (1763–1833), deutscher Arzt und Meteorologe
- Georg Gottfried Müller (Komponist) (1762–1821), amerikanischer Kirchenkomponist deutscher Herkunft
- Georg Gottfried Müller (Organist) (1870–1930), österreichischer Organist und Komponist
- Georg Wilhelm Müller (Kaufmann) (1738–1814), deutscher Kaufmann und Politiker, Ratsherr in Lübeck
- Georg Wilhelm Müller (Geodät) (1785–1843), deutscher Vermessungsingenieur, Major und Lehrer
- Georg Wilhelm Müller (Maler) (1807–1868), deutscher Maler und Kupferstecher
- Georg Wilhelm Müller (Kunstsammler), deutscher Unternehmer und Kunstsammler
- Georg Wilhelm Müller (SS-Mitglied) (1909–1989), deutscher Studentenführer, Nazi-Propagandist und SS-Standartenführer
- Georg Wilhelm Ferdinand Müller (1806–1875), deutscher Buchhändler und Verleger
- George Müller (eigentlich Johann Georg Ferdinand Müller; 1805–1898), deutscher Theologe und Waisenhausgründer, siehe Georg Müller (Waisenhausleiter)
- George Müller (Lithograf) (Georg Conrad Ludwig Müller; 1831–??), deutscher Fotograf und Lithograf
- George Müller (Honorarkonsul) (* 1951), brasilianischer Diplomat
- George E. Mueller (1918–2015), US-amerikanischer Raumfahrtingenieur
- Gerald Müller-Simon (1931–2023), deutscher Maler und Grafiker
- Gerd Müller (Politiker, 1940) (1940–2003), deutscher Politiker (SPD)
- Gerd Müller (1945–2021), deutscher Fußballspieler
- Gerd Müller (Radsporttrainer) (1941–2020), deutscher Radsporttrainer
- Gerd Müller (Schriftsteller) (* 1952), deutscher Schriftsteller
- Gerd Müller (Fußballspieler, 1954) (* 1954), deutscher Fußballspieler
- Gerd Müller (Politiker, 1955) (* 1955), deutscher Politiker (CSU)
- Gerd Müller-Lorenz (* 1960), deutscher Dirigent
- Gerd Müller-Motzfeld (1941–2009), deutscher Entomologe, Ökologe und Hochschullehrer
- Gerd Müller-Schwanke (* 1947), deutscher Musiker und Textdichter
- Gerd A. Müller (1932–1991), deutscher Innenarchitekt und Designer
- Gerd B. Müller  (* 1953), österreichischer Mediziner, Anatom, Zoologe und Evolutionsbiologe
- Gerd K. Müller (1929–2012), deutscher Botaniker
- Gerd-Wolfgang Müller (1929–2004), deutscher Urologe und Hochschullehrer
- Gerda Müller (Schauspielerin) (1894–1951), deutsche Schauspielerin
- Gerda Müller (Juristin) (* 1944), deutsche Juristin und Richterin
- Gerda Müller (Fernsehproduzentin) (* 1966), deutsche Fernsehproduzentin
- Gerda Müller-Kesting (1902–1996), deutsche Grafikerin, Malerin und Fotografin
- Gerda Müller-Krauspe (1936–2022), deutsche Designtheoretikerin und Designerin
- Gerfrid G. W. Müller (* 1960), deutscher Altorientalist
- Gerhard Müller (Politiker, 1882) (Paul Müller; 1882–1953), deutscher Politiker (KPD)
- Gerhard Müller (Mediziner) (1894–1981), deutscher Admiralarzt
- Gerhard Müller (General, 1895) (1895–1969), deutscher Generalmajor und Ingenieur
- Gerhard Müller (General, 1896) (1896–1977), deutscher Generalmajor
- Gerhard Müller (Richter, 1876) (1876–1957), deutscher Verwaltungsrichter
- Gerhard Müller (Landrat Nördlingen) (* 1903), deutscher Politiker (SPD) und Landrat
- Gerhard Müller (Philologe) (1907–1988), deutscher Altphilologe
- Gerhard Müller (Landkommissar) (1912–nach 1943), deutscher Jurist und Landkommissar
- Gerhard Müller (Richter, 1912) (1912–1997), deutscher Jurist und Richter
- Gerhard Müller (Ingenieur) (1915–1985), Schweizer Ingenieur
- Gerhard Müller (Landrat) (1920–2020), deutscher Verwaltungsjurist und Landrat
- Gerhard Müller (Politiker, 1920) (* 1920), deutscher Politiker (NDPD), MdV
- Gerhard Müller (Fußballspieler, 1924) (* 1924), deutscher Fußballspieler
- Gerhard Müller (Fußballspieler, 1928) (1928–2018), deutscher Fußballspieler
- Gerhard Müller (Ökonom) (1927–2004), deutscher Ökonom
- Gerhard Müller (Politiker, 1928) (1928–2020), deutscher Politiker (SED)
- Gerhard Müller (Theologe) (1929–2024), deutscher Theologe, Landesbischof in Braunschweig
- Gerhard Müller (Geophysiker) (1940–2002), deutscher Geophysiker
- Gerhard Müller (Admiral) (1941–2023), deutscher Admiral
- Gerhard Müller (1945–2021), deutscher Fußballspieler, siehe Gerd Müller
- Gerhard Müller (Richter, 1946) (1946–2018), deutscher Jurist
- Gerhard Müller (RAF-Mitglied) (* 1948), deutscher Terrorist
- Gerhard Müller (Maler) (* 1950), österreichischer Maler
- Gerhard Müller (Schachspieler) (* 1953), deutscher Schachspieler
- Gerhard Müller (Eishockeyspieler) (* 1954), deutscher Eishockeyspieler
- Gerd Müller (Politiker, 1955) (* 1955), deutscher Politiker (CSU)
- Gerhard Müller (* 1960), Schweizer Politiker (Grüne), siehe Geri Müller
- Gerhard Müller (Bauingenieur) (* 1960), deutscher Hochschullehrer und Wissenschaftsmanager
- Gerhard Müller (Rennfahrer) (* 1961), deutscher Automobilrennfahrer
- Gerhard Müller-Chorus (* 1930), deutscher Jurist
- Gerhard Müller-Claus (vor 1915–1997), deutscher Chirurg
- Gerhard Müller-Hornbach (* 1951), deutscher Komponist, Dirigent und Musikpädagoge
- Gerhard Müller-Menckens (1917–2007), deutscher Architekt und Hochschullehrer
- Gerhard Müller-Newen (* 1961), deutscher Chemiker und Hochschullehrer
- Gerhard Müller-Rastatt (1894–1917), deutscher Autor und Lyriker, siehe Gerhard Moerner
- Gerhard Müller-Schwefe (1914–2010), deutscher Anglist und Hochschullehrer
- Gerhard Müller-Strahl (* vor 1968), deutscher Mediziner und Wissenschaftshistoriker
- Gerhard Müller-Westermeier (* vor 1967), deutscher Meteorologe
- Gerhard Andreas Müller (1718–1762), deutscher Arzt und Hochschullehrer
- Gerhard Friedrich Müller (1705–1783), deutscher Historiker und Geograph
- Gerhard Hermann Müller (1912–1980), deutscher Jurist und Übersetzer
- Gerhard J. Müller (1942–2010), deutscher Physiker und Medizintechniker
- Gerhard Kassian Müller (* 1931), österreichischer Publizist und Schriftsteller
- Gerhard Kurt Müller (1926–2019), deutscher Maler, Grafiker und Bildhauer
- Gerhard Ludwig Müller (* 1947), deutscher Theologe und Kardinal
- Gerhardt Müller-Goldboom (* 1953), deutscher Musiker, Dirigent und Komponist
- Geri Müller (* 1960), Schweizer Politiker
- German Müller (1930–2007), deutscher Geologe und Geochemiker
- Germar Müller (1929–2019), deutscher Elektroingenieur und Hochschullehrer
- Gernot Müller (Germanist) (* 1941), deutscher Germanist und Literaturwissenschaftler
- Gernot Müller-Putz (* 1973), österreichischer Ingenieur, Neurotechnologe und Hochschullehrer
- Gernot Müller (Ökonom), Professor of International Macroeconomics and Finance  an der Universität Tübingen
- Gernot Michael Müller (* 1970), deutscher Klassischer Philologe
- Gerrit Müller (* 1984), deutscher Fußballspieler
- Gert Müller (Publizist) (Gerhard Kassian Müller; * 1931), österreichischer Publizist und Schriftsteller
- Gert Müller (Chemiker) (* 1941), deutscher Chemiker und Hochschullehrer
- Gert Müller-Berghaus (* 1937), deutscher Pathophysiologe und Hochschullehrer
- Gert Müller-Fehn (1929–1983/1984), deutscher Journalist und Autor
- Gert Heinz Müller (1923–2006), deutscher Mathematiker
- Gertrud Müller (Schauspielerin) (Gertrud Maria Müller; † um 1967), Schweizer Schauspielerin
- Gertrud Müller (Politikerin, 1893) (1893–1970), deutsche Politikerin (SPD), MdL Danzig
- Gertrud Müller (Politikerin, 1911) (1911–1992), deutsche Politikerin (SPD), MdA Berlin
- Gertrud Müller (Lyrikerin) (geb. Gertrud Weißkopf; 1911–1998), deutsche Lyrikerin
- Gertrud Müller (Medizinerin) (1919–1980), deutsche Ärztin
- Gertrud Müller (Widerstandskämpferin) (1915–2007), deutsche Widerstandskämpferin
- Gertrud Dübi-Müller (1888–1980), Schweizer Fotografin, Kunstsammlerin und Mäzenin

- Gertrude Müller (1916–1944), österreichische NS-Widerstandskämpferin
- Gesine Müller (* 1973), deutsche Professorin der Romanistik

- Gilles Müller (* 1983), luxemburgischer Tennisspieler
- Gin Müller (* 1971), österreichischer Theaterwissenschaftler, Künstler, Dramaturg, Regieassistent und Hochschullehrer
- Giovanni Müller (auch Johannes Müller; 1890–1970), Schweizer Maler und Holzschneider
- Gisela Müller (Schauspielerin) (* 1963), deutsche Schauspielerin
- Gisela Müller (* 1967), bürgerlicher Name der deutschen Autorin Sela Miller
- Gisela Müller-Brandeck-Bocquet (* 1956), deutsche Politikwissenschaftlerin und Hochschullehrerin
- Gisela Müller-Fohrbrodt (* 1940), deutsche Erziehungswissenschaftlerin und Hochschullehrerin für Lehrerbildung
- Gisela Müller-Lorenz (* um 1935), deutsche Badmintonspielerin
- Gisela Müller-Plath (* 1963), deutsche Psychologin und Hochschullehrerin
- Gisela Müller-Wolff (1922–2000), deutsche Wirtschaftswissenschaftlerin und Politikerin (SPD)
- Gisela Kurkhaus-Müller (* 1938), deutsche Malerin, Grafikerin und Salonnière
- Gitti Müller (* 1956), deutsche Journalistin, Autorin und Ethnologin
- Giuseppe Müller (Philologe) (1825–1895), italienischer Klassischer Philologe
- Giuseppe Müller (1880–1964), österreichischer Zoologe und Botaniker, siehe Josef Müller (Biologe)
- Godi Müller (* 1922), Schweizer Bildhauer
- Gordon Müller-Seitz (* 1978), deutscher Wirtschaftswissenschaftler und Hochschullehrer
- Gosbert Müller (1934–2024), deutscher Kriminalbeamter
- Gotelind Müller-Saini (* 1963), deutsche Sinologin

- Gottfried Müller (der Aufweckende) (1577–1654), Kanzler des Fürstenhauses Anhalt
- Gottfried Müller (Drucker) (1626–1658), deutscher Drucker
- Gottfried Müller (Jurist) (1796–1881), österreichischer Jurist
- Gottfried Müller (Architekt) (1878–1945), Schweizer Architekt
- Gottfried Müller (Dramaturg) (1903–1953), österreichischer Dramaturg
- Gottfried Müller (Forstwissenschaftler) (1903–1972), deutscher Forstwissenschaftler und Hochschullehrer
- Gottfried Müller (Raumplaner) (1910–1991), deutscher Raumplaner und Hochschullehrer
- Gottfried Müller (Komponist) (1914–1993), deutscher Komponist
- Gottfried Müller (Pfarrer) (1927–2010), deutscher Pfarrer und Lokalhistoriker
- Gottfried Müller (Politiker) (* 1934), deutscher Politiker (CDU)
- Gottfried Müller (Radsportler) (* 1959), deutscher Radsportler
- Gottfried Müller (Künstler) (* 1968), deutscher Künstler, Illustrator und Hochschullehrer
- Gottfried Adrian Müller (1710–1780), preußischer Kammerrat und Naturforscher
- Gottfried Ernst Andreas Müller († 1815), preußischer Verwaltungsjurist und Freimaurer
- Gottfried Polycarp Müller (1685–1747), deutscher evangelischer Bischof, Rhetoriker und Philosoph
- Gottfried Wilhelm Müller (1709–1799), deutscher Mediziner und Mineraliensammler
- Gotthard Christoph Müller (um 1740–1803), deutscher Mathematiker, Ingenieur und Topograph
- Gotthold Müller (General) (1795–1882), dänischer Generalmajor
- Gotthold Müller (Verleger) (1904–1993), deutscher Verleger
- Gotthold Müller (Maler) (1917–2012), deutscher Maler
- Gottlieb Müller (1721–1793), deutscher evangelischer Theologe
- Gottlieb Müller (Maler, 1827) (1827–1884), Schweizer Maler, 1862 Übersiedlung in die USA
- Gottlieb Müller (Maler, 1883) (1883–1929),  Schweizer Lithograph, Maler und Radierer
- Gottlieb Müller-Suderburg (1849–1922), deutscher Lehrer und plattdeutscher Heimatschriftsteller
- Gottlob Müller (1895–1945), deutscher Generalleutnant
- Gottlob Wilhelm Müller (1790–1875), deutscher evangelischer Theologe und Pädagoge
- Gregor Müller (Ordenspriester) (1842–1934), österreichischer Ordenspriester, Redakteur und Historiker
- Gregor Müller (* 1971), kanadisch-deutscher Eishockey- und Pokerspieler, siehe Greg Müller
- Gregor Müller (Pokerspieler), österreichischer Pokerspieler
- Gregor Müller (Schauspieler), deutscher Theater- und Filmschauspieler
- Christoph Gregor Müller (* 1963), deutscher Theologe und Hochschullehrer
- Grete Müller (1920–2004), Schweizer Tänzerin und Choreographin
- Grit Müller (Schwimmerin) (* 1973), deutsche Schwimmerin
- Grit Müller (Volleyballspielerin) (* 1984), deutsche Volleyballspielerin
- Gudrun Müller (Tischtennisspielerin) (* um 1940), deutsche Tischtennisspielerin
- Gudrun Müller, eigentlicher Name von rosalie (Künstlerin) (1953–2017), deutsche Bühnenbildnerin und Malerin
- Gudula Mueller-Töwe, deutsche Schauspielerin
- Günter Müller (Gewerkschafter) (* 1927), deutscher Gewerkschafter (FDGB) und Politiker (SED)
- Günter Müller (Musiker) (* 1942), deutscher Violoncellist
- Günter Müller (Schriftsteller) (1944–2025), deutscher Schriftsteller
- Günter Müller (Wirtschaftsinformatiker) (* 1948), deutscher Wirtschaftsinformatiker
- Günter Müller (Kameramann), deutscher Kameramann
- Günter Müller (Physiker) (1952–2022), deutscher Physiker
- Günter Müller (Improvisationsmusiker) (* 1954), deutscher Improvisationsmusiker
- Günter Müller (Maler) (* 1956), deutscher Maler
- Günter Müller-Neuhaus (1912–1971), deutscher Bauingenieur, Baurat und Hochschuldekan
- Günter Müller-Rogalla (* 1962), deutscher Orchesterintendant (Rheinische Philharmonie)
- Günter Müller-Stewens (* 1951), deutsch-schweizerischer Wirtschaftswissenschaftler
- Günter F. Müller (1946–2023), deutscher Psychologe und Hochschullehrer
- Günter H. Müller (* 1949), deutscher Komponist
- Günther Müller (Literaturhistoriker) (1890–1957), deutscher Literaturhistoriker
- Günther Müller (Ornithologe) (1925–2015), deutscher Vogelkundler und Naturschützer
- Günther Müller (Dirigent) (1925–2020), deutscher Dirigent, Musikwissenschaftler und Hochschullehrer
- Günther Müller (Intendant) (* 1927), deutscher Schauspieler und Theaterintendant
- Günther Müller (Politiker) (1934–1997), deutscher Politiker (SPD, CSU)
- Günther Müller-Stöckheim (1913–1943), deutscher Marineoffizier
- Guido Müller (Politiker, 1875) (1875–1963), Schweizer Politiker (SP), Stadtpräsident von Biel
- Guido Müller (Geograph) (* 1937), österreichischer Geograph und Hochschullehrer
- Guido Müller (Leichtathlet) (* 1938), deutscher Leichtathlet
- Guido Müller (Rennrollstuhlfahrer), Schweizer Schwinger und Rennrollstuhlfahrer
- Guido Müller (Historiker) (1957–2022), deutscher Historiker
- Guido Müller (Politiker, 1958) (* 1958), Schweizer Politiker (SVP)
- Guido Müller (Physiker), deutscher Physiker, Direktor am Max-Planck-Institut für Gravitationsphysik
- Guido Müller (Beamter) (* 1966), deutscher Nachrichtendienstmitarbeiter und Bankmanager
- Guido Müller (Politiker, 1971) (* 1971), deutscher Kommunalpolitiker und Beamter
- Guilherme Müller (1877–1935), brasilianischer römisch-katholischer Geistlicher und Bischof von Barra do Piraí
- Gunnar Müller (* 1950), deutscher Diskuswerfer
- Gunnar Müller-Waldeck (* 1942), deutscher Autor und Professor für Germanistik
- Gunter Müller (1939–2020), deutscher Sprachwissenschaftler und Namenforscher österreichischer Herkunft
- Gunther Müller (* 1980), deutscher Politologe, Psychologe und populärwissenschaftlicher Autor
- Guntrun Müller-Enßlin (* 1958), deutsche Theologin und Autorin
- Gustav Müller (1799–1855), deutscher Geiger, siehe Gebrüder-Müller-Quartett
- Gustav Müller (Politiker, 1820) (1820–1889), deutscher Kaufmann und Politiker (Freie Vereinigung, NLP), MdR
- Gustav Müller (Politiker, 1823) (1823–1875), deutscher Kaufmann und Politiker (DP, NLP), MdR
- Gustav Müller (Architekt, 1827) (1827–1904), deutscher Architekt
- Gustav Müller (Unternehmer, 1838) (1838–1889), deutscher Unternehmer
- Gustav Müller (Politiker, 1846) (1849–1904), deutscher Politiker, Stadtverordnetenvorsteher von Berlin-Schöneberg
- Gustav Müller (Astronom) (1851–1925), deutscher Astronom
- Gustav Müller (Politiker, 1860) (1860–1921), Schweizer Politiker (SP)
- Gustav Müller (Beamter) (1866–1929), deutscher Staatssekretär
- Gustav Müller (Jurist) (1871–1943), Jurist und Präsident des bayerischen obersten Landesgerichts
- Gustav Müller (Schauspieler, 1873) (1873–1936), österreichischer Sänger, Schauspieler und Theaterdirektor
- Gustav Müller (Politiker, 1875) (1875–1946), deutscher Politiker (SPD, USPD, KPD, Leninbund), MdR
- Gustav Müller (Politiker, 1882) (1882–1958), deutscher Politiker (SPD), MdL Oldenburg
- Gustav Müller (Gärtner) (1884–1943), deutscher Gärtner und Politiker (NSDAP)
- Gustav Müller (Verwaltungsjurist) (1886–nach 1944), Landrat des Landkreises Rockenhausen
- Gustav Müller (Politiker, 1888) (1888–1946), deutscher Politiker (SPD), MdL Sachsen
- Gustav Müller (Journalist) († 1950), deutscher Journalist
- Gustav Müller (Politiker, 1898) (1898–1970), deutscher Politiker (CDU), MdL Nordrhein-Westfalen
- Gustav Müller (Grafiker) (1899–1990), deutscher Grafiker
- Gustav Müller (Architekt, 1906) (1906–1987), österreichischer Architekt
- Gustav Müller (Politiker, 1908) (1908–1973), deutscher Politiker (GB/BHE), MdL Niedersachsen
- Gustav Müller (Schauspieler, 1919) (1919–1980), deutscher Schauspieler und Kabarettist
- Gustav Müller (Archäologe) (1921–1988), deutscher Archäologe
- Gustav Müller-Blankenstein (1905–1970), deutscher Bildhauer
- Gustav Müller-Mann (1862–1910?), deutscher Verlagsbuchhändler und Schriftsteller
- Gustav Adolf Müller (Maler) (Gustav Adolf Müller-Koburg; 1828–1901), deutscher Maler
- Gustav Adolf Müller (Architekt) (1848–1913), Schweizer Architekt
- Gustav Adolf Müller (Schriftsteller) (Pseudonym Lucens; 1866–1928), deutscher Schriftsteller, Journalist und Pädagoge
- Gustav Adolf Müller (Textilfabrikant) (1896–1968), deutscher Textilfabrikant und Gauleiter der Deutschen Christen
- Gustav Adolph Müller (Kupferstecher) (Gustav Adolf Müller; Gustav Adolf Mueller; 1694–1767), deutscher Kupferstecher, Radierer und Illustrator
- Gustav Alfred Müller (1895–1978), deutscher Maler
- Gustav Emil Müller (1898–1987), Schweizer Philosoph, Dichter und Komponist
- Gustav Ferdinand Müller (1861–1936), deutscher Fabrikant, Publizist und Religionsgründer
- Gustav Heinrich von Müller (1664–1719), schwedischer Freiherr, Gesandter und 1710 bis 1714 königlich-schwedischer Hofkanzler
- Gustav Otto Müller (1827–1922), deutscher Maler, Kopist, Kustos und Kunstschriftsteller
- Gustav Wilhelm Müller (1857–1940), deutscher Zoologe und Museumsdirektor
- Gustl Müller (Skisportler) (1903–1989), deutscher Skisportler
- Gustl Müller-Dechent (1915–2016), deutscher Journalist

### H
- Hagen Müller (* 1944), deutscher Politiker (SPD)
- Hagen Mueller-Stahl (1926–2019), deutscher Theaterregisseur, Filmregisseur und Schauspieler
- Hajo Müller (1931–2020), deutscher Schauspieler und Opernsänger (Bass)
- Hanfried Müller (1925–2009), deutscher Theologe
- Hanna-Elisabeth Müller (* 1985), deutsche Sängerin (Sopran)
- Hannah Müller-Sommerfeld (Hannelore Müller; * 1969), deutsch-rumänische Religionswissenschaftlerin und Hochschullehrerin
- Hannes Müller (Koch) (* 1977), österreichischer Koch
- Hannes Müller (Hockeyspieler) (* 2000), deutscher Hockeyspieler
- Hanno Müller (Heimatforscher) (1948–2023), deutscher Lehrer, Heimatforscher und Autor
- Hanno Müller-Brachmann (* 1970), deutscher Sänger (Bassbariton)
- Hanno Müller-Kirchenbauer (1934–2004), deutscher Bauingenieur
- Hanno Müller-Rodin (1907–1987), deutscher Bildhauer
- Hanns Müller (Politiker) (1885–1972), deutscher Politiker (FDP), Oberbürgermeister von Krefeld
- Hanns Müller (Architekt) (1897–??), deutscher Architekt
- Hanns Müller (Maler) (1901–1999), deutscher Maler
- Hanns Müller-Dünwald (auch Hans Müller-Dünwald; 1900–1955), deutscher Maler
- Hanns Müller-Stoll (1911–1939), deutscher Geologe
- Hanns Christian Müller (* 1949), deutscher Regisseur, Drehbuchautor und Filmkomponist
- Hanns-Ferdinand Müller (* 1965), deutscher Manager und Unternehmer
- Hans Müller (Goldschmiede), zwei deutsche Goldschmiede
- Hans Müller (Bauernführer) († 1525), deutscher Bauernführer
- Hans Müller (Bürgermeister), deutscher Politiker, Bürgermeister der Neustadt Hildesheim
- Hans Müller (Kunsthistoriker) (1854–1897), deutscher Schriftsteller, Musikwissenschaftler und Kunsthistoriker
- Hans Müller (Architekt, 1864) (1864–1951), deutscher Architekt
- Hans Müller (Publizist) (1867–1950), deutscher Publizist, Genossenschaftstheoretiker und Hochschullehrer
- Hans Müller (Unternehmer, 1868) (1868–1953), Schweizer Brauereiunternehmer
- Hans Müller (Bildhauer) (1873–1937), österreichischer Bildhauer
- Hans Müller (Politiker, 1875) (1875–??), Politiker (SPD), MdL Danzig
- Hans von Müller (1875–1944), deutscher Bibliothekar, Germanist, Literaturhistoriker und Genealoge
- Hans Müller (Politiker, 1879) (1879–1967), deutscher Politiker (BVP), MdL Bayern
- Hans Müller (Jurist, 1881) (1881–1933), deutscher Rechtsanwalt und Industriemanager
- Hans Müller (Maler, 1883) (1883–1965), deutscher Maler
- Hans Müller (Politiker, 1884) (1884–1961), deutscher Jurist und Politiker (CSU)
- Hans Müller (Mediziner, 1890) (1890–nach 1945), deutscher Generalarzt
- Hans Müller (Politiker, 1891) (1891–1988), Schweizer Agrarwissenschaftler und Agrarpolitiker
- Hans Müller (Ingenieur, 1893) (Hans Müller-Schafir; 1893–1971), Schweizer Bauingenieur und Politiker
- Hans Müller (Schachspieler) (1896–1971), österreichischer Schachspieler
- Hans Müller (Politiker, 1898) (1898–1974), deutscher Politiker (SPD)
- Hans Müller (Maler, 1898) (Hans Andreas Christian Müller; 1898–1985), deutscher Esoteriker und Maler
- Hans Müller (Sprinter) (1899–1917), deutscher Leichtathlet
- Hans Müller (Architekt, 1899) (1899–1987), Schweizer Architekt
- Hans Müller (Physiker) (1900–1965), schweizerisch-amerikanischer Physiker und Hochschullehrer
- Hans Müller (Ingenieur, Witten) (1902–1951), deutscher Ingenieur und Hochschullehrer für Markscheidewesen und Bergschadenkunde
- Hans Müller (Ingenieur, Darmstadt) (1902–1968), deutscher Ingenieur
- Hans Müller (Politiker, 1902) (1902–1974), österreichischer Lehrer und Politiker (ÖVP), Salzburger Landtagsabgeordneter
- Hans Müller (Jurist, 1906) (1906–nach 1947), deutscher Jurist und Richter
- Hans Müller (Politiker, 1906) (1906–1962), deutscher Politiker (SPD, SDA)
- Hans Müller (Regisseur) (1909–1977), deutscher Regisseur
- Hans Müller (Politiker, VII), deutscher Politiker (LDP/LDPD), MdV
- Hans Müller (Boxer) (1915–1967), Schweizer Boxer
- Hans Müller (Politiker, 1915) (1915–1974), deutscher Politiker (NPD)
- Hans Müller (Mediziner, 1915) (1915–1994), deutscher Arzt
- Hans Müller (Unternehmer, 1916) (1916–2013), Schweizer Unternehmer
- Hans Müller (Diplomat) (1921–2001), Schweizer Diplomat, Kunstsammler und Mäzen
- Hans Müller (Fußballspieler, 1921) (* 1921), deutscher Fußballspieler (Essen)
- Hans Müller (Fußballspieler, 1922) (1922–2002), deutscher Fußballspieler (Düsseldorf)
- Hans Müller (Beamter) (1925–1989), Schweizer Staatsbeamter
- Hans Müller (Bildhauer, 1926) (1926–2008), österreichischer Bildhauer
- Hans Müller (Eiskunstläufer) (1931–2021), Schweizer Eiskunstläufer
- Hans Müller (Politiker, 1933) (* 1933), deutscher Politiker (CDU)
- Hans Müller (Fußballspieler, 1933) (* 1933), deutscher Fußballspieler (Bad Kreuznach)
- Hans Müller (Chemiker) (* 1933), deutscher Physiker, Chemiker und Hochschullehrer
- Hans Müller (Politiker, 1943) (* 1943), österreichischer Politiker (FPÖ), Abgeordneter zum Nationalrat
- Hans Müller (Fußballspieler, 1945) (* 1945), deutscher Fußballspieler
- Hans Müller (Moderner Fünfkämpfer) (* 1947), Schweizer Moderner Fünfkämpfer
- Hans Müller (Politiker, 1949) (* 1949), deutscher Politiker (SPD)
- Hans Müller (Rennfahrer) (* 1949), Schweizer Motorradrennfahrer
- Hans Müller (Fussballspieler, 1954) (* 1954), Schweizer Fußballspieler
- Hans Müller, Pseudonym eines Schweizer Aktivisten, siehe Herr und Frau Müller
- Hans Müller-Bernhardt (1887–nach 1950), deutscher Ingenieur und Politiker (LDPD), MdL Sachsen
- Hans Müller-Bertelmann (1872–1937), Schweizer Schriftsteller
- Hans Müller-Brauel (1867–1940), deutscher Historiker
- Hans Müller-Braunschweig (1926–2014), deutscher Psychoanalytiker
- Hans Müller-Dachau (auch Hans Müller, Johannes Maximilian Gustav Müller; 1877–1925), deutscher Maler und Plakatkünstler
- Hans Müller-Deck (1936–2021), deutscher Judoka
- Hans Müller-Eckhard (1907–1964), deutscher Neurologe und Psychotherapeut
- Hans Müller-Einigen (eigentlich Hans Müller; 1882–1950), österreichischer Schriftsteller und Librettist
- Hans Müller-Fahlbusch (1932–1992), deutscher Psychiater und Neurologe
- Hans Müller-Grundschok (1918–nach 1983), deutscher Bankier und Wirtschaftsmanager
- Hans Mueller von der Haegen (1929–2013), deutscher Chemiker
- Hans Müller-Hauser (1902–1967), Schweizer Forstingenieur und Autor
- Hans Müller-Hickler (1860–1933), deutscher Maler und Fabrikant
- Hans Müller-Kray (1908–1969), deutscher Dirigent
- Hans Müller-Luchsinger (1916–1992), Schweizer Musiker und Komponist
- Hans Müller-Meylan (1904–1992), Schweizer Architekt, Kunstsammler und Stiftungsgründer
- Hans Müller-Oertling (1902–1989), deutscher Dirigent und Komponist
- Hans Müller-Pohle (1906–1993), deutscher Jurist und Wirtschaftsmanager
- Hans Müller-Ried (1894–1979), deutscher Maler
- Hans Müller-Schlösser (1884–1956), deutscher Dichter und Dramatiker
- Hans Müller-Schnuttenbach (1889–1973), deutscher Maler
- Hans Müller-Steinhagen (* 1954), deutscher Maschinenbauingenieur und Hochschullehrer
- Hans Müller-Strelar (1867–1940), deutscher Maler, Illustrator und Bildhauer
- Hans Müller-Weiß (1885–1951), Industrieller
- Hans Müller-Westernhagen (1918–1963), deutscher Schauspieler
- Hans Müller-Wiedemann (1924–1997), deutscher Arzt und Heilpädagoge
- Hans Aebi-Müller (1871–1951), Schweizer Fabrikant
- Hans Alexander Müller (1888–1962), deutscher Grafiker und Buchillustrator
- Hans Bernd Müller, deutscher Hörspielregisseur
- Hans Carl Müller (1889–1960), deutscher Schauspieler, Theaterregisseur und Intendant
- Hans Christian Müller (Architekt, 1921) (1921–2010), deutscher Architekt und Stadtplaner
- Hans-Christian Müller (Architekt, 1931) (1931–2010/2011), Schweizer Architekt
- Hans-Christian Müller (Musikwissenschaftler) (1935–1993), deutscher Musikwissenschaftler und Herausgeber
- Hans Christof Müller-Busch (* 1943), deutscher Arzt und Hochschullehrer
- Hans-Christoph Müller (* 1949), deutscher Fußballspieler
- Hans Christopher Müller (1818–1897), färöischer Politiker
- Hans-Dieter Müller (Politiker) (1927–1986), deutscher Verlagslektor und Politiker
- Hans-Dieter Müller (Ingenieur) (1929–2013), deutscher Ingenieur, Hochschullehrer und Rektor der Fachhochschule Karlsruhe
- Hans-Dieter Müller (General) (* 1962), deutscher Brigadegeneral des Heeres der Bundeswehr und Kommandeur des Landeskommandos Nordrhein-Westfalen
- Hans-Dietrich Müller-Grote (1910–1990), deutscher Verleger
- Hans Erich Müller (* 1922), deutscher Jurist und Richter
- Hans-Erich Müller (* 1945), deutscher Unternehmensberater und Hochschullehrer
- Hans Ernst Müller (1881–1962), deutscher Bibliothekar und Archivar
- Hans-Friedrich Müller (* 1964), deutscher Jurist
- Hans Georg Müller (Unternehmer) (1903–1990), Schweizer Industrieller
- Hans-Georg Müller (Sprachwissenschaftler, 1937) (* 1937), deutscher Sprachwissenschaftler und Buchautor
- Hans-Georg Müller (Sprachwissenschaftler, 1976) (* 1976), deutscher Germanist und Gymnasiallehrer
- Hans-Georg Müller-Hanssen (1908–1998), deutscher Maler und Grafiker
- Hans Georg Müller-Payer (1902–1972), deutscher Jurist, Autor, Übersetzer und Redakteur
- Hans Günter Müller (* 1926), deutscher Ingenieur und Hochschullehrer
- Hans-Günther Müller (Schauspieler, 1923) (* 1923), deutscher Schauspieler
- Hans-Günther Müller, Geburtsname von Hans-Günther Dotzauer (* 1953), deutscher Sänger (Tenor)
- Hans-Günther Müller (Sänger) (* 1955), österreichischer Sänger (Tenor) und Schauspieler
- Hans H. Müller (1924/1927–2020), Schweizer Experimentalphysiker und Hochschullehrer
- Hans-Harald Müller (* 1943), deutscher Germanist, Literaturwissenschaftler und Hochschullehrer
- Hans Heinrich Müller (1879–1951), deutscher Architekt
- Hans-Heinrich Müller (1926–2023), deutscher Historiker
- Hans Heinrich Müller-Slany (* 1938), deutscher Ingenieur und Hochschullehrer
- Hans-Heinrich Müller-Werther (1911–2007/2008), deutscher Maler und Grafiker
- Hans Helmut Müller (Bühnenbildner) (1930–2009), deutscher Bühnen- und Kostümbildner, Maler und Grafiker
- Hans-Helmut Müller (1938–2019), deutscher Schauspieler und Synchronsprecher
- Hans-J. Müller (* 1952), deutscher Bildhauer
- Hans J. Müller-Eberhard (Hans Joachim Müller-Eberhard; 1927–1998), deutschamerikanischer Immunologe
- Hans Joachim Müller (Maler) (1909–1994), deutscher Maler
- Hans Joachim Müller (Zoologe) (1911–2007), deutscher Entomologe
- Hans-Joachim Müller (Romanist) (* 1947), deutscher Literaturwissenschaftler
- Hans-Joachim Müller (Kunstkritiker) (* 1947), deutscher Kunstkritiker
- Hans-Joachim Müller (Politiker), deutscher Politiker (DBD)
- Hans-Jörg Müller, deutscher Leichtathlet
- Hansjörg Müller (* 1968), deutscher Volkswirt und Politiker (AfD), MdB
- Hans-Jürgen Müller (Kunsthändler) (1936–2009), deutscher Kunsthändler
- Hans-Jürgen Müller, eigentlicher Name von Richy Müller (* 1955), deutscher Schauspieler
- Hans-Jürgen Müller (Politiker) (* 1957), deutscher Politiker (Bündnis 90/Die Grünen)
- Hans-Jürgen Müller (Handballspieler) (* 1962), deutscher Handballspieler
- Hansjürgen Müller-Beck (1927–2018), deutscher Prähistoriker
- Hans-Jürgen Müller-Hohensee (* 1950), deutscher Schauspieler
- Hans Karl Müller (1899–1977), deutscher Ophthalmologe
- Hanskarl Müller-Buschbaum (1931–2016), deutscher Chemiker und Hochschullehrer
- Hans Konrad Müller-Hermelink (1943–2024), deutscher Pathologe und Hochschullehrer
- Hans Ludwig Müller (1724–1809), Schweizer Unternehmer
- Hans-Martin Müller (Theologe) (1928–2010), deutscher Theologe
- Hans-Martin Müller (Biologe) (1929–2016), deutscher Biologe und Hochschullehrer für Futtermittelkunde
- Hans-Martin Müller (Flötist) (* 1952), deutscher Musiker und Musikproduzent
- Hans Martin Müller-Henneberg (1907–nach 1971), deutscher Jurist
- Hans-Martin Müller-Laube (* 1940), deutscher Rechtswissenschaftler und Hochschullehrer
- Hans-Peter Müller (Theologe) (1934–2004), deutscher protestantischer Theologe
- Hans-Peter Müller (Maler) (* 1942), deutscher Maler, Grafiker und Bildhauer
- Hans-Peter Müller (Soziologe) (* 1951), deutscher Soziologe
- Hans-Peter Müller (Zahnmediziner) (* 1955), deutscher Parodontologe
- Hans-Peter Müller (Politiker) (* 1955), deutscher Politiker (SPD) und Gewerkschafter
- Hans-Peter Müller (Archäologe) (* 1956), deutscher Klassischer Archäologe
- Hans-Peter Müller (* 1957), deutscher Fußballspieler, siehe Hansi Müller
- Hans-Peter Müller (Sänger) (* 1958), deutscher Komponist und Sänger
- Hans Peter Müller-Angstenberger (* 1972), deutscher Volleyball-Trainer
- Hanspeter Müller-Drossaart (* 1955), Schweizer Schauspieler
- Hans Peter Müller-Kieling (* 1947), deutscher Komponist
- Hans-Rainer Müller (* 1945), deutscher Schauspieler und Synchronsprecher
- Hans-Reiner Müller-Raemisch (1925–2018), deutscher Architekt und Stadtplaner
- Hans-Reinhard Müller (1922–1989), deutscher Schauspieler, Intendant und Regisseur
- Hans Robert Müller (1911–1999), österreichischer Mathematiker
- Hans-Rudolf Müller (1929–1999), Schweizer Neurologe und Hochschullehrer
- Hans-Rudolf Müller-Nienstedt (1944–2019), Schweizer Kinder- und Jugendpsychiater
- Hans-Rudolf Müller-Schwefe (1910–1986), deutscher Theologe und Hochschullehrer
- Hansruedi Müller (Bobfahrer) (* 1940), Schweizer Bobfahrer
- Hansruedi Müller (Sportfunktionär) (* 1947), Schweizer Tourismuswissenschafter und Sportfunktionär
- Hans-Walter Müller (* 1935), deutscher Bauingenieur und Architekt
- Hanswerner Müller (1899–1983), deutscher Richter
- Hans-Werner Müller (Mediziner) (1916–2007), deutscher Mediziner und Gesundheitspolitiker
- Hans Werner Müller (Politiker) (* 1935/1936), deutscher Ministerialbeamter und Politiker (Republikaner, 50Plus)
- Hans-Werner Müller (* 1942), deutscher Politiker (CDU)
- Hans Werner Müller (Neurobiologe) (* um 1950), deutscher Neurobiologe
- Hans-Wilhelm Müller (* 1954), deutscher Nuklearmediziner und Hochschullehrer
- Hans-Wilhelm Müller-Wohlfahrt (* 1942), deutscher Orthopäde und Sportmediziner
- Hans Wolfgang Müller (1907–1991), deutscher Ägyptologe
- Hansi Müller (* 1957), deutscher Fußballspieler
- Hansi Müller-Schorp (1927–2022), deutsche Sach- und Werbefotografin
- Harald Müller (Elektrotechniker) (1895–1982), deutscher Elektrotechniker sowie Hochschullehrer
- Harald Müller (Filmproduzent) (1912–2008), deutscher Filmproduzent
- Harald Mueller (1934–2021), deutscher Dramatiker
- Harald Müller (Politikwissenschaftler) (* 1949), deutscher Politikwissenschaftler
- Harald Müller (Jurist) (* 1949), deutscher Bibliothekar und Jurist
- Harald Müller (Historiker) (* 1962), deutscher Historiker
- Harald J. W. Müller-Kirsten (* 1935), deutscher theoretischer Physiker
- Harald S. Müller (* 1951), deutscher Bauingenieur
- Harm Müller-Spreer (* 1962), deutscher Immobilienunternehmer
- Harro Müller (* 1943), deutscher Germanist
- Harro Müller-Michaels (1936–2023), deutscher Literaturdidaktiker, Literaturwissenschaftler und Hochschulpolitiker
- Harry Müller (1930–2020), deutscher Bildhauer
- Hartmut Müller (* 1938), deutscher Historiker, Archivar und Herausgeber
- Hartmut Müller-Kinet (1938–2003), deutscher Historiker und Staatssekretär
- Hartvig Jochum Müller († 1793), dänischer Orgelbauer, Klavierbauer und Kirchenausstatter
- Hartwig Müller (* 1940), deutscher Generalmajor der Volkspolizei
- Hedwig Müller (Diskothekenbesitzerin) (* 1927), deutsche Diskothekenbesitzerin
- Hedwig Müller (* 1953), deutsche Theaterwissenschaftlerin
- Heidemarie Scherweit-Müller (1943–2014), deutsche Politikerin (SPD), MdHB
- Heidi Müller, deutsche Tischtennisspielerin
- Heidy Margrit Müller (* 1952), Schweizer Germanistin
- Heiko Müller (Politiker) (* 1959), deutscher Ingenieur und Politiker (SPD)
- Heiko Müller (Künstler) (* 1968), deutscher Künstler
- Heiko Müller (* um 1968), deutscher Unternehmer, siehe Riese und Müller
- Heime Müller (* 1970), deutscher Geiger
- Hein Müller (1903–1945), deutscher Boxer
- Heiner Müller (1929–1995), deutscher Dramatiker
- Heiner Müller (Fußballschiedsrichter) (* 1961), deutscher Fußballschiedsrichter
- Heiner Müller-Adolphi (1945–1998), deutscher Produzent und Kulturredakteur
- Heiner Müller-Krumbhaar (1944–2024), deutscher Physiker
- Heiner Müller-Merbach (1936–2015), deutscher Ökonom
- Heini Müller (* 1934), deutscher Fußballspieler
- Heini Müller (Schauspieler) (* 1942), deutscher Schauspieler
- Heio Müller (1917–1968), deutscher Rundfunkregisseur und Autor
- Heinrich Müller (1530–1589), deutscher Theologe, siehe Heinrich Moller
- Heinrich Müller (Rentmeister) (1609–1692), deutscher Rentmeister und Geschäftsmann
- Heinrich Müller (Theologe, 1631) (1631–1675), deutscher Theologe
- Heinrich Müller (Theologe, 1759) (1759–1814), deutscher Theologe
- Heinrich Müller (Maler, 1778) (1778–1851), deutscher Glasmaler
- Heinrich Müller (Maler, II), deutscher Maler
- Heinrich Müller (Maler, 1814) (1814–??), deutsch-schweizerischer Maler
- Heinrich Müller (Musiker, I) († 1862), deutscher Organist
- Heinrich Müller (Architekt, 1819) (1819–1890), deutscher Architekt
- Heinrich Müller (Mediziner, 1820) (1820–1864), deutscher Anatom und Hochschullehrer
- Heinrich Müller (Architekt, um 1820) (um 1820–1893), deutscher Architekt und Baubeamter
- Heinrich Müller (Politiker, 1825) (1825–nach 1863), deutscher Richter und Politiker, MdL Reuß jüngerer Linie
- Heinrich Müller (Politiker, 1831) (1831–1892), deutscher Politiker, MdL Hessen-Nassau
- Heinrich Müller (Richter) (1834–1906), deutscher Richter
- Heinrich Müller (Politiker, 1849) (1849–1906), deutscher Bauunternehmer und Politiker
- Heinrich Müller (Ingenieur) (1867–1944), deutscher Ingenieur
- Heinrich Müller (Architekt, 1877) (1877–1952), Schweizer Architekt
- Heinrich Müller (Politiker, 1877) (1877–1957), deutscher Politiker (SPD), MdL Preußen
- Heinrich von Müller (1880–nach 1921), deutscher Verwaltungsjurist, Landrat und Politiker
- Heinrich Müller (Politiker, 1880) (1880–1943), tschechoslowakischer Politiker
- Heinrich Müller (Theologe, 1880) (1880–1970), deutscher Theologe und Kirchenhistoriker
- Heinrich Müller (Mediziner, 1884) (1884–1972), deutscher Pathologe
- Heinrich Müller (Politiker, 1885) (1885–1943), deutscher Politiker (NSDAP), Bürgermeister von Hannover
- Heinrich Müller (Maler, 1885) (genannt Haiggi; 1885–1960), Schweizer Maler und Grafiker
- Heinrich Müller (Unternehmer) (1886–1958), deutscher Spielwarenfabrikant
- Heinrich Müller (Fussballspieler, 1888) (1889–1957), Schweizer Fußballspieler und -trainer
- Heinrich Müller (Architekt, 1892) (1892–1968), deutscher Architekt
- Heinrich Müller (Diplomat) (1894–1967), deutscher Diplomat und Politiker (Zentrum, CDU)
- Heinrich Müller (Jurist) (1896–1945), deutscher Verwaltungsjurist und Politiker (NSDAP), Bürgermeister von Darmstadt
- Heinrich Müller (Gestapo) (Gestapo-Müller; 1900–1945?), deutscher Gestapo-Mitarbeiter
- Heinrich Müller (Politiker, 1901) (1901–1966), deutscher Politiker (SPD)
- Heinrich Müller (Maler, 1903) (1903–1978), Schweizer Maler und Grafiker
- Heinrich Müller (Fußballspieler, 1909) (1909–2000), österreichischer Fußballspieler und -trainer
- Heinrich Müller (Maler, 1911) (1911–2000), Schweizer Maler
- Heinrich Müller (Tiermediziner) (1912–1991), deutscher Tiermediziner und Hochschullehrer
- Heinrich Müller (Maler, 1913) (1913–1993), österreichischer Maler und Bildhauer
- Heinrich Müller (Parteifunktionär) (1916–1973), deutscher Parteifunktionär (SED)
- Heinrich Müller (Politiker, 1918) (1918–2005), österreichischer Politiker (SPÖ), Wiener Landtagsabgeordneter
- Heinrich Müller (Politiker, 1919) (1919–2005), deutscher Politiker (SPD)
- Heinrich Müller (Waffenhistoriker) (1925–2018), deutscher Waffenhistoriker und Museumskurator
- Heinrich Müller (Radsportler) (1926–1997), Schweizer Radrennfahrer
- Heinrich Müller (Maler, 1945) (* 1945), deutscher Maler
- Heinrich Müller (Musiker) (* 1946), Schweizer Fernsehmoderator und Musiker
- Heinrich Müller (Fußballspieler, 1948) (* 1948), deutscher Fußballspieler
- Heinrich Müller (Skispringer), Schweizer Skispringer
- Heinrich Müller-Bargloy (1902–1972), deutscher Politiker (CDU)
- Heinrich Müller-Breslau (Bauingenieur, 1851) (1851–1925), deutscher Bauingenieur und Hochschullehrer
- Heinrich Müller-Breslau (Bauingenieur, 1872) (1872–1962), deutscher Bauingenieur und Hochschullehrer
- Heinrich Müller-Erkelenz (1878–1945), deutscher Architekt
- Heinrich Müller-Friedberg (1758–1843), Schweizer Geistlicher, Theologe und Dompropst
- Heinrich Müller-Jelmoli (1844–1935), Schweizer Versicherungsmanager und Schriftsteller
- Heinrich Müller-Kern (1872–1940), Schweizer Lehrer und Zeitungsverleger
- Heinrich Müller-Miny (1900–1981), deutscher Geograph
- Heinrich Müller-Rey (1916–2006), Schweizer Maler und Heraldiker
- Heinrich Müller-Wachenfeld (1861–1925), deutscher Maler
- Heinrich Müller-Wiener (1894–1967), deutscher Biologe und Botaniker
- Heinrich Ritter-Müller (1852–1936), Schweizer Turnlehrer und Verbandsfunktionär
- Heinrich Adrian Müller (Heinrich Adrian Müller von Morien; 1636–1706), deutscher Gutsbesitzer
- Heinrich Andreas Müller (* 1950), Schweizer Richter
- Heinrich Anton Müller (1869–1930), Schweizer Künstler
- Heinrich August Müller (Schriftsteller) (1766–1833), deutscher Prediger und Schriftsteller
- Heinrich August Müller (Politiker) (1832–1903), deutscher Kaufmann und Politiker
- Heinrich Carl Müller (1791–1876), deutscher Kaufmann und Textilunternehmer
- Heinrich Caspar Müller (1911–2000), Schweizer Politiker (Nationale Aktion)
- Heinrich Daniel Müller (1712–1797), deutscher Theologe und Pfarrer
- Heinrich David Müller (1804–1888), deutscher Lederfabrikant und Politiker
- Heinrich Dietrich Müller (1819–1893), deutscher Philologe und Pädagoge
- Heinrich Fidelis Müller (1837–1905), deutscher Priester und Komponist
- Heinrich Friedrich Müller (1779–1848), deutscher Kunst- und Musikalienhändler und Verleger
- Heinrich Günther Müller (* 1921), deutscher Gynäkologe und Hochschullehrer
- Heinrich Hermann Müller-Wünsche (1893–1976), deutscher Maler, Grafiker und Architekt
- Heinrich Julius Müller (1875–1948), Schweizer Kartenfabrikant
- Heinrich Paul Müller-Russell (1929–1983), deutscher Kaufmann
- Heinrich Philipp Christian Müller (1752–1851), deutscher Müller und Mitglied der kurhessischen Ständeversammlung
- Heinrich Theodor Müller (1901–1985), deutscher SS-Hauptsturmführer
- Heinrich Wilhelm Müller (1859–1933), deutscher Kaufmann und Fotograf
- Heinz Müller (Bildhauer) (1872–1941), deutscher Bildhauer
- Heinz Müller (Rennfahrer) (1901–1950), deutscher Rennfahrer und Unternehmer
- Heinz Müller (Politiker, 1914) (1914–nach 1986), deutscher Politiker und Landrat
- Heinz Müller (Politiker, 1919) (1919–nach 1990), deutscher Gewerkschafter und Politiker (SED), MdV
- Heinz Müller (Politiker, 1920) (1920–1983), deutscher Politiker (FDP, CDU), MdL Niedersachsen
- Heinz Müller (Radsportler) (1924–1975), deutscher Radrennfahrer
- Heinz Müller (Maler) (1924–2007), deutscher Maler
- Heinz Müller (Fußballspieler, 1926) (* 1926), deutscher Fußballspieler (Osnabrück)
- Heinz Müller (Fußballspieler, 1928) (* 1928), deutscher Fußballspieler (Ulm)
- Heinz Müller (Burgenforscher) (1929–2020), deutscher Burgenforscher und Ingenieur
- Heinz Müller (Bauingenieur) (1929–2021), deutscher Bauingenieur und Hochschullehrer
- Heinz Müller (Regisseur) (1930–2007), deutscher Dokumentarfilmregisseur
- Heinz Müller (Fußballspieler, 1930) (* 1930), deutscher Fußballspieler (Reutlingen)
- Heinz Müller (Leichtathlet), Schweizer Sprinter
- Heinz Müller (Staatssekretär), deutscher Staatssekretär
- Heinz Müller (Maueropfer) (1943–1970), deutsches Maueropfer
- Heinz Müller (Fußballspieler, 1943) (* 1943), deutscher Fußballspieler (Nürnberg)
- Heinz Müller (Politiker, IV), deutscher Politiker (DBD)
- Heinz Müller (Architekt) (* 1950), Schweizer Architekt
- Heinz Müller (Politiker, 1954) (* 1954), deutscher Politiker (SPD), MdL Mecklenburg-Vorpommern
- Heinz Müller (Politiker, 1961) (* 1961), Schweizer Politiker (SVP)
- Heinz Müller (Fußballspieler, 1978) (* 1978), deutscher Fußballtorwart
- Heinz Müller-Dietz (Medizinhistoriker) (Heinz E. Müller-Dietz; 1923–1998), deutscher Medizinhistoriker und Hochschullehrer
- Heinz Müller-Dietz (Jurist) (1931–2022), deutscher Strafrechtler und Hochschullehrer
- Heinz Müller-Hoppenworth (1907–1942), deutscher Verwaltungsjurist und Landrat
- Heinz Müller-Jung (1918–1986), deutscher Maler und Restaurator
- Heinz Müller-Majocchi (1936–1995), Schweizer Maler und Zeichenlehrer
- Heinz Müller-Olm (1907–1993), deutscher Bildhauer
- Heinz Müller-Pilgram (1913–1984), deutscher Maler und Zeichner
- Heinz Müller-Schärer (* 1954), Schweizer Biologe und Hochschullehrer für Ökologie und Evolution
- Heinz Müller-Torgow (1908–1998), deutscher Jurist
- Heinz Müller-Tosa (* 1943), Schweizer Maler, Zeichner und Gestalter
- Heinz Geck-Müller (1923–1998), deutscher Unternehmer
- Heinz-Joachim Müller-Lankow (1910–1979), deutscher Offizier
- Heinz Leo Müller-Lutz (1912–1997), deutscher Betriebswirt, Hochschullehrer und Versicherungsmanager
- Heinz-Otto Müller (1911–1945), deutscher Elektrotechniker
- Heinz-Otto Müller-Erbach (1921–1984), deutscher Maler
- Heinz-Rudi Müller (1919–2005), deutscher Maler
- Heinz W. Müller (* 1950), Schweizer Journalist
- Helene Müller (* 1900), deutsche Schriftstellerin
- Helene Kröller-Müller (1869–1939), deutsch-niederländische Kunstsammlerin
- Helga Müller (Politikerin) (1931–2020), deutsche Politikerin (SPD), MdA Berlin
- Helga Müller (Rennrodlerin), deutsche Rennrodlerin
- Helga Müller-Molinari (* 1948), deutsche Sängerin (Mezzosopran)
- Helgard Müller-Jensen (* 1939), deutsche Galeristin
- Hella Müller (* 1942), deutsche Puppenspielerin
- Hellmut Müller (Oberamtmann) (1876–1963), badischer Oberamtmann
- Hellmut Müller (Pfarrer) (1929–2004), deutscher Pfarrer und Heimatforscher
- Hellmut Müller-Celle (1903–1982), deutscher Maler und Tänzer
- Hellmut Müller-Feldmann (1906–1980), deutscher Ägyptologe und Hochschullehrer
- Hellmuth Müller (Kriminalbeamter) (Curt Hellmuth Müller; vor 1910–nach 1951), deutscher Kriminalbeamter
- Hellmuth Müller (Jurist) (* 1946), deutscher Jurist und Richter
- Hellmuth Müller-Clemm (1892–1982), deutscher Chemiker und Verbandsfunktionär
- Hellmuth Mueller-Leutert (1892–1973), deutscher Maler, Grafiker und Bildhauer
- Helmar Müller (1939–2023), deutscher Leichtathlet
- Helmut Müller (Politiker, I), deutscher Politiker (NDPD), MdL Mecklenburg-Vorpommern
- Helmut Müller (Astronom) (1908–1990), deutscher Astronom und Hochschullehrer
- Helmut Müller (Politiker, 1910) (1910–1986), deutscher Politiker (LDPD)
- Helmut Müller (Journalist) (1921–1997), deutscher Journalist und Sachbuchautor
- Helmut Müller (Fußballspieler, 1925) (1925–2006), deutscher Fußballspieler
- Helmut Müller (Unternehmer) (1926–2020), deutscher Unternehmer und Vereinsfunktionär
- Helmut Müller (Richter) (1928–2014), deutscher Jurist
- Helmut Müller (Politiker, 1930) (1930–2019), deutscher Politiker (SED)
- Helmut Müller (Politiker, 1931) (1931–2012), deutscher Politiker (SPD), MdL Nordrhein-Westfalen
- Helmut Müller (Architekt) (* 1936), deutscher Architekt, Ingenieur und Hochschullehrer
- Helmut Müller (Fußballspieler, 1937) (* 1937), deutscher Fußballspieler
- Helmut Müller (Verwaltungsbeamter) (* 1937), deutscher Jurist und Verwaltungsbeamter
- Helmut Müller (Chemiker) (1939–2013), deutscher Chemiker
- Helmut Müller (Archivar) (* 1939), deutscher Archivar und Kirchenhistoriker
- Helmut Müller (Politiker, 1940) (1940–2023), deutscher Politiker (CDU), MdL Sachsen
- Helmut Müller (Politiker, 1944) (* 1944), deutscher Politiker (CSU), MdL Bayern
- Helmut Müller (Althistoriker) (* 1947), deutscher Althistoriker
- Helmut Müller (Politiker, 1952) (* 1952), deutscher Volkswirt und Politiker (CDU), Oberbürgermeister von Wiesbaden
- Helmut Müller (Theologe) (* 1952), deutscher Theologe
- Helmut Müller (Fußballspieler, 1953) (1953–2011), deutscher Fußballspieler
- Helmut Müller-Brühl (1933–2012), deutscher Dirigent
- Helmut Müller-Enbergs (* 1960), deutscher Politikwissenschaftler
- Helmut Müller-Lankow (1928–2006), deutscher Schauspieler und Sprecher
- Helmut Müller-Muck (1905–nach 1969), deutscher Bibliothekar und Herausgeber
- Helmut Müller-Reinig (1927–1994), deutscher Journalist
- Helmut Müller-Sievers (* 1957), deutscher Germanist
- Helmut Müller-Wiehl (1923–1998), deutscher Maler
- Helmut A. Müller (Akustiker) (1929–2015), deutscher Akustiker, Unternehmer, Autor und Herausgeber
- Helmut A. Müller (Pfarrer) (* 1949), deutscher Pfarrer und Ausstellungskurator
- Helmut G. Müller (* 1938/1939), deutscher Sportjournalist
- Helmut F. O. Müller (* 1943), deutscher Architekt und Hochschullehrer
- Helmuth Müller (Mediziner) (1909–1997), deutscher Pädiater, Autor und Herausgeber
- Helmuth Müller (Architekt) (1926–2015), deutscher Architekt
- Helmuth Müller-Mohnssen (1928–2010), deutscher Neurobiologe und Umweltmediziner
- Hemmo Müller-Suur (1911–2001), deutscher Psychopathologe und Hochschullehrer
- Hendrik Müller (Maler) (* 1949), deutscher Maler und Illustrator
- Hendrik Müller (Fotograf) (* 1968), deutscher Fotograf
- Hendrik Müller (Ethiker) (* 1970), deutscher Ethiker und Hochschullehrer
- Hendrik Müller (Regisseur) (* 1977), deutscher Regisseur
- Hendrik Müller (Handballspieler) (* 1978), deutscher Handballspieler
- Hendrik Müller (Musiker) (* 1986), deutscher Jazzmusiker
- Henner Müller-Wiefel (1937–2022), deutscher Gefäßchirurg und Hochschullehrer
- Henning Müller (Tennisspieler) (1896–1980), schwedischer Tennisspieler
- Henning Müller (Autor) (* 1943), deutscher Literaturwissenschaftler
- Henning Müller (Informatiker), deutscher Medizininformatiker
- Henning Müller (Sozialrichter) (* 1976), deutscher Sozialrichter
- Henning Müller (Biathlet), deutscher Biathlet
- Henning Müller-Buscher (* 1944), deutscher Antiquar und Musikverleger
- Henning Ernst Müller (* 1961), deutscher Jurist und Kriminologe
- Henrietta Müller (1845/1846–1906), britische Suffragette
- Henriette Müller (Komponistin) (* 1961), deutsche Saxophonistin und Komponistin
- Henriette Müller (Schauspielerin) (* 1980), deutsche Schauspielerin
- Henriette Johanne Marie Müller (genannt Zitronenjette; 1841–1916), Hamburger Original
- Henrik Müller (* 1965), deutscher Wirtschaftsjournalist
- Henrike Müller (* 1975), deutsche Politikerin (Bündnis 90/Die Grünen)
- Henrique Müller (1922–2000), brasilianischer Ordensgeistlicher, Bischof von Joaçaba
- Henry Müller (1896–1982), deutscher Fußballspieler
- Herbert Mueller (Sinologe) (1885–1966), deutscher Sinologe
- Herbert Müller (Politiker, 1900) (1900–1994), deutscher Politiker (KPD/SPD)
- Herbert Müller (Hockeyspieler) (1904–1966), deutscher Hockeyspieler
- Herbert Müller (Maler, 1910) (1910–2001), deutscher Maler
- Herbert Müller (Architekt) (1920–1995), deutscher Architekt
- Herbert Müller (Fußballspieler, 1923) (* 1923), deutscher Fußballspieler
- Herbert Müller (Politiker, 1925) (* 1925), deutscher Politiker und Sportfunktionär
- Herbert Müller (Fußballspieler, 1926) (* 1926), deutscher Fußballspieler
- Herbert Müller (Politiker, 1927) (* 1927), deutscher Politiker (DBD)
- Herbert Müller (Politiker, 1929) (1929–2001), deutscher Politiker, Bürgermeister (SPD) von Schweinfurt
- Herbert Müller (Skilangläufer), deutscher Skilangläufer
- Herbert Müller (Musiker, 1932) (1932–2024), österreichischer Musiker, Journalist und Schallplattenmanager
- Herbert Müller (Dirigent) (1935–2019), deutscher Organist, Dirigent und Chorleiter
- Herbert Müller (Rennfahrer) (1940–1981), Schweizer Motorsportler
- Herbert Müller (Volkswirt) (1940–2021), deutscher Volkswirtschaftler
- Herbert Müller (Politiker, 1944) (* 1944), deutscher Politiker (SPD), MdL Bayern
- Herbert Müller (Schauspieler) (* 1948), deutscher Schauspieler, Regisseur und Theaterleiter
- Herbert Müller (Maler, 1953) (* 1953), deutscher Maler
- Herbert Müller (Politiker, 1960) (1960–2012), deutscher Politiker (CDU)
- Herbert Müller (Handballtrainer) (* 1962), deutscher Handballtrainer
- Herbert Müller-Bowe (1896–1979), deutscher Politiker (NSDAP)
- Herbert Müller-Dennhof (1924–2013), deutscher Grafiker
- Herbert Müller-Fried (1912–2007), deutscher Grafiker
- Herbert Müller-Guttenbrunn (1887–1945), österreichischer Publizist, Schriftsteller und Satiriker
- Herbert Müller-Hartburg (1925–2011), österreichischer Architekt
- Herbert Müller-Hengstenberg (1919–2015), deutscher Numismatiker und Heimatforscher
- Herbert Müller-Roschach (1910–1988), deutscher Diplomat
- Herbert Müller-Werth (1900–1983), deutscher Redakteur, Historiker und Archivar
- Herbert W. Müller (1914–2017), deutscher Ingenieur
- Heribert Müller (* 1946), deutscher Mediävist
- Heribert Müller (Fußballspieler) (1954–2020), deutscher Fußballspieler
- Heribert Müller-Leyh (* 1943), deutscher Richter
- Hermann Müller (Politiker, 1798) (1798–1841), deutscher Jurist und Mitglied der kurhessischen Ständeversammlung
- Hermann Müller (Politiker, 1817) (1817–??), deutscher Offizier und Politiker, MdL Sachsen
- Hermann Mueller (Apotheker) (1828–1896), deutscher Apotheker und Verleger
- Hermann Müller (Mediziner, 1828) (1828–1914), deutscher Arzt und Rosenzüchter
- Hermann Müller (Botaniker) (1829–1883), deutscher Botaniker
- Hermann von Müller (1832–1908), deutscher Generalleutnant
- Hermann Müller (Regisseur) (1834–1889), deutscher Regisseur
- Hermann Müller (Architekt, 1841) (1841–1934), deutscher Architekt und Grafiker
- Hermann Müller (Architekt, 1842) (Hermann Müller-Scheer; 1842–1905), Schweizer Architekt
- Hermann Müller (1850–1927), deutscher Botaniker und Rebzüchter, siehe Hermann Müller-Thurgau
- Hermann Müller (Architekt, 1856) (1856–??), österreichischer Architekt
- Hermann Müller (Baubeamter) (1859–1917), deutscher Baubeamter
- Hermann Müller (Schauspieler) (1860–1899), deutscher Schauspieler
- Hermann Müller (Architekt, 1864) (1864–1951), deutscher Architekt
- Hermann Müller (Politiker, 1868) (1868–1932), deutscher Politiker (SPD), MdR
- Hermann Müller (Musiker) (1868–1932), deutscher Geistlicher, Theologe und Kirchenmusiker
- Hermann Müller (Politiker, 1873) (1873–nach 1927), deutscher Politiker (USPD, SPD, ASPD)
- Hermann Müller (Reichskanzler) (Hermann Müller-Breslau, Hermann Müller-Franken; 1876–1931), deutscher Politiker (SPD)
- Hermann Müller (Politiker, 1879) (1879–nach 1932), deutscher Politiker (SPD), MdL Preußen
- Hermann Müller (Politiker, 1881) (1881–1946), deutscher Lehrer und Politiker, Bürgermeister von Rüsselsheim
- Hermann Müller (Politiker, 1882) (1882–1959), deutscher Verwaltungsjurist und Politiker
- Hermann Müller (Mediziner, 1885) (1885–1945), deutscher NS-Medizintäter und Künstler
- Hermann Müller (Leichtathlet) (1885–1947), deutscher Leichtathlet
- Hermann Müller (Politiker, 1889) (1889–1965), deutscher Politiker, Oberbürgermeister von Wilhelmshaven
- Hermann Müller (Politiker, 1890) (1890–1970), deutscher Politiker (NSDAP)
- Hermann Müller (Maler) (1900–1980), deutscher Maler
- Hermann Müller (Dirigent) (1902–1992), Schweizer Orchesterleiter
- Hermann Müller (Politiker, 1902) (1902–1994), deutscher Landwirt und Politiker (CDU)
- Hermann Müller (Manager) (vor 1905–1974), deutscher Ingenieur und Gaswirtschaftsmanager
- Hermann Müller (Politiker, VIII), deutscher Politiker (SED), MdV
- Hermann Müller (SS-Mitglied) (1909–1988), deutscher SS-Sturmbannführer und verurteilter Kriegsverbrecher
- Hermann Müller (Radsportler) (1911–??), deutscher Radsportler
- Hermann Müller (Politiker, 1913) (1913–1991), deutscher Politiker (FDP)
- Hermann Müller (Autor) (* 1931), deutscher Lehrer und Autor
- Hermann Müller (Politiker, 1935) (1935–2013), deutscher Politiker, Bürgermeister von Idstein
- Hermann Müller (Tiermediziner) (* 1944), deutscher Tiermediziner, Virologe und Hochschullehrer
- Hermann Müller (Maler) (* 1950), deutscher Maler
- Hermann Müller (Mediziner, um 1957) (* um 1957), deutscher Kinderarzt, Hämatologe und Onkologe
- Hermann Müller (Sportwissenschaftler) (* 1960), deutscher Sportwissenschaftler und Hochschullehrer
- Hermann Müller-Allos (1863–??), deutscher Maler
- Hermann Müller-Bohn (1855–1917), deutscher Schriftsteller
- Hermann Müller-Brandenburg (1885–1955), deutscher Polizeioberst, Publizist und Herausgeber
- Hermann Müller-Bühler (1931–1986), Schweizer Unternehmer
- Hermann Müller-Eibenkamp (1901–1977), deutscher Maler
- Hermann Müller-Hollenhorst (1841–1910), deutscher Kaufmann und Politiker, MdR
- Hermann Müller-John (1894–1945), deutscher Musikdirektor
- Hermann Müller-Karpe (1925–2013), deutscher Prähistoriker
- Hermann Müller-Messmer (1862–1939), Schweizer Industrieller
- Hermann Müller-Philipp-Sohn (1853–1936), deutscher Porzellanmaler
- Hermann Müller-Sagan (1857–1912), deutscher Verleger und Politiker
- Hermann Müller-Strübing (1812–1893), deutscher Altphilologe
- Hermann Müller-Thurgau (1850–1927), Schweizer Botaniker und Rebzüchter
- Hermann Müller-Vahl (* 1945), deutscher Neurologe und Hochschullehrer
- Hermann Müller-Vogelsang (1887–1975), deutscher Maler
- Hermann Müller-Würtz  (1878–1933), deutscher Politiker (SPD)
- Hermann Alexander Müller (1814–1894), deutscher Philologe und Kunsthistoriker
- Hermann Eugen Müller (1877–1967), deutscher Bergbau- und Vermessungsingenieur
- Hermann Franz Müller (1866–1898), österreichischer Mediziner
- Hermann Friedrich Müller (1843–1919), deutscher Philologe, Theologe und Philosoph
- Hermann Gerhard Müller (1803–1881), deutscher Kaufmann und Politiker, MdR
- Hermann Johannes Müller (1844–1912), deutscher Klassischer Philologe und Lehrer
- Hermann Josef Müller (1901–1955), deutscher Schriftsteller
- Hermann Joseph Müller (1803–1876), deutscher Jurist, Journalist und Politiker
- Hermann Mylius Müller, Geburtsname von Hermann Mylius von Gnadenfeld (1603–1657), deutscher Beamter und Diplomat
- Hermann Paul Müller (1909–1975), deutscher Automobil- und Motorradrennfahrer
- Hermann Peter Müller (1931–1992), deutscher Botaniker, Genetiker und Hochschullehrer
- Hermann Robert Müller (1845–1914), deutscher Geistlicher
- Hermann Wilhelm Müller (1837–1918), deutscher Theologe und Superintendent
- Herta Müller (* 1953), rumäniendeutsche Schriftstellerin
- Hieronymus Müller (Philologe) (1785–1861), deutscher Philologe und Übersetzer
- Hieronymus Mueller (Unternehmer) (1832–1900), deutschamerikanischer Erfinder und Unternehmer
- Hieronymus Müller von Berneck (1598–1669), deutscher Hammerwerksunternehmer
- Hilde Müller (Schauspielerin) (Hildegard Elisabeth Martha Müller; 1902–1971), deutsche Schauspielerin
- Hilde Müller (Politikerin, 1920) (1920–1971), deutsche Politikerin (CDU)
- Hilde Müller (Politikerin, II), deutsche Jugendfunktionärin und Politikerin, MdL Sachsen-Anhalt
- Hildegard Müller (* 1967), deutsche Politikerin (CDU)
- Hildegard Müller-Kohlenberg (* 1940), deutsche Sozialpädagogin und Hochschullehrerin
- Hildegund Müller (1920–2010), österreichische Altphilologin
- Hinrich Just Müller (1740–1811), deutscher Orgelbauer
- Holger Müller (Komiker) (* 1969), deutscher Komiker und Schauspieler
- Holger Müller (Politiker) (1947–2019), deutscher Politiker (CDU)
- Holger Müller (Theologe) (* 1961), deutscher evangelischer Theologe der Badischen Landeskirche
- Holger Müller (Radsportler) (* 1961), deutscher Radsportler
- Holger Müller (Schauspieler, II), deutscher Schauspieler
- Horst Müller (Jurist) (1896–1975), deutscher Jurist und Hochschullehrer
- Horst Müller (Botaniker) (1897–1989), deutscher Botaniker, Phytopathologe, Mittel- und Geräteprüfer
- Horst Müller (Tierzüchter) (1900–1991), deutscher Geflügelzuchtwissenschaftler und Hochschullehrer
- Horst Müller (Ingenieur) (1901–vor 1996), deutscher Ingenieur und Hochschullehrer
- Horst Müller (Fußballspieler) (* 1920), deutscher Fußballspieler
- Horst Müller (Komponist) (1921–1981), deutscher Akkordeonspieler und Komponist
- Horst Müller (Gärtner) (1921–1993), deutscher Gartenbau- und Obstbauwissenschaftler
- Horst Müller (Autor) (1923–2005), deutscher Schriftsteller und Bibliothekar
- Horst Müller (Magier) (1925–2019), von 1975 bis 1990 Präsident des Magischen Zirkels von Deutschland
- Horst Müller (Pädagoge) (1929–2020), deutscher Pädagoge, Theaterregisseur und Autor
- Horst Müller (Verleger) (1932–2016), deutscher Verleger
- Horst Müller (MfS-Mitarbeiter) (1933–2013), deutscher Oberst im Ministerium für Staatssicherheit
- Horst Müller (Chorleiter) (1934–2020), deutscher Dirigent (Singakademie Potsdam) und Hochschullehrer (Hochschule für Musik Hanns Eisler Berlin)
- Horst Müller (Unternehmer) (1938–2022), deutscher Unternehmensgründer (Müller Fleisch)
- Horst Müller (Künstler, 1939) (* 1939), deutscher Maler, Bildhauer und Designer
- Horst Müller (Künstler, 1941) (* 1941), deutscher Maler und Ingenieur
- Horst Müller (Politiker) (* 1942), deutscher Politiker (CDU), Bürgermeister von Olpe
- Horst Müller (Künstler, 1943) (* 1943), deutscher Konzeptkünstler
- Horst Müller (Leichtathlet) (1945–1999), deutscher Leichtathlet
- Horst Müller (Philosoph) (* 1945), deutscher Sozialphilosoph und Autor
- Horst Müller (Künstler, 1949) (* 1949), deutscher Maler und Fotograf
- Horst Müller (Rennrodler) (1952–2011), deutscher Rennrodler
- Horst Müller (Journalist) (* 1952), deutscher Journalist, Medienmanager und Hochschullehrer
- Horst-Guido Müller (1910–2002), deutscher Physiker und Hochschullehrer
- Howard Mueller (1891–1954), amerikanischer Biochemiker
- Hubert Müller (Theologe) (1936–1995), deutscher Theologe, Kirchenrechtler und Priester
- Hubert Müller (Eishockeyspieler) (* 1956), deutscher Eishockeyspieler
- Hubert Müller (Badminton) (* 1964), Schweizer Badmintonspieler
- Hubertus Müller-Groeling (1929–2019), deutscher Wirtschaftswissenschaftler
- Hugo Müller (Lehrer) (Friedrich Karl Hugo Müller; 1799–1841), deutscher Lehrer und Autor
- Hugo Müller (1830–1903), deutscher Verwaltungsjurist, siehe Karl Hugo Müller
- Hugo Müller (Schauspieler) (1831–1882), deutscher Schauspieler, Regisseur und Bühnenautor
- Hugo Müller (1832–1886), deutscher Violinist, siehe Gebrüder Müller
- Hugo Müller (Chemiker) (1833–1915), deutsch-britischer Chemiker
- Hugo Müller (Uhrmacher) (1863–1943), deutscher Uhrmacher, Konstrukteur und Erfinder
- Hugo Müller (General) (1864–1928), deutscher Generalmajor
- Hugo Müller (Mediziner) (1868–1943), deutscher Dermatologe
- Hugo Müller (DDP), deutscher Politiker (DDP)
- Hugo Müller (Bergsteiger) (1883–1961), Schweizer Bergsteiger und Arzt
- Hugo Müller (Ringer), russischer Ringer
- Hugo Müller (Theologe) (1893–1975), Schweizer Geistlicher, Theologe und Onomastiker
- Hugo Müller (Pädagoge) (1897–1983), deutscher Pädagoge, Erziehungswissenschaftler und Hochschullehrer
- Hugo Müller (Widerstandskämpfer) (1910–1944), österreichischer Widerstandskämpfer
- Hugo Müller (Historiker) (1919–2004), Schweizer Lehrer und Historiker
- Hugo Müller (Architekt, 1926) (* 1926), Schweizer Architekt
- Hugo Müller (Architekt, 1958) (* 1958), Schweizer Architekt
- Hugo Müller-Eisenach (1868–1935), deutscher Komponist und Organist, siehe Carl Hugo Müller-Eisenach
- Hugo Müller-Mohr (1863–nach 1911), deutscher Maler
- Hugo Müller-Otfried (1860–1933), deutscher Verwaltungsbeamter
- Hugo Müller-Vogg (* 1947), deutscher Journalist und Publizist
- Hugo Erdmann Müller (1817–1899), deutscher Jurist und Politiker
- Hugo Matthias Müller (1836–1929), österreichischer Obstbauexperte und Fachautor

### I
- Ian Mueller (1938–2010), US-amerikanischer Mathematik- und Philosophiehistoriker
- Ida Maier-Müller (1821–1904), deutsche Malerin
- Ida von Scheele-Müller (1862–1933), deutsche Opernsängerin
- Ignaz Müller (1713–1782), Augustinerchorherr in Wien, Beichtvater Maria Theresias
- Ilse Müller (1939–2019), deutsche Managerin
- Imke Müller, deutsche Schauspielerin
- Ina Müller (* 1965), deutsche Musikerin, Kabarettistin und Buchautorin
- Ina Müller-van Ast (1927–2018), niederländische Politikerin
- Indra Baier-Müller (* 1971), deutsche Politikerin (Freie Wähler)
- Ines Müller (* 1959), deutsche Leichtathletin
- Inge Müller (Ingeborg Müller; 1925–1966), deutsche Schriftstellerin
- Inge Müller (Politikerin), deutsche Frauenfunktionärin und Politikerin, MdV
- Inge Müller-Matthies (1936–2007), deutsche Malerin und Zeichnerin
- Ingeborg Müller (Ägyptologin) (1941–2011), deutsche Ägyptologin
- Ingo Müller (Physiker) (* 1936), deutscher Physiker
- Ingo Müller (Jurist) (* 1942), deutscher Jurist
- Ingrid Müller-Kuberski (* 1936), deutsche Textilkünstlerin, Textilrestauratorin und Kostümbildnerin
- Inka Müller-Schmäh (* 1976), deutsche Fußballschiedsrichterin
- Innocenz Müller (1675–1727), Schweizer Bibliothekar
- Insa Müller (* 1977), deutsche Journalistin, Fernsehmoderatorin und Synchronsprecherin
- Ionel Müller (1919–2012), rumänisch-schweizerischer Maler, Zeichner und Holzschneider
- Irene Müller, Ehename von Irene Sattler (1880–1957), deutsche Bildhauerin
- Irene Müller (Politikerin, I), deutsche Politikerin, MdL Mecklenburg-Vorpommern
- Irene Müller (Eiskunstläuferin) (* 1942), deutsche Eiskunstläuferin
- Irene Müller (Politikerin, 1955) (1955–2016), deutsche Politikerin (Die Linke), MdL Mecklenburg-Vorpommern
- Irene Forstner-Müller (* 1968), österreichische Ägyptologin
- Irina Müller (* 1951), deutsche Ruderin
- Iris Müller (1930–2011), deutsche Theologin
- Irmgard Müller (* 1934), deutsche Leichtathletin
- Isa Müller (* 1974), Schweizer Motorradfahrerin
- Isabella Müller-Reinhardt (* 1974), deutsche Fernsehmoderatorin
- Isabelle Müller (* 1964), französisch-vietnamesische Schriftstellerin
- Isidor Müller (1827–1900), österreichischer Jurist, Schriftsteller, Fotograf und Alpinist
- Iso Müller (1901–1987), Schweizer Geistlicher, Theologe und Historiker
- Ivan I. Mueller (1930–2023), US-amerikanischer Geodät
- Ivana Müller (* 1972), kroatische Choreografin, Autorin und Künstlerin
- Ivy May Müller (* 1997), deutsche Politikerin (Grüne)
- Iwan Müller (Musiker) (1786–1854), deutscher Klarinettist, Komponist und Instrumentenbauer
- Iwan von Müller (1830–1917), deutscher Klassischer Philologe und Pädagoge

### J
- J. Heinz Müller (1918–1992), deutscher Wirtschaftswissenschaftler, siehe Josef Heinz Müller
- Jacob Müller (Mathematiker) (1594–1637), deutscher Mathematiker und Mediziner
- Jacob Müller (Politiker) (1822–1905), amerikanischer Jurist, Versicherungskaufmann und Politiker
- Jacob Müller (Möbeldesigner) (1905–1998), Schweizer Möbeldesigner, Architekt,  Werklehrer und Publizist
- Jakob Müller (Bildhauer) (1565–1611), deutscher Bildhauer, Steinmetz und Bildschnitzer
- Jakob Müller (Mediziner) (1594–1637), deutscher Mediziner und Hochschullehrer
- Jakob Müller (Orgelbauer) (1834–1899), deutscher Orgelbauer
- Jakob Müller (Politiker, 1842) (1842–1901), Schweizer Politiker (FDP)
- Jakob Müller (Politiker, 1847) (1847–1931), Schweizer Politiker (FDP)
- Jakob Müller (Eisenbahnmanager) (1857–1922), Schweizer Eisenbahnmanager
- Jakob Müller (Maler) (1861–1885), Schweizer Maler
- Jakob Müller (Politiker, 1869) (1869–1933), Schweizer Politiker (KK)
- Jakob Müller (Politiker, 1878) (1878–1949), Schweizer  Landwirt und Politiker
- Jakob Müller (Politiker, 1883) (1883–1969), deutscher Landwirt und Politiker (FDP)
- Jakob Müller (Politiker, 1895) (1895–1967), Schweizer Politiker (FDP)
- Jakob Müller (Politiker, VII), deutscher Politiker
- Jakob Müller (Architekt, 1906) (1906–1986), deutscher Architekt
- Jakob Müller (Architekt, 1907) (1907–1941), deutscher Architekt
- Jakob Müller (Unternehmer) (1916–2003), Schweizer Unternehmer
- Jakob Müller (Fußballspieler, 1917) (1917–??), deutscher Fußballspieler (VfR Mannheim)
- Jakob Müller (Fußballspieler, 1920) (1920–?), deutscher Fußballspieler (SV Darmstadt 98)
- Jakob Müller (Politiker, 1922) (1922–1993), deutscher Gewerkschafter und Politiker (SPD)
- Jakob Müller (Kaufmann) (* 1939), deutscher Bankkaufmann
- Jakob Müller-Suter (1858–1928), Schweizer Steindrucker
- Jakob Anton Müller (1777–1848), Schweizer Politiker
- Jakob Aurelius Müller (1741–1806), siebenbürgischer Bischof
- Jakob Joseph Müller (1721–1801), Schweizer Maler
- Jan Müller (Rentmeister) (1773–1861), böhmischer Rentmeister und Autor
- Jan Müller (Maler) (1922–1958), deutsch-amerikanischer Maler
- Jan Müller (Musiker) (* 1971), deutscher Musiker
- Jan Müller-Michaelis (* 1977), deutscher Autor und Regisseur, siehe Jan Baumann
- Jan Müller-Wieland (* 1966), deutscher Komponist und Dirigent
- Jan-Dirk Müller (* 1941), deutscher germanistischer Mediävist
- Jan Jakob Müller (* 1994), deutscher Schauspieler
- Jan Marco Müller (* 1971), deutscher Wissenschaftsberater und Wissenschaftsdiplomat
- Jan-Martin Müller (* 1984), deutscher Schauspieler
- Jan-Philipp Müller (* 1975), deutscher Journalist und Fernsehmoderator
- Jan Robert Müller (* 1977), deutscher Schauspieler und Musikproduzent
- Jan-Werner Müller (* 1970), deutscher Politikwissenschaftler
- Jana Müller-Schmidt (* 1964), deutsche Leichtathletin
- Janet Müller (* 1984), deutsche Laiendarstellerin und Model
- Janina Müller (* 1998), deutsche Fußballspielerin
- Janne Müller (* 2006), deutscher Basketballspieler
- Janne Müller-Wieland (* 1986), deutsche Hockeyspielerin
- Jannik Müller (* 1994), deutscher Fußballspieler
- Jasmin Müller-Alefeld (* 1962), deutsche Lehrerin und Pfadfinderin
- Jean Mueller (* 1950), US-amerikanische Astronomin
- Jean-Pierre Müller (1904–1979), luxemburgischer Benediktiner und Philosophiehistoriker
- Jens Müller (NS-Funktionär) (1896–1949), deutscher Fabrikant und Parteifunktionär (NSDAP)
- Jens Müller (Rennrodler) (* 1965), deutscher Rennrodler
- Jens Müller, bürgerlicher Name von Tasso (Graffitikünstler) (* 1966), deutscher Graffitikünstler
- Jens Müller, bürgerlicher Name von Jaye Muller ode zeitweise  „J.“ (* 1972), deutscher Musiker und Internetunternehmer
- Jens Müller (Filmeditor), deutscher Filmeditor
- Jens Müller (Eishockeyspieler) (* 1980), deutscher Eishockeyspieler
- Jens Müller (Grafikdesigner) (* 1982), deutscher Grafikdesigner, Typograf, Buchgestalter und Fachbuchautor
- Jens Paludan-Müller (Bischof) (1771–1845), dänischer Geistlicher, Bischof von Aarhus
- Jens Paludan-Müller (Theologe) (1813–1899), dänischer lutherischer Theologe und Geistlicher
- Jens Paludan-Müller (Historiker) (1836–1864), dänischer Historiker
- Jerome Müller (* 1996), deutscher Handballspieler
- Jette Müller (* 2003), deutsche Wasserspringerin
- Jim-Patrick Müller (* 1989), deutscher Fußballspieler
- Jiří Müller (Fußballfunktionär), tschechischer Fußballfunktionär
- Jiří Müller (Botaniker) (* 1925), tschechischer Botaniker
- Jiří Müller (Maler) (1934–2014), tschechischer Maler
- Jiří Müller (Politiker, 1943) (* 1943), tschechischer Politiker
- Jiří Müller (Politiker, 1948) (* 1948), tschechischer Politiker
- Joachim Müller (Theologe) (1891–1966), deutscher evangelischer Theologe
- Joachim Müller (Germanist) (1906–1986), deutscher Germanist
- Joachim Müller (Politiker, 1932) (* 1932), österreichischer Politiker (DFP), Wiener Landtagsabgeordneter
- Joachim Müller (Gewerkschafter) (* 1933), deutscher Gewerkschaftsfunktionär (FDGB) und Politiker
- Joachim Müller (Historiker) (1938–2025), deutscher Historiker
- Joachim Müller (Politiker, 1947) (* 1947), deutscher Politiker (GAL) und Verleger
- Joachim Müller (Mediziner) (* 1950), Chirurg und Professor an der Charité
- Joachim Müller (Fußballspieler, 1952) (* 1952), deutscher Fußballspieler und -trainer (Chemnitzer FC)
- Joachim Müller (Fußballspieler, 1961) (* 1961), deutscher Fußballspieler (Stuttgarter Kickers)
- Joachim Müller-Jung (* 1964), deutscher Biologe und Schriftsteller
- Joachim Müller-Kirchenbauer (* 1968), deutscher Maschinenbauingenieur und Hochschullehrer
- Joachim Müller-Quernheim (* 1953), deutscher Internist, Pneumologe und Hochschullehrer
- Joachim Daniel Andreas Müller (1812–1857), schwedischer Gärtner und Schriftsteller
- Joachim Eugen Müller (1752–1833), Schweizer Topograph
- João Inácio Müller (* 1960), brasilianischer Ordensgeistlicher, Erzbischof von Campinas
- Jochen Müller (Fußballspieler, 1925) (1925–1985), deutscher Fußballspieler (Erfurt)
- Jochen Müller (Politiker), deutscher Jugendfunktionär und Politiker, MdV
- Jochen Müller (Künstler) (* 1959), deutscher Bildhauer und Maler
- Jochen Müller (Fußballspieler, 1963) (* 1963), deutscher Fußballspieler (Mannheim)
- Jochen Müller (Botaniker) (* 1968), deutscher Botaniker
- Jochen Müller (Politikwissenschaftler) (* 1981), deutscher Politikwissenschaftler
- Jochen Müller-Brincken (* 1953), deutscher Musiker (Oboe, Horn)
- Jochen Müller-Ehmsen (* 1968), deutscher Kardiologe und Hochschullehrer
- Jochen Müller-Rochholz (* 1944), deutscher Ingenieur und Hochschullehrer
- Jochen-Bernd Müller (1950–2023), deutscher Fußballspieler (Kaiserslautern)
- Joel Müller (1827–1895), österreichischer Hebraist und Talmudist
- Joey Müller (* 2000), deutscher Fußballspieler
- Johann Müller (Goldschmied) (1420/1425–1498/1509), deutscher Goldschmied
- Johann Müller (1436–1476), deutscher Philologe und Astronom, siehe Regiomontanus
- Johann Müller (Theologe, † 1581) († 1581), deutscher Theologe
- Johann Müller (Theologe, 1538) (1538–1618), deutscher Theologe
- Johann Müller (Theologe, 1557) (1557–1609), deutscher Pädagoge und Theologe
- Johann Müller (Theologe, † 1620) († 1620), deutscher Theologe
- Johann Müller (Ethiker) († 1628), deutscher Ethiker und Hochschullehrer
- Johann Müller (Jurist, 1565) (1565–1634), deutscher Rechtsgelehrter
- Johann Müller (Theologe, 1581) (1581–1648), deutscher Theologe
- Johann Müller (Jurist, 1583) (1583–1648), deutscher Rechtsgelehrter
- Johann Müller (Theologe, 1590) (1590–1673), deutscher Theologe
- Johann Müller (Theologe, 1598) (1598–1672), deutscher Theologe
- Johann Müller (Mathematiker) (1611–1671), deutscher Mathematiker und Lehrer
- Johann Müller (Theologe, 1683) (1683–1707), deutscher Theologe
- Johann Müller (Nassau) (1782–1852), nassauischer Politiker
- Johann Müller (Politiker, II), österreichischer Politiker, Reichstagsabgeordneter
- Johann Müller (Orgelbauer) (1817–1875), deutscher Orgelbauer
- Johann Müller (1828–1896), Schweizer Botaniker, siehe Johannes Müller Argoviensis
- Johann Müller (Politiker, 1875) (1875–1940), österreichischer Politiker (CSP), Vorarlberger Landtagsabgeordneter
- Johann Müller (Politiker, 1878) (1878–1946), deutscher Politiker (DVP), MdPL Ostpreußen
- Johann Müller (Politiker, 1888) (1888–1964), österreichischer Politiker
- Johann Müller (Politiker, V), deutscher Politiker, MdL Bayern
- Johann Müller (Politiker, 1894) (1894–??), deutscher Politiker, MdL Bayern
- Johann Müller (Politiker, 1899) (1899–1956), österreichischer Politiker und Widerstandskämpfer
- Johann Müller (Genossenschaftler), deutscher Genossenschaftler und Politiker, MdV Mecklenburg-Vorpommern
- Johann Müller (Politiker, 1924) (1924–2006), österreichischer Politiker (ÖVP), Burgenländischer Landtagsabgeordneter
- Johann Müller (Widerstandskämpfer, 1928) (1928–1944), deutscher Widerstandskämpfer
- Johann Müller (Politiker, 1932) (* 1932), österreichischer Politiker (SPÖ), Burgenländischer Landtagsabgeordneter
- Johann Müller (Maler) (1943–1993), Schweizer Maler und Restaurator
- Johann Müller (Politiker, 1959) (* 1959), deutscher Politiker (AfD), Landtagsabgeordneter in Bayern
- Johann Müller-Emden (1920–2010), deutscher Maler
- Johann Müller-Gazurek (* 1947/1948), deutscher Jurist und Richter
- Johann Müller von Mühlenfels (um 1578–1606), deutscher Alchemist
- Johann Müller-Rutz (1854–1944), Schweizer Entomologe
- Johann Müller-Wegmann (1810–1893), Schweizer Maler
- Johann Adam Müller (1769–1832), deutscher Bauernprophet
- Johann Andreas Müller (1736–1810), deutscher Theologe
- Johann Baptist Müller (Unternehmer) (1752–1806), österreichischer Bergbauunternehmer
- Johann Baptist Müller (Dichter) (1801–1862), deutscher Dichter
- Johann Baptist Müller (Politiker, 1806) (1806–1874), Schweizer Politiker
- Johann Baptist Müller (Maler) (1809–1869), deutscher Maler
- Johann Baptist Müller (Politiker, 1827) (1827–1893), deutscher Politiker (Liberale)
- Johann Baptist Müller (Jesuit, 1850) (1850–1930), deutscher Theologe und Schriftsteller
- Johann Baptist Müller (Jesuit, 1872) (1872–1945), deutscher Theologe
- Johann Baptist Müller (Politikwissenschaftler) (1932–2017), deutscher Politikwissenschaftler
- Johann Baptist Müller-Melchiors (1815–1872), deutscher Jurist und Politiker, MdL Hessen
- Johann Bernhard Müller (1715–1777), deutscher Jurist und Lokalhistoriker
- Johann Carl Müller (Jurist) (1766–1834), deutscher Verwaltungsjurist
- Johann Carl Müller (Verleger) (1774–1816), deutscher Verleger und Buchhändler
- Johann Carl Müller (Unternehmer) (1867–1944), deutscher Unternehmer, siehe Universelle-Werke Dresden #Geschichte
- Johann Carl Heinrich Müller, deutscher Politiker, MdL Schwarzburg-Rudolstadt
- Johann Christian Müller (Musiker) (1749–1796), deutscher Musiker und Komponist
- Johann Christian Müller (Verwaltungsjurist) (1776–1836), deutscher Verwaltungsjurist
- Johann Christian Ernst Müller (1766–1826), deutscher Zeichner, Kupferstecher und Lithograf
- Johann Christian Wilhelm Müller (1754–1806), deutscher Mediziner
- Johann Christoph Müller (1673–1721), deutscher Astronom
- Johann Conrad Müller (Orgelbauer) (1704–1798), deutscher Orgelbauer
- Johann Conrad Müller (Künstler) (1728–1785), Schweizer Künstler, Kupferstecher und Soldat
- Johann Conrad Müller (Oberst) (1770–1833), Schweizer Oberst
- Johann Daniel Müller (Musiker) (1716–nach 1786), deutscher Musiker und Pietist
- Johann Daniel Müller (Theologe) (1721–1794), deutscher Theologe
- Johann Eduard Müller, bekannt als Edmüller (1810–1856), deutscher Sänger (Tenor)
- Johann Evangelist Müller (1877–1965), deutscher Geistlicher, Bischof von Stockholm
- Johann Fridolin Müller (1830–1888), Schweizer Unternehmer und Politiker
- Johann Friedrich Ernst Müller (1704–1750), deutscher Orgelbauer und kurpfälzischer Hoforgelmacher
- Johann Friedrich Müller (Politiker, 1765) (1765–1836), deutscher Politiker
- Johann Friedrich Müller (Mediziner) (1771–1833), deutscher Mediziner
- Johann Friedrich Müller (Oberamtmann) (1773–1826), württembergischer Oberamtmann
- Johann Friedrich Müller (Kupferstecher) (1782–1816), deutscher Kupferstecher
- Johann Friedrich Emil von Müller (1810–1900), deutscher evangelischer Theologe
- Johann Friedrich Theodor Müller (1822–1897), deutsch-brasilianischer Biologe
- Johann Georg Müller (Dichter) (1651–1745), deutscher Theologe und Lieddichter
- Johann Georg Müller (Philologe) (um 1660–1721), deutscher Literaturwissenschaftler und Philologe
- Johann Georg Müller (Bildhauer) († 1789), deutscher Bildhauer
- Johann Georg Müller (Politiker) (1759–1819), Schweizer Theologe, Lehrer und Politiker
- Johann Georg Müller (Mediziner) (1780–1842), deutscher Arzt und Autor
- Johann Georg Müller (Bischof) (1798–1870), deutscher Geistlicher, Bischof von Münster
- Johann Georg Müller (Theologe) (1800–1875), Schweizer Theologe und Hochschullehrer
- Johann Georg Müller (Architekt) (1822–1849), Schweizer Architekt, Maler und Dichter
- Johann Georg Müller (Künstler) (1913–1986), deutscher Maler und Grafiker
- Johann Georg Heinrich Müller (1756–??), deutscher Lehrer, Kalligraf und Kupferstecher
- Johann Gottfried Müller (1757–1832), deutscher Rechtswissenschaftler
- Johann Gotthard von Müller (1747–1830), deutscher Kupferstecher
- Johann Gottlieb Müller (1727–nach 1799), deutscher Orgelbauer
- Johann Gottwerth Müller (1743–1828), deutscher Schriftsteller
- Johann Heinrich Müller (Astronom) (1671–1731), deutscher Astronom
- Johann Heinrich Müller (Maler) (1822–1903), Schweizer Maler und Grafiker
- Johann Heinrich Müller (Musiker) (1879–1959), Schweizer Dirigent und Komponist
- Johann Heinrich Friedrich Müller (1738–1815), deutscher Schauspieler, Schriftsteller und Librettist
- Johann Heinrich Jacob Müller (1809–1875), deutscher Mathematiker und Physiker
- Johann Heinrich Traugott Müller (1797–1862), deutscher Mathematiker
- Johann Helfrich von Müller (1746–1830), deutscher Bauingenieur und Oberstleutnant
- Johann Hermann Müller-Tschirnhaus (1867–1957), deutscher Pastor und Schriftsteller
- Johann Immanuel Müller (Historiker) (1691–1722), deutscher Prediger, Bibliothekar und Historiker
- Johann Immanuel Müller (Komponist) (1774–1839), deutscher Musiker und Komponist
- Johann Jacob Müller (Politiker), deutscher Politiker, Bürgermeister von Frankfurt am Main
- Johann Jacob Müller (Architekt), deutscher Architekt und Zeichner
- Johann Jacob Müller (Kupferstecher), deutscher Kupferstecher
- Johann Jacob Müller-Knatz (1848–1909), deutscher Kaufmann und Florist
- Johann Jakob Müller (Antistes) (1616–1680), Zürcher Antistes
- Johann Jakob Müller (Philosoph) (1650–1716), deutscher Philosoph
- Johann Jakob Müller (Maler, 1660) (1660–1712), Schweizer Glasmaler
- Johann Jakob Müller (Zeichner) (1762–1817), Schweizer Zeichner
- Johann Jakob Müller (Maler, 1765) (Müller von Riga; 1765–1832), deutscher Maler
- Johann Jakob Müller (Maler, 1803) (1803–1867), Schweizer Glasmaler
- Johann Jakob Müller (Politiker, 1812) (1812–1872), Schweizer Politiker
- Johann Jakob Müller (Politiker, 1827) (1827–1890), Schweizer Jurist und Politiker
- Johann Jakob Müller (Politiker, 1842) (1842–1901), Schweizer Politiker und Wirtschaftsmanager
- Johann Jakob Müller (Physiker) (1846–1875), Schweizer Mediziner und Physiker
- Johann Jakob Müller (Historiker) (1847–1878), Schweizer Historiker und Hochschullehrer
- Johann Jakob Müller-Pack (1825–1899), Schweizer Fabrikant
- Johann Joseph Müller (Geistlicher) (1768–1850), deutscher Geistlicher
- Johann Joseph Müller (Politiker) (1815–1861), Schweizer Politiker
- Johann Karl Müller (Kupferstecher) (auch Karl Müller; 1813–1872), deutscher Kupferstecher
- Johann Karl Müller (1879–1944), deutscher Politiker (NSDAP) und Bankier, siehe Karl Müller (Bankier)
- Johann Ludwig Müller († 2019), deutscher Jockey und Galopprennsporttrainer
- Johann Ludwig Wilhelm Müller (1794–1827), deutscher Dichter, siehe Wilhelm Müller (Dichter)
- Johann Martin Müller (Pädagoge) (1722–1781), deutscher Pädagoge
- Johann Martin Müller (Papiermacher) (1736–1784), deutscher Papiermacher
- Johann Martin Müller (Redaktor) (1819–1892), Schweizer Redaktor, Lehrer und Politiker
- Johann Matthias Müller (1677–1725), deutscher Mediziner
- Johann Michael Müller (Komponist) (1683–1743), deutscher Organist und Komponist
- Johann Michael Müller (Architekt) (1723–1777), deutscher Architekt und Baumeister
- Johann Niclas Müller (1669–1732), deutscher Mühlentechniker
- Johann Oswald Müller (1877–1940), deutscher Mathematiker
- Johann Paul Müller (1869–1929), Schweizer Textilunternehmer
- Johann Peter Müller (Theologe, 1709) (1709–1796), deutsch-amerikanischer Theologe
- Johann Peter Müller (1791–1877), deutscher Lehrer, Pfarrer und Komponist, siehe Peter Müller (Komponist)
- Johann Peter Andreas Müller (1744–1821), deutscher Theologe
- Johann Philipp Müller (Jurist, 1620) (1620–1676), deutscher Jurist
- Johann Philipp Müller (Jurist, 1755) (1755–1814), deutscher Jurist
- Johann Rudolf Müller (Geistlicher) (1824–1894), Schweizer Pfarrer und Strafvollzugsbeamter
- Johann Rudolf Müller (Holzschneider) (1833–1892), Schweizer Holzschneider
- Johann Rudolph Müller von Andolfingen (1737–1793), deutscher Oberst
- Johann Samuel Müller (1701–1773), deutscher Dichter und Librettist
- Johann Sebastian Müller, eigentlicher Name von John Sebastian Miller (1715–um 1790), deutsch-britischer Botaniker und Zeichner
- Johann Stephan Müller (1730–1768), deutscher lutherischer Theologe, Geistlicher und Hochschullehrer
- Johann Tobias Müller (1804–1884), deutscher Pfarrer und Herausgeber
- Johann Valentin Müller (1830–1905), deutscher Cellist, Musikpädagoge und Komponist
- Johann Valerian Müller (1771–1839), deutscher Architekt und Baubeamter
- Johann Wilhelm von Müller (1824–1866), deutscher Zoologe, Forschungsreisender und Autor
- Johann Wilhelm Müller (Politiker) (1890–1944), deutscher Politiker (SPD)
- Johann Wilhelm Müller (Maler) (1893–1974), deutscher Maler
- Johann Friedrich Müller-Scherlenzky (1842– ?), deutscher Politiker
- Johanna Müller (Judoka) (* 1990), deutsche Judoka
- Johanna Müller-Hermann (1868–1941), österreichische Komponistin
- Johanna Müller-Scheffsky (* 1998), deutsche Volleyballspielerin
- Johanna Müller-Strehle (1910–1986), deutsche Pädagogin und Privatschulgründerin
- Johannes Müller aus Königsberg (1436–1476), deutscher Astronom und Mathematiker, siehe Regiomontanus
- Johannes Müller († um 1600), deutscher Chronist, siehe Zimmerische Chronik
- Johannes Müller (Pastor) (1598–1672), deutscher Pastor
- Johannes Müller (Jurist) (1583–1648), Gesandter zu den Verhandlungen in Osnabrück (Westfälischer Friede 1648)
- Johannes Müller (Theologe, 1649) (1649–1727), deutscher Theologe
- Johannes Müller (Ingenieur) (um 1695–1764), deutscher Bauingenieur
- Johannes Müller (Kartograf) (1733–1816), Schweizer Kartograf und Herausgeber
- Johannes von Müller (1752–1809), Schweizer Historiker
- Johannes von Müller (Kaufmann) (1769–1848), deutscher Kaufmann
- Johannes Müller (Politiker, 1785) (1785–1867), deutscher Politiker, MdL Großherzogtum Hessen
- Johannes Müller (Mediziner) (1801–1858), deutscher Anatom und Physiologe
- Johannes Müller (Maler, 1806) (1806–1897), Schweizer Maler
- Johannes Müller (Spielkartenfabrikant) (1813–1873), Schweizer Spielkartenfabrikant
- Johannes Müller (Philologe) (1832–1918), österreichischer Klassischer Philologe
- Johannes Müller (Heimatforscher, 1846) (1846–1930), deutscher Heimatforscher (Vogtland)
- Johannes Müller (Politiker, 1841) (1841–1913), Schweizer Politiker, RR Schaffhausen
- Johannes Müller (Politiker, 1847) (1847–1907), deutscher Politiker, MdL Sachsen
- Johannes Müller (Bibliothekar) (1850–1919), deutscher Bibliothekar, klassischer Philologe, Autor und Herausgeber
- Johannes Müller (Maler, 1857) (1857–1922), Schweizer Maler
- Johannes Müller (Botaniker) (auch Johannes Müller-Diemitz; 1861–1920), deutscher Botaniker und Pomologe
- Johannes Müller (Politiker, 1864) (1864–1932), deutscher Politiker (DVP), MdL Oldenburg
- Johannes Müller (Kirchenmusiker) (1864–1942), deutscher Kirchenmusiker, Organist, Komponist und Chorleiter
- Johannes Müller (Theologe, 1864) (1864–1949), deutscher Theologe, Philosoph und Schriftsteller
- Johannes Müller (Politiker, 1865) (1865–1946), deutscher Politiker, MdL Baden
- Johannes Müller (Theologe, 1876) (1876–1921), deutscher Theologe und Pfarrer
- Johannes Müller (Bildhauer) (1879–1937), deutscher Bildhauer und Maler
- Johannes Müller (Politiker, 1880) (1880–1964), deutscher Politiker, Oberbürgermeister von Marburg
- Johannes Müller (Politiker, 1883) (1883–1937), Schweizer Politiker (KVP)
- Johannes Müller (Heimatforscher, 1884) (1884–1957), deutscher Lehrer und Heimatforscher (Eichsfeld)
- Johannes Müller (Fabrikant) (1887–nach 1945), deutscher Fabrikant und Wirtschaftsfunktionär
- Johannes Müller (Statistiker) (1889–1946), deutscher Statistiker
- Johannes Müller (1890–1970), Schweizer Maler und Holzschneider, siehe Giovanni Müller
- Johannes Müller (Politiker, 1892) (1892–1971), deutscher Politiker, Oberbürgermeister von Dresden
- Johannes Müller (Komponist) (1893–1969), deutscher Komponist, Sänger und Schauspieler
- Johannes Müller (Regierungspräsident) (1901–1944), deutscher Regierungspräsident in Köslin
- Johannes Müller (Politiker, 1905) (1905–1992), deutscher Gewerkschafter und Politiker (CDU), MdB
- Johannes Müller (General, 1905) (1905–nach 1979), deutscher Generalmajor
- Johannes Müller (Physiker) (1910–1970), deutscher Physiker
- Johannes Müller (Gartenarchitekt) (1910–1999), Schweizer Gartenarchitekt
- Johannes Müller (Heuristiker) (1921–2008), deutscher Heuristiker
- Johannes Müller (Mykologe) (1927–2019), deutscher Mykologe
- Johannes Müller (Maler, 1935) (1935–2012), deutscher Maler
- Johannes Müller (Soziologe) (* 1943), deutscher Sozialwissenschaftler und Hochschullehrer
- Johannes Müller (Leichtathlet) (* 1947), österreichischer Leichtathlet
- Johannes Müller (Geograph) (* 1959), deutscher Geologe, Geograph und Botaniker
- Johannes Müller (Prähistoriker) (* 1960), deutscher Prähistorischer Archäologe
- Johannes Müller (Abt) (* 1964), deutscher Ordenspriester und Mitglied des Zisterzienserordens
- Johannes Müller (Mathematiker) (* 1965), deutscher Mathematiker und Hochschullehrer
- Johannes Müller (Politiker, 1969) (* 1969), deutscher Politiker (NPD), MdL Sachsen
- Johannes Müller (Musiker) (* 1981), deutscher Jazzmusiker
- Johannes Müller (Handballspieler) (* 1986), deutscher Handballspieler
- Johannes Müller (Politiker, 1992) (* 1992), deutscher Politiker (Bündnis 90/Die Grünen)
- Johannes Müller (Regisseur), deutscher Regisseur, Drehbuchautor und Produzent
- Johannes Müller-Andriesen (1892–1966), deutscher Generalmajor
- Johannes Müller Argoviensis (1828–1896), Schweizer Botaniker
- Johannes Müller-Bardorff (1912–1998), deutscher Geistlicher, Theologe und Hochschullehrer
- Johannes Müller-Franken (* 1960), deutscher Maler
- Johannes Müller-Hurter (1837–1901), Schweizer Kartenfabrikant
- Johannes Müller-Lancé (* 1963), deutscher Romanist und Hochschullehrer
- Johannes Müller-Roden (1901–1945), deutscher Dichter und Dramatiker
- Johannes Müller-Volxheim (1870–1920), deutscher Maler
- Johannes Cadovius-Müller (1650–1725), deutscher Theologe und Philologe
- Johannes Baptist Müller (1806–1894), deutscher Pharmakologe
- Johannes Friedrich Müller (1812–1878), deutscher Jurist und Politiker
- Johannes Heinrich Müller (1828–1886), deutscher prähistorischer Archäologe
- Johannes Hermann Müller (1895–1961), deutscher Jurist und SS-Obersturmbannführer
- Johannes Joachim Müller (Jurist, 1661) (1661–1733), deutscher Jurist und Hochschullehrer (Hamburg, Leipzig)
- Johannes Joachim Müller (Jurist, 1665) (1665–1731), deutscher Jurist und Archivar (Weimar, Jena)
- Johannes Peter Müller, siehe Johannes Müller (Mediziner)
- John Howard Mueller (1891–1954), US-amerikanischer Biochemiker und Bakteriologe
- Johnny Müller (1914–1990), deutscher Musiker
- Jonas Müller (Eishockeyspieler, 1984) (* 1984), Schweizer Eishockeyspieler
- Jonas Müller (Eishockeyspieler, 1995) (* 1995), deutscher Eishockeyspieler
- Jonas Müller (Handballspieler) (* 1996), deutscher Handballspieler
- Jonas Müller (Rennrodler) (* 1997), österreichischer Rennrodler
- Jonas Müller (Leichtathlet) (* 1998), deutscher Langstreckenläufer
- Jonas Müller (Eishockeyspieler, 2005) (* 2005), deutscher Eishockeyspieler
- Jonas Müller-Liljeström (* 1982), deutscher Schauspieler, siehe Jonas Liljeström
- Jonathan Müller (* 1984), deutscher Schauspieler
- Jordan Müller (* 2006), deutscher Basketballspieler
- Jörg Müller (Künstler) (* 1942), Schweizer Illustrator
- Jörg Müller (Psychotherapeut) (* 1943), deutscher Psychotherapeut und Theologe
- Jörg Müller (Koch) (* 1947), deutscher Koch
- Jörg Müller (Radsportler, 1961) (* 1961), Schweizer Radrennfahrer
- Jörg Müller (Richter) (* 1965), deutscher Jurist
- Jörg Müller (Fußballspieler) (* 1965), deutscher Fußballspieler
- Jörg Müller (Radsportler, 1967) (* 1967), deutscher Radrennfahrer
- Jörg Müller (Rennfahrer) (* 1969), deutscher Automobilrennfahrer
- Jörg Müller (Bodybuilder) (* 1970), deutscher Bodybuilder
- Jörg Müller (* 1971), deutscher DJ und Hip-Hop-Produzent, siehe Plattenpapzt
- Jörg Müller (Forstwissenschaftler) (* 1973), deutscher Forstwissenschaftler und Tierökologe
- Jörg Müller (Verwaltungswirt) (* 1973), deutscher Verwaltungswirt und Leiter des Verfassungsschutzes Brandenburg
- Jörg Müller (Ingenieur) (* 1974), deutscher Maschinenbauingenieur
- Jörg Müller-Lietzkow (* 1970), deutscher Kommunikationswissenschaftler und Hochschullehrer
- Jörg Müller-Volbehr (1936–2010), deutscher Kirchenrechtler und Hochschullehrer
- Jörg Michael Müller (* 1961), deutscher Rechtsanwalt und Politiker (CDU), MdL
- Jörg Paul Müller (* 1938), Schweizer Rechtswissenschaftler
- Jørgen Peter Müller (1866–1938), dänischer Sportler und Gymnastiklehrer
- Jorinde Müller (* 1993), Schweizer Freestyle-Skierin
- Jörn Müller (Chemiker) (1936–2024), deutscher Chemiker
- Jörn Müller (Physiker) (* 1939), deutscher Physiker und Autor
- Jörn Müller (Philosoph) (* 1969), deutscher Philosoph
- Jörn Müller-Quade (* 1967), deutscher Informatiker, Kryptograph und Hochschullehrer
- José Eugênio Müller (* 1924), brasilianischer Kommunalpolitiker
- Josef Müller (Politiker, um 1810) (um 1810–1890), böhmischer Großgrundbesitzer und Politiker, Mitglied des Österreichischen Abgeordnetenhauses
- Josef Müller (Politiker, 1820) (1820–1883), böhmischer Lehrer und Politiker, Mitglied des Österreichischen Abgeordnetenhauses
- Josef Müller (Hotelier) (1820–1897), Schweizer Hotelier und Politiker (Liberale Partei)
- Josef Müller (Theologe, 1855) (1855–1942), deutscher Theologe und Philosoph
- Josef Müller (Theologe, 1863) (1863–1941), deutscher Jesuit und Hochschullehrer
- Josef Müller (Pfarrer) (1870–1929), Schweizer Pfarrer und Sagensammler
- Josef Müller (Verleger) (1872–1935), deutscher Verlagsgründer (ars sacra)
- Josef Müller (Bibliothekar) (1872–1947), Schweizer Bibliothekar und Autor
- Josef Müller (Volkskundler) (1875–1945), deutscher Volkskundler und Herausgeber
- Josef Müller (Biologe) (auch Giuseppe Müller; 1880–1964), österreichischer Philosoph, Botaniker und Zoologe
- Josef Müller (Politiker, 1881) (1881–1961), österreichischer Politiker (CSP), Wiener Landtagsabgeordneter
- Josef II. Müller (1885–1954), Abt von Michaelbeuern
- Josef Müller (Kunstsammler) (1887–1977), Schweizer Kunstsammler und Konservator
- Josef Müller (Kunsthistoriker) (1889–1976), deutscher Kunsthistoriker
- Josef Müller (Fußballspieler, 1893) (1893–1984), deutscher Fußballspieler
- Josef Müller (Politiker, 1898) (genannt Ochsensepp; 1898–1979), deutscher Politiker (CSU)
- Josef Müller (1899–1965), deutscher Motorradrennfahrer, Unternehmer und Sportfunktionär, siehe Jupp Müller (Rennfahrer)
- Josef Müller (Rennfahrer) (1906–1963), deutscher Motorradrennfahrer
- Josef Müller (Maler, 1919) (1919–1959), deutsch-rumänischer Maler, Bildhauer und Holzschnitzer
- Josef Müller (Architekt) (1919–1983), Schweizer Architekt
- Josef Müller (Politiker, 1919) (1919–1997), deutscher Politiker
- Josef Müller (Theologe, 1931) (1931–1998), deutscher Theologe und Hochschullehrer
- Josef Müller (Maler, 1936) (1936–2021), deutscher Maler
- Josef Müller (Politiker, 1938) (* 1938), deutscher Politiker (CDU)
- Josef Müller (Fußballspieler, 1952) (* 1952), deutscher Fußballspieler
- Josef Müller (Konsul) (* 1955), deutscher Steuerberater und Diplomat
- Josef Müller-Brockmann (1914–1996), Schweizer Grafikdesigner, Typograf, Autor und Lehrer
- Josef Müller-Haiber (1834–1894), Schweizer Industrieller
- Josef Müller-Marein (1907–1981), deutscher Journalist und Schriftsteller
- Josef Müller-Pauly (1917–1994), deutscher Maler
- Josef Alois Müller (auch Müller-Landolt, Spitzname Blech-Sepp; 1871–1967), Schweizer Politiker (CVP)
- Josef Anton Müller (Bildhauer) (1839–1910), deutscher Bildhauer und Altarbauer
- Josef Anton Müller (Archivar) (1882–1962), Schweizer Archivar
- Josef Felix Müller (* 1955), Schweizer Bildhauer, Grafiker und Maler
- Josef Heinz Müller (J. Heinz Müller; 1918–1992), deutscher Wirtschaftswissenschaftler
- Josef Ivar Müller (1892–1969), Schweizer Komponist
- Josef J. Müller (1892–1969), Schweizer Organist
- Josef K. Müller (Josef Karl Müller; * 1951), deutscher Zoologe und Hochschullehrer
- Josef Leonz Müller (1800–1866), Schweizer Politiker und Richter
- Josef Maria Müller (1923–2013), österreichischer Widerstandskämpfer, Dirigent und Musikpädagoge
- Josefine Müller-Anschütz (1793–nach 1822), deutsche Opernsängerin (Sopran), siehe Josefine Kette
- Joseph Müller (Mediziner) (1659–1711/1722), Schweizer Mediziner
- Joseph Müller (Pädagoge) (1779–1827), deutscher Pädagoge
- Joseph Müller (Politiker, 1781) (1781–1857), deutscher Landwirt und Politiker, MdL Nassau
- Joseph Müller (Paläontologe) (1802–1872), deutscher Paläontologe und Mundartforscher
- Joseph Müller (Philologe) (1825–1895), österreichischer Philologe und Historiker
- Joseph Müller (Weihbischof) (1845–1921), deutscher Geistlicher, Weihbischof in Köln
- Joseph Müller (Politiker, II), deutscher Politiker, MdL Bayern
- Joseph Müller (Schauspieler) (1852–nach 1923), österreichisch-ungarischer Schauspieler und Sänger
- Joseph Müller (Architekt) (1863–nach 1906), deutscher Architekt
- Joseph Müller (Priester) (1894–1944), deutscher Priester
- Joseph Müller-Blattau (1895–1976), deutscher Musikwissenschaftler
- Joseph Adolph Müller (1811–1877), deutscher Maler
- Joseph Anton Müller (1750–1820), Schweizer Politiker und Richter
- Joseph Eduard Müller (1839–1898), deutscher Mühlwerkbesitzer und Politiker, MdR
- Joseph Ferdinand Müller (um 1700–1761), deutscher Theaterprinzipal und Komödiant
- Joseph Ferdinand Müller (Hofkaplan) (1803–1864), deutscher Geistlicher
- Joseph Maria von Müller (1758–1843), Schweizer Dompropst
- Joseph Theodor Müller (1854–1946), deutscher Theologe und Kirchenhistoriker
- Joseph Zacharias Müller (1782–1844), deutscher Philologe und Lehrer
- Josine Müller (1884–1930), deutsche Ärztin und Psychoanalytikerin
- Jost Müller-Neuhof (* 1969), deutscher Jurist und Journalist
- Joshua Mueller (* 1982), US-amerikanischer Basketballspieler
- Joy Lee Juana Abiola-Müller (* 1991), deutsche Schauspielerin
- Jozef Müller (* 1976), slowakischer Philosoph

- Judith Müller (Künstlerin) (1923–1977), Schweizer Kunstmalerin
- Judith Müller (Bibliothekarin) (* 1928), Bibliothekarin in der Internationalen Jugendbibliothek in München
- Judith Müller (Theologin) (* 1963), deutsche katholische Theologin
- Judith Müller (Eishockeyspielerin) (), deutsche Eishockeyspielerin, Angreiferin beim OSC Berlin, Deutscher Meister bei der Fraueneishockey-Bundesliga 2006/07
- Judith Müller (Juristin), deutsche Verwaltungs- und Verfassungsrichterin
- Julia Müller (* 1985), deutsche Hockeyspielerin
- Julio Müller (1905–1984), mexikanischer Polospieler
- Julius Müller (Theologe) (1801–1878), deutscher Theologe
- Julius Müller (Politiker, I), deutscher Politiker, MdL Sachsen
- Julius Müller (1827–1895), österreichischer Hebraist und Talmudist, siehe Joel Müller
- Julius Müller (Lehrer) (1857–1917), Schweizer Lehrer und Meteorologe
- Julius Müller (Sänger) (1860–1907), deutscher Opernsänger (Bariton)
- Julius Müller (Prähistoriker), deutscher Prähistoriker
- Julius Müller (Politiker, 1875) (1875–1933), österreichischer Politiker (SDAP), Wiener Landtagsabgeordneter
- Julius Müller (Maler) (1877–1974), deutscher Kunstmaler
- Julius Müller (Botaniker) (genannt Müller-Velbert; 1880–1944), deutscher Botaniker und Bryologe
- Julius Müller (Architekt) (1881–1949), österreichischer Architekt
- Julius Müller (Gartenarchitekt) (1883–nach 1931), deutscher Gartenarchitekt
- Julius Müller (Unternehmer) (auch Julius Mueller; 1886–1970), Schweizer Unternehmer, Japanologe und Kunstsammler
- Julius Müller (Heraldiker) (1894–1969), Schweizer Heraldiker
- Julius Müller (Leichtathlet, 1903) (1903–1984), deutscher Stabhochspringer
- Julius Müller (Leichtathlet, II), deutscher Sprinter
- Julius Müller (Leichtathlet, 1938) (1938–2017), deutscher Geher
- Julius Müller (Schriftsteller) (* 1939), österreichischer Schriftsteller und Bestattungsbeamter
- Julius Müller (Ruderer), deutscher Ruderer
- Julius Müller (Taekwondoin) (* 2005), deutscher Taekwondoin
- Julius Müller-Landau (1907–1992), deutscher Pianist
- Julius Müller-Massdorf (1863–1933), deutscher Maler
- Julius Müller-Salem (1865–1946), deutscher Maler, Zeichner und Kunsthandwerker
- Julius A. Müller (1853–1926), österreichischer Arzt und Koleopterologe
- Julius Conrad Müller (1850–1914), deutscher Gutsbesitzer und Politiker, MdR
- Julius Emil August Müller (1808–1885), deutscher Theologe und Politiker, MdL Preußen
- Julius Ferdinand Müller (1823–1899), deutscher Politiker, MdL Bayern
- Jupp Müller (Rennfahrer) (1899–1965), deutscher Motorradrennfahrer, Unternehmer und Sportfunktionär
- Jupp Müller (Schriftsteller) (1921–1985), deutscher Schriftsteller
- Jupp Müller (Journalist) (1923–2008), deutscher Sportjournalist
- Jürgen Müller (Radsportler), deutscher Radrennfahrer

- Jürgen Müller (Fußballspieler, 1950) (1950–1978), deutscher Fußballspieler
- Jürgen Müller (Historiker) (* 1959), deutscher Historiker
- Jürgen Müller (Politiker) (* 1959), deutscher Politiker (SPD), Landrat im Kreis Herford
- Jürgen Müller (Kunsthistoriker) (* 1961), deutscher Kunsthistoriker
- Jürgen Müller (Geodät) (* 1962), deutscher Geodät und Hochschullehrer
- Jürgen Müller (Mediziner) (* 1963), deutscher Neurologe und Psychiater
- Jürgen Müller (Boxer) (* 1969/70), deutscher Boxer
- Jürgen Müller (Fernsehjournalist) (* 1971), deutscher Sportjournalist, Handball-Kommentator und Filmemacher
- Jürgen Müller (Manager) (* 1982), deutscher Manager, Vorstand SAP (2019–2024)
- Jürgen Müller (Handballspieler) (* 1986), deutscher Handballspieler
- Jürgen E. Müller (* 1950), deutscher Medienwissenschaftler
- Jürgen H. Müller (* 1957), deutscher Verwaltungsjurist und politischer Beamter
- Jürgen R. Müller (* 1966), deutscher Jurist und Fachautor
- Jürg Müller (1931–2015), Schweizer Mediziner
- Justus Müller (Pädagoge) (Justus Müllerus; Iustus Müllerus; Iusti Mülleri; 1617–1678), Rektor des Ratsgymnasiums in Hannover
- Justus Müller Hofstede (1929–2015), deutscher Kunsthistoriker
- Justus Heinrich Müller (1783–1825), deutscher Architekt
- Justus Jabok Müller (Justus Jacob Müller; Justus Jacobus Müllerus und Varianten; 1642–1694), evangelischer Pfarrer

- Jutta Müller (Eiskunstläuferin) (1928–2023), deutsche Eiskunstläuferin und Eiskunstlauftrainerin
- Jutta Müller (Medizinerin) (* 1934), deutsche Medizinerin
- Jutta Müller (Politikerin) (1957–2019), deutsche Politikerin (SPD)
- Jutta Müller (Produzentin), deutsche Filmproduzentin
- Jutta Müller (Windsurferin)  (* 1968), deutsche Windsurferin
- Jutta Müller (Rechtsanwältin) (* 1971), Geschäftsführerin Bayerischer Journalisten-Verband
- Jutta Müller-Lukoschek (* vor 1960), deutsche Juristin
- Jutta Müller-Tamm (* 1963), deutsche Literaturwissenschaftlerin
- Jutta Ludwig-Müller (* 1962), deutsche Botanikerin und Hochschullehrerin für Pflanzenphysiologie

### K

#### Ka
- Kai Hinrich Müller (* 1985), deutscher Musikwissenschaftler
- Kai-Markus Müller (* 1976), deutscher Neurowissenschaftler
- Kai Michael Müller (* 1991), deutscher Schauspieler
- Karen Müller (1939–2022), deutsche Keramikerin
- Karin Müller (Leichtathletin), dänische Leichtathletin
- Karin Müller, Geburtsname von Karin Kraml (* 1961), österreichische Moderatorin, Journalistin und Politikerin (LIF)
- Karin Müller (Staatssekretärin) (* 1961), deutsche politische Beamtin (CDU)
- Karin Müller (Politikerin) (* 1962), deutsche Politikerin (Bündnis 90/Die Grünen)
- Karin Müller (Autorin) (* 1967), deutsche Schriftstellerin
- Karin Müller (Rechtswissenschafterin) (* vor 1972), Schweizer Rechtswissenschaftlerin und Hochschullehrerin
- Karin Müller (Fernsehmoderatorin), Schweizer Fernsehmoderatorin
- Karin Müller-Heine (* 1972), deutsche Volkswirtin
- Karin Holm-Müller (* 1957), deutsche Volkswirtin und Hochschullehrerin
- Karin Metzler-Müller (1956–2023), deutsche Juristin
- Karl von Müller (Politiker, 1783) (1783–1863), Schweizer Jurist, Politiker und Historiker
- Karl Müller (Politiker, 1804) (1804–1871), deutscher Landwirt und Politiker, MdL Kurhessen
- Karl von Müller (Politiker, 1810) (1810–1879), deutscher Gutsbesitzer und Politiker, MdL
- Karl Müller (1813–1872), deutscher Kupferstecher, siehe Johann Karl Müller (Kupferstecher)
- Karl Müller (Altphilologe) (Karl Wilhelm Ludwig Müller; 1813–1894), deutscher Altphilologe und Kartograf
- Karl Müller (Botaniker, 1817) (1817–1870), deutscher Botaniker
- Karl Müller (Maler) (auch Carl Müller; 1818–1893), deutscher Maler und Hochschullehrer
- Karl von Müller (Ingenieur) (1821–1909), deutscher Ingenieur, Schulgründer und Wohltäter
- Karl von Müller (Generalleutnant) (1822–1885), deutscher Generalleutnant
- Karl Müller (Naturforscher) (1825–1905), deutscher Theologe und Naturforscher
- Karl Müller (Übersetzer) (1832–1892), deutscher Übersetzer
- Karl Müller (Bildhauer) (1844–1909), deutscher Bildhauer
- Karl Müller (Theologe) (1852–1940), deutscher Theologe und Kirchenhistoriker
- Karl Müller (Maler, 1862) (1862–1938), österreichischer Maler und Grafiker
- Karl Müller (1863–1935), deutscher Theologe und Kirchenhistoriker, siehe Ernst Friedrich Karl Müller
- Karl Müller (Astronom) (1866–1942), österreichischer Astronom
- Karl Müller (Politiker, Juni 1869) (1869–1937), österreichischer Politiker (DnP), Reichsratsabgeordneter
- Karl Müller (Politiker, August 1869) (1869–nach 1924), deutscher Politiker (SPD), MdL Preußen
- Karl Müller (Gärtner) (1870–1967), deutscher Glasmaler, Gärtner und Rosenzüchter
- Karl Müller (Wasserbauingenieur) (1871–1958), deutscher Wasserbauingenieur
- Karl Müller (Politiker, 1872) (1872–1957), deutscher Theologe und Politiker (CSVD), MdL Württemberg
- Karl von Müller (Marineoffizier) (1873–1923), deutscher Marineoffizier
- Karl Müller (Politiker, 1873) (1873–1953), deutscher Politiker (SPD), MdL Preußen
- Karl Müller (Agrarwissenschaftler) (1874–1930), deutscher Agrar- und Tierzuchtwissenschaftler
- Karl Müller (Politiker, 1874) (1874–1955), deutscher Verwaltungsbeamter und Polizeibeamter
- Karl Müller (Politiker, 1878) (1878–nach 1933), deutscher Politiker (SPD), MdL Preußen
- Karl Müller (Bankier) (1879–1944), deutscher Bankier und Politiker (NSDAP), MdR
- Karl Müller (Männelmacher) (1879–1958), deutscher Hersteller von Holzfiguren
- Karl Müller (Botaniker) (1881–1955), deutscher Botaniker, Bryologe und Önologe
- Karl Müller (Politiker, 1884) (1884–1964), deutscher Politiker (Zentrum, CDU)
- Karl Müller (Fotograf) (1886–1966), deutscher Postbeamter und Fotograf
- Karl Müller (Metallbildner) (1888–1972), deutscher Metallbildner und Hochschullehrer
- Karl Müller (Landrat) (1888–1980), deutscher Regierungsdirektor und Landrat
- Karl Müller (Jurist) (1889–1964), deutscher Verwaltungsjurist
- Karl Müller (Richter) (1890–1959), deutscher Jurist und Richter
- Karl Müller (Politiker, 1890) (1890–1968), deutscher Politiker (SPD)
- Karl Müller (Widerstandskämpfer, 1893) (1893–1949), deutscher Jurist und Widerstandskämpfer
- Karl Müller (Botaniker, 1893) (1893–1955), deutscher Botaniker
- Karl Müller (Politiker, 1896) (1896–1966), deutscher Politiker (DP)
- Karl Müller (Politiker, 1897) (1897–1982), deutscher Politiker (SPD), MdB
- Karl Müller (1898–nach 1971), deutscher Architekt, siehe Carl Müller (Architekt, 1898)
- Karl Müller (Politiker, 1900) (1900–nach 1950), deutscher Politiker (SPD)
- Karl Müller (Maler, 1902) (1902–1976), deutscher Maler und Grafiker
- Karl Müller (Politiker, 1903) (1903–1972), deutscher Parteifunktionär (SED)
- Karl Müller (Widerstandskämpfer, 1904) (1904–1945), deutscher Widerstandskämpfer
- Karl Müller (Fußballspieler, 1910) (1910–??), deutscher Fußballtorhüter
- Karl Müller (Architekt, 1914) (1914–nach 1989), deutscher Architekt und Bauingenieur
- Karl Müller (Missionswissenschaftler) (1918–2001), deutscher Theologe, Autor und Missionswissenschaftler
- Karl Müller (Autor) (Kaschi; 1925–2011), deutscher Textdichter
- Karl Müller (Fußballspieler, 1925) (* 1925), deutscher Fußballspieler
- Karl Müller (Architekt, 1932) (1932–2021), österreichischer Architekt und Verbandsfunktionär
- Karl Müller (Germanist) (* 1950), österreichischer Germanist
- Karl Müller (Fußballspieler, 1952) (* 1952), österreichischer Fußballspieler
- Karl Müller (Erfinder) (* 1952), Schweizer Erfinder und Ingenieur
- Karl Mueller (1963–2005), US-amerikanischer Musiker
- Karl Müller-Bahlke, deutscher Jugendfunktionär
- Karl Müller-Berghaus (1829–1907), deutscher Geiger, Dirigent und Komponist
- Karl Müller-Franken (1874–1927), deutscher Volkswirt und Politiker
- Karl Müller-Fraureuth (1859–1941), deutscher Germanist, Pädagoge und Mundartforscher
- Karl von Müller-Friedberg (1755–1836), Schweizer Politiker, Diplomat und Staatsmann
- Karl Müller-Kully (Müka; 1914–1999), Schweizer Architekt und Karikaturist
- Karl Müller-Mainau (1894–nach 1954), österreichischer Komponist
- Karl Müller-Poyritz (1875–nach 1914), deutscher Journalist, Schriftsteller und Herausgeber
- Karl Müller-Wipf (1909–2010), Schweizer Architekt
- Karl Vibe-Müller (1919–2006), norwegischer Archäologe
- Karl Alexander von Müller (1882–1964), deutscher Historiker
- Karl Alexander Müller (1927–2023), Schweizer Physiker
- Karl-Arthur Müller (1892–1987), deutscher Maler und Grafiker
- Karl August Müller (Politiker), deutscher Politiker, MdL Sachsen
- Karl August Müller (Historiker) (1804–1863), deutscher Lehrer und Historiker
- Karl Beda Müller-Friedberg (Karl Beda Joseph Columban Müller von Friedberg; 1783–1863), Schweizer Politiker und Richter, siehe Karl Müller-Friedberg #Familie
- Karl Christian Müller (Agent) (1775–1847), deutscher Agent und Publizist
- Karl Christian Müller (1900–1975), deutscher Schriftsteller
- Karl Emanuel Müller (1804–1869), Schweizer Bauingenieur und Politiker
- Karl Erich Müller (1917–1998), deutscher Maler und Grafiker
- Karl Eugen Müller (1877–1951), deutscher Journalist
- Karl Ferdinand Müller (1911–1974), deutscher Theologe und Musikwissenschaftler
- Karl Franz Müller (1922–1978), österreichischer Komponist und Musikschriftsteller
- Karl-Fred Müller (1958–2018), deutscher Schauspieler
- Karl Friedrich Müller (1797–1873), deutscher Geiger, siehe Gebrüder Müller
- Karl Friedrich Müller (Bildhauer) (1812–??), deutscher Bildhauer
- Karl Friedrich Müller (Politiker), deutscher Politiker, MdL Baden
- Karl Friedrich Müller (Sprachwissenschaftler) (1902–1983), deutscher Sprachwissenschaftler und Herausgeber
- Karl Friedrich Müller-Pfalz (1894–1969), deutscher Pianist und Komponist
- Karl Friedrich August Müller (1777–1837), deutscher Jurist, Autor, Bibliothekar, Herausgeber, Autor und Dramatiker, siehe Carl Friedrich August Müller
- Karl Friedrich Johann von Müller (1813–1881), deutscher Maler
- Karl Georg Müller (1913–nach 1971), deutscher Bergingenieur, Jurist und Wirtschaftsmanager
- Karl Gerfried Müller (* 1957), österreichischer Politiker (SPÖ)
- Karl Gotthelf Müller (1717–1760), deutscher Rhetoriker, Dichter und Theologe
- Karl H. Müller-Sachse (* 1950), deutscher Medienwissenschaftler
- Karl Hans Müller-Herok (1925–2016), Schweizer Apotheker und Botaniker
- Karl-Heinrich Müller (1936–2007), deutscher Makler, Kunstsammler und Mäzen
- Karl-Heinz Müller (SS-Mitglied) (1911–1993), deutscher SS-Obersturmbannführer
- Karl-Heinz Müller (Politiker, 1918) (1918–1987), deutscher Politiker (SED), Oberbürgermeister von Leipzig
- Karl-Heinz Müller, eigentlicher Name von Jo Miard (1929–1982), deutscher Bildhauer
- Karlheinz Müller (Physiker) (* 1931), deutscher Physiker
- Karl-Heinz Müller (General) (* 1933), deutscher Generalmajor
- Karl Heinz Müller (Porzellanmaler) (* 1933), deutscher Porzellanmaler
- Karlheinz Müller (Theologe) (1936–2020), deutscher Theologe und Judaist
- Karl-Heinz Müller (Politiker, 1936) (1936–2021), deutscher Politiker (SPD), MdL Bayern
- Karl-Heinz Müller (Kameramann), deutscher Kameramann
- Karl-Heinz Müller (Schauspieler), deutscher Schauspieler
- Karl-Heinz Müller (Unternehmer) (* 1957), deutscher Modeunternehmer
- Karl-Heinz Müller (Fußballspieler) (* 1962), deutscher Fußballspieler
- Karl-Heinz Müller-Lancé (* 1926), deutscher Musikwissenschaftler, Organist und Herausgeber
- Karl-Hermann Müller (1926–2013), deutscher Behindertensportfunktionär
- Karl Hermann Müller-Samerberg (1869–1946), deutscher Maler
- Karl Johann August Müller (auch Carl Müller von Halle; 1818–1899), deutscher Naturwissenschaftler und Herausgeber
- Karl Josef Müller (1865–1942), deutscher Maler
- Karl-Josef Müller (1937–2001), deutscher Komponist und Musikwissenschaftler
- Karl Konrad Müller (1854–1903), deutscher Klassischer Philologe und Bibliothekar
- Karl Ludwig Methusalem Müller (1771–1837), deutscher Schriftsteller
- Karl Otfried Müller (1797–1840), deutscher Klassischer Philologe und Archäologe
- Karl Otto Müller (Jurist) (1819–1898), deutscher Jurist
- Karl Otto Müller (Archivar) (1884–1960), deutscher Archivar und Rechtshistoriker
- Karl Otto Müller (Phytopathologe) (1897–1978), deutscher Phytopathologe
- Karl Reinhard Müller (1774–1861), deutscher Mathematiker und Musiktheoretiker
- Karl Richard Müller (1889–1973), deutscher Gärtner
- Karl Theodor Müller (1840–1909), deutscher Wasserbauingenieur
- Karl-Ulrich Müller (1945–2010), deutscher Physiker und Diplomat
- Karl Valentin Müller (1896–1963), deutscher Gewerkschafter und Soziologe
- Karl Walter Müller (1931–2016), deutscher Politiker (SPD)
- Karl Wilhelm Müller (Philologe) (1800–1874), deutscher Klassischer Philologe
- Karl Wilhelm Müller (Maler) (1839–1904), deutscher Maler
- Karla Müller (* 1957), deutsche Germanistin und Hochschullehrerin für Didaktik der deutschen Sprache und Literatur
- Karoline Müller (Schauspielerin) (1806–1875), österreichische Schauspielerin
- Karoline Müller (Galeristin) (1935–2019), deutsche Galeristin und Kuratorin
- Karsten Müller (Schachspieler) (* 1970), deutscher Schachspieler
- Karsten Müller (Psychologe) (* 1972), deutscher Psychologe und Hochschullehrer
- Karsten Müller (Thermodynamiker) (* 1983), deutscher Thermodynamiker und Hochschullehrer
- Karsten Müller (Leichtathlet) (* 1987), deutscher Langstreckenläufer
- Kaspar Müller (Oberamtmann) (1778–1836), deutscher Verwaltungsbeamter
- Kaspar Müller (Schreiner) (Galgen-Kaspar; 1796–nach 1830), deutscher Schreiner und Wilderer
- Kaspar Müller (Politiker, 1867) (1867–1925), Schweizer Politiker
- Kaspar Müller (Architekt) (1915–1978), Schweizer Architekt
- Kaspar Müller (Künstler) (* 1983), Schweizer Künstler
- Kaspar Müller-Bringmann (* 1955), deutscher Journalist
- Käte Müller (* 1931), deutsche Malerin und Grafikerin
- Käte Müller-Lisowski (1883–1960), deutsche Keltologin
- Katharina Müller (1883–1960), deutsche Keltologin, siehe Käte Müller-Lisowski
- Katharina Müller (Gewerkschafterin) (1887–1982), deutsche Gewerkschafterin und Richterin
- Katharina Müller (Franziskanerin) (Schwester Anselma; 1903–1994), deutsche Ordensschwester
- Katharina Müller (Erziehungswissenschaftlerin) (* 1979), deutsche Erziehungswissenschaftlerin und Hochschullehrerin
- Katharina Müller (Basketballspielerin) (* 1994), deutsche Basketballspielerin
- Katharina Müller (Eiskunstläuferin) (* 1995), deutsche Eiskunstläuferin
- Katharina Müller-Elmau (* 1965), deutsche Schauspielerin und Musikerin
- Kathrin Müller (Orientalistin), deutsche Orientalistin und Autorin
- Kathrin Müller (Kunsthistorikerin) (* 1972), deutsche Kunsthistorikerin
- Kathrin Müller (Triathletin) (* 1984), deutsche Triathletin
- Kathrin Müller (Reiterin) (* 1985), deutsche Springreiterin
- Katja Lange-Müller (* 1951), deutsche Schriftstellerin
- Katrin Müller (Freestyle-Skierin) (* 1989), Schweizer Freestyle-Skierin
- Katrin Cometta-Müller (* 1975), Schweizer Politikerin
- Katrin Müller-Hohenstein (* 1965), deutsche Radio- und Fernsehmoderatorin
- Katrin Müller-Walde (* 1964), deutsche Journalistin
- Katrin Müller-Rottgardt (* 1982), deutsche Para-Leichtathletin
- Kayla Mueller (1988–2015), US-amerikanische Menschenrechtsaktivistin

#### Ke
- Kei Müller-Jensen (* 1936), deutscher Ophthalmologe
- Kerstin Müller (* 1963), deutsche Politikerin von Bündnis 90/Die Grünen
- Kerstin Müller (Ruderin) (* 1969), deutsche Ruderin
- Kevin Müller (* 1991), deutscher Fußballspieler

#### Ki
- Kirsten Müller-Vahl (geb. Rogmann; * 1964), deutsche Ärztin

#### Kl
- Klara Müller, Ehename von Klara Schunke (vor 1861–nach 1902), deutsche Schauspielerin
- Klara Müller (Mundartdichterin) (1890–1988), Schweizer Liedersammlerin, Mundartdichterin und Erzählerin
- Klaus Müller (Politiker, 1892) (1892–1980), deutscher Politiker (CSU), Oberbürgermeister von Augsburg
- Klaus Müller (General) (1910–1990), deutscher Generalmajor
- Klaus Müller (Fußballspieler, 1922) (1922–2018), deutscher Fußballspieler und -trainer (Eintracht Trier)
- Klaus Müller (Historiker) (1936–2022), deutscher Historiker
- Klaus Müller (Handballspieler) (* 1938), deutscher Handballspieler
- Klaus Müller (Autor) (* 1941), deutscher Autor
- Klaus Müller (Badminton) (* 1941), deutscher Badmintonspieler
- Klaus Müller, bürgerlicher Name von Klaus Sommer (1943–2000), deutscher Schlagersänger
- Klaus Müller (Politiker, 1944) (1944–2023), deutscher Jurist und Politiker (CDU)
- Klaus Müller (Wirtschaftswissenschaftler) (* 1944), deutscher Wirtschaftswissenschaftler
- Klaus Müller (Grafiker), deutscher Grafiker
- Klaus Müller (Fußballspieler, 1950) (* 1950), deutscher Fußballspieler (Werder Bremen, FC Homburg)
- Klaus Müller (Fußballspieler, 1952) (* 1952), deutscher Fußballspieler (Motor Suhl)
- Klaus Müller (Fußballspieler, 1953) (* 1953), deutscher Fußballspieler (Dynamo Dresden, FC Karl-Marx-Stadt)
- Klaus Müller (Theologe) (* 1955), deutscher Priester und Hochschullehrer
- Klaus Müller (Physikochemiker) (1956–2011), deutscher Hochschullehrer für Physikalische Chemie
- Klaus Müller (Pharmachemiker) (* 1956), deutscher Hochschullehrer für Pharmazeutische Chemie
- Klaus Müller (Fußballspieler, 1956) (* 1956), deutscher Fußballspieler (1. FC Nürnberg, FK Pirmasens)
- Klaus Müller (Fußballspieler, 1959) (* 1959), deutscher Fußballspieler (FC Homburg)
- Klaus Müller (Soziologe) (* 1959), deutscher Soziologe und Hochschullehrer
- Klaus Müller (Schauspieler) (* 1961), deutscher Schauspieler, Autor und Illustrator
- Klaus Müller (Ringer) (* 1962), deutscher Ringer und Triathlet
- Klaus Müller (Politiker, 1971) (* 1971), deutscher Politiker (Bündnis 90/Die Grünen), Präsident der Bundesnetzagentur
- Klaus Müller (Pianist) (* 1974), deutscher Jazz-Pianist
- Klaus Müller-Beck (Agraringenieur) (* 1947), Agraringenieur und Rasenexperte
- Klaus Müller-Beck (Schauspieler) (* 1963), österreichisch-deutscher Schauspieler
- Klaus Müller-Bergh (* 1936), deutscher Romanist, Sprach- und Literaturwissenschaftler
- Klaus Müller-Buschbaum (* 1969), deutscher Chemiker und Hochschullehrer
- Klaus Müller-Dethlefs (* 1950), deutscher Physiko-Chemiker
- Klaus Müller-Domnick (1937–2000), deutscher Lehrer und Bildhauer
- Klaus Müller-Hohenstein (* 1936), deutscher Geograph
- Klaus Müller-Ibold (1929–2014), deutscher Stadtplaner und Baubeamter
- Klaus Müller-Klug (* 1938), deutscher Bildhauer
- Klaus Müller-Ott (* 1953), deutscher Arzt und Sportfunktionär
- Klaus Müller-Rabe (1910–1991), deutscher Maler und Zeichner
- Klaus Müller-Rehm (1907–1999), deutscher Architekt
- Klaus Müller-Salget (* 1940), deutscher Germanist und Hochschullehrer
- Klaus Müller-Wille (* 1966), deutscher Skandinavist und Hochschullehrer
- Klaus Mueller-Zahlmann (* 1950), deutscher Politiker, Bürgermeister von Bad Oeynhausen
- Klaus D. Müller-Glaser (* 1948), deutscher Ingenieur und Hochschullehrer
- Klaus-Detlef Müller (Germanist) (* 1938), deutscher Germanist
- Klaus-Detlef Müller (Schachspieler), deutscher Fernschachspieler
- Klaus-Dieter Müller (* 1951), deutscher Politiker (SPD)
- Klaus-Dieter Müller (Historiker) (* 1955), deutscher Historiker
- Klaus E. Müller (1935–2021), deutscher Ethnologe
- Klaus-Hinrich Müller (* 1946), deutscher Fußballspieler
- Klaus J. Müller (1923–2010), deutscher Paläontologe
- Klaus-Jürgen Müller (1930–2011), deutscher Militärhistoriker
- Klaus-Michael Müller (* 1940), deutscher Pathologe und Hochschullehrer
- Klaus-Peter Müller (* 1944), deutscher Bankier
- Klaus Peter Müller (* 1950), deutscher Anglist
- Klaus Peter Müller-Eiselt (* 1946), deutscher Jurist und Richter
- Klaus-Robert Müller (* 1964), deutscher Physiker und Informatiker
- Klaus W. Müller (Theologe) (1944–2019), deutscher evangelischer Theologe und Hochschullehrer
- Klaus W. Müller (* 1945), deutscher Theologe und Missionswissenschaftler

#### Kn
- Knut Müller (Regierungspräsident) (1929–2016), deutscher Jurist, Polizeipräsident und Politiker (SPD)
- Knut Müller (Fotograf) (* 1952), deutscher Fotograf
- Knut Müller (Künstler) (* 1963), deutscher Maler, Komponist und Computerkünstler
- Knut Müller (Skispringer) (* 1974), norwegischer Skispringer

#### Ko
- Konrad Müller (Botaniker) (Konrad Otto Julian; 1857–??), deutscher Lehrer und Botaniker
- Konrad Müller (Politiker, 1892) (1892–1981), Schweizer Politiker (CSP)
- Konrad Müller (Jurist, 1900) (1900–1977), Schweriner Kirchenjurist
- Konrad Müller (Politiker, 1902) (1902–1984), deutscher Politiker (NSDAP), MdL Hessen-Nassau
- Konrad Müller (Jurist, 1912) (1912–1979), deutscher Jurist und Bildungspolitiker
- Konrad Müller (Altphilologe) (1920–2015), Schweizer Altphilologe
- Konrad Müller (Diplomat) (1930–2020), deutscher Diplomat
- Konrad Müller-Kaboth (1882–1909), deutscher Kunstschriftsteller
- Konrad Müller-Kurzwelly (1855–1914), deutscher Maler
- Konrad Müller-Werth (1899–1969), deutscher Mediziner
- Konrad R. Müller (1940–2023), deutscher Fotograf
- Konstantin Müller (Gerechter unter den Völkern) (1904–1976), österreichischer Postbeamter und Gerechter unter den Völkern
- Konstantin Müller (Politiker) (1919–2008), deutscher Politiker, Mitglied des Bayerischen Senats
- Korbinian Müller (* 1991), deutscher Fußballtorhüter
- Kornelia Müller (* 1959), deutsche Agraringenieurin und Politikerin (Bündnis 90/Die Grünen)

#### Kr
- Kraft Müller (1503–1547), deutscher Buchdrucker und Verleger

#### Ku
- Kurt Müller (Politiker, 1858) (1858–nach 1912), deutscher Kaufmann und Politiker, MdL Reuß jüngere Linie
- Kurt Müller (Genossenschaftler) (1865–1933), deutscher Landwirt und Genossenschaftler
- Kurt Müller (Sportfunktionär), deutscher Sportfunktionär
- Kurt Müller (Politiker, 1876) (1876–1952), deutscher Politiker
- Kurt Müller (Archäologe) (1880–1972), deutscher Archäologe
- Kurt Müller (General) (1882–1942), deutscher General
- Kurt Müller (Politiker, III), deutscher Politiker (SPD), MdL Sachsen
- Kurt Müller (Archivar) (1887–1981), deutscher Archivar und Historiker
- Kurt Müller (Theologe) (1902–1958), deutscher Jurist, Theologe und Widerstandskämpfer
- Kurt Müller (Widerstandskämpfer) (1903–1944), deutscher Widerstandskämpfer
- Kurt Müller (Bürgermeister) (1903–1977), deutscher Politiker (SED)
- Kurt Müller (Politiker, 1903) (1903–1990), deutscher Politiker (KPD, SPD)
- Kurt Müller (Komponist) (1906–1979), deutscher Komponist
- Kurt Müller (Politiker, IV), deutscher Politiker (LDP), MdL Brandenburg
- Kurt Müller (Philologe) (auch Curt Müller; 1907–1983), deutscher Philologe
- Kurt Müller (Eisschnellläufer), deutscher Eisschnellläufer
- Kurt Müller (Diplomat) (1921–2001), deutscher Diplomat
- Kurt Müller (Psychologe) (1921–2015), deutscher Psychologe und Hochschullehrer
- Kurt Müller (Politiker, 1924) (1924–2009), deutscher Politiker (SED), Oberbürgermeister von Karl-Marx-Stadt
- Kurt Müller (Politiker, 1925) (1925–2016), Schweizer Politiker (FDP) und Journalist
- Kurt Müller (Eishockeyspieler), deutscher Eishockeyspieler
- Kurt Müller (Eiskunstläufer), deutscher Eistänzer
- Kurt Müller (Politiker, 1929) (1929–2018), deutscher Politiker (SDP)
- Kurt Müller (Fußballspieler, 1929) (* 1929), deutscher Fußballspieler
- Kurt Müller (Fußballspieler, 1933) (* 1933), deutscher Fußballspieler
- Kurt Müller (Schriftsteller) (* 1933), deutscher Schriftsteller
- Kurt Müller (Sportschütze) (* 1934), Schweizer Sportschütze
- Kurt Müller (Radsportler) (1938–2022), deutscher Radrennfahrer
- Kurt Müller (Fussballspieler, 1948) (Kudi Müller; * 1948), Schweizer Fußballspieler und -trainer
- Kurt Müller (Fußballspieler, 1983) (* 1983), österreichischer Fußballspieler
- Kurt Müller-Graf (1913–2013), deutscher Schauspieler und Festspielintendant
- Kurt Müller-Osten (1905–1980), deutscher Theologe und Kirchenlieddichter
- Kurt Müller-Reitzner (1922–2002), österreichischer Schauspieler, Hörspielsprecher und Theaterregisseur
- Kurt Mueller-Vollmer (1928–2019), US-amerikanischer Germanist und Philosoph deutscher Herkunft
- Kurt Müller-Wieland (* 1933), deutscher Internist und Hochschullehrer
- Kurt-Peter Müller (1894–1993), deutscher Generalarzt und SS-Brigadeführer
- Kurt R. Müller (1890–1975), deutscher Phytopathologe

### L
- L. A. C. Müller (1907–nach 1984), deutscher Drehbuchautor

#### La
- Ladina Müller (* 2001), Schweizer Unihockeyspielerin
- Lars Müller (Grafiker) (* 1955), norwegischer Grafiker und Verleger
- Lars Müller (Fußballspieler) (* 1976), deutscher Fußballspieler
- Lars Müller (Eishockeyspieler) (* 1977), deutscher Eishockeyspieler
- Lars Müller-Marienburg (* 1977), deutsch-österreichischer evangelisch-lutherischer Geistlicher
- Lary Müller (* 1994), deutsche Schauspielerin
- Laura Müller (Leichtathletin) (Laura Marie Müller; * 1995), deutsche Leichtathletin
- Laura Müller (It-Girl) (* 2000), deutsches It-Girl
- Laura Raquel Müller (* 2004), deutsche Weitspringerin
- Laurentius Müller (1829–1906), österreichischer Prämonstratenser, Abt des Stiftes Wilten
- Lauro Müller (Politiker) (1863–1926), brasilianischer Politiker

#### Le
- Lea Müller (Orientierungsläuferin) (* 1982), Schweizer Orientierungsläuferin
- Lea Müller (Tennisspielerin) (* 1988), deutsche Tennisspielerin
- Lea Maria Müller (* 1992), Schweizer Badmintonspielerin
- Lea Müller (Schauspielerin) (* 1999), deutsche Schauspielerin
- Lea Müller (BMX-Sportlerin) (* 2002), deutsche BMX-Sportlerin
- Leandro Müller (* 1978), brasilianischer Schriftsteller
- Lena Müller (* 1987), deutsche Ruderin
- Lena Müller (Übersetzerin) (* 1982), deutsche Übersetzerin und Autorin
- Lennart-Fabian Müller (* 1988), deutscher Schauspieler, Sänger und Synchronsprecher
- Leo Müller (Erfinder) (Christian Leo Müller; 1799–1844), österreichischer Erfinder und Unternehmer
- Leo Müller (Politiker) (* 1958), Schweizer Politiker (Die Mitte, vormals CVP)
- Leo Müller (Journalist) (* 1959), Schweizer Journalist
- Leo Müller-Albrecht (1883–1967), Schweizer Agraringenieur und Verbandsfunktionär
- Leon Müller (* 2000), deutscher Fußballspieler
- Leonhard Müller (Abt) (1745–1818), letzter Zisterzienserabt von Eberbach
- Leonhard Müller (Landbaumeister) (1799–1878), deutscher Architekt und kurhessischer Landbaumeister
- Leonhard Müller (Energiewirtschaft) (1929–2021), deutscher Energiemanager und ehemaliger Sprecher des Vorstands der Berliner Kraft- und Licht AG (Bewag)
- Leonhard Mueller (Schachspieler) (auch Leonhard Müller; * 1967), schweizerisch-namibischer Jurist und Schachspieler
- Leonhard Müller (Telemarker) (* 1991), deutscher Telemarker
- Leonie Müller (* 1982), deutsche Volleyball- und Beachvolleyballspielerin
- Leopold Müller (Mediziner) (1822–1893), deutscher Militärarzt
- Leopold Müller (Sänger) (1848–1912), deutscher Sänger (Bariton)
- Leopold Müller (Architekt) (um 1868–1912), österreichischer Architekt
- Leopold Müller (Entomologe) (1870–1936), österreichischer Entomologe
- Leopold Müller (Bauingenieur) (1908–1988), österreichischer Bauingenieur und Hochschullehrer
- Leopold Carl Müller (Ägypten-Müller, Orientmüller; 1834–1892), österreichischer Maler
- Leopold Ludwig Müller (1768–1839), deutscher Maler

#### Li
- Liborius Müller († 1753), deutscher Orgelbauer
- Liesl Müller-Johnson (1922–2014), österreichische Chansonsängerin
- Lillian Müller (* 1951), norwegisches Model und Schauspielerin
- Linn Müller (* 1999), deutsche Schauspielerin
- Linus Müller (* 1999), deutscher Hockeyspieler
- Lisa Müller (Synchronsprecherin) (* 1988), deutsche Synchronsprecherin
- Lisa Müller (Reiterin) (* 1989), deutsche Pferdezüchterin und Dressurreiterin
- Lisa Müller (Autorin) (* 1992), deutsche Autorin
- Lisa Müller (Sportschützin) (* 1992), deutsche Sportschützin
- Lisel Mueller (1924–2020), US-amerikanische Dichterin

#### Lo
- Lorenz Müller (Politiker) (1862–1922), österreichischer Politiker
- Lorenz Müller (Herpetologe) (1868–1953), deutscher Herpetologe
- Lorenz Müller (Rennfahrer), deutscher Motorsportler
- Lorenz Müller (Jurist) (* 1963), deutscher Jurist
- Lorenz Joachim Müller (1716–1771), deutscher evangelisch-lutherischer Geistlicher und Pädagoge
- Loretta Müller (Politikerin) (* 1982), Schweizer Politikerin
- Loretta Müller (Schauspielerin) (* 1987), deutsche Schauspielerin und Autorin
- Lothar Müller (Ökonom) (1927–2003), deutscher Ökonom
- Lothar Müller (Fußballspieler) (1930–2021), deutscher Fußballspieler
- Lothar Müller (Politiker) (* 1947), österreichischer Politiker (SPÖ)
- Lothar Müller (Journalist) (* 1954), deutscher Literaturwissenschaftler und Journalist
- Lothar Müller-Hagedorn (* 1941), deutscher Betriebswirt und Hochschullehrer
- Lothar Müller-Nedebock (1929–1990), deutscher Geistlicher und Missionar
- Lothar Müller-Westphal (* 1941), deutscher Heraldiker und Genealoge
- Lotte Müller (1834–1891), deutsche Schauspielerin, siehe Lotte Mende
- Lotte Müller (Schauspielerin) (1901–1972), deutsche Schauspielerin
- Louis Müller (1812–1889), deutscher Unternehmer und Politiker
- Louis Müller (Fotograf) (1831–nach 1880), auch: Georg Conrad Ludwig Müller, deutscher Fotograf und Porträtmaler
- Louis Müller (Architekt) (1842–1898), deutscher Architekt
- Louis Müller-Unkel (1853–1938), deutscher Glastechniker
- Louis Ferdinand Albrecht Müller (1813–1891), deutscher Guts- und Fabrikbesitzer und Politiker (DFP), MdR
- Louise Müller (Sängerin, 1763) (1763–1829), deutsche Sängerin (Alt)
- Louise Müller (Sängerin, 1784) (1784–1837), österreichische Sängerin (Sopran) und Schauspielerin
- Louise Müller (Sängerin, 1876) (verheiratet Marie-Louise Müller-Weiss; 1876–1935), deutsche Sängerin (Sopran)

#### Lu
- Lucian Müller (1836–1898), deutscher Altphilologe
- Ludger Müller (1952–2020), deutscher Kirchenrechtler
- Ludolf Müller (Literaturwissenschaftler) (1917–2009), deutscher Slawist und Literaturwissenschaftler
- Ludolf Hermann Müller (1882–1959), deutscher Theologe und Bischof
- Ludovica Müller-Spieß († 1837), deutsche Schauspielerin, siehe Louise Müller (Sängerin, 1784)
- Ludwig Müller (Maler) (1729–1818), deutscher Maler und Vergolder
- Ludwig Müller (Ingenieur) (1734–1804), deutscher Feldingenieur
- Ludwig Müller (Ratsherr) (1782–1865), deutscher Kaufmann und Politiker, Ratsherr in Lübeck
- Ludwig Müller (Missionar) (1800–1864), deutscher Missionar
- Ludwig Müller (Politiker, 1809) (1809–1870), deutscher Landwirt und Politiker, MdL Nassau
- Ludwig Müller (Maler, 1809) (1809–1892), deutscher Maler
- Ludwig Müller (Archivar) (1831–1910), deutscher Lehrer, Bibliothekar, Archivar und Historiker
- Ludwig Müller (Unternehmer) († 1929), deutscher Tuchfabrikant
- Ludwig von Müller (1854–1942), sächsischer General der Kavallerie
- Ludwig Müller (Architekt) (1869–1931), österreichischer Architekt
- Ludwig Müller (Funktionär) (1876–1934), deutscher Theologe und  Verbandsfunktionär
- Ludwig Müller (Politiker, II), deutscher Politiker, MdL Bayern
- Ludwig Müller (Fußballspieler, I), deutscher Fußballspieler
- Ludwig Müller (General, 1878) (1878–1974), deutscher Generalleutnant
- Ludwig Müller (Komponist) (Waldmüller; 1879–1964), deutscher Komponist
- Ludwig Müller (Theologe) (1883–1945), deutscher Theologe und Reichsbischof
- Ludwig Müller (Fußballfunktionär) (vor 1886–1955), deutscher Fußballspieler und -funktionär
- Ludwig von Müller (Chemiker) (1886–1944), deutscher Chemiker
- Ludwig Müller (General, 1892) (1892–1972), deutscher General der Infanterie
- Ludwig Müller (Politiker, III), deutscher Politiker (CDU), MdL Sachsen-Anhalt
- Ludwig Müller (Leichtathlet) (1932–2022), deutscher Leichtathlet
- Ludwig Müller (Fußballspieler) (1941–2021), deutscher Fußballspieler
- Ludwig Müller (Kabarettist) (* 1966), österreichischer Kabarettist
- Ludwig Müller-Cornelius (1864–1946), deutscher Maler
- Ludwig Müller-Gronau (1926–2010), deutscher Violinist und Hochschullehrer
- Ludwig Müller von Hausen (1851–1926), deutscher Publizist
- Ludwig Müller-Uri (1811–1888), deutscher Glaskünstler und Augenprothetiker
- Ludwig August von Müller (1846–1895), deutscher Beamter und Politiker
- Ludwig Balthasar Müller (1662–1746), deutscher Bergbaubeamter
- Ludwig Jacob Müller (1809–1870), deutscher Politiker
- Ludwig Johann Müller (1842–um 1928), deutscher Kaufmann, Unternehmer, Fabrikant und Jagdschriftsteller
- Ludwig Moritz Camillo von Müller (1854–1942), deutscher Generalleutnant der Kavallerie
- Ludwig Robert Müller (1870–1962), deutscher Internist und Hochschullehrer
- Luis Müller (* 2001), deutscher Fußballspieler
- Luís Müller (* 1961), brasilianischer Fußballspieler
- Luise Müller (* 1952), österreichische evangelisch-lutherische Theologin
- Lukas Müller (Journalist) (1887–1961), deutscher Journalist, Kommunalpolitiker, Gewerkschafter und NS-Verfolgter
- Lukas Müller (Ruderer) (* 1987), deutscher Ruderer
- Lukas Müller (Handballspieler) (* 1992), österreichischer Handballspieler
- Lukas Müller (Skispringer) (* 1992), österreichischer Skispringer
- Lukas Felix Müller (1918–2006), deutscher Veterinärmediziner
- Lutz Müller (Psychologe) (* 1949), deutscher Psychologe und Psychotherapeut
- Lutz Müller (Polizist) (* 1960), deutscher Polizeipräsident

### M

#### Ma
- Magda Müller (um 1918–2012), deutsche Fechterin
- Magdalena Müller (Sängerin) (geb. Magdalena Reiningsthal; 1770–1793/1794), deutsche Opernsängerin (Sopran)
- Magdalena Müller (Journalistin) (1941–2004), deutsche Journalistin und Fernsehmoderatorin
- Magdalena Müller (Schauspielerin, 1991) (Magdalena Alejandra Müller Varela; * 1991), chilenische Schauspielerin und Sängerin
- Magdalena Müller (Schauspielerin) (* 1993), deutsche Schauspielerin
- Magdalena Müller-Martin (1893–1980), deutsche Bildhauerin
- Malik Müller (* 1994), deutscher Basketballspieler
- Malte Müller (* 1975/1976), deutscher Sänger (Tenor)
- Malte Müller-Wrede (* 1964), deutscher Rechtsanwalt, Herausgeber und Autor
- Manfred Müller (General, 1845) (1845–1922), deutscher Generalmajor
- Manfred Müller (Theologe) (1903–1987), deutscher Theologe und Kirchenrat
- Manfred Müller (Bischof) (1926–2015), deutscher Geistlicher, Bischof von Regensburg
- Manfred Müller (Historiker) (1931–2010), deutscher Historiker und Politikwissenschaftler
- Manfred Müller (Agrarwissenschaftler) (1932–2013), deutscher Agrarwissenschaftler und Hochschullehrer
- Manfred Müller (Ingenieur) (* 1933), deutscher Ingenieur, Werkstoffkundler und Hochschullehrer
- Manfred Müller (Agrarwissenschaftler) (1932–2013), deutscher Agrarwissenschaftler und Hochschullehrer
- Manfred Müller (Altorientalist) (1936–2000), deutscher Assyriologe
- Manfred Müller (Mathematiker) (1936–2006), deutscher Mathematiker
- Manfred Müller (Schauspieler) (* 1938), deutscher Schauspieler
- Manfred Müller (Fußballspieler, 1939) (* 1939), deutscher Fußballspieler und -trainer
- Manfred Müller (Journalist) (1940–2004), deutscher Journalist
- Manfred Müller (Fußballspieler, 1941) (* 1941), deutscher Fußballspieler
- Manfred Müller (Politiker, 1943) (1943–2025), deutscher Gewerkschafter und Politiker, MdB
- Manfred Müller (Fußballfunktionär) (* 1944), deutscher Fußballfunktionär
- Manfred Müller (Fußballspieler, 1947) (* 1947), deutscher Fußballspieler und Fernsehproduzent
- Manfred Müller (Eishockeyspieler) (* 1948), deutscher Eishockeyspieler
- Manfred Müller (Puppenspieler) (1950–2019), österreichischer Puppenspieler
- Manfred Müller (Handballspieler) (* 1950), deutscher Handballspieler
- Manfred Müller (Politiker, 1961) (* 1961), deutscher Politiker (CDU)
- Manfred Müller (Regisseur) (* 1963), österreichischer Filmregisseur
- Manfred Müller (Literaturwissenschaftler) (* 1969), österreichischer Literaturwissenschaftler und Literaturvermittler
- Manfred Müller (Ultraläufer) (* 1971), deutscher Ultraläufer
- Manfred Müller-Arles (1894–1983), deutscher Generalmajor
- Manfred Müller-Cant (1926–1994), deutscher Komponist und Dirigent
- Manfred Müller-Kuhl (* 1936), deutscher Schauspieler
- Manfred Müller-Küppers (1927–2015), deutscher Kinder- und Jugendpsychiater
- Manfred J. Müller (1941–2005), deutscher Geograph und Hochschullehrer
- Manfred James Müller (* 1952), deutscher Ernährungsmediziner, Internist und Gastroenterologe
- Manuel Müller (Diplomat) (* 1974), deutscher Diplomat
- Manuel Müller (Biathlet) (* 1989), deutscher Biathlet
- Manuela Müller (* 1980), Schweizer Freestyle-Skierin
- Marc Müller-Kaldenberg (* 1972), deutscher Fernsehproduzent
- Marcel Müller (* 1988), deutscher Eishockeyspieler
- Marcel Müller-Wieland (1922–2015), Schweizer Pädagoge und Philosoph
- Marco Müller (Produzent) (* 1953), italienischer Filmproduzent
- Marco Müller (Räuber) (1953–2024), Schweizer Fußballspieler und Bankräuber
- Marco Müller (Eishockeyspieler, 1960) (* 1960), Schweizer Eishockeyspieler
- Marco Müller (Koch) (* 1970), deutscher Koch
- Marco Müller (Politiker) (* 1975), deutscher Politiker (CDU)
- Marco Müller (Musiker) (* 1980), Schweizer Jazzmusiker
- Marco Müller (Eishockeyspieler, 1985) (* 1985), Schweizer Eishockeyspieler
- Marco Müller (Eishockeyspieler, 1990) (* 1990), deutscher Eishockeyspieler
- Marco Müller (Eishockeyspieler, 1994) (* 1994), Schweizer Eishockeyspieler
- Marco Müller (Leichtathlet) (* 1994), deutscher Langstreckenläufer
- Marcus Müller (Bischof), norwegischer Bischof (1723–1731)
- Marcus Müller (Sprachwissenschaftler) (* 1972), deutscher Sprachwissenschaftler und Hochschullehrer.
- Marcus Müller (Physiker), Lichtenberg-Professor (2005)
- Marcus Müller (Fußballspieler) (* 2002), deutscher  Fußballspieler
- Marcus Müller der Ältere († 1571), Bürgermeister und Unternehmer
- Marcus Joseph Müller (1809–1874), deutscher Orientalist und Hochschullehrer
- Mareike Müller (Journalistin), deutsche Journalistin und Dokumentarfilmerin
- Mareike Müller (Basketballspielerin) (* 1995), deutsche Basketballspielerin und Model
- Margarete Müller (Politikerin, 1887) (1887–1958), deutsche Politikerin (CDU), MdL Mecklenburg-Vorpommern
- Margarete Müller (Politikerin, 1921) (1921–2011), deutsche Gewerkschafterin und Politikerin (SED)
- Margarete Müller (Politikerin, 1931) (1931–2024), deutsche Politikerin (SED)
- Margarete Müller (Managerin, 1956) (* 1956), deutsche Managerin in der Finanzwirtschaft
- Margarete Müller-Henning (1924–2015), deutsche Schriftstellerin, Lyrikerin und Dolmetscherin ukrainischer Herkunft
- Margarete Müller-Teschke (* 1939), deutsche Malerin
- Margit Müller (* 1952), deutsche Hockeyspielerin
- Margot Müller-Habig (1919–2007), deutsche Unternehmerin und Kulturmäzenin
- Marguerite Müller-Yao (1934–2014), chinesisch-deutsche Malerin und Kunsthistorikerin
- Maria Müller (Agrarwissenschaftlerin) (1894–1969), Schweizer Agrarwissenschaftlerin
- Maria Müller (Sängerin) (1898–1958), deutsche Opernsängerin (Sopran)
- Maria Müller, erster Ehename von Maria Röder  (1903–1985), deutsche Frauenrechtlerin
- Maria Müller (Regisseurin) (* 1959), schweizerische Filmemacherin
- Maria Müller (Ringerin) (* 1985), deutsche Ringerin
- Maria Müller (Biologin), österreichische Biologin
- Maria Müller-Gögler (1900–1987), deutsche Schriftstellerin
- Maria Müller-Lussnigg (1914–2012), österreichische Schauspielerin, Radiomoderatorin und Schriftstellerin
- Maria Müller-Sommer (1922–2023), deutsche Bühnenverlegerin
- Maria Elisabeth Müller (* 1963), deutsche Sozialwissenschaftlerin und Bibliothekarin
- Maria Josepha Müller-Brand (1742–1828), eidgenössische Gutsbesitzerin
- Marian Müller (1724–1780), Schweizer Benediktiner, Fürstabt von Einsiedeln
- Marianne Müller (Schauspielerin) (1772–1851), deutsche Schauspielerin und Sängerin (Sopran)
- Marianne Müller (Gastronomin), deutsche Gastronomin und Autorin
- Marianne Müller-Brettel (* 1946), Schweizer Autorin
- Marie von Müller (1818–1895), deutsche Schauspielerin
- Marie Müller (Schauspielerin, 1840) (1840–??), österreichische Schauspielerin
- Marie Müller (Malerin) (1847–1935), österreichische Malerin
- Marie Müller, Geburtsname von Marie Schmidt (Schauspielerin, 1853) (1853–nach 1902), deutsche Schauspielerin
- Marie Müller (Fußballspielerin) (* 2000), deutsche Fußballspielerin
- Marie Elisabeth Müller (* 1966), deutsche Journalistin, Hochschullehrerin und Autorin
- Marie Elise Müller (1776–nach 1803), deutsche Schauspielerin, Sängerin und Schriftstellerin
- Marie-Louise Müller (Marie-Louise Müller-Weiss; 1876–1935), deutsche Opernsängerin (Sopran), siehe Louise Müller (Sängerin, 1876)
- Marie-Louise Müller (* 1927), deutsche Speerwerferin, siehe Marlies Müller
- Marie Theres Müller (* 2000), österreichische Schauspielerin
- Mario Müller (Ringtennisspieler) (* 1962/1963), deutscher Ringtennisspieler und -trainer
- Mario Müller (Hockeyspieler) (* 1969/1970), deutscher Hockeyspieler
- Mario Müller (Fußballspieler, 1978) (* 1978), österreichischer Fußballspieler
- Mario Müller, eigentlicher Name von 4tune (* 1988), deutscher Rapper
- Mario Müller (Rechtsextremist) (* 1988), vorbestrafter Mitarbeiter im Büro des AfD-Bundestagsabgeordneten Jan Wenzel Schmidt
- Mario Müller (Fußballspieler, 1992) (* 1992), deutscher Fußballspieler
- Marion Müller (* 1973), deutsche Soziologin
- Marion Catherine Müller (* 1979), deutsche Schauspielerin
- Marion G. Müller (* 1965), deutsch-amerikanische Politikwissenschaftlerin und Hochschullehrerin
- Marith Müller-Prießen (* 1990), deutsche Fußballspielerin
- Marius Müller-Westernhagen (* 1948), deutscher Musiker und Schauspieler
- Marius Müller (Musiker) (1958–1999), norwegischer Musiker
- Marius Müller (Fußballspieler, 1990) (* 1990), deutscher Fußballspieler
- Marius Müller (Fußballspieler, 1993) (* 1993), deutscher Fußballspieler
- Markus Müller (Künstler, 1943) (* 1943), Schweizer Maler und Farblithograf
- Markus Müller (Diplomat) (* 1950), Schweizer Diplomat
- Markus Müller (Pädagoge) (* 1955), Schweizer Pädagoge, Pfarrer und Direktor von Chrischona
- Markus Müller (Jurist) (* 1960), Schweizer Professor für Verwaltungsrecht
- Markus Müller (Mediziner) (* 1967), österreichischer  Mediziner und Hochschullehrer
- Markus Müller (Künstler, 1970) (* 1970), Schweizer Maler und Bildhauer
- Markus Müller (Politiker) (* 1978), deutscher Politiker, Landrat vons Dillingen an der Donau
- Markus Müller (Fußballspieler) (* 1988), deutscher Fußballspieler
- Markus Müller (Kameramann), deutscher Kameramann
- Markus Müller (Skispringer) (* 2002), österreichischer Skispringer
- Markus Müller-Chen (* 1967), Schweizer Jurist, Anwalt und Hochschullehrer
- Markus Müller-Schinwald (* 1974), österreichischer Journalist
- Markus A. Müller (* 1973), deutscher Theaterwissenschaftler, Regisseur und Theaterintendant
- Markus C. Müller (* 1973), deutscher Unternehmer
- Markwart Müller-Elmau (* 1937), deutscher Schauspieler und Regisseur
- Markwart Müller-Hillebrand (1900–1980), deutscher Architekt
- Marlene Müller-Haas (* 1948), deutsche Übersetzerin
- Marlene Müller (* 2000), deutsche Fußballspielerin
- Marlies Müller (* 1927), deutsche Speerwerferin
- Marlies Mosiek-Müller (* 1946), deutsche Politikerin (CDU), MdEP, hessische Sozialministerin
- Martha Müller-Grählert (1876–1939), deutsche Heimatdichterin
- Martin Müller (Apotheker), deutscher Apotheker und Politiker, Bürgermeister in Frankfurt am Main
- Martin Müller (Sänger) (1708–1746), deutscher Sänger (Alt)
- Martin Müller (Philologe) (1875–1953), deutscher Philologe, Lehrer und Sammler
- Martin Müller (Industrieller) (1878–1957), Schweizer Industrieller
- Martin Müller (Medizinhistoriker) (1878–1960), deutscher Medizinhistoriker und Hochschullehrer
- Martin Müller (Bildhauer) (1885–nach 1930), deutscher Bildhauer
- Martin Müller (Theologe) (1903–1989), deutscher Theologe und Pfarrer
- Martin Müller (Tontechniker) (1904–nach 1984), deutscher Tontechniker
- Martin Müller (Fußballspieler, I), deutscher Fußballspieler
- Martin Müller (Politiker, I), deutscher Politiker (LDP), MdL Brandenburg
- Martin Müller (Politiker, 1915) (1915–1989), österreichischer Politiker (ÖVP)
- Martin Müller (Fußballspieler, 1931) (* 1931), deutscher Fußballspieler
- Martin Müller (Mediziner, 1934) (* 1934), deutscher Mediziner
- Martin Müller (Politiker, 1937) (1937–1991), deutscher Politiker (CDU), MdHB
- Martin Müller (Bildhauer, 1946) (* 1946), deutscher Bildhauer, Fotograf und Arzt
- Martin Müller (Hockeyspieler) (* 1948), deutscher Hockeyspieler
- Martin Müller (Musiker) (* 1956), deutscher Gitarrist
- Martin Müller (Bildhauer, 1957) (Künstlername Martin de Saint Muerell; * 1957), österreichischer Bildhauer
- Martin Müller (Eishockeyspieler) (* 1958), deutscher Eishockeyspieler
- Martin Müller (Maler, 1961), deutscher Maler und Designer
- Martin Müller (Politiker, 1964) (* 1964), Schweizer Politiker (FDP, DP)
- Martin Müller (Archäologe) (* 1964), deutscher Archäologe
- Martin Müller (Maler, 1968) (* 1968), deutscher Maler und Architekt
- Martin Müller (Maler, 1969) (* 1969), deutscher Maler und Zeichner
- Martin Müller (Schauspieler) (* 1969), deutscher Schauspieler
- Martin Müller (Wirtschaftswissenschaftler) (* 1969), deutscher Wirtschaftswissenschaftler und Hochschullehrer
- Martin Müller (Fußballspieler, Jänner 1970) (* 1970), österreichischer Fußballspieler
- Martin Müller (Fußballspieler, November 1970) (* 1970), tschechischer Fußballspieler
- Martin Müller (Radsportler) (* 1974), deutscher Radrennfahrer
- Martin Müller (Leichtathlet) (* 1991), deutscher Ultralangstreckenläufer
- Martin Müller (Koch) (* 1985), deutscher Koch und Gastronom
- Martin Müller-Cunradi (1882–1945), deutscher Chemiker und Unternehmer
- Martin Müller-Falcke (* 1972), deutscher Ruderer
- Martin Müller-Haeseler (1897–1939), deutscher Journalist
- Martin Müller-Reinhart (1954–2009), Schweizer Künstler
- Martin Müller-Reisinger (* 1969), österreichischer Schauspieler
- Martin H. Müller-Strehle (1905–1990), deutscher Pädagoge und Schulgründer
- Martin L. Müller (* 1963), deutscher Historiker und Wirtschaftsarchivar
- Martin Paul Müller (Maler, 1872) (1872–1936), deutscher Maler und Grafiker
- Martin Paul Müller (Maler, 1982) (* 1982), deutscher Maler
- Martin S. Mueller, US-amerikanischer Ingenieur
- Martin S. Müller (* 1973), deutscher Kirchenmusiker, Komponist, Arrangeur, Chorleiter und Sänger
- Martin U. Müller, deutscher Journalist
- Martina Müller (Fußballspielerin) (* 1980), deutsche Fußballspielerin
- Martina Müller (Tennisspielerin) (* 1982), deutsche Tennisspielerin
- Martina Müller-Schilling (* 1962/1963), deutsche Gastroenterologin und Hochschullehrerin
- Martina Müller-Wiener (* 1960), deutsche Islamische Archäologin
- Mary Ann Müller (geb. Mary Ann Wilson; 1820–1901), neuseeländische Lehrerin, Suffragette und Feministin
- Mascha Müller (* 1984), deutsche Schauspielerin
- Matheus Müller (1773–1847), deutscher Sektfabrikant und Politiker
- Mathias Müller (Klavierbauer) (1770–1844), deutsch-österreichischer Klavierbauer
- Mathias Müller (Gerechter unter den Völkern), deutscher Gerechter unter den Völkern
- Mathias Müller (Unternehmer) (* 1954), deutscher Immobilienberater
- Mathias Müller (Tiermediziner) (* 1960), österreichischer Veterinärmediziner und Hochschullehrer
- Mathias Müller (Architekt) (* 1966), Schweizer Architekt
- Mathias Müller (* 1970), siehe Meddi Müller, Feuerwehrmann, Schriftsteller, Verleger und Radiomoderator
- Mathias Müller (Politiker, 1970) (* 1970), Schweizer Offizier und Politiker (SVP)
- Mathias Müller (Politiker, 1982), Schweizer Politiker (CVP)
- Mathias Müller (Eishockeyspieler) (* 1992), deutsch-österreichischer Eishockeyspieler
- Mathias Müller (Hockeyspieler) (* 1992), deutscher Feldhockeyspieler
- Mathias Müller von Blumencron (* 1960), deutscher Journalist
- Mathias F. Müller (* 1968), österreichischer Kunsthistoriker
- Mathilde Müller (* 1837), deutsche Schriftstellerin
- Mathilde Borsinger-Müller (1851–1925), Schweizer Hotelière
- Matthäus Müller (Mediziner) (auch Matthaeus Müller; vor 1595–nach 1636), deutscher Mediziner und Hochschullehrer
- Matthäus Müller (Holzschneider) (vor 1700–1711), deutscher Holzschneider und Falschmünzer
- Matthäus Müller (Kunsttischler) (1679–nach 1756), Schweizer Kunsttischler
- Matthäus Müller (Theologe) (1846–1925), deutscher Theologe, Prälat und Pädagoge
- Matthias Müller (Weinküfer) (1887–1958), Weinküfer und Brennmeister, Cochem
- Matthias Müller (Übersetzer) (* 1950), deutscher Übersetzer
- Matthias Müller (Manager) (* 1953), deutscher Manager
- Matthias Müller (Fußballspieler, 1954) (* 1954), deutscher Fußballspieler (Dynamo Dresden)
- Matthias Müller (Autor) (* 1961), Schweizer Journalist und Schriftsteller
- Matthias Müller (Filmemacher) (* 1961), deutscher Filmemacher
- Matthias Müller (Kunsthistoriker) (* 1963), deutscher Kunsthistoriker und Hochschullehrer
- Matthias Müller (Konzertveranstalter) (1964–2016), Schweizer Konzertveranstalter
- Matthias Müller (Schachspieler) (* 1964), deutscher Schachspieler
- Matthias Müller (Harmonist) (* 1966), deutscher Organist, Pianist und Harmonist
- Matthias Müller (Musiker) (* 1971), deutscher Jazzposaunist
- Matthias Müller (Eishockeyspieler) (* 1975), Schweizer Eishockeytorwart
- Matthias Müller (Fußballspieler, 1978) (* 1978), deutscher Fußballspieler (Energie Cottbus)
- Matthias Müller (Kletterer) (* 1979), Schweizer Boulderer und Kletterer
- Matthias Müller (Orientierungsläufer) (* 1982), Schweizer Orientierungsläufer
- Matthias Müller (Politiker) (* 1992), Schweizer Politiker
- Matthias Müller (Handballspieler) (* 1995), Schweizer Handballspieler
- Matthias Müller-Reichart (* 1966), deutscher Kaufmann und Hochschullehrer für Risikomanagement
- Matthias Müller-Hannemann (* 1969), deutscher Informatiker und Hochschullehrer
- Matthias C. Müller (* 1970), deutscher Philosoph, Autor und Publizist
- Maurice Müller (Politiker) (* 1983), deutscher Politiker (Bündnis 90/Die Grünen), MdBB
- Maurice Müller (Fußballspieler) (* 1992), deutscher Fußballspieler
- Maurice Edmond Müller (1918–2009), Schweizer Chirurg und Orthopäde
- Maurice Müller (Leichtathlet), deutscher Langstreckenläufer
- Mauritius Müller (1677–1745), Schweizer Geistlicher und Bibliothekar
- Max Müller (General) (1808–1884), dänischer General
- Max Müller (Fotograf, † 1899) († 1899), Fotograf
- Max Müller (1823–1900), deutscher Sprachforscher und Religionswissenschaftler, siehe Friedrich Max Müller
- Max Müller (Mediziner, 1829) (1829–1896), deutscher Mediziner
- Max von Müller (Jurist) (1841–1906), deutscher Jurist
- Max Müller (Verleger) (1849–1910), deutscher Verleger
- Max von Müller (Generalleutnant) (1856–1947), deutscher Generalleutnant
- Max Müller (Agrarwissenschaftler) (1870–1933), deutscher Agrarwissenschaftler und Hochschullehrer
- Max Müller (Architekt, 1874) (1874–1932), Schweizer Architekt und Verbandsfunktionär
- Max Müller (Politiker, 1874) (1874–1933), deutscher Politiker (SPD/ASPD), MdL Sachsen
- Max Müller (Unternehmer, 1875) (1875–1938), Schweizer Unternehmer
- Max Müller (Tiermediziner) (1878–nach 1944), deutscher Tiermediziner, Pathologe und Hochschullehrer
- Max Müller (Musiker, 1879) (1879–nach 1954), deutscher Violinist und Musikdokumentar
- Max Müller (Fotograf, † nach 1920) († nach 1920), deutscher Fotograf
- Max Müller (Journalist) (1885–1964), Schweizer Journalist
- Max von Müller (Jagdflieger) (1887–1918), deutscher Offizier und Jagdpilot
- Max Müller (Mediziner) (1894–1980), Schweizer Psychiater
- Max Müller (Politiker, 1899) (1899–1977), deutscher Politiker (KPD, SED), Oberbürgermeister von Chemnitz
- Max Müller (Mathematiker) (1901–1968), deutscher Mathematiker
- Max Müller (Unternehmer) (1904–1987), deutscher Ingenieur und Unternehmer
- Max Müller (Philosoph) (1906–1994), deutscher Philosoph und Hochschullehrer
- Max Müller (Politiker, III), deutscher Politiker (LDP), MdL Thüringen
- Max Müller (Politiker, 1907) (1907–1987), Schweizer Politiker
- Max Müller (Unternehmer, 1912) (1912–1988), Schweizer Unternehmer
- Max Müller (Architekt, 1914) (1914–nach 1987), Schweizer Architekt
- Max Müller (Skilangläufer) (1916–2019), Schweizer Skilangläufer
- Max Müller (Handballspieler) (1945–2021), deutscher Handballspieler
- Max Müller (Maler) (* 1946), deutscher Maler und Bildhauer
- Max Müller (Architekt, 1947) (* 1947), Schweizer Architekt
- Max Müller (Fußballspieler, 1949) (* 1949), deutscher Fußballspieler
- Max Müller (Musiker) (* 1963), deutscher Musiker
- Max Müller (Schauspieler) (* 1965), österreichischer Schauspieler und Sänger
- Max Müller (Rennfahrer) (* 1987), deutscher Motorradrennfahrer
- Max Müller (Fußballspieler, 1994) (* 1994), deutscher Fußballspieler
- Max Müller-Heid (1891–1973), deutscher Maler
- Max Müller-Mettler (1867–1946), Schweizer Unternehmer
- Max Müller-Vonmoos (1924–2009), Schweizer Mineraloge und Hochschullehrer
- Max Müller-Wendisch (1870–nach 1937), deutscher Violinist und Violinschulherausgeber
- Max Wilhelm Müller (1823–1909), deutscher Ägyptologe und Sprachforscher
- Maximilian Mueller (1894–1981), US-amerikanischer Geistlicher, Bischof von Sioux City
- Maximilian Müller (Hockeyspieler) (* 1987), deutscher Hockeyspieler
- Maximilian Müller-Jabusch (1889–1961), deutscher Journalist
- Maximilian A. Müller (* um 1984), deutscher Wirtschaftswissenschaftler und Professor an der internationalen Wirtschaftshochschule ESMT Berlin

#### Me
- Meinrad Müller (* 1961), Schweizer Bobsportler
- Melanie Müller (Malerin) (auch Méla Müller; 1879–1933), österreichisch-ungarische Malerin
- Melanie Müller (Fußballspielerin, 1979) (* 1979), deutsche Fußballspielerin
- Melanie Müller (Politologin) (* 1984), deutsche Expertin für Subsahara-Afrika und Rohstoffhandel
- Melanie Müller (* 1988), deutsche Reality-TV-Darstellerin und Schlagersängerin
- Melanie Müller (Fussballspielerin, 1996) (* 1996), Schweizer Fußballspielerin
- Melchior Müller (* um 1602; † 1672), Schweizer Glasmaler
- Melissa Müller (* 1967), österreichische Journalistin und Schriftstellerin
- Melissa Mueller (* 1972), US-amerikanische Stabhochspringerin
- Mercedes Müller (* 1996), deutsche Schauspielerin und Kickboxerin
- Merit Müller (* 2000), deutsche Handballspielerin

#### Mi
- Michael Müller (Künstler, 1570) (1570–1642), deutscher Künstler (Glasmaler)
- Michael Müller (Politiker, 1604) (1604–1674), deutscher Politiker, Bürgermeister von Dresden
- Michael Müller (Theologe, 1639) (1639–1702), deutscher evangelischer Theologe
- Michael Müller (Dichter) (1673–1704), deutscher Liederdichter
- Michael Müller (Bildhauer), deutscher Bildhauer
- Michael Müller (Politiker, 1795) (1795–?), deutscher Politiker, MdL Bayern
- Michael Müller (Maler) (1834–1919), deutscher Maler und Geistlicher
- Michael Müller (Heimatforscher) (1849–1914), deutscher Heimatkundler
- Michael Müller (Politiker, 1878) (1878–1929), deutscher Gewerkschafter und Politiker (USPD, SPD), MdL Braunschweig
- Michael Müller (Theologe, 1889) (1889–1970), deutscher katholischer Theologe
- Michael Müller (Fußballspieler, 1944) (* 1944), deutscher Fußballspieler
- Michael Müller (Kunsthistoriker) (* 1946), deutscher Kunst- und Architekturhistoriker
- Michael Müller (Politiker, 1947) (* 1947), deutscher Politiker (FDP), MdL Hessen
- Michael Müller (Politiker, 1948) (* 1948), deutscher Politiker (SPD), MdB
- Michael Müller (Musiker) (1952–2016), deutscher Bassist
- Michael Müller (Verleger, 1953) (* 1953), deutscher Verleger
- Michael Müller (Verleger, 1958) (1958–2014), deutscher Verleger
- Michael Müller (Komiker) (* 1958), deutscher Komiker und Darsteller
- Michael Müller (Medienwissenschaftler, 1958) (* 1958), deutscher Medienwissenschaftler und Hochschullehrer
- Michael Müller (Dramaturg) (* 1959), deutscher Dramaturg
- Michael Müller (Schauspieler) (* 1959), britischer Schauspieler
- Michael Müller (Forstwissenschaftler) (* 1962), deutscher Forstwissenschaftler
- Michael Müller (Politiker, 1964) (* 1964), deutscher Politiker (SPD), MdB, ehemaliger Regierender Bürgermeister von Berlin
- Michael Müller (Fußballspieler, 1964) (* 1964), deutscher Fußballspieler
- Michael Müller (Künstler, 1970) (* 1970), deutsch-englischer Künstler
- Michael Müller (Künstler, 1972) (* 1972), deutscher 3D-Künstler
- Michael Müller (Rechtsextremist) (1975–2009), deutscher Liedermacher und Rechtsextremist
- Michael Müller (Bobfahrer) (* 1976), österreichischer Bobsportler
- Michael Müller (Radsportler) (* 1981), Schweizer Radrennfahrer
- Michael Müller (Handballspieler) (* 1984), deutscher Handballspieler
- Michael Müller (Gewichtheber) (* 1987), deutscher Gewichtheber
- Michael Müller (Fußballspieler, 1989) (* 1989), deutscher Fußballspieler
- Michael Müller (Kanute) (* 1993), deutscher Kanusportler
- Michael Müller, deutscher Schlagersänger, siehe Schürze (Sänger)
- Michael Müller-Ahlheim (* 1957), deutscher Maler
- Michael Müller-Camen (* 1962), Wirtschaftswissenschaftler und Hochschullehrer für Personalmanagement
- Michael Müller-Claudius (eigentlich Franz Ludwig Müller; 1888–nach 1955), deutscher Psychologe, Pädagoge und Publizist
- Michael Müller-Deeken (* 1970/1971), österreichischer Sänger (Bariton)
- Michael Höveler-Müller (* 1974), deutscher Ägyptologe und Autor
- Michael Müller-Karpe (* 1955), deutscher Vorderasiatischer Archäologe
- Michael Müller-Kasztelan (* 1981), deutscher Opernsänger (Tenor)
- Michael Müller-Preußker (1946–2015), deutscher Physiker
- Michael Müller-Wille (1938–2019), deutscher Ur- und Frühgeschichtler
- Michael Arantes Müller (* 1953), deutscher Maler, Lithograf und Bildhauer
- Michael G. Müller (* 1950), deutscher Historiker und Hochschullehrer
- Michael J. Müller (* 1981), deutscher Schauspieler
- Michael Franz Josef Müller (1762–1848), deutscher Historiker und Richter
- Michaela Müller (Filmemacherin) (* 1972), Schweizer Animationsfilmerin und Künstlerin
- Michaela Müller-Hermann (* 1982), deutsche Juristin und Richterin
- Michaela Maria Müller (* 1974), deutsche Autorin und Journalistin
- Michał Müller (* 1996), polnischer E-Sportler
- Michel Müller (* 1964), Schweizer Geistlicher
- Micheline Müller (* 1997), Schweizer Unihockeyspielerin
- Michl Müller (* 1972), deutscher Kabarettist und Musiker
- Mike Müller (* 1963), Schweizer Schauspieler
- Miles Müller (* 1995), deutscher Fußballspieler
- Miriam Mueller-Stahl (* 1982), deutsche Schauspielerin
- Mirco Müller (Autor) (* 1972), deutscher Informatiker und Autor
- Mirco Müller (Eishockeyspieler) (* 1995), Schweizer Eishockeyspieler
- Mirko Müller (* 1974), deutscher Eiskunstläufer

#### Mo
- Mokka Müller (* um 1955), deutsche Publizistin
- Mona Georgia Müller, deutsche Schauspielerin
- Monika E. Müller, deutsche Kunsthistorikerin
- Monika Müller (Pädagogin) (* 1947), deutsche Pädagogin und Therapeutin
- Monika Müller (Leichtathletin) (* 1964), deutsche Geherin
- Monika Müller (Künstlerin, 1969) (* 1969), Schweizer bildende Künstlerin
- Monika Müller (Synchronschwimmerin) (* 1971), deutsche Synchronschwimmerin
- Monika Müller (Politikerin) (* 1974), deutsche Politikerin (SPD)
- Monika Müller-Klug (* 1937), deutsche Bildhauerin
- Monika Müller-Leibl (* 1943), deutsche Malerin und Grafikerin
- Monika Müller-Seps (* 1986), Schweizer Schachspielerin
- Monika Koch-Müller, deutsche Geologin und Hochschullehrerin
- Moritz von Müller (1765–1827), deutscher Generalmajor
- Moritz Müller (Theologe) (1806–1886), deutscher Theologe und Schriftsteller
- Moritz Müller (Maler, 1807) (Feuermüller; 1807–1865), deutscher Maler
- Moritz Müller (Politiker) (1816–1895), deutscher Unternehmer und Politiker (NLP), MdL Baden
- Moritz Müller (Maler, 1825) (Kindermüller; 1825–1894), deutscher Maler
- Moritz Müller (Maler, 1841) (der Ältere; 1841–1899), deutscher Maler
- Moritz Müller (Maler, 1868) (der Jüngere; 1868–1934), deutscher Maler
- Moritz Müller (Bühnenbildner) (* 1970), deutscher Bühnen- und Kostümbildner
- Moritz Müller (Schlagzeuger) (* 1985), deutscher Schlagzeuger
- Moritz Müller (Eishockeyspieler) (* 1986), deutscher Eishockeyspieler
- Moritz Müller (Volleyballspieler) (* 1988), deutscher Volleyballspieler
- Moritz Müller-Wirth (* 1963), deutscher Journalist
- Moritz Wilhelm Müller (1784–1849), deutscher Arzt und Homöopath
- Morten Müller (1828–1911), norwegischer Maler

### N
- Nadine Müller, Geburtsname von Nadine Schön (* 1983), deutsche Politikerin (CDU)
- Nadine Müller (Leichtathletin) (* 1985), deutsche Diskuswerferin
- Natalie Müller-Elmau (* 1969), deutsche Medienmanagerin, Journalistin und Redakteurin
- Natascha Müller (* 1962), deutsche Romanistin
- Nathan Aron Müller († 1872), deutscher Rabbiner
- Nele Mueller-Stöfen (* 1967), deutsche Schauspielerin
- Nelson Müller (* 1979), deutscher Koch
- Nicholas Müller (* 1981), deutscher Musiker und Schriftsteller
- Nico Müller (Sänger) (* 1982), deutscher Opernsänger (Bariton)
- Nico Müller (Rennfahrer) (* 1992), Schweizer Automobilrennfahrer
- Nico Müller (Gewichtheber) (* 1993), deutscher Gewichtheber
- Nicolas Müller (Snowboarder) (* 1982), Schweizer Snow- und Skateboarder
- Nicolas Müller (Squashspieler) (* 1989), Schweizer Squashspieler
- Nicolas Müller (Eishockeyspieler) (* 1999), Schweizer Eishockeyspieler
- Nicolas A. Müller (* 2000), Schweizer Badmintonspieler
- Nicolai Müller (* 1987), deutscher Fußballspieler
- Nicolaus Jacob Carl Müller (1842–1901), deutscher Botaniker
- Nicole Müller (Autorin) (* 1962), Schweizer Schriftstellerin
- Nicole Müller (Fußballspielerin) (* 1980), deutsche Fußballspielerin
- Nicole Müller (Sportkeglerin), deutsche Sportkeglerin
- Nicole Müller (Turnerin) (* 1994), deutsche Rhythmische Sportgymnastin
- Nicole Müller-Orth, früherer Name von Nicole Besic-Molzberger (* 1974), deutsche Politikerin (Bündnis 90/Die Grünen)
- Nicole Mercedes Mariola Müller (* 1996), deutsche Schauspielerin, siehe Mercedes Müller
- Niklas Müller (1809–1875), deutscher Dichter und Verleger
- Nikolaus Müller (Orgelbauer) (auch Nicolaus Müller; 1775–1834), österreichischer Orgelbauer
- Nikolaus Müller (Beamter) (1758–1833), deutscher Schultheiß und Badinspektor
- Nikolaus Müller (Künstler), auch Niklas Müller, (1770–1851), deutscher Maler und Schriftsteller
- Nikolaus Müller (Politiker) (1793–1865), deutscher Grebe und Mitglied der kurhessischen Ständeversammlung
- Nikolaus Müller (Theologe) (1857–1912), deutscher Theologe und Kirchenhistoriker
- Nikolaus Müller-Lantzsch (1943–2017), deutscher Virologe
- Nikolaus Müller-Schöll (* 1964), deutscher Theaterwissenschaftler und Hochschullehrer
- Nikolaus Josef Müller (1892–1980), deutscher Politiker (CSU), siehe Klaus Müller (Politiker, 1892)
- Nils Müller (* 1982), deutscher Galerist, Fotograf und Graffiti-Künstler
- Nils R. Müller (1921–2007), norwegischer Filmregisseur
- Nina Müller (Holocaustopfer) (1921–1945), Opfer des Holocaust
- Nina Müller (* 1980), deutsche Handballspielerin
- Ninon Müller (1937–1998), Schweizer Künstlerin, Keramikerin, Autorin und Lyrikerin

- Norbert Mueller (1906–1956), kanadischer Eishockeytorwart
- Norbert Müller (Sporthistoriker) (1946–2022), deutscher Sporthistoriker
- Norbert Müller (Chemiker) (* 1956), österreichischer Chemiker und Hochschullehrer
- Norbert Müller (Autor) (* 1963), deutscher Schriftsteller
- Norbert Müller (Fußballfunktionär) (* 1949), deutscher Fußballfunktionär
- Norbert Müller (Politiker) (* 1986), deutscher Politiker (Die Linke)
- Norbert Müller-Everling (* 1953), deutscher Künstler
- Norman Müller (Politiker) (* 1977), deutscher Politiker (SPD)
- Norman Müller (Leichtathlet) (* 1985), deutscher Leichtathlet
- Nothart Müller (* vor 1958), deutscher Klarinettist

### O
- Olaf Müller (Schauspieler) (* 1944), deutscher Schauspieler
- Olaf Müller (Autor, 1959) (* 1959), deutscher Verwaltungsangestellter und Kriminalautor
- Olaf Müller (Autor, 1962) (* 1962), deutscher Autor
- Olaf Müller (Politiker) (* 1963), deutscher Politiker (Bündnis 90/Die Grünen)
- Olaf Müller (Philosoph) (* 1966), deutscher Philosoph
- Olaf Müller (Romanist) (* 1968), deutscher Romanist und Hochschullehrer
- Olaf Müller (Politiker, 1968) (* 1968), deutscher Politiker (CDU)
- Olav Mueller-Reichau (* 1971), deutscher Slawist, Sprachwissenschaftler und Hochschullehrer
- Olga Müller (* 1987), deutsche Regisseurin und Drehbuchautorin
- Olga Müller-Omeltchenko (* 1972), deutsche Tanzlehrerin, Wertungsrichterin und Tanz-Weltmeisterin
- Oliver Müller (Theologe) (1965), deutscher Theologe und Politikwissenschaftler
- Oliver Müller (Volleyballspieler) (* 1966), deutscher Standvolleyballspieler
- Oliver Müller (Schriftsteller) (* 1983), deutscher Schriftsteller
- Oliver Müller (Dartspieler) (* 1984), deutscher Dartspieler
- Oliver Müller (Physiker) (* 1989), Schweizer Physiker
- Olivia Müller-Elmau (* 1998), deutsche Schauspielerin
- Olivier Müller (* 1988), Schweizer Unihockeyspieler
- Oscar Müller (Unternehmer) (1857–1936), deutscher Unternehmer
- Oscar Müller (Journalist) (1877–1960), deutscher Journalist und Staatsbeamter
- Oscar Müller (Mediziner) (1887–1956), Schweizer Zahnmediziner, Kunstsammler u. a. von Sophie Taeuber-Arp und Hans Arp
- Oscar Müller (Schauspieler) (1921–2003), deutscher Schauspieler
- Oskar von Müller (1829–1891), österreichischer Feldmarschall-Leutnant
- Oskar Müller (SA-Mitglied) (1894–nach 1948), deutscher SA-Führer
- Oskar Müller (Politiker) (1896–1970), deutscher Politiker (KPD)
- Oskar Müller (Fußballtrainer) (1904–nach 1974), österreichischer Fußballtrainer
- Oskar Müller (Bildhauer) (1908–1994), deutscher Bildhauer
- Oskar Müller (Architekt) (1909–1998), Schweizer Architekt
- Oskar Müller (Linguist) (1933–2021), deutscher Slawist, Sprachwissenschaftler und Hochschullehrer
- Oskar Müller-Meernach (1872–1950), deutscher Chirurg, Gynäkologe und Tropenmediziner
- Oswin Müller, deutscher Jurist
- Otfried Müller (Mediziner) (1873–1945), deutscher Mediziner
- Otfried Müller (Theologe) (1907–1986), deutscher Theologe
- Othmar Müller (* 1963), österreichischer Cellist und Gründungsmitglied des Artis-Quartett Wien
- Otthinrich Müller-Ramelsloh (1904–1991), deutscher Jurist, Anwalt und Mundartautor
- Ottilie Müller (1863–nach 1896), österreichische Theaterschauspielerin und Sängerin (Sopran), siehe Ottilie Collin
- Otto Müller (Politiker, 1807) (1807–1882), dänischer Politiker, Abgeordneter im Folketing
- Otto von Müller (Schriftsteller) (1809–1887), österreichischer Schriftsteller
- Otto Müller (Politiker, 1813) (1813–1867), baltischer Jurist und Politiker, Bürgermeister von Riga
- Otto Müller (Schriftsteller) (1816–1894), deutscher Schriftsteller
- Otto Müller (Politiker, 1829) (1829–1908), deutscher Unternehmer und Politiker
- Otto Müller (Botaniker) (1837–1917), deutscher Verlagsbuchhändler, Botaniker und Phykologe
- Otto Müller (Komponist) (1837–1920), deutsch-österreichischer Komponist und Dirigent
- Otto Müller (Politiker, 1850) (1850–1917), deutscher Politiker (NLP), MdL Sachsen
- Otto Müller, eigentlicher Name von Otto Sommerstorff (1859–1934), deutscher Schauspieler und Dichter
- Otto Müller (Gärtner) (vor 1863–1920), deutscher Gärtner
- Otto Müller (Musiker) (1867–1939), deutscher Harfenist
- Otto Müller (Politiker, 1869) (1869–1929), deutscher Politiker, Bürgermeister von Fürstenfeldbruck
- Otto Müller (Priester) (1870–1944), deutscher Geistlicher und Widerstandskämpfer
- Otto Mueller (1874–1930), deutscher Maler und Lithograf
- Otto von Müller (1875–1976), deutscher Tennisspieler
- Otto Müller (Richter) (1878–nach 1945), deutscher Richter
- Otto Müller (Maler, 1882) (1882–1945), österreichisch-tschechischer Maler und Zeichner
- Otto Müller (Zoodirektor) (1887–1950), deutscher Zoodirektor
- Otto Müller (Mediziner) (1887–1956), Schweizer Zahnarzt
- Otto Müller (Politiker, 1893) (1893–1955), deutscher Politiker (SPD), MdL Schleswig-Holstein
- Otto Müller (Maler) (1898–1979), deutscher Maler und Grafiker
- Otto Müller (Ringer) (1899–nach 1947), Schweizer Ringkämpfer
- Otto Müller (Verleger, 1901) (1901–1956), österreichischer Verleger
- Otto Müller (Ingenieur) (1903–1982), deutscher Ingenieur und Hochschullehrer
- Otto Müller (Bildhauer) (1905–1993), Schweizer Bildhauer
- Otto Müller (Pädagoge) (1905–1995), Schweizer Lehrer, Komponist und Autor
- Otto Müller (Konservator) (1911–1999), deutscher Konservator und Schriftsteller
- Otto Müller (Verleger, 1913) (1913–nach 1971), deutscher Verleger
- Otto Müller (Fußballspieler) (* 1926), deutscher Fußballspieler
- Otto Müller (ÖVP), österreichischer Politiker (Junge Volkspartei)
- Otto Müller (Computerpionier) (1934–2020), deutscher Computerunternehmer
- Otto Müller (Maler, 1958) (* 1958), deutscher Maler und Grafiker
- Otto Müller-Daube (1888–nach 1937), deutscher Komponist
- Otto Müller-Eibenstock (1898–1986), deutscher Maler
- Otto Müller-Gastell (1908–nach 1984), deutscher Sektfabrikant
- Otto Müller-Glösa (1892/1893–nach 1955), deutscher Journalist und Dramatiker
- Otto Müller-Haccius (1895–1988), deutscher Politiker (CDU), MdL
- Otto Müller-Hartau (1898–1969), deutscher Maler
- Otto Müller-Jena (1875–1958), deutscher Architekt
- Otto Müller-Maggia (1915–nach 1987), Schweizer Maler und Schriftsteller
- Otto von Müller-Nordegg (1871–um 1945), deutsch-österreichischer Grafiker
- Otto-Albrecht Müller (* 1943/1944), deutscher Internist und Hochschullehrer
- Otto Alfred Müller (1858–1929), deutscher Unternehmensgründer
- Otto August Müller (1898–1968), deutscher Lehrer und Volkskundler
- Otto Friedrich Müller (1730–1784), dänischer Zoologe
- Otto Gerhard Müller (1924–1992), deutscher Keramik-Designer und Trickfilm- und Puppengestalter
- Otto H. Mueller (1829–1897), deutscher Ingenieur und Dampfmaschinenkonstrukteur
- Otto Johannes Müller (1912–1965), deutscher Unternehmer und Firmengründer
- Otto-Werner Mueller (1926–2016), deutsch-US-amerikanischer Dirigent
- Otto Wilhelm Ernst Müller (1877–1941), deutscher Archivar
- Ottomar Müller (1847–1921), deutscher Jurist und Mitglied des Reichstages

### P
- P. Heinz Müller (1924–2009), deutscher Mathematiker
- Pascal Müller (Eishockeyspieler) (* 1979), Schweizer Eishockeyspieler
- Pascal Müller (Nordischer Kombinierer) (* 2001), Schweizer Nordischer Kombinierer
- Pascal Müller (Fußballspieler) (* 2003), österreichischer Fußballspieler
- Pascale Müller (* 1990), deutsche Reporterin
- Patric Müller (* 1967), deutscher Politiker (SPD)
- Patrick Müller (Fussballspieler) (* 1976), Schweizer Fußballspieler
- Patrick Müller (Koch) (* 1979), österreichischer Koch, bekannt durch die 3sat-Sendung Silent Cooking
- Patrick Müller (Schauspieler) (* 1988), deutscher Schauspieler
- Patrick Müller (Leichtathlet) (* 1996), deutscher Kugelstoßer
- Patrick Müller (Radsportler) (* 1996), Schweizer Radrennfahrer
- Patrik Müller (* 1975), Schweizer Journalist
- Pau Mueller (* 2005), schweizerisch-kubanische Sängerin, Songwriterin und Musikproduzentin
- Paul Müller (Orgelbauer) (um 1582–nach 1631), deutscher Orgelbauer in Schweden
- Paul Müller (Bildhauer) (1843–1906), deutscher Bildhauer
- Paul Müller (Politiker, 1853) (1853–1921), deutscher Politiker (SPD), MdL Baden
- Paul Müller (Politiker, 1865) (1865–1942), Schweizer Politiker (KVP/CVP)
- Paul Müller (Gewerkschafter) (1875–1925), deutscher Matrose, Journalist und Gewerkschaftsfunktionär
- Paul Müller (Unternehmer, Deutschland) (1876–1945), deutscher Chemiker und Industrieller, Direktor der Dynamit AG
- Paul Müller (Unternehmer, Schweiz) (1876–1967), Schweizer Chemiker, Drogist und Unternehmensgründer
- Paul Müller (1882–1953), deutscher Politiker (KPD), siehe Gerhard Müller (Politiker, 1882)
- Paul Müller (Politiker, 1884) (1884–1955), deutscher Politiker (SPD) und Gewerkschafter
- Paul Müller (Architekt) (1886–nach 1929), deutscher Architekt
- Paul Müller (Schwertschmied) (1888–1971), deutscher Waffenschmied
- Paul Müller (Politiker, 1892) (1892–1963), deutscher Politiker (NSDAP)
- Paul Müller (Maler, 1892) (Paul Müller-Fehr; 1892–1979), Schweizer Maler, Illustrator, Botaniker, Dichter und Pädagoge
- Paul Müller (Jurist) (1893–1983), deutscher Verwaltungsjurist und Leiter des Polizeiamtes Gelsenkirchen-Buer
- Paul Müller (Maler, 1894) (1894–1979), Schweizer Maler
- Paul Müller (Politiker, 1895) (1895–1966), Schweizer Politiker (KVP/CVP)
- Paul Müller (Politiker, 1896) (1896–nach 1944), deutscher Politiker (NSDAP)
- Paul Müller (Eishockeyspieler, 1896) (1896–1974), Schweizer Eishockeyspieler
- Paul Müller (Geistlicher) (1897–1957), deutscher Pfarrer und Entomologe
- Paul Müller (Politiker, 1904) (1904–1990), deutscher Widerstandskämpfer, Politiker (SPD) und Manager
- Paul Müller (Eishockeyspieler, 1913) (1913–2008), Schweizer Eishockeyspieler
- Paul Müller (Agrarwissenschaftler) (1923–2000), deutscher Ackerbauwissenschaftler
- Paul Müller (Schauspieler) (1923–2016), Schweizer Schauspieler
- Paul Müller (Maler, 1924) (1924–1994), Schweizer Maler, Zeichner und Lithograf
- Paul Müller (Mediziner) (1925–2010), Schweizer Physiologe und Hochschullehrer
- Paul Mueller (Trainer) (1926–2011), polnisch-US-amerikanischer Eisschnelllauftrainer und -funktionär
- Paul Müller (Maler, 1929) (1929–1997), Schweizer Maler, Zeichner und Architekt
- Paul Müller (Fußballfunktionär) (1932–2022), deutscher Fußballfunktionär
- Paul Müller (Biologe) (1940–2010), deutscher Biologe und Hochschullehrer
- Paul Müller (Physiker) (1948–2023), deutscher Physiker
- Paul Müller-Brand (* 1944), deutscher Bildhauer und Installationskünstler
- Paul Müller-Callnberg (1873–1943), deutscher Maler
- Paul Müller-Egger (1885–1979), Schweizer Komponist
- Paul Müller-Kaempff (1861–1941), deutscher Maler, Zeichner und Lithograf
- Paul Müller-Schneider (1906–1993), Schweizer Biologe und Botaniker
- Paul Müller-Simonis (1862–1930), deutscher katholischer Theologe, Prälat und Reiseschriftsteller
- Paul Müller-Walde (1858–1931), deutscher Kunsthistoriker
- Paul Müller-Zürich (1898–1993), Schweizer Komponist
- Paul Berke-Müller (1928–1984), deutscher Polizist
- Paul Alfred Müller (1901–1970), deutscher Autor, siehe Freder van Holk
- Paul Emanuel Müller (1927–2018), Schweizer Philologe, Schriftsteller und Redaktor
- Paul Georg Müller (1866–1936), deutscher evangelischer Pfarrer und Superintendent
- Paul-Gerhard Müller (1940–2016), deutscher Autor und Theologe
- Paul Heinrich Müller (1901–1950), deutscher Rennfahrer und Unternehmer
- Paul Heinrich Theodor Müller (1896–nach 1944), deutscher SS-Führer
- Paul Hermann Müller (1899–1965), Schweizer Chemiker
- Paul J. Mueller (1892–1964), US-amerikanischer General
- Paul Jakob Müller (1894–1982), Schweizer Maler
- Paul Lothar Müller (1869–1956), deutscher Maler
- Paul Theodor Müller (1873–1919), österreichischer Mediziner und Hygieniker
- Paula Müller-Otfried (1865–1946), deutsche Sozialarbeiterin, Frauenrechtlerin und Politikerin (DNVP), MdR
- Peter Müller (Jurist) (1640–1696), deutscher Jurist, Mitglied der Fruchtbringenden Gesellschaft
- Peter Müller (Komponist) (auch Johann Peter Müller; 1791–1877), deutscher Lehrer, Pfarrer und Komponist
- Peter Müller (Mediziner) (1836–1922), deutscher Gynäkologe und Hochschullehrer
- Peter Müller (Schauspieler) (1863–nach 1902), deutscher Schauspieler
- Peter Müller (Sänger) (1863–1914), deutscher Sänger (Tenor)
- Peter Müller (Honorarkonsul), Schweizer Honorarkonsul
- Peter Müller (Politiker, 1873) (1873–1934), deutscher Kaufmann und Politiker, Bürgermeister von Windhoek
- Peter Müller (Märtyrer) (1884–1951), banatschwäbischer römisch-katholischer Geistlicher und Märtyrer
- Peter Müller (Politiker, 1910) (1910–1965), Schweizer Politiker (KVP/CVP)
- Peter Müller (Politiker, 1916) (1916–2005), deutscher Politiker (CDU), Oberbürgermeister von Düsseldorf
- Peter Müller (Architekt, 1925) (1925–nach 1996), deutscher Architekt
- Peter Müller (Boxer, 1927) (1927–1992), deutscher Boxer
- Peter Müller (Boxer, 1928) (* 1928), Schweizer Boxer
- Peter Müller (Architekt, 1930) (* 1930), Schweizer Architekt
- Peter Müller (Skispringer) (1934–2005), österreichischer Skispringer
- Peter Müller (Grafiker) (1935–2013), deutscher Glasmaler, Zeichner, Grafiker und Karikaturist
- Peter Müller (Maler, 1935) (1935–2017), deutscher Maler und Hochschullehrer
- Peter Müller (Jurist, 1939) (* 1939), deutscher Richter und Kirchenjurist
- Peter Müller (Musikproduzent) (1942–2021), österreichischer Musikproduzent und Tontechniker
- Peter Müller (Grenzopfer) (1944–1964), deutsches Todesopfer an der innerdeutschen Grenze
- Peter Müller (Maler, 1944) (* 1944), deutscher Maler und Bildhauer
- Peter Müller (Fußballspieler, 1946) (* 1946), deutscher Fußballspieler (Karl-Marx-Stadt)
- Peter Müller (Jazzmusiker) (1947–2007), deutscher Jazzmusiker
- Peter Müller (General) (* 1947), deutscher Polizeioffizier
- Peter Müller (Theaterkritiker) (* 1948), Schweizer Theaterkritiker
- Peter Müller (Eishockeyspieler) (* 1948), deutscher Eishockeyspieler
- Peter Müller (Fußballspieler, 1948) (* 1948), deutscher Fußballspieler (Bocholt)
- Peter Müller (Fußballspieler, 1949) (* 1949), deutscher Fußballspieler (Leipzig)
- Peter Müller (Autor), deutscher Schriftsteller
- Peter Müller (Basketballtrainer) (* um 1950), deutscher Basketballspieler und -trainer
- Peter Müller (Theologe) (* 1950), deutscher Theologe und Hochschullehrer
- Peter Müller (Luftfahrtmanager) (* 1950/1951), Schweizer Luftfahrtmanager
- Peter Müller (1952–2014), österreichischer Harmonikabauer, siehe Steirische Harmonika #Peter Müller
- Peter Mueller (Eisschnellläufer) (* 1954), US-amerikanischer Eisschnellläufer
- Peter Müller (Rennfahrer), deutscher Motorradrennfahrer
- Peter Müller (Ministerpräsident) (* 1955), deutscher Politiker (CDU) und Richter
- Peter Müller (Skirennfahrer) (* 1957), Schweizer Skirennfahrer
- Peter Müller (Fußballspieler, 1960) (* 1960), österreichischer Fußballspieler
- Peter Müller (Paläontologe) (* 1960), deutscher Paläontologe
- Peter Müller (Journalist) (* 1961), deutscher Journalist
- Peter Müller (Kanute) (* 1965), deutscher Kanute
- Peter Müller (Boxer, um 1966) (* um 1966), deutscher Boxer
- Peter Müller (Rockmusiker) (* 1967), deutscher Rockmusiker
- Peter Müller (Kunsthistoriker) (* 1967), deutscher Kunsthistoriker
- Peter Müller (Fußballspieler, 1969) (* 1969), deutscher Fußballspieler (Köln, Homburg)
- Peter Müller (Politiker, IV), Schweizer Politiker (BDP, CVP, GLP), Mitglied des Glarner Landrates
- Peter Mueller (Radsportler) (* 1980), australischer Radsportler
- Peter Müller (Maler, 1981) (* 1981), deutscher Maler
- Peter Mueller (Eishockeyspieler) (* 1988), US-amerikanischer Eishockeyspieler
- Peter Müller-Bader (1946–2018), deutscher Unternehmensgründer
- Peter Müller-Beißenhirtz (* 1938), deutscher Chirurg und Urologe
- Peter Müller-Buchow (1941–2012), deutscher Dramaturg, Hörspielsprecher und Regisseur
- Peter Müller-Buschbaum (* 1966), deutscher Physiker und Hochschullehrer
- Peter Müller-Grieshaber (1944–2013), Schweizer Historiker
- Peter Alexander Müller (1940–2024), Schweizer Jurist
- Peter-Christian Müller-Graff (* 1945), deutscher Rechtswissenschaftler
- Peter Clemens Müller (1755–1829), deutscher Politiker
- Peter Erasmus Müller (Bischof) (1776–1834), dänischer Historiker, Sprachforscher und Geistlicher, Bischof von Roskilde
- Peter Erasmus Müller (Botaniker) (1840–1926), dänischer Botaniker
- Peter Erasmus Lange-Müller (1850–1926), dänischer Komponist
- Peter F. Müller (* 1954), deutscher Autor und Filmproduzent
- Peter-Heinz Müller-Link (1921–2009), deutscher Politiker (FDP)
- Petermax Müller (1912–2002), deutscher Autorennfahrer und -händler
- Peter O. Müller (* 1955), deutscher Sprachwissenschaftler und Hochschullehrer
- Peter Paul Müller (1853–1930), deutscher Maler
- Peter-Paul Müller (1940–2018), deutscher Politiker (Partei Rechtsstaatlicher Offensive), MdHB
- Peter Paul Müller-Werlau (1866–1949), deutscher Maler
- Petra Müller (Medienfunktionärin) (* 1958), deutsche Filmfunktionärin
- Petra Müller (Politikerin) (* 1960), deutsche Politikerin (FDP), MdB
- Petra Müller (Schauspielerin), deutsche Schauspielerin
- Petra Müller (Leichtathletin) (* 1962), deutsche Langstrecklerin, Ultralangstrecklerin
- Petra Müller, Geburtsname von Petra Schersing (* 1965), deutsche Leichtathletin
- Petra Müller-Klepper (* 1957), deutsche Politikerin (CDU), MdL Hessen
- Petra Ritter-Müller, deutsche römisch-katholische Theologin

- Petro Müller (* 1959), deutscher römisch-katholischer Dogmatiker
- Philipp Müller (Physiker) (1585–1659), deutscher Physiker und Hochschullehrer
- Philipp Müller (Fotograf) (1822–1867), deutscher Fotograf und Kaufmann
- Philipp Müller (Theologe, 1640) (1640–1713), deutscher Theologe und Hochschullehrer
- Philipp Müller (Kutschenfabrikant) (1760–1841), deutscher Kutschenfabrikant in Ungarn
- Philipp Müller (Politiker, 1786) (1786–1858), deutscher Politiker, Landtagsabgeordneter Nassau
- Philipp Müller (Politiker, 1787) (1787–1839), deutscher Apotheker und Politiker, Landtagsabgeordneter Waldeck
- Philipp Müller (Kupferstecher) (1811–1893), deutscher Kupferstecher, Illustrator und Karikaturist
- Philipp Müller (Politiker, 1811) (1811–1890), deutscher Landdechant und Mitglied der kurhessischen Ständeversammlung
- Philipp Müller (Politiker, 1849) (1849–1920), deutscher Politiker, Landtagsabgeordneter Großherzogtum Hessen
- Philipp Müller (Maler) (1869–1918), deutscher Maler
- Philipp Müller, Pseudonym René Fülöp Miller (1891–1963), US-amerikanischer Kulturhistoriker
- Philipp Müller (Kommunist) (1931–1952), deutscher Arbeiter, Kommunist und Wiederbewaffnungsgegner
- Philipp Müller (Politiker, 1952) (* 1952), Schweizer Bauunternehmer und Politiker (FDP)
- Philipp Müller (Theologe, 1804) (1804–1870), deutscher Theologe
- Philipp Müller (Theologe, 1960) (* 1960), deutscher Historiker, Theologe und Hochschullehrer
- Philipp Müller (Handballspieler) (* 1984), deutscher Handballspieler
- Philipp Müller (Musiker) (* 1990), deutscher Musiker und Musikvideoproduzent
- Philipp Müller (Fußballspieler, 1995) (* 1995), deutscher Fußballspieler
- Philipp Müller (Footballspieler) (* 1997), deutscher American-Football-Spieler
- Philipp Müller (Fußballspieler, 2004) (* 2004), deutscher Fußballspieler
- Philipp Müller-Gebhard (1889–1970), deutscher Generalleutnant
- Philipp Christian Müller (1747–1785), deutscher evangelischer Theologe
- Philipp Heinrich Müller (Medailleur) (Philipp Heinrich Miller; Heinrich Philipp Müller; 1654–1719), deutscher Münzeneisenschneider, Medailleur, Stempelschneider, Gold- und Silberschmied in Augsburg
- Philipp Heinrich Müller (1811–1890), deutscher Politiker, hessischer Landdechant und Abgeordneter; siehe Philipp Müller (Politiker, 1811)
- Philipp Ludwig Statius Müller (1725–1776), deutscher Zoologe
- Philipp Wilbrand Jacob Müller (1771–1851), deutscher Pfarrer und Insektenkundler
- Philippe Müller (* 1963), Schweizer Politiker (FDP), Sicherheitsdirektor
- Phillip Müller (* 1970), deutscher Politiker (Grüne)
- Pia Müller-Tamm (* 1957), deutsche Kunsthistorikerin
- Pierre René Müller (* 1977), deutscher Schauspieler
- Piotr Müller (* 1989), polnischer Politiker und Jurist
- Pit Müller (1942–2017), deutscher Jazzmusiker
- Poldi Müller (1873–1946), österreichische Schauspielerin
- Poul Müller (1909–1979), dänischer Schauspieler
- Polycarp Müller (1684–1747), deutscher evangelischer Bischof

### Q
- Quirin Müller (* 1984), deutscher Rallyefahrer

### R
- R. H. Walther Müller (1899–1969), deutscher Heimatforscher und Stadtarchivar

#### Ra
- Rabeya Müller (1957–2024), deutsche Religionspädagogin
- Raidar Müller-Elmau (1933–2003), deutscher Schauspieler
- Rainer Müller (Ingenieur) (* 1933), deutscher Ingenieur und Hochschullehrer
- Rainer Müller (Fußballspieler) (1941–2001), deutscher Fußballspieler
- Rainer Müller (Mediziner) (1941–2019), deutscher Arzt, Sozialwissenschaftler und Hochschullehrer
- Rainer Müller, bürgerlicher Name von Ray Miller (1941–2024), deutscher Schlagersänger
- Rainer Müller (Radsportler) (* 1946), deutscher Radsportler
- Rainer Müller (Diplomat) (* 1953), deutscher Diplomat
- Rainer Müller (Geologe), (* 1954), deutscher Geologe
- Rainer Müller (Orgelbauer) (* 1961), deutscher Orgelbaumeister
- Rainer Müller (Taekwondoin) (1953–2023), deutscher Taekwondoin
- Rainer Müller (Kunsthistoriker) (* 1963), deutscher Kunsthistoriker
- Rainer Müller (Basketballspieler) (* 1966), deutscher Basketballspieler
- Rainer Müller (Historiker) (* 1966), deutscher Historiker und Bürgerrechtler
- Rainer Müller (Leichtathlet) (* 1966), deutscher Langstreckenläufer
- Rainer Müller (Physiker) (* 1966), deutscher Physiker, Didaktiker und Hochschullehrer
- Rainer Müller (Chemiker) (* 1968), deutscher Chemiker und Hochschullehrer
- Rainer Müller-Brandes (* 1968), deutscher lutherischer Theologe und Pastor
- Rainer Müller-Donges (* 1941), deutscher Unternehmer
- Rainer Müller-Hörner (* 1967), deutscher Triathlet
- Rainer Müller-Irion (1956–2013), deutscher Saxofonist
- Rainer Müller-van Recum (* 1957), deutscher Klarinettist und Hochschullehrer
- Rainer A. Müller (1944–2004), deutscher Historiker
- Rainer H. Müller (* vor 1959), deutscher Pharmazeut und Hochschullehrer für Pharmazeutische Technologie
- Rainer René Mueller (* 1949), deutscher Dichter und Schriftsteller
- Ralf Müller (Tiermediziner) (Ralf S. Müller), deutscher Tiermediziner und Hochschullehrer
- Ralf Müller (Rudertrainer) (* 1960), deutscher Rudertrainer
- Ralf Müller (Tänzer) (* 1967), deutscher Tänzer
- Ralf Müller (Schachspieler) (* 1969), deutscher Schachspieler
- Ralf Müller-Terpitz (* 1967), deutscher Jurist und Hochschullehrer
- Ralph Müller (* 1963), deutscher Politiker (AfD), MdL
- Ralph Müller-Beck (* 1969), deutscher Gewerkschafter und Staatssekretär (Schleswig-Holstein)
- Ralph Müller-Gesser (* 1969), deutscher Fußballspieler
- Raphael Müller (* 1999), deutscher Schriftsteller
- Ray Müller (* 1948), deutscher Regisseur, Drehbuchautor, Filmproduzent und Schriftsteller

#### Re
- Rebecca Müller (* 1972), deutsche Kunsthistorikerin, Mediävistin und Hochschullehrerin
- Rebekka Müller (* 1988), deutsche Politikerin
- Regine Müller (* 1959), deutsche Politikerin (SPD), MdL Hessen
- Regina E. Aebi-Müller (* 1971), Schweizer Rechtswissenschaftlerin
- Reimar Müller (1932–2020), deutscher Altphilologe
- Reiner Müller (Mediziner) (1879–1953), deutscher Hygieniker und Bakteriologe
- Reiner Müller (Leichtathlet) (* 1956), deutscher Langstreckenläufer und Trainer
- Reinhard Müller (Klavierbauer), deutscher Klavierbauer
- Reinhard Müller (Komponist) (1898–1991), deutscher Komponist und Arrangeur.
- Reinhard Müller (Politiker) (1929–2002), Schweizer Politiker
- Reinhard Müller (Soziologe, 1944) (* 1944), deutscher Historiker und Soziologe
- Reinhard Müller (Architekt) (* 1953), deutscher Architekt und Stadtplaner
- Reinhard Müller (Soziologe, 1954) (* 1954), österreichischer Soziologe und Historiker
- Reinhard Müller (Beamter) (* 1955/1956), ehemaliger Leiter des Verfassungsschutzes Mecklenburg-Vorpommern
- Reinhard Müller (Redakteur) (* 1968), deutscher Jurist und Journalist
- Reinhard Müller (Theologe) (* 1972), deutscher evangelischer Theologe und Alttestamentler
- Reinhard Müller-Mehlis (1931–2020), deutscher Kunsthistoriker
- Reinhard Müller-Wallraf (1934–2022), deutscher Pathologe
- Reinhart Müller-Freienfels (Pseudonym Thomas Fabian; 1925–2010), deutscher Fernsehredakteur, Fernsehautor und Filmproduzent
- Reinhold Müller (Mathematiker) (1857–1939), deutscher Mathematiker und Kinematiker
- Reinhold Müller (Politiker) (1875–1940), deutscher Beamter und Politiker
- Reinhold F. G. Müller (1882–1966), deutscher Indologe und Medizinhistoriker
- Reinhold Georg Müller (1937–2000), deutscher Bildhauer
- Renata Müller (* 1937), spanische Turnerin
- Renate Müller (Schauspielerin) (1906–1937), deutsche Schauspielerin und Sängerin
- Renate Müller (Designerin) (* 1945), deutsche Spielzeugdesignerin
- Renate Müller (Filmeditorin), deutsche Filmeditorin
- Renate Müller (Psychologin), Co-Autorin und Ehefrau von Wolf Wagner (Sozialwissenschaftler)
- Renate Müller-Krumbach (1936–2021), deutsche Kunsthistorikerin
- Renate Mildner-Müller (* 1940), rumäniendeutsche Malerin, Graphikerin, Illustratorin und Kalligraphin
- René Müller (Fußballspieler, 1956) (* 1956), Schweizer Fußballspieler
- René Müller (Fußballspieler, 1959) (* 1959), deutscher Fußballspieler und -trainer
- René Müller (Fußballspieler, 1973) (* 1973), deutscher Fußballspieler
- René Müller (Fußballspieler, 1974) (* 1974), deutscher Fußballspieler und -trainer
- René E. Mueller (1929–1991), Schweizer Schriftsteller
- René Müller-Ferchland (* 1984), deutscher Schriftsteller
- Reto Müller (Eishockeyspieler, 1958) (* 1958), Schweizer Eishockeyspieler
- Reto Müller (Rossiniforscher) (* 1964), Schweizer Opernforscher, speziell zu Rossini
- Reto Müller (Tischtennisspieler) (* 1974), Schweizer Tischtennisspieler
- Reto Müller (Politiker) (* 1978), Schweizer Politiker
- Reto Müller (Eishockeyspieler, 1986) (* 1986), Schweizer Eishockeyspieler
- Reto Müller (Radsportler) (* 1998), Schweizer Radsportler

#### Ri
- Richard Müller (Musiker) (Singemüller; 1830–1904), deutscher Komponist
- Richard Müller (Politiker, I), deutscher Politiker (NLP), MdL Sachsen
- Richard Müller (Politiker, 1851) (1851–1931), deutscher Unternehmer, Philanthrop und Politiker (Zentrum), MdR
- Richard Müller (Gesangspädagoge) (1853–1917), deutscher Gesangspädagoge
- Richard Müller (Autor) (1861–1924), deutscher Heimatdichter
- Richard Müller (General, 1867) (1867–1950), österreichischer Feldmarschallleutnant
- Richard von Müller (1869–1942), deutscher Generalmajor
- Richard Müller (Künstler) (1874–1954), deutscher Künstler und Hochschullehrer
- Richard Müller (Architekt) (1877–1930), deutscher Bauingenieur, Architekt und Hochschullehrer
- Richard Müller (Fußballspieler), deutscher Fußballspieler
- Richard Müller (Politiker, 1881) (1881–1937), deutscher Textilfabrikant und Politiker (DVP), MdL Freistaat Lippe
- Richard Müller (Gewerkschafter) (1880–1943), deutscher Gewerkschafter und Politiker (USPD)
- Richard Müller (Fotograf) (1884–1957), österreichischer Fotograf
- Richard Müller (Politiker, 1889) (1889–??), deutscher Politiker (Zentrum), MdL Sachsen
- Richard Müller (General, 1891) (1891–1943), deutscher Generalleutnant
- Richard Müller (Chemiker) (1903–1999), deutscher Chemiker
- Richard Müller (Zoologe) (1904–1987), deutscher Zoologe und Zoodirektor
- Richard Müller (Agrarwissenschaftler) (1912–2005), deutscher Agrarwissenschaftler und Hochschullehrer
- Richard Müller (Politiker, V), deutscher Politiker (DBD), MdV
- Richard Müller (Politiker, 1913) (1913–1986), Schweizer Politiker (SP)
- Richard Müller (Bankmanager), Schweizer Bankmanager
- Richard Müller (Politiker, 1920) (1920–1986), deutscher Verwaltungsbeamter und Politiker (SPD), MdB
- Richard Mueller (Schriftsteller) (* 1920), US-amerikanischer Schriftsteller
- Richard Müller (Journalist) (1932–2013), Schweizer Journalist
- Richard Müller (Diplomat) (* 1934), finnischer Diplomat
- Richard Müller (Fussballspieler), Schweizer Fußballspieler
- Richard Müller (Sänger) (* 1961), slowakischer Sänger
- Richard Mueller (Eishockeyspieler) (* 1982), deutsch-kanadischer Eishockeyspieler
- Richard Müller-Dombois (1933–2021), deutscher Flötist und Komponist
- Richard Müller-Freienfels (1882–1949), deutscher Philosoph und Psychologe
- Richard Müller-Goldegg (1852–1932), deutscher Jurist in der Finanz- und Zollverwaltung
- Richard Müller-Lampertz (1910–1982), deutscher Pianist, Dirigent und Komponist
- Richard Müller-Mattil (1873–1961), deutscher Jurist und Politiker
- Richard Müller-Uri (1859–1929), deutscher Glasbläser und Instrumentenbauer
- Richard Brunner-Müller (1909/1910–nach 1978), Schweizer Chorleiter und Organist
- Richard G. E. Müller (1910–1993), deutscher Psychologe
- Richard Heinrich Müller (1843–1915), österreichischer Galerist, Historiker, Bibliothekar und Genealoge
- Richard J. Müller (1949–2015), deutscher Unternehmensgründer
- Richard Matthias Müller (* 1926), deutscher Anglist, Germanist und Hochschullehrer
- Richy Müller (eigentlich Hans-Jürgen Müller, * 1955), deutscher Schauspieler
- Ricklef Müller (1922–2003), deutscher Theater-, Film- und Fernsehschauspieler
- Rita Müller (* 1965), deutsche Museumsdirektorin

#### Ro
- Robby Müller (1940–2018), niederländischer Kameramann
- Robert Müller (Schauspieler, 1832) (1832–1895), deutscher Schauspieler
- Robert Müller (Schauspieler, 1840) (1840–nach 1902), deutscher Schauspieler
- Robert Müller (Musiker) (1849–1909), deutscher Posaunist
- Robert Müller, eigentlicher Name von Robert Warthmüller (1859–1895), deutscher Maler
- Robert Müller (Politiker, 1868) (1868–1948), deutscher Politiker (SPD), MdL Sachsen
- Robert Müller (Politiker, 1872) (1872–nach 1932), deutscher Verwaltungsbeamter und Politiker (DNVP), MdL Preußen
- Robert Müller (Filmverleiher) (1877–1942), österreichischer Filmverleiher und -produzent
- Robert Müller (Schauspieler, 1879) (1879–1968), österreichisch-deutscher Schauspieler
- Robert Müller (Mediziner) (1886–1945), deutscher Mediziner
- Robert Müller (Schriftsteller) (1887–1924), österreichischer Schriftsteller und Verleger
- Robert Müller (Politiker, 1891) (1891–1960), Schweizer Politiker (KP)
- Robert Müller (Ingenieur) (1908–1987), Schweizer Ingenieur
- Robert Müller (Bildhauer) (1920–2003), Schweizer Bildhauer
- Robert Mueller (* 1944), US-amerikanischer Regierungsbeamter
- Robert Müller (Richter) (* 1945), Schweizer Jurist
- Robert Müller (Eishockeyspieler) (1980–2009), deutscher Eishockeytorhüter
- Robert Müller (Fußballspieler) (* 1986), deutscher Fußballspieler
- Robert Müller-Alsfeld (1905–1994), deutscher Maler
- Robert Müller-Hartmann (1884–1950), deutscher Musikwissenschaftler und Komponist
- Robert Müller-Sternberg (1916–1994), deutscher Schriftsteller und Publizist
- Robert Müller-Török (* 1969), österreichischer Wirtschaftswissenschaftler und Hochschullehrer
- Robert Müller-Warnke (1915–1990), deutscher Bildhauer
- Robert Müller-Wirth (1898–1980), deutscher Verleger
- Robert Walterscheid-Müller (* 1962), deutscher Automobilrennfahrer
- Robert Franz Müller (1864–1933), österreichischer Schriftsteller
- Robert M. Müller (1897–1951), österreichischer Chemiker
- Robin Müller (* 2000), deutscher Fußballspieler
- Roderich Müller-Guttenbrunn (1892–1956), österreichischer Schriftsteller
- Rolf Müller (Astronom) (1898–1981), deutscher Astronom
- Rolf Müller (Heimatforscher) (1925–2020), deutscher Heimatforscher
- Rolf Müller (Fußballspieler) (* 1939), deutscher Fußballspieler und -trainer
- Rolf Müller (Designer) (1940–2015), deutscher Designer
- Rolf Müller (Künstler) (* 1941), deutscher Maler, Grafiker und Textilkünstler
- Rolf Müller, eigentlicher Name von Benny Quick (1943–1999), deutscher Sänger
- Rolf Müller (Politiker) (* 1947), deutscher Politiker (CDU), MdL Hessen
- Rolf Müller (Molekularbiologe) (* 1953), deutscher Molekularbiologe
- Rolf Müller (Bobfahrer) (* 1961), deutscher Bobfahrer
- Rolf Müller (Pharmazeut) (* 1965), deutscher Pharmazeut
- Rolf Müller-Landau (1903–1956), deutscher Maler
- Rolf-Dieter Müller (* 1948), deutscher Militärhistoriker
- Rolf-Dietrich Müller (* 1950), deutscher Archivar und Historiker
- Rolf Felix Müller (1932–2021), deutscher Grafikdesigner und Illustrator
- Rolf-Hans Müller (1928–1990), deutscher Orchesterleiter und Komponist
- Rolf-Peter Müller (1946–2012), deutscher Radiologe und Hochschullehrer
- Roland Müller (Schriftsteller) (* 1941), deutscher Schriftsteller
- Roland Müller (Archivar) (* 1955), deutscher Archivar und Historiker
- Roland Müller (Sportschütze) (* 1961), deutscher Sportschütze
- Roland Müller (Politiker) (* 1962), Schweizer Politiker (Grüne)
- Roland Müller (Maler) (* 1969), österreichischer Maler
- Roland Müller (Skispringer) (* 1986), österreichischer Skispringer
- Roland Müller (Fußballspieler) (* 1988), philippinischer Fußballspieler
- Roland Müller-Stein (1900?–1972), deutscher Schauspieler, Theatergründer und -intendant
- Roland A. Müller (* 1963), Schweizer Jurist und Arbeitgeberfunktionär
- Roland Albert Müller (1936–2016), Schweizer Entomologe
- Roman Müller-Böhm (* 1992), deutscher Politiker (FDP), MdB
- Romy Müller (* 1958), deutsche Leichtathletin
- Rosalie Müller (1786–1841), Schweizer Schriftstellerin, siehe Anna Rothpletz
- Rosemarie Müller (* 1949), deutsche Politikerin (SPD)
- Rosemarie Müller-Streisand (1923–2020), deutsche Theologin und Kirchenhistorikerin
- Roswitha Müller-Piepenkötter (* 1950), deutsche Politikerin (CDU)

#### Ru
- Rudi Müller (Lehrer) (1927–2003), deutscher Lehrer, Förderer des Breitensports und der Völkerverständigung
- Rudi Müller (Komponist) (* vor 1994), Musiker, Akkordeonist und Komponist
- Rudi Müller-Glöge (* 1951), deutscher Jurist, Vizepräsident des Bundesarbeitsgerichts und Autor
- Rudi Müller-Poland (1924–1997), deutscher Pädagoge, Regisseur und Maler
- Rudolf Müller (Maler, 1802) (1802–1885), Schweizer Landschaftsmaler und Zeichner
- Rudolf Müller (Politiker, 1813) (1813–1890), deutscher Landwirt und Politiker
- Rudolf Müller (Maler, 1816) (1816–1904), böhmischer Historienmaler
- Rudolf Müller (1824–1894), Schweizer Geistlicher, Strafanstaltsleiter und Fabrikant, siehe Johann Rudolf Müller (Geistlicher)
- Rudolf Müller (Unternehmer) (1828–1900), Schweizer Hammerwerksbesitzer
- Rudolf Müller (Bauingenieur) (1853/1854–1944), Schweizer Bauingenieur und Bauunternehmer
- Rudolf Müller (Verwaltungsjurist) (1854–1912), deutscher Verwaltungsjurist
- Rudolf Müller (Lehrer) (1856–1922), deutscher Lehrer und Biograf
- Rudolf Müller (Politiker, 1864) (1864–1955), österreichischer Politiker (SDAP)
- Rudolf Müller (General) (1865–1945), österreichischer General
- Rudolf Mueller (Politiker, 1869) (1869–1954), deutscher Politiker, Oberbürgermeister von Darmstadt
- Rudolf Müller (Pharmazeut) (1872–nach 1936), österreichischer Mediziner und Hochschullehrer für Pharmakognosie
- Rudolf Müller (Politiker, 1876) (1876–1933), deutscher Jurist und Politiker
- Rudolf Müller (Mediziner) (1877–1934), österreichischer Arzt
- Rudolf Müller (Diplomat) (1878–1966), deutscher Diplomat
- Rudolf Müller (Zahnmediziner) (1886–??), deutscher Zahnmediziner und Hochschullehrer
- Rudolf Müller (Politiker, 1887) (1887–nach 1933), deutscher Politiker (NSDAP) und SA-Mitglied
- Rudolf Müller (Maler, 1892) (1892–1972), Schweizer Pfarrer und Maler
- Rudolf Müller (Verleger) (1894–1962), deutscher Verleger
- Rudolf Müller (Bildhauer, 1899) (1899–1986), Schweizer Bildhauer
- Rudolf Müller (Maler, 1903) (1903–1969), deutscher Maler und Hochschullehrer
- Rudolf Mueller (Politiker, 1904) (1904–1997), deutscher Politiker
- Rudolf Müller (Fußballspieler, 1910) (1910–1944), deutscher Fußballspieler
- Rudolf Müller (Politiker, 1910) (1910–1961), deutscher Politiker (SPD), MdA Berlin
- Rudolf Müller (Politiker, 1911) (1911–1997), deutscher Politiker (SED)
- Rudolf Müller (Politiker, 1912) (1912–2009), deutscher Politiker (CSU)
- Rudolf Müller (Politiker, 1914) (1914–1998), österreichischer Politiker (SPÖ), Wiener Landtagsabgeordneter
- Rudolf Müller (Politiker, 1915) (1915–2011), deutscher Politiker (FDP), MdL Baden-Württemberg
- Rudolf Müller (Maler, 1918) (1918–2002), Schweizer Maler und Grafiker
- Rudolf Müller (Jurist, 1918) (1918–2018), deutscher Jurist und Staatsanwalt
- Rudolf Müller (Fußballspieler, 1921) (* 1921), deutscher Fußballspieler
- Rudolf Müller (Physiker) (1923–2007), deutscher Physiker und Hochschullehrer
- Rudolf Müller (Politiker, 1924) (1924–1987), deutscher Politiker (CDU), MdB
- Rudolf Müller (Bischof) (1931–2012), Bischof von Görlitz
- Rudolf Müller (Fluchthelfer) (* 1931), deutscher Fluchthelfer
- Rudolf Müller (Politiker, 1932) (* 1932), deutscher Politiker (SPD), MdB
- Rudolf Müller (Politiker, 1938) (1938–2016), deutscher Politiker (CDU), MdA Berlin
- Rudolf Müller (Jurist) (* 1947), österreichischer Jurist
- Rudolf Müller (Biochemiker) (* 1951), deutscher Biochemiker, Mikrobiologe und Hochschullehrer
- Rudolf Müller (Politiker, 1951) (* 1951), deutscher Politiker (AfD), MdL Saarland
- Rudolf Müller (Fußballspieler, 1960) (* 1960), deutscher Fußballspieler
- Rudolf Müller (Ökonom) (* 1961), deutscher Wirtschaftswissenschaftler und Hochschullehrer
- Rudolf Müller (Kirchenmusiker) (* 1977), deutscher Kirchenmusiker
- Rudolf Müller (Kameramann), deutscher Kameramann
- Rudolf Müller-Chappuis (1905–1968), deutscher Pianist, Klavierpädagoge und Schriftsteller
- Rudolf Müller-Erb (1910–1982), deutscher Kunsthistoriker
- Rudolf Müller-Erzbach (1874–1959), deutscher Rechtswissenschaftler und Hochschullehrer
- Rudolf Müller-Gerhardt (1873–1962), deutscher Maler
- Rudolf Müller-Rückforth (1880–1949), deutscher Unternehmer und Kommerzienrat
- Rudolf Müller-Ruit (1907–?), deutscher Maler
- Rudolf Müller-Schönhausen (1893–1968), deutscher Fotograf
- Rudolf Müller-Tribbensee (* 1950), deutscher Ingenieur, Baumeister und Denkmalpfleger
- Rudolf Müller-Zollinger (1878–1936), Schweizer Fabrikant
- Rudolf H. Müller (Rudolf Heinrich Müller; 1924–2017), deutscher Jurist und Oberkreisdirektor
- Rudolf Wolfgang Müller (1934–2017), deutscher Politikwissenschaftler
- Rudolph Müller (1839–nach 1871), deutscher Jurist und Politiker
- Ruedi Müller-Wenk (1934–2019), Schweizer Umwelttechniker, Pionier der Ökobilanzierung
- Ruth Müller, Ehename von Ruth Waghalter (1914–1943), deutsche Pianistin und NS-Opfer
- Ruth Müller (Gewerkschafterin) (1922–2008), deutsche Fabrikarbeiterin, Gewerkschafterin und Betriebsrätin
- Ruth Müller, Ehename von Ruth Mertzig (* 1947), deutsche Badmintonspielerin
- Ruth Müller (Politikerin) (* 1967), deutsche Politikerin (SPD)
- Ruth Müller-Landauer (1929–2023), deutsche Tanzlehrerin
- Ruth Müller-Lindenberg (* 1959), deutsche Musikwissenschaftlerin und Hochschullehrerin

### S
- Sabina Müller (* 1968), deutsche Politikerin (SPD), Bürgermeisterin von Fröndenberg/Ruhr
- Sabine Müller (Übersetzerin, 1959) (* 1959), deutsche Übersetzerin aus dem Englischen und Französischen
- Sabine Müller (* 1965), deutsche Filmproduzentin, siehe Sabine de Mardt
- Sabine Müller (Übersetzerin, 1966) (* 1966), deutsche Übersetzerin aus dem Indonesischen und Englischen
- Sabine Müller (Biochemikerin) (* 1966), deutsche Biochemikerin und Hochschullehrerin
- Sabine Müller (Althistorikerin) (* 1972), deutsche Althistorikerin
- Sabine Müller-Mall (* 1979), deutsche Rechts- und Politikwissenschaftlerin
- Sabine Hartmann-Müller (* 1962), deutsche Politikerin (CDU), MdL Baden-Württemberg
- Sabine Hebenstreit-Müller (* 1952), deutsche Erziehungswissenschaftlerin
- Sabrina Müller (* 1993), österreichische Volleyballspielerin
- Sabrina Müller (Theologin) (* 1980), Schweizer Theologin
- Salomon Müller (1804–1863), deutscher Naturforscher und Zoologe
- Samuel Müller (Konservator) (1839–1916), Schweizer Museumskonservator
- Samuel Gottlieb Müller (1802–1880), deutscher Jurist und Politiker
- Sanderad Müller (1748–1819), deutscher Naturforscher, Bibliothekar und Benediktiner
- Sandra Müller, geb. Sandra Studer (* 1969), Schweizer Fernsehmoderatorin und Sängerin
- Sandro R. Müller (1955–2024), deutscher Organist
- Sarah Elena Müller (* 1990), multimediale Schweizer Autorin, Künstlerin und Musikerin
- Saraswati Albano-Müller (1933–2024), indisch-deutsche Pädagogin und Journalistin
- Sascha Müller (Politiker) (* 1970), deutscher Politiker (Bündnis 90/Die Grünen)
- Sascha Müller (Fussballspieler) (* 1970), Schweizer Fußballspieler
- Sascha Müller (Leichtathlet) (* 1976), deutscher Leichtathlet
- Sascha Müller (Theologe) (* 1977), deutscher Theologe
- Sascha Müller (Skateboarder) (* um 1980), deutscher Skateboarder
- Sascha Müller-Kraenner (* 1963), deutscher Naturschützer, Umweltpolitiker und Lobbyist
- Sebastian Müller (Pfarrer) (Sebastian Müller von Cölln; 1550?–1627), deutscher Pfarrer
- Sebastian Müller (Bischof) (1584–1644), deutscher Geistlicher, Weihbischof von Augsburg
- Sebastian Müller (Moderator) (* 1979), deutscher Moderator und Sprecher
- Sebastian Mueller (Geiger) (* 1980), deutscher Geiger und Musikpädagoge
- Sebastian Müller (Gitarrist) (Sebastian Alexander Müller; * 1980), deutscher Gitarrist
- Sebastian Müller (Politiker) (* 1988), deutscher Politiker (CDU)
- Sebastian Müller (Skilangläufer) (* 1994), deutscher Skilangläufer
- Sebastian Müller (Fußballspieler) (* 2001), deutscher Fußballspieler
- Sebastian Müller-Bahr (* 1980), deutscher Kommunalpolitiker (CDU), Oberbürgermeister der Stadt Merseburg
- Sebastian Müller-Franken (* 1963), deutscher Rechtswissenschaftler und Hochschullehrer
- Sebastian Müller-Rolli (* 1944), deutscher Erziehungswissenschaftler und Hochschullehrer
- Sebastian Müller-Stahl (* 1976), deutscher Schauspieler
- Selina Shirin Müller (* 1993), deutsche Sängerin
- Sepp Müller (* 1989), deutscher Politiker (CDU), MdB
- Serge Müller (Unternehmer) (1924–2004), Schweizer Unternehmensgründer
- Serge Müller (* 2000), Schweizer Fußballspieler
- Severin Müller (1942–2023), deutscher Philosoph
- Severin Müller (Bildhauer) (* 1964), Schweizer Bildhauer
- Siegfried Müller (Landrat) (1900–1942), deutscher Jurist, Amtshauptmann und Landrat
- Siegfried Müller (Söldner) (Kongo-Müller; 1920–1983), deutscher Söldnerführer
- Siegfried Müller (Journalist) (1923–2014), österreichischer Journalist
- Siegfried Müller senior (* 1931), deutscher Autorennfahrer
- Siegfried Müller (Gewerkschafter) (* 1935), deutscher Gewerkschafter
- Siegfried Müller (Prediger) (1935–2024), deutscher Prediger und Missionar
- Siegfried Müller (Pädagoge) (1940–2017), deutscher Erziehungswissenschaftler
- Siegfried Müller (Fußballspieler) (1942–2009), deutscher Fußballspieler
- Siegfried Müller (Historiker) (* 1950), deutscher Historiker
- Siegfried Müller (Politiker) (* 1955), deutscher Politiker, Oberbürgermeister von Kitzingen
- Siegfried Müller junior (* 1956), deutscher Autorennfahrer
- Siegfried Müller-Murrhardt (1939–1994), deutscher Organist und Kirchenmusiker
- Siegmund Müller (1870–1946), deutscher Ingenieur und Hochschullehrer
- Siegmund Friedrich Müller (1810–1899), deutscher Politiker und Notar
- Siegrid Müller-Holtz (* 1948), deutsche Bildende Künstlerin
- Sigfrid Walther Müller (1905–1946), deutscher Komponist
- Siggi Mueller (* 1964), deutscher Filmkomponist
- Sigrid Müller (Schwimmerin) (* 1943), österreichische Schwimmerin
- Sigrid Müller (Handballspielerin) (* 1945 oder 1946), deutsche Handballspielerin
- Sigrid Müller (Theologin) (* 1964), deutsche Moraltheologin und Hochschullehrerin
- Sigrid Müller-Christensen (1904–1994), dänisch-deutsche Kunsthistorikerin und Restauratorin
- Sigurd Müller (1844–1918), dänischer Kunst- und Literaturhistoriker
- Silke Müller (* 1978), deutsche Hockeyspielerin
- Silverius Müller (1745–1812), österreichischer Geistlicher, Komponist und Hochschullehrer
- Silvia Müller (1965–2016), deutsches Opfer sexueller Gewalt
- Simon Müller (Offizier) (* 1976), Schweizer Berufsoffizier
- Simon Müller (Sportler) (* 1994), Schweizer Unihockeyspieler
- Simone Müller (Schauspielerin) (* 1990), deutsche Schauspielerin
- Simone M. Müller (* 1982), deutsche Historikerin und Hochschullehrerin
- Sina Müller (* 1977), deutsche Schriftstellerin
- Solveig Müller (* 1942), deutsche Schauspielerin
- Sonja Müller (* 1923), deutsche Pädagogin und Funktionärin (SED)
- Sophia Müller-Bienek (* 1993), deutsche Schauspielerin, Regisseurin und Fotografin
- Sophie Müller (1803–1830), deutsche Schauspielerin
- Sophus Müller (1846–1934), dänischer Archäologe
- Sørin Emil Müller (1856–1922), färöischer Kaufmann, Reeder und Politiker
- Staffan Müller-Wille (* 1964), deutsch-schwedischer Wissenschaftshistoriker
- Stanislaw Müller (* 1964), russischer Pädagoge, Psychologe und Publizist
- Stefan von Müller (1877–1938), österreichischer Politikwissenschaftler und Journalist
- Stefan Müller (Wirtschaftswissenschaftler) (* 1948), deutscher Betriebswirt, Psychologe und Hochschullehrer
- Stefan Müller (Manager) (* 1960), deutscher Manager
- Stefan Müller (Mathematiker) (* 1962), deutscher Mathematiker
- Stefan Müller (Polizeipräsident) (* 1962), deutscher Polizist, Polizeipräsident des Polizeipräsidiums Westhessen
- Stefan Müller (Physiker) (1966–2022), deutscher Physiker und Werkstoffwissenschaftler
- Stefan Müller (Historiker) (* 1966), deutscher Historiker, Politikwissenschaftler und Archivar
- Stefan Müller (Betriebswirt) (* 1966), deutscher Betriebswirt
- Stefan Müller (Sprachwissenschaftler) (* 1968), deutscher Germanist
- Stefan Müller (Künstler) (* 1971), deutscher Maler, Grafiker und Installationskünstler
- Stefan Müller (Landeshauptmann) (* 1971), Schweizer Politiker, Mitglied der Standeskommission Appenzell Innerrhoden
- Stefan Müller (Fußballspieler, 1974) (* 1974), deutscher Fußballspieler
- Stefan Müller (Priester) (* 1966), erster blinder deutscher Priester
- Stefan Müller (Politiker, 1975) (* 1975), deutscher Politiker (CSU)
- Stefan Müller (Politiker, 1977) (* 1977), deutscher Politiker (FDP)
- Stefan Müller (Leichtathlet) (* 1979), Schweizer Leichtathlet
- Stefan Müller (Fußballspieler, 1988) (* 1988), deutscher Fußballspieler (Karlsruher SC)
- Stefan Müller (Fußballspieler, 1990) (* 1990), deutscher Fußballspieler (FC Ingolstadt 04 II)
- Stefan Mueller (* 1995), US-amerikanischer Fußballspieler
- Stefan Müller (Eishockeyspieler) (* 1996), österreichischer Eishockeytorwart
- Stefan Müller-Altermatt (* 1976), Schweizer Politiker (CVP)
- Stefan Müller-Doohm (* 1942), deutscher Soziologe
- Stefan Müller-Hülsbeck (* 1964), deutscher Radiologe
- Stefan Müller-Ruppert (* 1955), deutscher Schauspieler und Synchronsprecher
- Stefan Müller-Stach (* 1962), deutscher Mathematiker
- Stefan C. Müller (* 1952), deutscher Urologe
- Stefan Martin Müller (* 1961), deutscher Kabarettist und Schauspieler
- Stefan P. Müller (* 1978), Schweizer Politiker
- Stefan Valentin Müller (* 1962), deutscher Tierarzt und Schriftsteller
- Stefanie Müller (Badminton) (* 1976), deutsche Badmintonspielerin
- Stefanie Müller (Sprecherin) (* 1976), deutsche Sprecherin und Redakteurin
- Stefanie Müller (Snowboarderin) (* 1992), Schweizer Snowboarderin
- Steffen Müller (Synchronsprecher), deutscher Synchronsprecher
- Steffen Müller (Fußballspieler) (* 1965), deutscher Fußballspieler
- Steffen Müller (Bodybuilder), deutscher Bodybuilder
- Steffen Müller (Handballtrainer) (* 1973), deutscher Handballtrainer
- Steffen Müller (Wirtschaftswissenschaftler) (* 1978), deutscher Wirtschaftswissenschaftler und Hochschullehrer
- Steffen Müller (Eishockeyspieler) (* 1993), deutscher Eishockeytorwart
- Steffen Müller-Gabriel (* 1969), deutscher Dirigent
- Steffen Müller-Rabe (* 1943), deutscher Jurist und Richter
- Steffen Müller-Wöhr (* 1960), deutscher Künstler
- Stella Müller-Madej (1930–2013), polnische Zeitzeugin der Shoah
- Stephan Müller (Geophysiker) (1930–1997), Schweizer Geophysiker
- Stephan Müller (Regisseur) (* 1951), Schweizer Theater- und Opernregisseur
- Stephan Müller (Politiker) (* 1964), deutscher Politiker (CDU)
- Stephan Müller (Germanist) (* 1967), deutscher Germanist
- Stephan Müller (Künstler) (* 1971), deutscher Maler und Bildhauer
- Stephan Müller (Beachvolleyballschiedsrichter) (* 1985), deutscher Volleyballschiedsrichter
- Stephan E. Müller (* 1950), deutscher katholischer Theologe
- Stephanie Müller (Künstlerin) (* 1979), deutsche Musikerin, Künstlerin und Modeschöpferin
- Stephanie Müller (Biathletin) (* 1985), deutsche Biathletin
- Stephanie Müller-Hagen (* 1982), deutsche Schauspielerin
- Stephanie Müller-Spirra (* 1983), deutsche Moderatorin
- Stephen Mueller (1947–2011), US-amerikanischer Maler
- Steve Müller (* 1985), deutscher Fußballspieler
- Steven Müller (* 1990), deutscher Leichtathlet
- Susann Müller (* 1988), deutsche Handballspielerin und -trainerin
- Susanna Müller (Redaktorin) (1829–1905), Schweizer Redaktorin
- Susanne Müller (Regisseurin) (* 1958), deutsche Filmproduzentin und Regisseurin
- Susanne Müller (Musikerin) (* 1964), Schweizer Jazzmusikerin
- Susanne Müller (Hockeyspielerin) (* 1972), deutsche Hockeyspielerin
- Susanne Müller (Politikerin) (* 1973), deutsche Politikerin (SPD)
- Susanne Müller (Schwimmerin), deutsche Schwimmerin
- Susanne Müller-Hornbach (* 1956), deutsche Violoncellistin und Hochschullehrerin
- Susi Müller (* 1963), deutsche Moderatorin
- Susi Müller-Gehrig (1925–1981), Schweizer Architektin
- Suzanne Mueller, US-amerikanische Cellistin
- Sven von Müller (Pseudonym Peter Murr; 1893–1964), deutscher Jurist, Journalist und Schriftsteller
- Sven Müller (Intendant) (* 1964), Operndirektor in Hamburg, Kopenhagen und Neustrelitz
- Sven Müller (Fußballspieler, 1980) (* 1980), deutscher Fußballspieler
- Sven Müller (Rennfahrer) (* 1992), deutscher Automobilrennfahrer
- Sven Müller (Fußballspieler, 1996) (* 1996), deutscher Fußballspieler
- Sven Müller (Sportschütze) (* 1997), deutscher Sportschütze
- Sven Müller (Leichtathlet) (* 2004), deutscher Leichtathlet
- Sven-David Müller (* 1969), deutscher Ernährungsmediziner und Autor
- Sven-Oliver Müller (* 1966), deutscher Autor, Filmproduzent und Showrunner
- Sven Oliver Müller (* 1968), deutscher Historiker
- Svend Paludan-Müller (1885–1944), dänischer Offizier und Angehöriger des dänischen Widerstands
- Svenja Müller (* 2001), deutsche Beachvolleyballspielerin
- Sylvie Müller (* 1991), deutsche Leichtathletin

### T
- Tadzio Müller (* 1976), deutscher Politologe und Klimaaktivist
- Tainá Müller (* 1982), brasilianische Schauspielerin
- Tamara Müller (Skirennfahrerin) (* 1977), Schweizer Skirennfahrerin
- Tamara Müller (Politikerin) (* 1989), deutsche Politikerin (SPD), MdL
- Tarek Müller (* 1988), deutscher Manager und Unternehmer
- Thaddäus Müller (1763–1826), Schweizer Theologe und Pfarrer
- Theo Müller (Botaniker) (Theodor Müller; 1930–2023), deutscher Botaniker
- Theo Müller (Unternehmer) (Theobald Müller; * 1940), deutscher Unternehmer, Inhaber von Müller-Milch
- Theo Müller (Kameramann) (1955–2020), deutscher Kameramann
- Theodolinde Müller (1920–nach 1958), deutsche Schauspielerin
- Theodor Müller (Pädagoge) (1790–1857), deutscher Pädagoge
- Theodor Müller (1802–1875), deutscher Geiger, siehe Gebrüder Müller
- Theodor Müller (Romanist) (1816–1881), deutscher Romanist und Anglist
- Theodor Müller (Heimatforscher) (1849–1916), deutscher Politiker und Heimatforscher
- Theodor Müller (Kaufmann) (1849–1921), deutscher Industrieller und Politiker
- Theodor Müller (Politiker) (1871–1932), deutscher Politiker (SPD)
- Theodor Müller (Architekt) (1879–1970), Schweizer Architekt
- Theodor Müller (Violinist, 1892) (1892–1965), Violinist und Hochschullehrer
- Theodor Müller (Geograph) (1892–1968), deutscher Geograph und Heimatforscher
- Theodor Müller (Lichenologe) (1894–1969), deutscher Licheno- und Bryologe sowie Autor
- Theodor Müller, eigentlicher Name von Renatus Sachs (1899–1964), deutscher Jurist und Lyriker
- Theodor Müller (Kunsthistoriker) (1905–1996), deutscher Kunsthistoriker
- Theodor Müller (1930–2023), deutscher Botaniker, siehe Theo Müller (Botaniker)
- Theodor Müller-Alfeld (1904–1993), deutscher Autor und Herausgeber
- Theodor Müller-Fürer (1853–1913), deutscher Journalist
- Theodor Müller-Krüger (1902–1980), deutscher Theologe, Kirchenhistoriker und Missionar
- Theodor Müller-Reuter (1858–1919), deutscher Komponist, Musikdirektor, Publizist und Dirigent
- Theodor Müller-Wolfer (1883–1970), Schweizer Lehrer und Historiker
- Theodor Ernst-Müller (?–1960), Schweizer Fabrikant
- Theodor Amadeus Müller (1798–1846), deutscher Violinist
- Theophil Müller (Unternehmer) (1882–1946), deutscher Möbelfabrikant
- Theophil Müller (Architekt) (1883–1967), Schweizer Architekt
- Theophil Müller (Theologe) (1929–2006), Schweizer evangelischer Theologe und Hochschullehrer
- Theresa Müller (* 1991), deutsche Fußballspielerin
- Theresia Barbara Müller (1805–1840), deutsche Malerin
- Thomas Müller (Pädagoge) (1661–1720), deutscher Pädagoge und Schulrektor
- Thomas Müller (1748–1819), deutscher Ordensgeistlicher (Benediktiner) und Bibliothekar, siehe Sanderad Müller
- Thomas Müller (SS-Mitglied) (1902–nach 1945), deutscher Offizier der Waffen-SS
- Thomas Müller (Komponist) (* 1939), deutscher Komponist
- Thomas Müller (Politiker, 1952) (* 1952), Schweizer Politiker (SVP)
- Thomas Müller (Maler, 1953) (* 1953), deutscher Maler, Zeichner und Holzschneider
- Thomas Müller (Physiker) (* 1953), deutscher Physiker
- Thomas Müller (Musiker) (* 1956), Schweizer Hornist
- Thomas Müller (Architekt) (* 1957), deutscher Architekt
- Thomas Müller (Historiker) (* 1958), deutscher Militärhistoriker und Konservator
- Thomas Müller (Maler, 1959) (* 1959), deutscher Maler und Grafiker
- Thomas Müller (Politiker, 1959) (* 1959), deutscher Politiker (CDU), Landrat des Landkreises Hildburghausen
- Thomas Müller, bekannt als TM Rotschönberg (* 1961), deutscher Maler und Grafiker
- Thomas Müller (Nordischer Kombinierer) (* 1961), deutscher Nordischer Kombinierer
- Thomas Müller, bekannt als Max Müller (Musiker) (* 1963), deutscher Rockmusiker
- Thomas Müller (Psychologe) (* 1964), österreichischer Kriminalpsychologe und Autor
- Thomas Müller (Politiker, 1965) (* 1965), deutscher Politiker (CDU), Landrat des Landkreises Mecklenburgische Seenplatte
- Thomas Müller (Fußballspieler, 1966) (* 1966), deutscher Fußballspieler
- Thomas Müller (Judoka) (1966–2022), deutscher Judoka
- Thomas Müller (Unternehmer) (* 1967), deutscher Unternehmer und Autor
- Thomas Müller (Philosoph) (* 1969), deutscher Philosoph und Hochschullehrer
- Thomas Müller (Sonderpädagoge) (* 1975), deutscher Sonderpädagoge und Hochschullehrer
- Thomas Müller (Journalist) (* 1977), deutscher Journalist, Redakteur und Sachbuchautor
- Thomas Müller (Jurist) (* 1977), österreichischer Jurist
- Thomas Müller (* 1989), deutscher Fußballspieler
- Thomas Müller-Bahlke (* 1959), deutscher Historiker
- Thomas Müller-Gronbach (* 1960), deutscher Mathematiker und Hochschullehrer
- Thomas Müller-Marqués Berger (* 1967), deutscher Kaufmann, Wirtschaftsprüfer und Publizist
- Thomas Müller-Pering (* 1958), deutscher Gitarrist und Hochschullehrer
- Thomas Müller-Reichert (* 1962), deutscher Zellbiologe und Hochschullehrer
- Thomas Müller-Schneider (* 1961), deutscher Soziologe und Hochschullehrer
- Thomas Mueller-Thuns (* 1957/1958), deutscher Jurist, Anwalt und Herausgeber
- Thomas Müller (Richter) (* 1964), Schweizer Jurist
- Thomas Losse-Müller (* 1973), deutscher Politiker (Bündnis 90/Die Grünen)
- Thomas A. Müller (* 1964), Schweizer Politiker und Jurist
- Thomas David Müller (* 1953), Schweizer Komponist
- Thomas Gerald Müller (* 1977), deutscher Medienunternehmer und Jurist
- Thomas K. Müller (* 1962), deutscher Bildhauer
- Thomas M. Müller (* 1966), deutscher Grafiker und Illustrator
- Thomas Samuel Müller (auch Miller; 1734–1790), böhmischer Komponist
- Thomas T. Müller (* 1974), deutscher Historiker
- Thor W. Müller (* 1966), deutscher Schauspieler und Hörspielsprecher
- Thorsten Müller (Journalist) (1927–1991), deutscher Journalist
- Thorsten Müller (Fotograf) (1952–1997), deutscher Fotograf
- Thorsten Müller (Schiedsrichter) (* 1964), deutscher Snookerschiedsrichter
- Thorsten Müller (Schlagzeuger), deutscher Schlagzeuger
- Thorsten Müller (Jurist) (* 1974), deutscher Rechtswissenschaftler und Stifter
- Till Müller-Heidelberg (* 1944), deutscher Anwalt und Publizist
- Till Müller-Klug (* 1967), deutscher Autor und Regisseur
- Tilo Müller-Heidelberg (* 1947), deutscher Komponist
- Tim Müller (* 1996), deutsch-österreichischer Fußballspieler
- Tim Müller-Zitzke (* 1994), deutscher Filmproduzent und Fotograf
- Timo Müller (* 1978), deutscher Regisseur und Drehbuchautor
- Tina Müller (Managerin) (* 1968), deutsche Wirtschaftsmanagerin
- Tina Müller (Dramatikerin) (* 1980), Schweizer Dramatikerin
- Tino Müller (* 1978), deutscher Politiker (NPD) und Neonazi
- Titus Müller (* 1977), deutscher Schriftsteller und Moderator
- Tjark Müller (* 1993), deutscher Handballspieler
- Tobias Müller (Journalist, 1970) (* 1970), Schweizer Journalist und Theaterkritiker
- Tobias Müller (Journalist, 1975) (* 1975), deutscher Journalist
- Tobias Müller (Philosoph) (* 1976), deutscher katholischer Theologe, Religionsphilosoph und Hochschullehrer
- Tobias Müller (Regisseur) (* 1979), deutscher Regisseur
- Tobias Müller (Synchronsprecher) (* 1979), deutscher Synchronsprecher und Rapper
- Tobias Müller (Moderator) (* 1984), Schweizer Moderator
- Tobias Müller (Fußballspieler, 1986) (* 1986), deutscher Fußballspieler
- Tobias Müller (Fußballspieler, 1989) (* 1989), Schweizer Fußballspieler
- Tobias Müller (Telemarker) (* 1992), deutscher Telemarker
- Tobias Müller (Fußballspieler, 1993) (* 1993), deutscher Fußballspieler
- Tobias Müller (Fußballspieler, 1994) (* 1994), deutscher Fußballspieler
- Tobias Müller (Leichtathlet) (* 1998), österreichischer Leichtathlet
- Tobias Müller (Radsportler) (* 2004), deutscher Radsportler
- Tom Müller (Musikproduzent) (auch Tom Mueller), deutscher Tonmeister und Musikproduzent
- Tom Mueller (Raumfahrtingenieur), US-amerikanischer Raumfahrtingenieur
- Tom Müller (Saxophonist) (auch Tom Mueller; * 1969), deutscher Saxophonist
- Tom Müller (Footballspieler) (* 1975/1976),  deutscher American-Football-Spieler
- Tom Müller (Verleger) (* 1982), deutscher Verleger, Autor und Aktivist
- Tom Müller (Dokumentarfilmer), deutscher Dokumentarfilmer
- Tom Müller (Fußballspieler) (* 1997), deutscher Fußballtorhüter
- Toni Müller (* 1984), Schweizer Curler
- Torsten Müller (Musiker) (* 1957), deutscher Musiker
- Torsten Müller (Agrarwissenschaftler) (* 1961), deutscher Agrarwissenschaftler
- Torsten W. Müller (* 1982), deutscher Publizist und Heimatforscher
- Traugott Mueller (um 1865–nach 1921), deutscher Agrarfunktionär
- Traugott Müller (1895–1944), deutscher Regisseur
- Traute Müller (* 1950), deutsche Landespolitikerin (Hamburg) (SPD)
- Trude Müller-Teut (1895–1986), deutsche Malerin
- Trudpert Müller (1920–1991), deutscher Jurist und Politiker (CDU)
- Trudy Müller (1911–1967), Schweizer Schauspielerin und Regisseurin
- Trudy Müller-Bosshard (* 1947), freie Journalistin und Rätselautorin in der Deutschschweiz

### U
- Ueli Müller (* 1952), Schweizer Radrennfahrer
- Udo Müller (Forstwissenschaftler) (1864–1923), deutscher Forstwissenschaftler
- Udo Müller (Jurist, 1902) (1902–1974), deutscher Anwalt und Ministerialbeamter
- Udo Müller (Wirtschaftswissenschaftler) (1935–2016), deutscher Wirtschaftswissenschaftler
- Udo Müller (Jurist, 1943) (1943–2001), deutscher Politiker, Wirtschaftsjurist und Finanzbeamter
- Udo Müller (Kanute), deutscher Kanute
- Udo Müller (Wirtschaftsinformatiker) (* 1959), deutscher Wirtschaftsinformatiker
- Udo Müller (Unternehmer) (* 1962), deutscher Unternehmer
- Udo Reinhard Müller (* 1948), deutscher Strömungsmechaniker und Hochschullehrer
- Ulf Müller (1945–2018), deutscher Mediziner
- Ulfrid Müller (1929–2019), deutscher Architekt, (Kirchen-)Denkmalpfleger und Autor
- Ulrich Müller (Abt) (1526–1584), deutsch-österreichischer Priestermönch.
- Ulrich Müller (Kartograph) (1653–1715), deutscher Kartograph und Instrumentenbauer
- Ulrich Müller (Verwaltungsjurist) (1929–2022), deutscher Verwaltungsjurist
- Ulrich Müller (Germanist) (1940–2012), deutsch-österreichischer Literaturwissenschaftler
- Ulrich Müller (Chemiker) (* 1940), deutscher Chemiker
- Ulrich Müller (Historiker) (* 1942), deutscher Historiker
- Ulrich Müller (Politiker) (* 1944), deutscher Politiker (CDU)
- Ulrich Mueller (* 1949), deutscher Mediziner und Soziologe
- Ulrich Müller (Philosoph) (* 1956), deutscher Philosoph
- Ulrich Müller (Erziehungswissenschaftler) (* 1960), deutscher Erziehungswissenschaftler
- Ulrich Müller (Archäologe) (* 1963), deutscher Archäologe
- Ulrich Müller (Architekt) (* 1965), deutscher Architekt
- Ulrich Müller-Adam (* 1951), deutscher Sänger (Tenor)
- Ulrich Müller-Braun (* 1956), deutscher Autor
- Ulrich Müller-Doppler (* 1961), deutscher Flötist
- Ulrich Müller-Frank (1917–1996), deutscher Jurist und Politiker
- Ulrich Müller-Froß (* 1951), deutscher Pfarrer und Mundharmonikaspieler
- Ulrich Müller-Funk (* 1947), deutscher Mathematiker, Wirtschaftsinformatiker und Hochschullehrer
- Ulrich Müller-Herold (* 1943), deutscher Chemiker und Hochschullehrer
- Ulrich Müller-Hönow (* 1955), deutscher Schauspieler, Regisseur und Puppenspieler
- Ulrich B. Müller (1938–2023), deutscher Theologe
- Ulrich Gaudenz Müller (1922–2005), Schweizer Computerlinguist
- Ulrich Konrad Müller (* 1955), deutscher Jurist und Historiker
- Ulrike Müller (Autorin) (* 1953), deutsche Autorin
- Ulrike Müller (Molekularbiologin) (* um 1960), deutsche Molekularbiologin und Hochschullehrerin für Funktionelle Genomik
- Ulrike Müller (Politikerin) (* 1962), deutsche Politikerin (Freie Wähler)
- Ulrike Müller (Juristin) (* 1968), deutsche Richterin am Bundesgerichtshof und am Bayerischen Verfassungsgerichtshof
- Ulrike Müller (Künstlerin) (* 1971), österreichische bildende Künstlerin
- Ulrike Müller (Regisseurin) (* 1981), deutsche Theaterregisseurin, Autorin und Schauspielerin
- Ulrike Müller (Casterin), deutsche Casting Directorin
- Ulrike Müller-Böker (* 1953), deutsche Geografin und Hochschullehrerin
- Ulrike Müller-Harang (* 1952), deutsche Germanistin
- Ulrike Müller-Rospert (* 1958), deutsche Juristin, Richterin und Gerichtspräsidentin
- Ulrike Müller-Schott (1945–2016), deutsche Cembalistin
- Urs Müller (Politiker, 1962) (* 1962), Schweizer Manager und Politiker (SVP)
- Urs Müller (Orientierungsläufer) (* 1976), Schweizer Orientierungsläufer
- Urs Müller-Plantenberg (* 1937), deutscher Soziologe und Lateinamerikanist
- Urs Müller-Richter (* 1972), deutscher Zahnarzt, MKG-Chirurg und Hochschullehrer
- Urs Müller-Walz (* 1950), Schweizer Politiker
- Ursula Müller (Handballspielerin) (1911–2014), deutsche Leichtathletin und Handballspielerin
- Ursula Müller (1926–2005), deutsche Sängerin (Sopran), siehe Ursula Buckel
- Ursula Müller (Journalistin) (1926–2019), deutsche Journalistin
- Ursula Müller (* 1933), deutsche Neonazi-Aktivistin, siehe Ursula und Curt Müller
- Ursula Brigitte Müller (* 1957), deutsche Diplomatin
- Ursula G. T. Müller (* 1944), deutsche Soziologin und Politische Beamtin
- Ursula Müller (Kunsthistorikerin), deutsche Kunsthistorikerin
- Uta Müller (Politikerin, 1962) (* 1962), deutsche Volkskammerabgeordnete
- Uta-Brigitte Müller (* 1946), deutsche Politikerin (SPD), MdL Brandenburg
- Utz-Jürgen Müller (* 1936), deutscher Grafiker
- Uwe Müller (Künstler, 1942) (* 1942), deutscher Maler und Galerist
- Uwe Müller (Künstler, 1943) (* 1943), deutscher Maler, Grafiker und Objektkünstler
- Uwe Müller (Schauspieler) (* 1950), Schauspieler
- Uwe Müller (Historiker, 1955) (1955–2010), deutscher Slawist, Historiker und Gründer der Prager Zeitung
- Uwe Müller (Historiker, 1956) (* 1956), deutscher Historiker und Archivar
- Uwe Müller (Journalist) (* 1957), deutscher Journalist
- Uwe Müller (Autor) (* 1960), deutscher Autor
- Uwe Müller (Filmemacher) (* 1960), deutscher Regisseur, Drehbuchautor und Kameramann
- Uwe Müller (Fußballspieler, 1961) (* 1961), deutscher Fußballspieler (Fortschritt Bischofswerda)
- Uwe Müller (Fußballspieler, April 1963) (* 1963), deutscher Fußballspieler (Stuttgarter Kickers)
- Uwe Müller (Fußballspieler, Oktober 1963) (* 1963), deutscher Fußballspieler (Eintracht Frankfurt, Admira Wacker Wien, Austria Wien)
- Uwe Müller (Skeletonpilot) (* 1968), österreichischer Skeletonpilot
- Uwe Müller-Gauss (* 1966), Präsident der Bezirkskirchenpflege Hinwil und Mitglied der Kirchensynode der Evangelisch-reformierten Landeskirche des Kantons Zürich
- Uwe Müller-Jacobson (* 1956), deutscher Restaurator, Maler, Bildhauer und Objektkünstler
- Uwe Renald Müller (1954–2006), deutscher Verleger

### V
- Valentin Müller (Orgelbauer) (* um 1670; † 1734), deutscher Orgelbauer
- Valentin Müller (1891–1951), deutscher Arzt und Offizier
- Valentin Müller (Politiker) (1856–1919), deutscher Landwirt und Politiker (NLP), MdR
- Valentin Müller (Archäologe) (1889–1945), deutscher Klassischer Archäologe
- Valentino Müller (* 1999), österreichischer Fußballspieler
- Vanessa Müller (Fußballspielerin) (* 1994), deutsche Fußballspielerin
- Vanessa Müller (Politikerin) (* 2000), deutsche Politikerin (Die Linke)
- Vanessa Joan Müller (* 1968), deutsche Kunsthistorikerin und Ausstellungskuratorin
- Veit Müller (* 1952), deutscher Journalist und Autor
- Vera Müller-Weidner (* 1939), deutsche Schauspielerin und Synchronsprecherin
- Verena Müller (Äbtissin) (1729–1808), Schweizer Äbtissin
- Verena Müller-Schmid (* 1927), Schweizer Keramikerin und Malerin
- Verena Baumer-Müller (* 1935), Schweizer Historikerin
- Verena E. Müller (* 1940), Schweizer Historikerin und Autorin
- Véronique Müller (* 1948), Schweizer Liedermacherin
- Victor Müller (Maler, 1830) (1830–1871), deutscher Maler und Zeichner
- Victor Müller (Maler, 1871) (1871–1951), österreichischer Maler
- Victor Müller-Heß (1883–1960), deutscher Pathologe
- Victorine Müller (* 1961), Schweizer Performancekünstlerin
- Viktor Müller (Fußballspieler), österreichischer Fußballspieler
- Viktor Müller (Unternehmer) (1913–1967), deutscher Unternehmer und Erfinder
- Viktor Müller (Grasskiläufer) (* 1988), Schweizer Grasskiläufer
- Viktor Müller (Spezialeffektkünstler), tschechischer Spezialeffektkünstler
- Viktor Adolf Müller (1879–1959), Schweizer Architekt
- Vincent Müller (Footballspieler) (* 1995), österreichischer American-Football-Spieler
- Vincent Müller (* 2000), deutscher Fußballtorhüter
- Vincent C. Müller, deutscher Philosoph
- Vincenz Müller (General, 1811) (1811–1899), österreichischer General
- Vincenz Müller (Landammann) (auch Vinzenz Müller; 1812–1871), Schweizer Politiker, Urner Landammann
- Vincenz Müller (1894–1961), deutscher Generalleutnant und Politiker (NDPD), MdV
- Vinzenz Müller (1875–1958), österreichischer Lehrer und Politiker (SPÖ)
- Viola Müller (* 1990), deutsche Schauspielerin, Hörbuch- und Synchronsprecherin
- Vít Müller (* 1996), tschechischer Hürdenläufer
- Vitus Müller (1561–1626), deutscher Theologe und Philologe
- Volker Müller (Journalist) (* 1952), deutscher Journalist und Schriftsteller
- Volker Mueller (Philosoph) (* 1957), deutscher Philosoph und Autor
- Volker Müller (Mikrobiologe) (* 1959), deutscher Mikrobiologe und Biochemiker
- Volker Müller (Unternehmer), deutscher Unternehmer, Verbandsfunktionär und Politiker (FDP)
- Volker Müller-Benedict (* 1952), deutscher Sozialwissenschaftler und Hochschullehrer
- Volker-Martin Müller (* 1944), deutscher Augenarzt und Politiker
- Volkmar Müller (* 1954), deutscher Eishockeyspieler
- Volkwin Müller (* 1965), deutscher Liedermacher
- Vreni Müller-Hemmi (* 1951), Schweizer Politikerin (SP)
- Vroni Straub-Müller (* 1963), Schweizer Politikerin (CSP)

### W
- W. A. Th. Müller (1874–nach 1952), deutscher Ingenieur, Fahrzeugkonstrukteur und Unternehmer
- Waldemar Mueller (1851–1924), deutscher Politiker und Bankier
- Waldemar Müller (Schriftsteller) (1871–1955), deutscher Schriftsteller
- Waldemar Müller (Moderator) (1918–2001), deutscher Hörfunkmoderator
- Waldemar Müller, Künstlername von Armin Nagel (* 1969), deutscher Komiker, Schauspieler und Moderator
- Walter Müller (Lithograf) (1845–1927), deutscher Zeichner, Lithograf und Herausgeber
- Walter Müller (Sportfunktionär), österreichischer Eiskunstlauffunktionär und Punktrichter
- Walter Müller (Archäologe, 1877) (1877–1952), deutscher Klassischer Archäologe und Museumsdirektor
- Walter Müller (Architekt, 1879) (1879–1943), deutscher Architekt und Baumeister
- Walter Müller (Literaturwissenschaftler) (auch Walter Müller-Waringholz; 1886–1971), Schweizer Literaturwissenschaftler, Hochschullehrer und Schriftsteller
- Walter Müller (Jurist, 1889) (1889–1976), deutscher Jurist und Richter
- Walter Müller (Gewerkschafter) († 1933), deutscher Gewerkschafter und Autor
- Walter Müller (Fussballspieler, Stuttgart) (Schweizer-Müller), Schweizer Fußballspieler
- Walter Müller (Volkswirt, 1899) (1899–1959), deutscher Volkswirt
- Walter Müller (Mediziner, 1901) (1901–1933), deutscher Röntgenologe und SS-Mitglied
- Walter Müller (Maler, 1901) (auch Walter Müller-Worpswede; 1901–1975), deutscher Maler
- Walter Müller (Politiker, I), deutscher Politiker (BDV), MdBB
- Walter Müller (Politiker, 1907) (1907–nach 1951), deutscher Politiker (DDR-CDU)
- Walter Müller (Mediziner, 1907) (1907–1983), deutscher Pathologe
- Walter Müller (Politiker, 1908) (1908–nach 1976), deutscher Politiker (SED)
- Walter Müller (Fussballspieler, 1909) (1909–nach 1961), Schweizer Fußballspieler
- Walter Müller (Musiker) (1909–nach 1964), deutscher Bratschist
- Walter Müller (Architekt, 1911) (1911–1992), deutscher Architekt und Stadtplaner
- Walter Müller (Schauspieler) (1911–1969), österreichischer Schauspieler
- Walter Müller (Rechtshistoriker) (1914–1975), Schweizer Rechtshistoriker
- Walter Müller (Politiker, 1918) (1918–1988), deutscher Politiker
- Walter Müller (Jurist, 1918) (1918–2001), Schweizer Jurist und Hochschullehrer
- Walter Müller (Betriebswirt) (1918–2010), Schweizer Betriebswirt
- Walter Müller (Fussballspieler, 1920) (1920–2010), Schweizer Fußballtorwart
- Walter Müller (Leichtathlet, 1926) (* 1926), deutscher Leichtathlet (München)
- Walter Müller (Fußballspieler, 1928) (1928–1995), deutscher Fußballspieler und -trainer
- Walter Müller (Leichtathlet, II), deutscher Leichtathlet (Hildesheim)
- Walter Müller (Turner, 1930) (1930–2021), deutscher Turner
- Walter Müller (General) (* 1931), deutscher Generalmajor
- Walter Müller (Radsportler) (1932–2008), österreichischer Radrennfahrer
- Walter Müller (Biathlet) (1940–1966), österreichischer Biathlet
- Walter Müller (Turner, 1940) (* 1940), Schweizer Turner
- Walter Müller (Agraringenieur) (1941–2023), Schweizer Agraringenieur
- Walter Müller (Fussballspieler, 1942) (1942–2018), Schweizer Fußballspieler
- Walter Müller (Soziologe) (* 1942), Schweizer Soziologe
- Walter Müller (Politiker, 1943) (* 1943), deutscher Politiker (SPD)
- Walter Müller (Archäologe, 1946) (* 1946), deutscher Archäologe
- Walter Müller (Bergsteiger) (1948–2013), Schweizer Bergführer und Extrembergsteiger
- Walter Müller (Manager) (* 1948), deutscher Manager und Fußballfunktionär
- Walter Müller (Politiker, 1948) (* 1948), Schweizer Politiker (FDP)
- Walter Müller (Diplomat) (* 1950), deutscher Diplomat
- Walter Müller (Schriftsteller) (* 1950), österreichischer Schriftsteller
- Walter Müller (Maler, 1952) (* 1952), Schweizer Maler
- Walter Müller (Fußballspieler, 1954) (* 1954), deutscher Fußballspieler
- Walter Müller (Politiker, 1959) (* 1959), deutscher Politiker (Wählervereinigung „Für Bremerhaven“)
- Walter Müller (Spieleautor) (* 1959), deutscher Spieleautor
- Walter Müller (Fussballspieler, 1970) (* 1970), Schweizer Fußballspieler
- Walter Müller-Albrecht (1888–nach 1945), deutscher Wirtschaftsmanager
- Walter Müller-Bringmann (1919–nach 1973), deutscher Journalist und Autor
- Walter Müller-Dultz (1912–1983), deutscher Genealoge
- Walter Müller-Grah (1891–1976), deutscher Architekt, Fotograf und Fotokünstler
- Walter Müller Hess (1894–1977), chilenischer Unternehmer und Diplomat
- Walter Müller-Koch (1897–nach 1947), deutscher Architekt
- Walter Müller von Kulm (1899–1967), Schweizer Komponist, Dirigent und Musikpädagoge
- Walter Müller-Römheld (* 1927), deutscher Germanist und Verleger
- Walter Müller-Seidel (1918–2010), deutscher Germanist
- Walter Müller-Wulckow (1886–1964), deutscher Kunsthistoriker und Publizist
- Walter A. Müller (1919–1982), deutscher Arzt und Homöopath
- Walter Andreas Müller (* 1945), Schweizer Schauspieler
- Walter Emil Müller (1896–1983), Schweizer Maler
- Walter Friedrich Müller (1863–1937), Schweizer Lehrer und Autor
- Walter Heinrich Müller (auch Müller-Glinz; 1861–1948), Schweizer Modelleur und Kunstgewerbelehrer
- Walter Josef Müller (1912–nach 1950), deutscher Textilingenieur
- Walter W. Müller (1933–2024), deutscher Semitist
- Walther Müller (Architekt) (1878–1957), deutscher Architekt, Maler und Bildhauer
- Walther Müller (Chorleiter) (1884–1962), Schweizer Kapellmeister und Chorleiter
- Walther Müller (Mediziner) (1888–1949), deutscher Orthopäde
- Walther Müller (Maler) (auch Walther Müller-Roth; 1890–1977), Schweizer Maler
- Walther Müller (Physiker) (1905–1979), deutscher Physiker
- Walther Müller (Verleger) (1927–2019), deutscher Verleger
- Walther Müller-Jentsch (1935–2025), deutscher Wirtschafts- und Sozialwissenschaftler
- Walther Müller-Schöll (1899–1965), deutscher Journalist
- Walther Müller-Waldenburg (1877–??), deutscher Autor
- Walther Felix Mueller (1879–1970), deutscher Politiker
- Walther Otto Müller (1833–1887), deutscher Botaniker
- Waltraud Müller-Franke (* 1958), deutsche Sozialwissenschaftlerin und Hochschullehrerin
- Wanja Müller, deutscher American-Football-Spieler und -Trainer
- Wendelin Müller-Blattau (1922–2004), deutscher Musikwissenschaftler
- Wenzel Müller (1759–1835), österreichischer Komponist
- Werner Müller (Politiker, 1900) (1900–1955), deutscher Jurist und Politiker
- Werner Müller (Landrat) (1900–1982), deutscher Maschineningenieur, Manager und Landrat
- Werner Müller (Sportfunktionär, 1906) (1906–1996), deutscher Manager und Sportfunktionär
- Werner Müller (Ethnologe) (1907–1990), deutscher Ethnologe
- Werner Müller (Politiker, 1910) (1910–1996), deutscher Politiker (CSU)
- Werner Müller (Komponist) (1920–1998), deutscher Komponist, Dirigent und Arrangeur
- Werner Müller (Philosoph) (1922–2006), deutscher Philosoph und Hochschullehrer
- Werner Müller (Kanute) (1922–2006), Schweizer Kanute
- Werner Müller (Chemiker) (1923–2005), deutscher Chemiker und Kunsthistoriker
- Werner Müller (Holzbildhauer) (1923–2006), deutscher Holzbildhauer und Zeichner
- Werner Müller (Heimatforscher) (1924–1999), deutscher Heimatforscher
- Werner Müller (Architekt) (1924–2005), Schweizer Architekt
- Werner Müller (Archäologe) (1925–2016), deutscher Archäologe
- Werner Müller (Fußballspieler, Februar 1926) (1926–2012), deutscher Fußballspieler
- Werner Müller (Fußballspieler, Juni 1926) (* 1926), deutscher Fußballspieler
- Werner Müller (Politiker, 1927) (1927–1983), deutscher Politiker (DBD)
- Werner Müller (Parteifunktionär) (1928–1996), deutscher Funktionär der SED
- Werner Müller (Maler) (* 1931), deutscher Maler
- Werner Müller (Mediziner) (* 1933), Schweizer Mediziner und Hochschullehrer
- Werner Müller (Fußballspieler, 1934) (* 1934), deutscher Fußballspieler
- Werner Müller (Fußballspieler, 1937) (* 1937), deutscher Fußballspieler
- Werner Müller (Schauspieler), deutscher Schauspieler
- Werner Müller (Ministerialbeamter) (* 1943), deutscher Verwaltungsjurist und Ministerialbeamter
- Werner Müller (Regisseur) (* 1943), deutscher Pantomime, Regisseur und Lehrer
- Werner Müller (Politiker, 1946) (1946–2019), deutscher Manager und Politiker
- Werner Müller (Historiker) (* 1946), deutscher Historiker und Hochschullehrer
- Werner Müller (Mathematiker) (* 1949), deutscher Mathematiker und Hochschullehrer
- Werner Müller (Sportfunktionär, 1952) (* 1952), Schweizer Architekt und Sportfunktionär
- Werner Müller (Biologe) (* 1956), deutscher Biologe und Hochschullehrer
- Werner Müller (Intendant) (* 1957), deutscher Theaterintendant und Regisseur
- Werner Müller (Bildhauer) (* 1958), deutscher Maler, Bildhauer und Objektkünstler
- Werner Müller (Politiker, 1959) (* 1959), Schweizer Politiker (CVP)
- Werner Müller (Wirtschaftswissenschaftler) (* 1960), deutscher Wirtschaftswissenschaftler und Hochschullehrer
- Werner Müller (Motorsportler) (* 1967), österreichischer Motorsportler
- Werner Müller-Bech (1931–2023), deutscher Pianist, Musikwissenschaftler und Hochschullehrer
- Werner Müller-Esterl (* 1948), deutscher Biochemiker und Hochschullehrer
- Werner Müller-Pelzer (* 1949), deutscher Romanist
- Werner Müller-Rilon (1913–1991), deutscher Artist, Maler und Grafiker
- Werner Müller-Warmuth (* 1929), deutscher Chemiker
- Werner A. Müller (1937–2022), deutscher Biologe, Hochschullehrer und Buchautor
- Werner E. G. Müller (* 1942), deutscher Biochemiker
- Werner Ernst Müller (1910–1987), Schweizer Maler und Restaurator
- Werner Günther Müller (* 1965), österreichischer Statistiker
- Werner J. Müller (1899–1986), Schweizer Architekt, Bildhauer und Maler
- Werner Otto Müller-Hill (1885–1977), deutscher Jurist
- Werner Y. Müller (1902–1991), Schweizer Kunsthistoriker
- Wibke Müller-Forell (* 1949), deutsche Neuroradiologin und Hochschullehrerin
- Wilfried Müller (Generalmajor) (1931–1993), deutscher Generalmajor
- Wilfried Müller (Sozialwissenschaftler) (* 1945), deutscher Sozialwissenschaftler und Hochschullehrer
- Wilhelm Müller (Prediger) (um 1633–nach 1673), deutscher Prediger und Schriftsteller
- Wilhelm Müller (Politiker, 1758) (1758–1817), deutscher Politiker, MdL Waldeck
- Wilhelm Müller (Schauspieler) (1780–1862), deutscher Schauspieler
- Wilhelm Müller (Offizier) (1783–1846), deutscher Major, Militärwissenschaftler und Schriftsteller
- Wilhelm Müller (Politiker, 1790) (1790–1844), deutscher Politiker, MdL Hessen
- Wilhelm Müller (Dichter) (1794–1827), deutscher Dichter
- Wilhelm Müller (Orgelbauer) († nach 1865), deutscher Orgelbauer
- Wilhelm Müller (Jurist, 1804) (1804–1876), deutscher Jurist und Richter
- Wilhelm Müller (Klavierbauer) (1814–1893), deutscher Klavierfabrikant, Musikverleger und Komponist
- Wilhelm Müller (Verleger, 1815) (1815–1890), deutscher Verleger
- Wilhelm Müller (Politiker, 1821) (1821–1899), deutscher Kaufmann und Politiker
- Wilhelm Müller (Politiker, 1830) (1830–1915), deutscher Landwirt und Politiker (DRP), MdR
- Wilhelm Müller (Mediziner, 1832) (1832–1909), deutscher Pathologe
- Wilhelm Müller (1834–1897), deutscher Geiger, siehe Gebrüder Müller
- Wilhelm Müller (Generalleutnant) (1834–1902), deutscher Generalleutnant
- Wilhelm Müller (Richter), deutscher Richter und Verbandsfunktionär
- Wilhelm Müller (Verleger) (1849–1928), deutscher Verleger, Buchhändler und Kamerafabrikant
- Wilhelm Mueller (1850–1921), deutscher Kolonialoffizier, Generalmajor der Schutztruppen
- Wilhelm Müller (Architekt, 1851) (1851–1928), deutscher Architekt
- Wilhelm Müller (Architekt, 1854) (1854–1927), deutscher Architekt
- Wilhelm Müller (Mediziner, 1855) (1855–1937), deutscher Chirurg
- Wilhelm Müller (Zoologe) (1857–1940), deutscher Zoologe
- Wilhelm Müller (Politiker, 1871) (1871–1947), deutscher Politiker (Zentrum)
- Wilhelm Müller (Politiker, 1875) (1875–1957), deutscher Politiker (SPD)
- Wilhelm Müller (Mediziner, 1878) (1878–nach 1929), österreichisch-ungarischer Mediziner, Sanatoriumsgründer und Schriftsteller
- Wilhelm Müller (Physiker) (1880–1968), deutscher Physiker
- Wilhelm Müller (Ethnologe) (1881–1916), deutscher Ethnograph
- Wilhelm Müller (Ingenieur) (1882–1956), deutscher Eisenbahningenieur
- Wilhelm Müller (Pädagoge) (1886–1969), deutscher Pädagoge
- Wilhelm Müller (Politiker, Februar 1889) (1889–1965), deutscher Politiker (NSDAP), Oberbürgermeister von Wilhelmshaven
- Wilhelm Müller (Politiker, Juli 1889) (1889–1955), deutscher Politiker (SPD), MdL Württemberg-Baden
- Wilhelm Müller (Politiker, Februar 1890) (1890–1957), deutscher Politiker (KPD)
- Wilhelm Müller (Politiker, Dezember 1890) (1890–1944), deutscher Politiker (SPD)
- Wilhelm Müller (Architekt, 1898) (1898–1966), Schweizer Architekt
- Wilhelm Müller (Ruderer), Schweizer Ruderer
- Wilhelm Müller (Unternehmer, Ankum) (1901–1967), deutscher Klebstoff-Fabrikant und Firmengründer
- Wilhelm Müller (Unternehmer, Osnabrück) (1901–nach 1971), deutscher Bekleidungsfabrikant
- Wilhelm Müller (Jurist) (1902–1993), deutscher Jurist
- Wilhelm Müller (MfS-Mitarbeiter) (1904–1970), deutscher Oberst des Ministeriums für Staatssicherheit
- Wilhelm Müller (Politiker, X), deutscher Politiker (SED), MdL Thüringen
- Wilhelm Müller (Politiker, 1908) (1908–1983), deutscher Politiker (KPD/SED), Widerstandskämpfer und Redakteur
- Wilhelm Müller (Handballspieler) (1909–1984), deutscher Handballspieler
- Wilhelm Müller (Archivar) (1910–1989), deutscher Archivar und Museumsleiter
- Wilhelm Müller (Buddhist) (1912–1990), deutscher Widerstandskämpfer und Buddhist
- Wilhelm Müller (Journalist) (1912/1913–1995), deutscher Journalist
- Wilhelm Müller (Maler) (1928–1999), deutscher Maler und Grafiker
- Wilhelm Müller-Amorbach (1843–1905), deutscher Jurist und Schriftsteller
- Wilhelm Müller-Brieghel (1860–1916), dänisch-deutscher Maler
- Wilhelm Müller-Erzbach (1839–1914), deutscher Naturwissenschaftler und Pädagoge
- Wilhelm Müller-Hofmann (1885–1948), deutscher Maler und Kunstpädagoge
- Wilhelm Müller-Jensen (auch Will Müller-Jensen; 1908–2000), deutscher Neurologe und Psychiater
- Wilhelm Müller-Lenhartz (1873–1952), deutscher Agrarwissenschaftler und Politiker (DNVP)
- Wilhelm von Müller-Rienzburg (1875–1963), deutscher Generalmajor
- Wilhelm Müller-Rüdersdorf (1889–um 1945), deutscher Schriftsteller und Redakteur
- Wilhelm Müller-Scheld (1895–1969), deutscher Schriftsteller
- Wilhelm Müller-Schönefeld (1867–1944), deutscher Maler
- Wilhelm Müller-Weilburg (1857/1859–1906), deutscher Schriftsteller
- Wilhelm Müller-Wille (1906–1983), deutscher Geograph
- Wilhelm Adolph Theodor Müller, bekannt als W. A. Th. Müller (1874–nach 1952), deutscher Ingenieur, Fahrzeugkonstrukteur und Unternehmer
- Wilhelm August Müller (1868–1933), deutscher Jurist und Politiker
- Wilhelm Christian Müller (1752–1831), deutscher Musikschriftsteller, Kantor und Pädagoge
- Wilhelm Franz Müller (1852–1937), deutscher Generalleutnant
- Wilhelm Heinrich Müller (1838–1889), deutscher Erzhändler
- Wilhelm Helmuth Müller (auch Wilhelm Helmut Müller; 1899–1966), deutscher Graphologe
- Wilhelm J. Müller (1901–1990), deutscher Tiefbauingenieur und Hochschullehrer
- Wilhelm Jeremias Müller (1725–1801), deutscher Architekt
- Wilhelm Konrad Hermann Müller (1812–1890), deutscher Germanist
- Wilhelm Max Müller (1862–1919), deutsch-amerikanischer Orientalist
- Wilhelm Otto Müller, eigentlicher Name von Wilhelm Müllerzell (1894–1985), deutscher Maler, Grafiker und Stiftungsgründer
- Wilhelmine Müller (geb.  Wilhelmine Maisch; 1767–1806), deutsche Dichterin und Herausgeberin
- Wilken Fritz Müller (1942–1994), deutscher Radiomoderator und Musiker, siehe Wilken F. Dincklage
- Wilko Müller junior (* 1962), deutscher Schriftsteller
- Willi Müller (1890–1944), deutscher Kommunalpolitiker (SPD), Gewerkschafter, Opfer des Nazi-Regimes, siehe Wilhelm Müller (Politiker, Dezember 1890)
- Willi Müller (Politiker, Februar 1895) (1895–1967), deutscher Politiker (SPD), MdL Hessen
- Willi Müller (Politiker, September 1895) (1895–1965), deutscher Politiker (SPD), MdL Nordrhein-Westfalen
- Willi Müller (Politiker, 1896) (1896–1964), deutscher Politiker (SPD), Stadtdirektor Bad Sachsa
- Willi Müller (Ringer, I), deutscher Ringer
- Willi Müller (Bildhauer) (1903–1981), deutscher Bildhauer
- Willi Müller (Fußballfunktionär) (1911–2004), deutscher Fußballfunktionär
- Willi Müller (Politiker, 1925) (1925–2007), deutscher Politiker (SPD), MdB
- Willi Müller (Ringer, 1935) (1935–2004), deutscher Ringer
- Willi Müller (Politiker, 1936) (* 1936), deutscher Politiker (CSU), MdL Bayern
- Willi Müller (Gewichtheber) (* 1939), deutscher Gewichtheber
- Willi Müller (Leichtathlet) (* 1947), deutscher Ultraläufer
- Willi Müller (Orientierungsläufer), Schweizer Orientierungsläufer
- Willi Müller-Hufschmid (1890–1966), deutscher Maler
- William Müller (Sänger) (1845–1905), deutscher Opernsänger (Tenor)
- William Müller (Architekt) (1871–1913), deutscher Architekt
- William Mueller (* 1980), US-amerikanischer Wrestler
- William A. Mueller (1901–1992), US-amerikanischer Toningenieur
- William James Müller (1812–1845), britischer Maler
- Willibald Müller (1845–1919), österreichischer Schriftsteller
- Willy Müller (Politiker, 1884) (1884–1973), deutscher Landwirt und Politiker (CNBL, DP), MdL
- Willy Müller (Verleger) (1900–1985), deutscher Musikverleger
- Willy Müller (Politiker, 1903) (1903–1976), deutscher Politiker (DDP, SPD), MdB
- Willy Müller (Erfinder) (1903–1992), deutsch-schweizerischer Erfinder
- Willy Müller (Landrat), deutscher Landrat des Kreises Schleiden
- Willy Müller-Brittnau (1938–2003), Schweizer Maler und Plastiker
- Willy Müller-Crailsheim (1896–1968), deutscher Violinist und Musikpädagoge
- Willy Müller-Eulo (1898–nach 1965), deutscher Maler und Grafiker
- Willy Müller-Gera (1887–1981), deutscher Grafiker und Botaniker
- Willy Müller-Lückendorf (1905–1969), deutscher Maler
- Willy Müller-Medek (1897–1965), deutscher Flötist, Kammermusiker und Komponist
- Willy Müller-Wieland (1891–nach 1957), deutscher Versicherungsmanager und Verbandsfunktionär
- Winfried Müller (1926–1993), auch: Mischa Müller.Samson, deutsch-algerischer Major, siehe Si Mustapha-Müller
- Winfried Müller (Mediziner) (1932–2022), deutscher Augenarzt
- Winfried Müller (Mathematiker), deutscher Mathematiker
- Winfried Müller (Historiker) (1953–2025), deutscher Landeshistoriker
- Winfried Bernward Müller (* 1944), österreichischer Mathematiker
- Wojciech Müller (1947–2018), polnischer Maler, Grafiker und Bildhauer
- Woldemar Müller (1860–1928), deutscher Volkskundler und Zeichner
- Wolf-Christian Müller (* 1972), deutscher Physiker und Hochschullehrer
- Wolf-Dieter Müller-Jahncke (* 1944), deutscher Apotheker und Hochschullehrer
- Wolf Johannes Müller (1874–1941), Schweizer Chemiker
- Wolfgang Müller (Maler, 1877) (genannt Wolfgangmüller; 1877–1949), deutscher Maler
- Wolfgang Müller (Architekt, 1897) (1897–1958), Schweizer Architekt und Denkmalpfleger
- Wolfgang Müller (Offizier) (1901–1986), deutscher Widerstandskämpfer
- Wolfgang Müller (Kirchenhistoriker) (1905–1983), deutscher Kirchenhistoriker und Theologe
- Wolfgang Müller (Grafiker) (1917–1974), deutscher Grafiker
- Wolfgang Müller (Schauspieler, 1922) (1922–1960), deutscher Kabarettist und Schauspieler
- Wolfgang Müller (Papyrologe) (1922–2012), deutscher Papyrologe
- Wolfgang Müller (Heimatforscher) (1923–2000), deutscher Beamter und Heimatforscher
- Wolfgang Müller (Mediziner) (1925–2017), deutscher Rheumatologe
- Wolfgang Müller (Reiter) (1931–2021), deutscher Dressurreiter
- Wolfgang Müller (Architekt, 1932) (1932–1992), deutscher Architekt
- Wolfgang Müller (Fußballspieler, 1934) (* 1934), deutscher Fußballspieler
- Wolfgang Müller (Fußballtrainer) (1935–2013), deutscher Fußballtrainer
- Wolfgang Müller (Kulturpolitiker) (1935–2019), deutscher Elektrochemiker und Ministerialbeamter
- Wolfgang Müller (Betriebswirt) (1936–1993), deutscher Betriebswirt
- Wolfgang Müller (Politiker) (1936–2024), deutscher Politiker (SPD), MdL Hessen
- Wolfgang Müller (Chemiker) (* 1937), deutscher Chemiker und Chemiehistoriker
- Wolfgang Müller (Hockeyspieler) (* 1938), deutscher Hockeyspieler
- Wolfgang Müller (Gewerkschafter), deutscher Gewerkschafter und Politiker (CSU)
- Wolfgang Müller (Schriftsteller) (1941–2013), deutscher Schriftsteller und Drehbuchautor
- Wolfgang Müller (Mathematiker) (1942–2006), deutscher Mathematiker und Hochschullehrer
- Wolfgang Müller (Leichtathlet) (* 1943), deutscher Leichtathlet
- Wolfgang Müller (Maler, 1946) (* 1946), deutscher Maler
- Wolfgang Müller (Fußballspieler, 1952) (* 1952), deutscher Fußballspieler
- Wolfgang Müller (Ethnologe) (1953–2001), deutscher Ethnologe
- Wolfgang Müller (Musikpädagoge) (1953–2023), deutscher Musikpädagoge, Pianist, Komponist
- Wolfgang Müller (Schauspieler, 1953) (* 1953), deutscher Schauspieler und Synchronsprecher
- Wolfgang Müller (Archivar) (* 1954), deutscher Archivar
- Wolfgang Müller (Skilangläufer) (* 1955), deutscher Skilangläufer
- Wolfgang Müller (Künstler) (* 1957), deutscher Künstler, Musiker und Autor
- Wolfgang Müller (Koch) (* 1964), deutscher Koch
- Wolfgang Müller (Geologe) (* 1966/1967), österreichischer Geologe und Hochschullehrer
- Wolfgang Mueller (Schriftsteller) (Pseudonym Oscar Heym; * 1967), deutscher Jurist, Schriftsteller und Filmproduzent
- Wolfgang Müller (Maler, 1968) (* 1968), deutscher Maler und Komponist
- Wolfgang Mueller (Historiker) (* 1970), österreichischer Historiker
- Wolfgang Müller (Musiker) (* 1975), deutscher Musiker
- Wolfgang Müller (Übersetzer), deutscher Übersetzer
- Wolfgang Müller-Commichau (* 1950), deutscher Pädagoge und Erziehungswissenschaftler
- Wolfgang Müller-Felber (* 1958), deutscher Kinder- und Jugendneurologe sowie Hochschullehrer
- Wolfgang Müller-Frees (1909–1974), deutscher Schauspieler, siehe Wolf Frees
- Wolfgang Müller-Funk (* 1952), deutsch-österreichischer Literaturwissenschaftler
- Wolfgang Müller-Gabriel (* 1947), deutscher Jurist und Staatsanwalt
- Wolfgang Müller-Härlin (* 1940), deutscher Schriftsteller und Zeichner
- Wolfgang Müller-Haeseler (1927–2004), deutscher Journalist
- Wolfgang Müller-Jakob (* 1964), deutscher Maler
- Wolfgang Müller-Kallweit (* 1967), deutscher Politiker (CDU), MdHB
- Wolfgang Müller-Klieser (* 1947), deutscher Pathophysiologe und Hochschullehrer
- Wolfgang Müller von Königswinter (1816–1873), deutscher Dichter
- Wolfgang Müller-Lauter (1924–2001), deutscher Philosoph
- Wolfgang Müller-Lorenz (* 1946), deutscher Sänger (Tenor)
- Wolfgang Müller-Nishio (1931–2016), deutscher Violinist und Instrumentalpädagoge
- Wolfgang Müller-Osten (1910–1995), deutscher Sanitätsoffizier, Chirurg und Standespolitiker
- Wolfgang Müller-Ruchholtz (1928–2019), deutscher Mediziner
- Wolfgang Müller-Schauenburg (* 1940), deutscher Nuklearmediziner und Astronom
- Wolfgang Müller-Schlesinger (* 1958), deutscher Schauspieler, Kabarettist und Moderator
- Wolfgang Müller-Sehn (1914–1976), deutsch-österreichischer Dokumentarfilmregisseur
- Wolfgang Müller-Steinbach (* 1945), deutscher Pianist, Komponist und Hochschullehrer
- Wolfgang Müller-Stoll (1909–1994), deutscher Botaniker
- Wolfgang Müller-Welser (1936–1999), deutscher katholischer Geistlicher und Autor
- Wolfgang Müller-Wiener (1923–1991), deutscher Bauforscher
- Wolfgang Müller-Wittenberg (1940–2023), deutscher Innenarchitekt, Designer und Verbandsfunktionär
- Wolfgang Müller-Zantop (* 1924), deutscher Architekt
- Wolfgang C. Müller (* 1957), österreichischer Politikwissenschafter und Hochschullehrer
- Wolfgang D. Müller (Wolfgang Dietrich Müller; 1916–2006), deutscher Journalist
- Wolfgang Erich Müller (* 1947), deutscher Theologe
- Wolfgang G. Müller (Anglist) (* 1941), deutscher Anglist und Hochschullehrer
- Wolfgang G. Müller (Politiker) (* 1951), deutscher Politiker (SPD), Oberbürgermeister von Lahr/Schwarzwald
- Wolfgang H. Müller (* 1959), deutscher Physiker und Hochschullehrer
- Wolfgang Hermann Müller (* 1930), deutscher Philosoph, Soziologe und Hochschullehrer
- Wolfgang J. Müller (1913–1992), deutscher Kunsthistoriker
- Wolfgang Peter Müller (* 1960), deutscher Mittelalterhistoriker
- Wolfgang-Ulrich Müller (* 1948), deutscher Strahlenbiologe und Hochschullehrer
- Wolfgang W. Müller (* 1956), deutscher Theologe
- Wolfram Müller (* 1981), deutscher Leichtathlet
- Wolfram Müller-Freienfels (1916–2007), deutscher Jurist und Hochschullehrer
- Wulf Müller (* 1966), deutscher Hockeyspieler
- Wunibald Müller (* 1950), deutscher Schriftsteller und Theologe

### X
- Xaver Müller (1845–1915), Schweizer Architekt
- Xeno Müller (* 1972), Schweizer Ruderer

### Y
- Yannick Müller (* 1999), österreichischer Rennrodler
- Yves Müller (* 1989), Schweizer Eishockeyspieler

### Z
- Zeno Müller (1818–1894), österreichischer Benediktiner, Abt des Stiftes Admont
- Zora Müller (* 2010), deutsche Kinderdarstellerin